# Carrosser

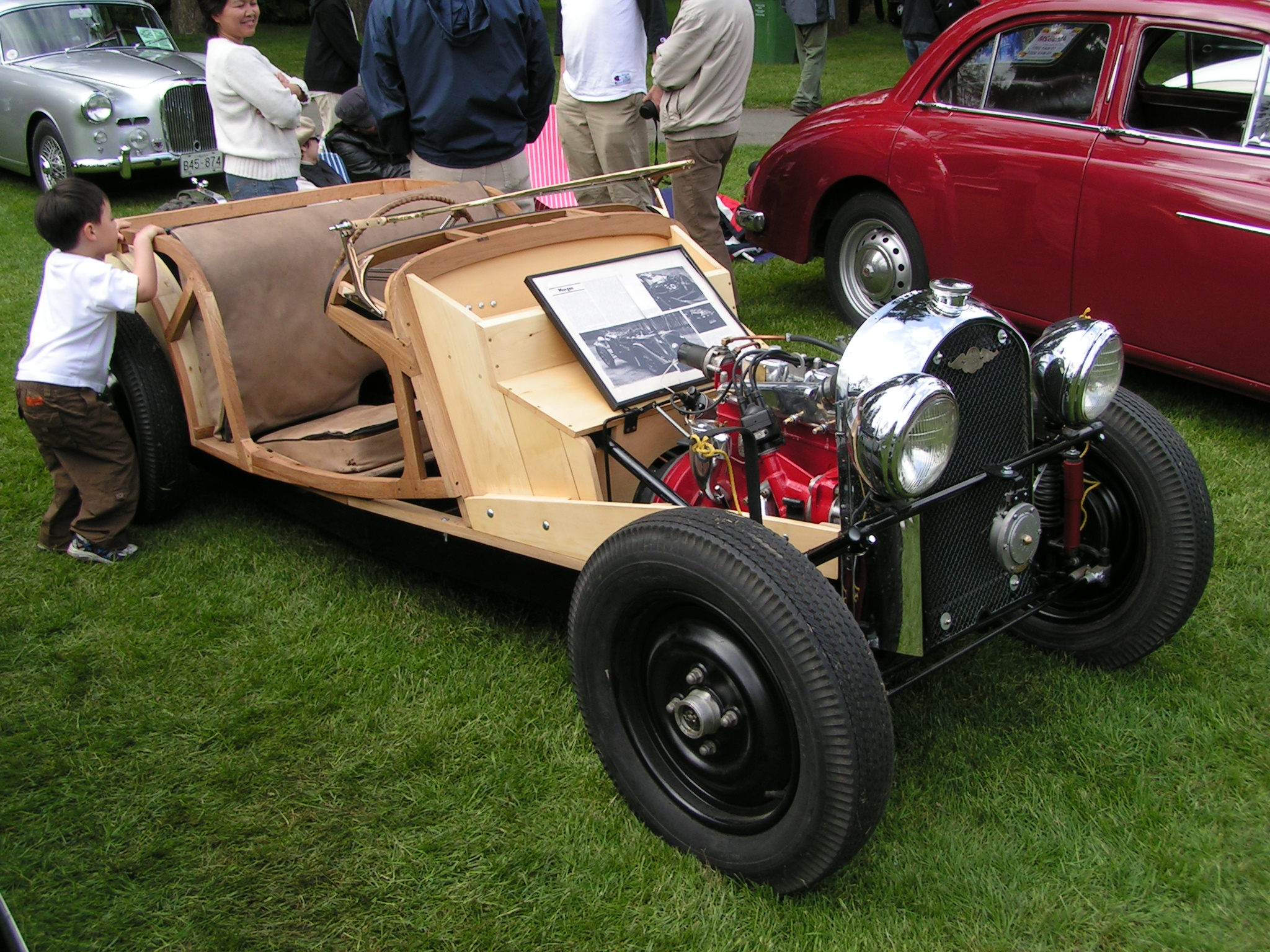
Automòbil Morgan+4 sense les parts d'alumini de la carrosseria. Mostrant l'estructura de fusta de freixe

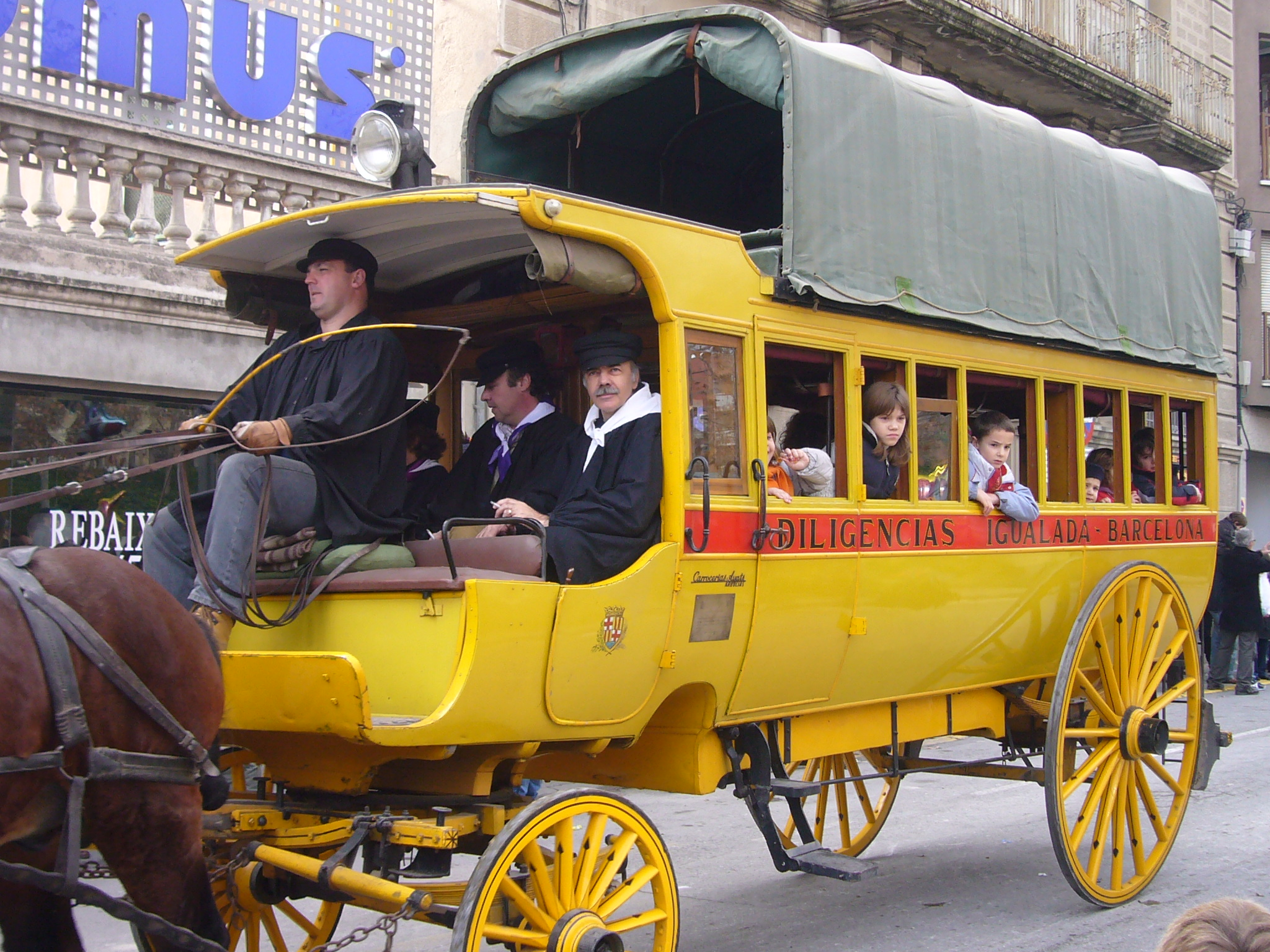
Diligència que realitzava el trajecte Igualada-Barcelona. S'usa en els "Tres Tombs" organitzats per l'Antic Gremi de Traginers d'Igualada

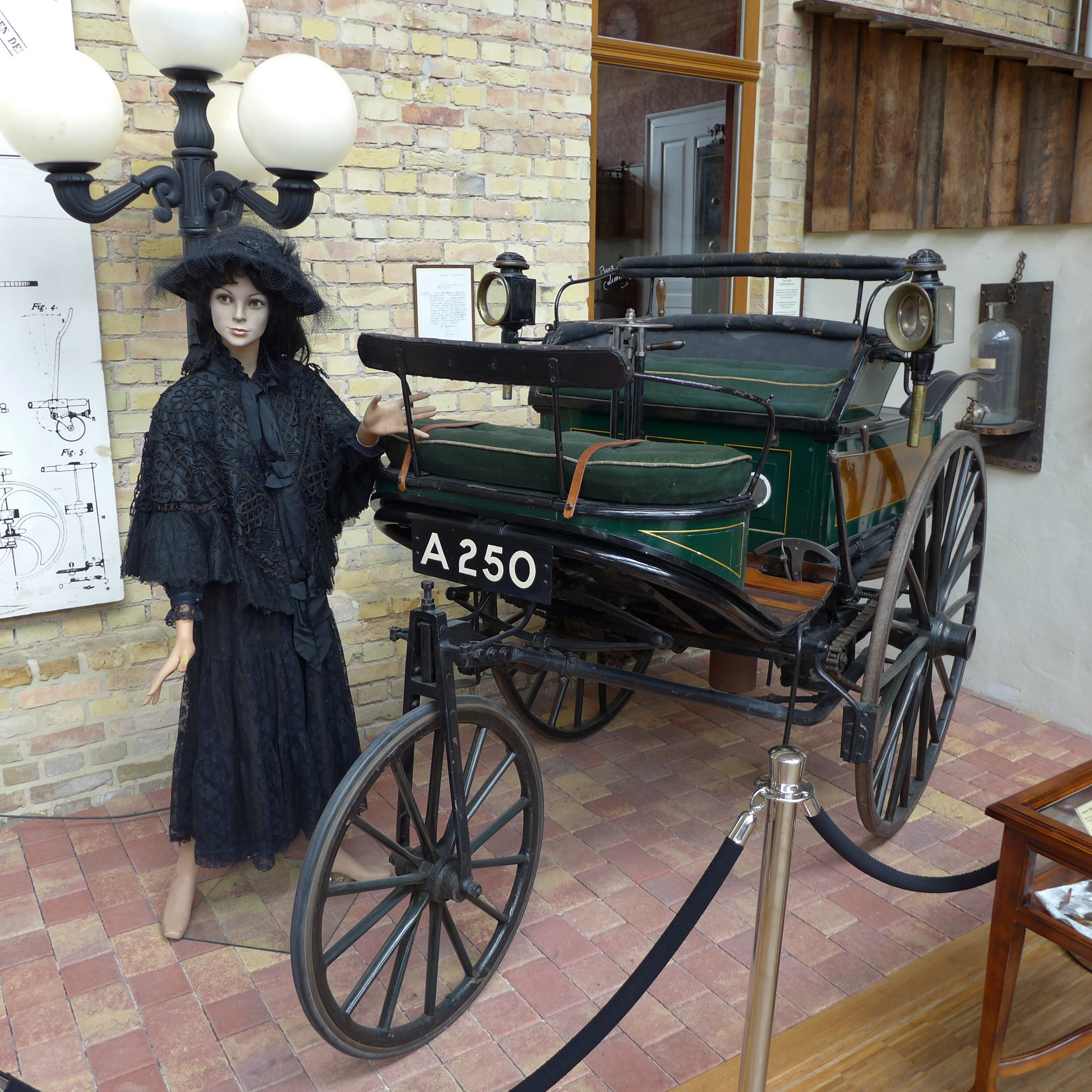
Tricicle Benz de 1888.

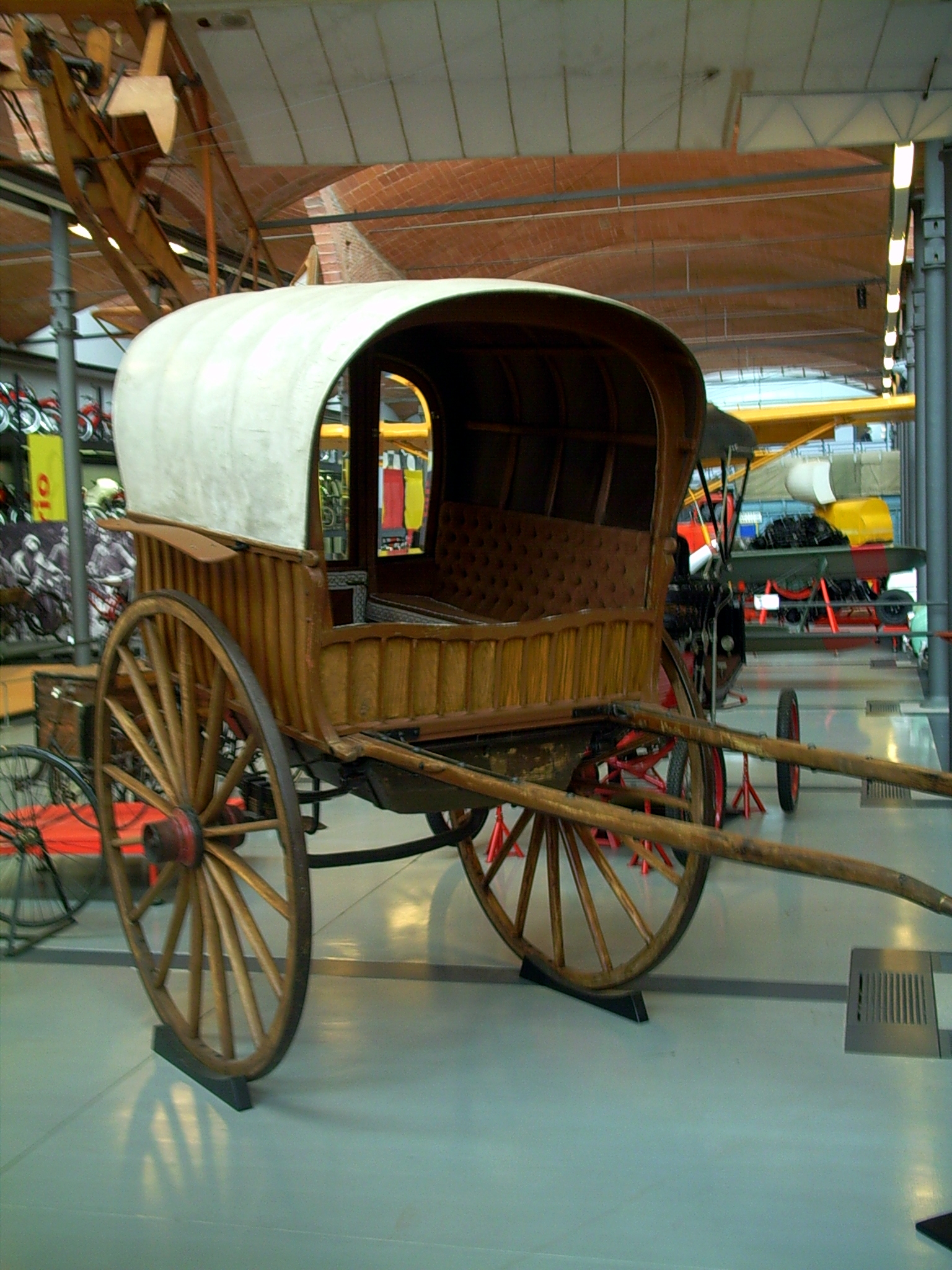
Tartana catalana

Un carrosser és la persona que fabrica o dissenya carrosseries. Antigament era un menestral que fabricava carrosses. En els primers temps de l'automòbil alguns artesans carrossers foren els encarregats de vestir les bases mecàniques subministrades pels fabricants. Ràpidament, la manufactura de carrosseries per a automòbils esdevingué una indústria especialitzada.
Qualsevol operari que treballi en una empresa de carrosseries pot anomenar-se carrosser, però els carrossers més importants són els que donen nom a l'empresa per ser-ne propietaris o dissenyadors principals.

## Terminologia
- Carrosser. Persona que fabricava carrosses. Persona que fabrica carrosseries.[1]
- Carreter.[2][3]
- Taller de carros. "Carretería" en castellà.
- Tartana de vidres.[4]
- Carro a la catalana.[5][6]
- Cadira de mà amb vidres.[7]
- Carpentarium.[8]

## Història

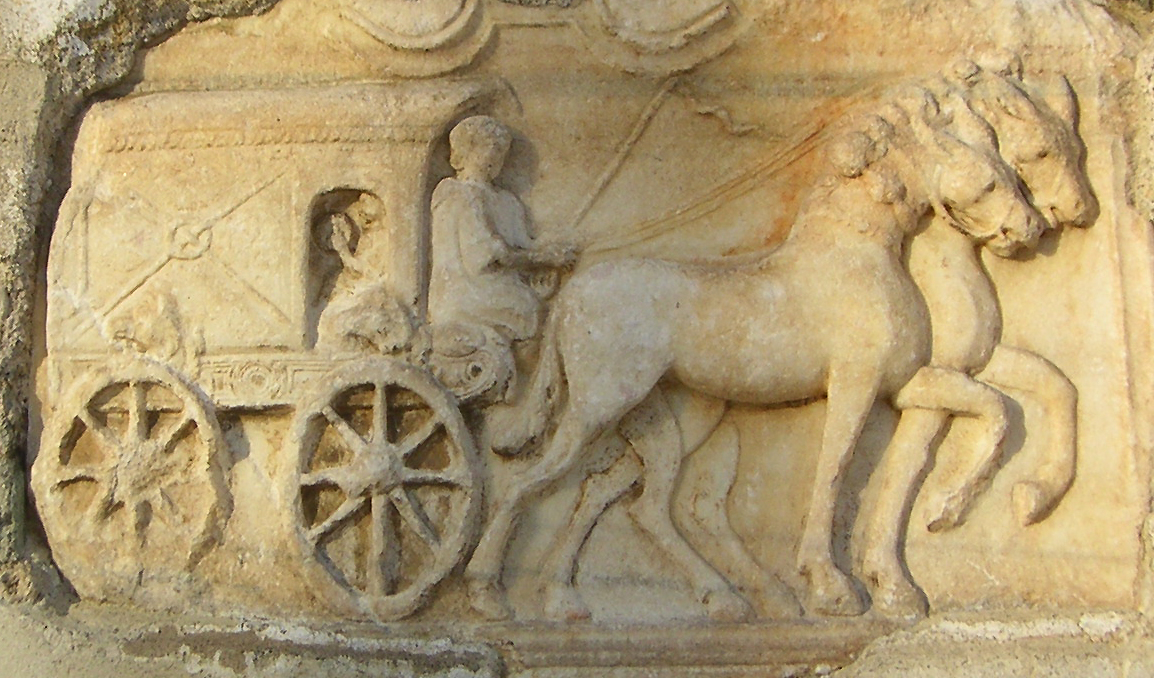
Carro romà de quatre rodes

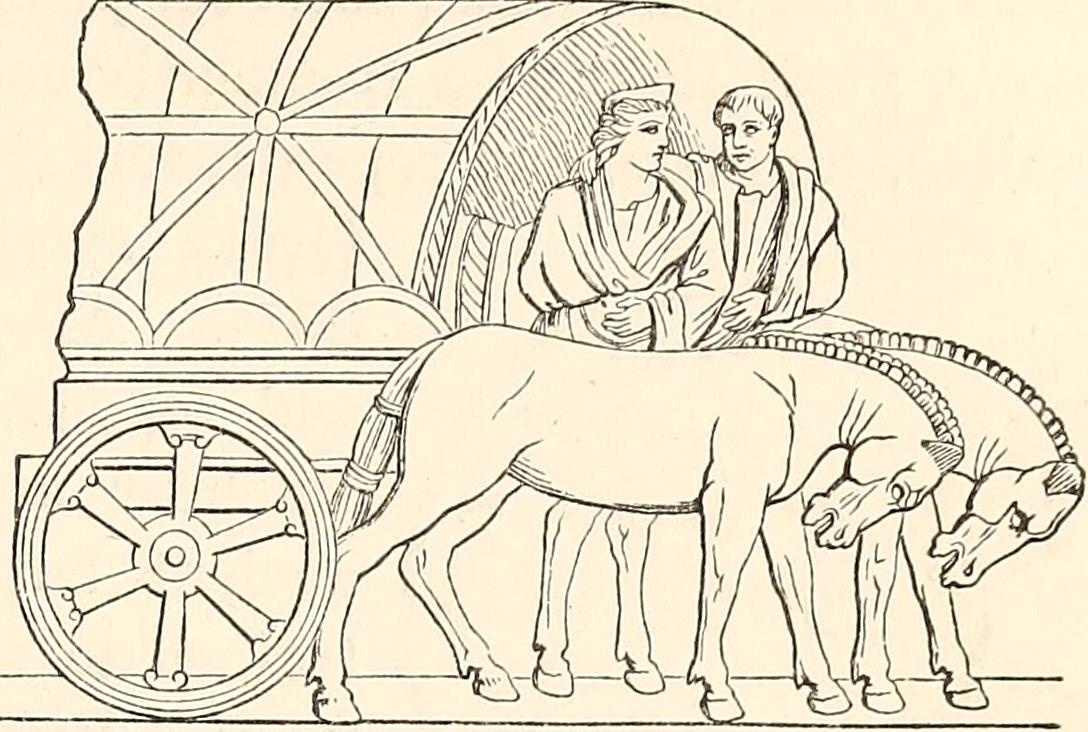
Carro cobert romà.

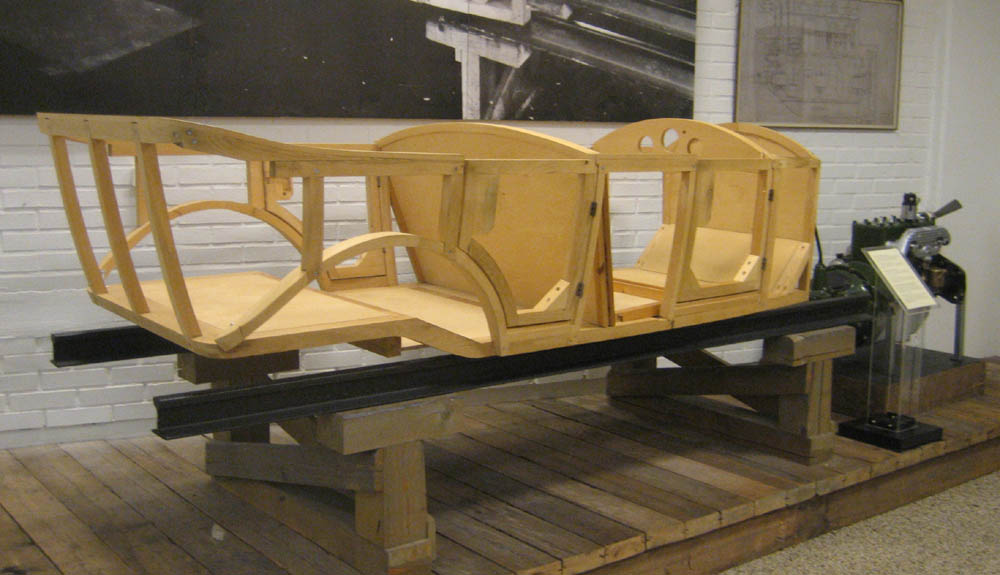
Reproducció de l'estructura de fusta convencional de la carrosseria del primer automòbil Volvo. 1927.

L'estudi dels carrossers al llarg del temps implica l'estudi dels carruatges associats, des dels primers carros fins als cotxes de cavalls més luxosos i sofisticats. Els hereus dels fusters de carros o mestres de carros (mestres d'aixa a València), també anomenats carreters o constructors de cotxes de cavalls, són els carrossers actuals de la indústria de l'automòbil.
Analitzant un carruatge qualsevol queda definit l'abast de la professió del constructor en cada època. Els materials i les eines que emprava i les tècniques complementàries necessàries.
Des de les èpoques inicials fins al segle xix, els carrossers treballaven la fusta i eren fusters especialistes. Encara hi ha exemples moderns i actuals de carrossers que construeixen carrosseries amb parts importants de fusta. Les seves eines bàsiques eren les dels fusters: serres, xerracs, aixes, ribots,...
- L'arribada de l'automòbil va suposar la introducció de nous materials i de “noves” eines. La planxa d'acer principalment i un conjunt d'eines i tècniques tradicionals aplicades a la construcció de carrosseries. En els inicis molts constructors fabricaven la part mecànica (motor, transmissió, estructura, rodes i frens) i els carrossers manufacturaven i muntaven les carrosseries sobre la base mecànica.[13] Aquest període es va allargar fins a la Segona Guerra Mundial.[14]
- L'aparició i generalització de carrosseries autoportants, de planxa d'acer monobuc, suposà noves eines i “noves” tècniques: la premsa anglesa, la soldadura per punts, les unions reblades, ...
- Un altre canvi es va produir a partir de l'aplicació dels polímers i materials compostos (compòsits): termoestables, termoplàstics, resines reforçades amb fibra de vidre, adhesius, fibres de carboni,...

### Carruatges i carrossers de la Roma clàssica
Alguns dels carruatges romans eren la carruca, la reda i el carpèntum. El seu equivalent a Pèrsia era l'anomenada harmamaxa.
Altres carros romans eren la “arcera” i l'”essedum”.

### Documents
La documentació disponible fa referència a carruatges. Cada carruatge fou construït per un carrosser.

#### Carruatges de cavalls i lliteres (palanquins)

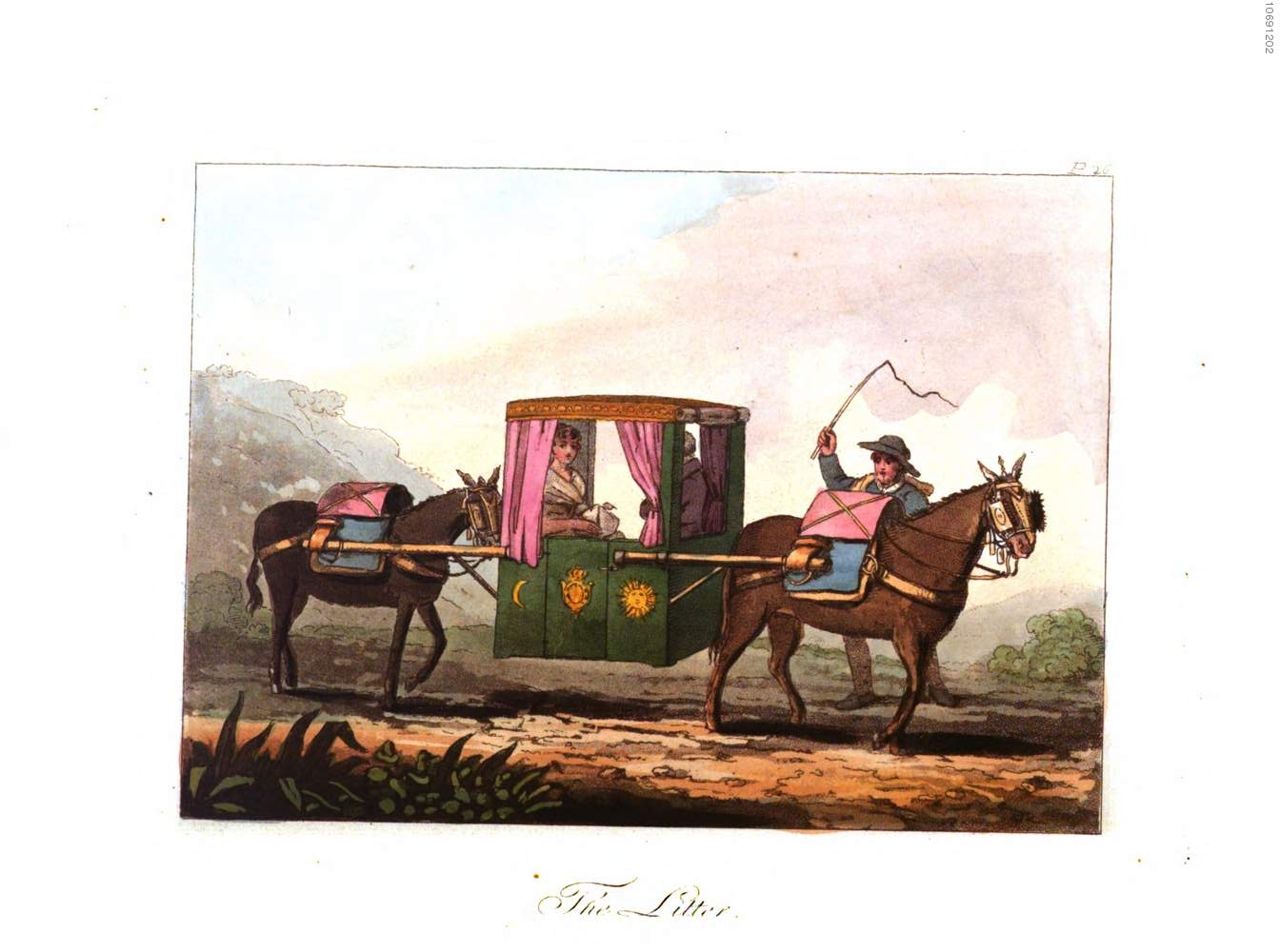
Llitera de cavalls.

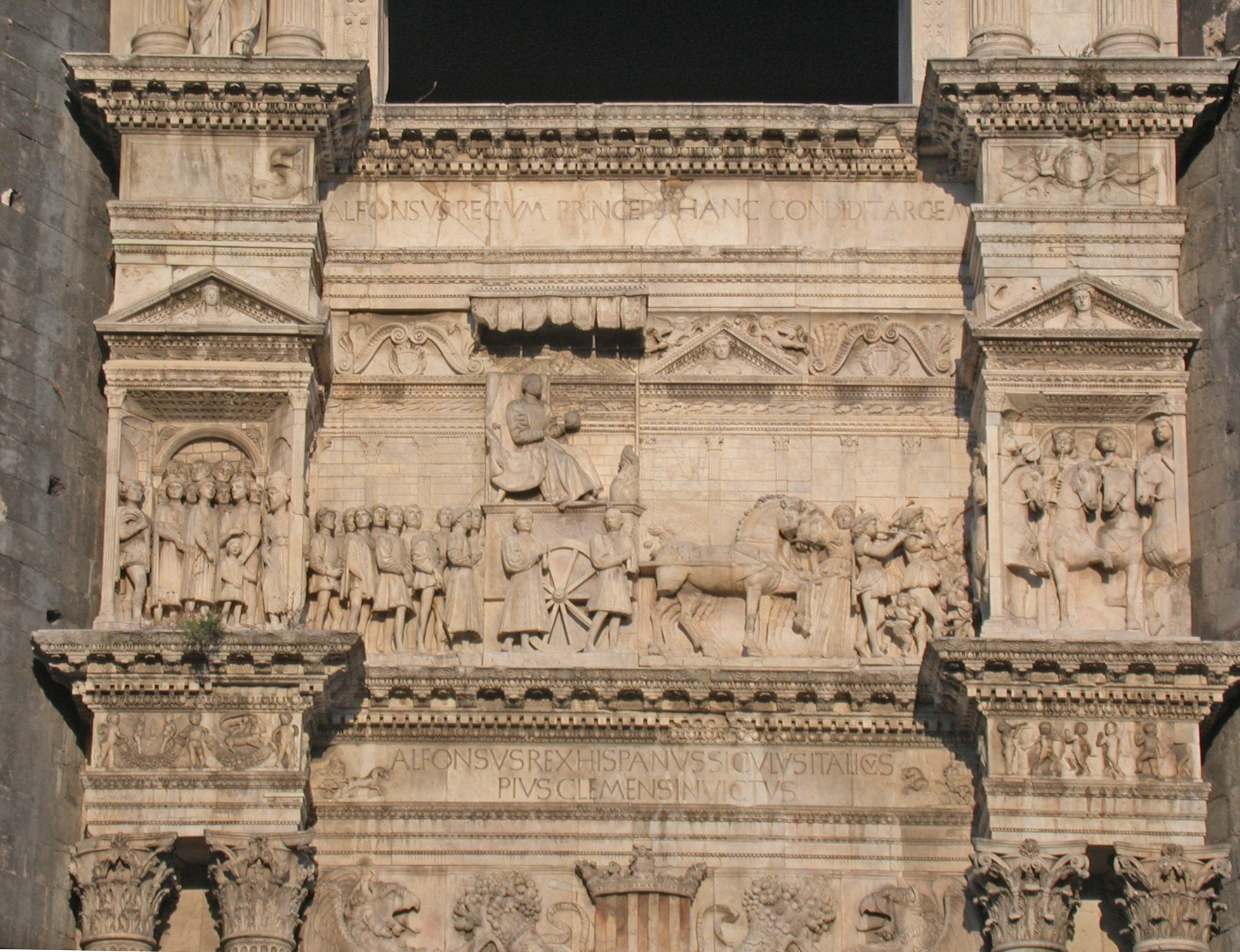
Alfons el Magnànim entrant a Nàpols damunt d'un carro envelat. Relleus de l'arc de triomf, esculpits per Laurana.

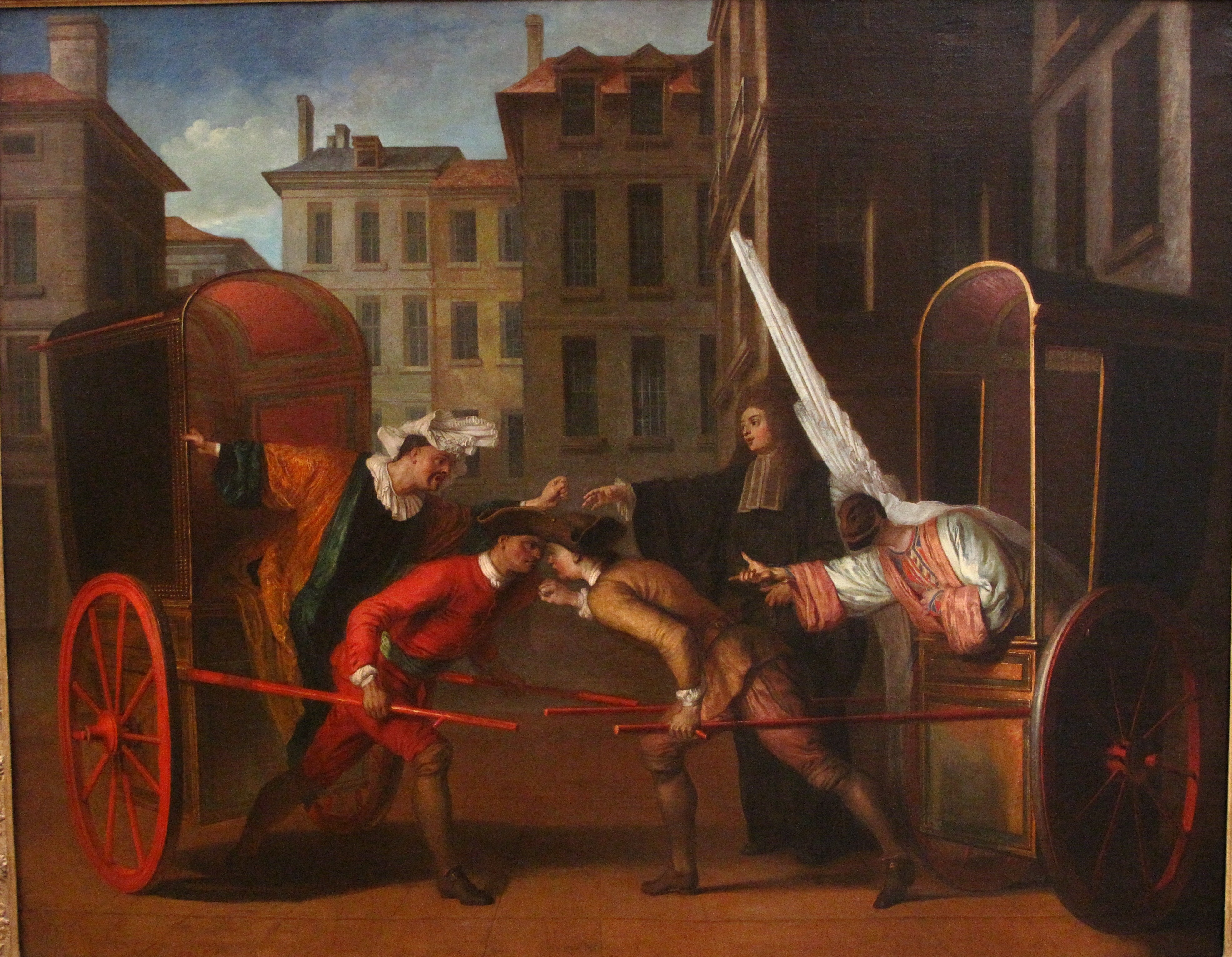
Dues “vinaigrettes”.Claude Gillot, Les deux carrosses, c 1707.

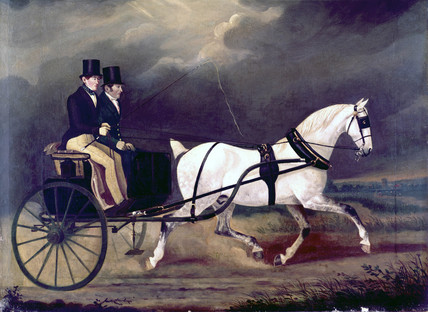
Carruatge Stanhope.

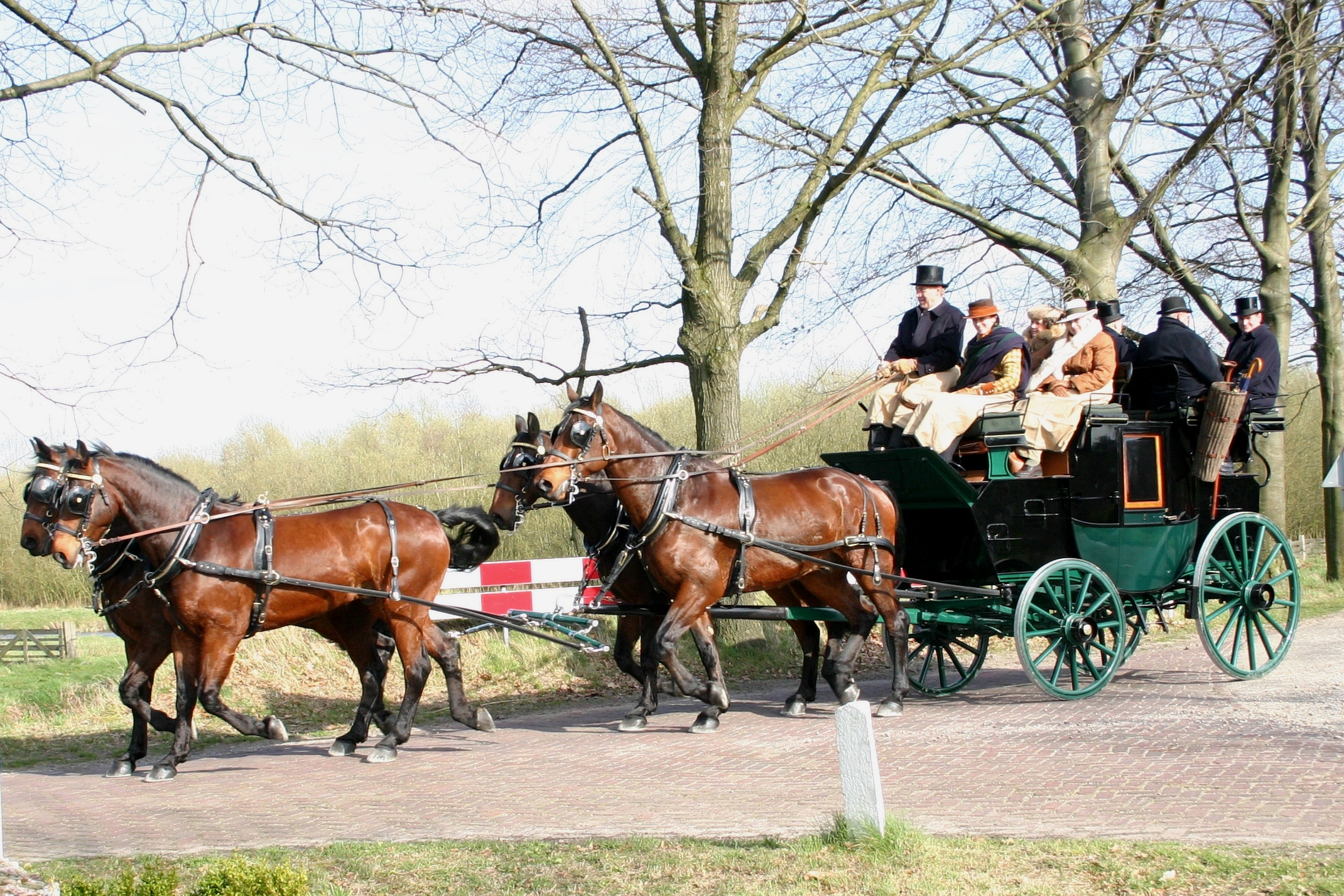
Brewster park drag 1887.

- ca. 1011 aC. Llitera del rei Salomó: “Ferculum fecit sibi rex Salomon de lignis Libani. Columnas fecit argenteas, reclinatorium aureum, ascensum purpureum...”.[20]
- Carros perses i escites citats per Heròdot.[21][22]
- Marc Valeri Marcial.[23][24]
- Alexandre Sever[25][26][27]
- 675. Una de les normes del Tercer Concili de Braga obligava als bisbes a anar a peu acompanyant relíquies sagrades i no pas en llitera de mans portada per diaques.[28]
- 1100. El cos sense vida de Guillem II d'Anglaterra fou transportat en una llitera de cavalls("...the dead body of Rufus was placed upon a " rheda caballaria" a kind of horse litter, — or, as Fabian translates it, a "horse litter.")[29]
- 1274. Els ciutadans d'Asti armaren un exèrcit amb 1000 carros de transport.

| « | Mense sequenti iunii Astenses exercitum suum congregaverunt circa milites mille et ducentos, et currus plusquam mille, et pedites tria millia El mes següent de juny els habitants d'Asti reuniren prop de 1200 soldats (de cavalleria), més de 1000 carros i 3000 infants (soldats a peu) | » |
| — Rerum Italicarum Scriptores ab anno aerae Christianae quingentesimo ad millesimum quingentesimum. Chronicon Astense. | |   |

- 1267. Quan Carles I d'Anjou va entrar a Nàpols la seva muller Beatriu I de Provença el va acompanyar en una “caretta” folrada de vellut blau i decorada amb luxe.[19][31]
- 1342. Giovanni Boccaccio parla d'un carro triunfal en la seva obra Amorosa visione: Ardita sopra un carro tra costoro / grande e triunfal lieta sedea, / ornato tutto di frondi d' alloro…Era sopra costei, e non invano, / scritto un verso che dicea leggendo: / «Io son la Gloria del popol mondano».[32][33]
- 1396? El cronista Jean Froissart parlava de la reina Isabel de Valois i de Baviera, segona esposa de Ricard II d'Anglaterra que es va desplaçar en una rica llitera de cavalls, anant cap a Calais a casar-se.[34]
- 1443. Entrada triunfal d'Alfons el Magnànim a Nàpols, dalt d'un carro molt ben aparellat tirat per cinc cavalls blancs.[35][36][37][38]
- 1468. Margarida de York va fer la seva entrada cerimonial a Bruges en una magnífica llitera de cavalls després de casar-se amb Carles el Temerari.[39]
- 1554. Primer cotxe de cavalls documentat a Espanya. Propietat de Charles Pubest (o Prevost), criat de Carles V.[40][41][42]Fou usat en el viatge que va portar el jovenet Joan d'Àustria a Villagarcía de Campos (actual Valladolid).
- 1555. Primer cotxe de cavalls construït a Anglaterra: “The first coach made in England was for the Earl of Rutland, in 1555, and Walter Rippon was the builder. He afterwards made one for Queen Mary”.[43]
- 1559. El virrei García de Toledo va entrar a Barcelona en “un carro tot daurat de dins y de fora á la italiana”.[44]
- 1564. Segons el poeta Thomas Parr, enemic declarat des cotxes de cavalls, el primer cotxe d'Anglaterra el va portar l'holandès William Bonnen i el va regalar a la reina. Parr esmentava els “Hackney coaches”.
  - Aquell carruatge de la reina fou citat com “un temple rodant”, amb columnes i portes per tots els costats.
- c 1610. “Brouette” o “vinaigrette””.[45][46]
- 1635. Permís concedit a Sir Saunders Duncombe per a la introducció de cadires de mans (sedan-chairs) a Anglaterra.[46]
- 1677. Reconeguda l'associació de carrossers (fabricants de cotxes i arnesos) Worshipful Company of Coachmakers and Coach Harness Makers per Carles II d'Anglaterra i d'Escòcia. S'esmenta un carrosser anomenat Edmund Aubry.
- 1794.William Felton. Treatise on Carriages: Comprehending Coaches, Chariots, Phaetons ...,[47]
- 1804. Mr. Obadiah Elliott, un carrosser ("coachmaker") de Lambeth.
- 1814. Pagaven impostos a Anglaterra 23.400 cotxes de 4 rodes, 27.300 de 2 rodes i 18.500 cotxes de lloguer ("taxcarts"). En total 69.200 vehicles de cavalls.
- Isambard Kingdom Brunel viatjava en un cotxe de cavalls especial. Disposava d'un tir de 4 cavalls i estava dissenyat pel seu propietari com a transport privat, oficina ambulant i cambra de descans. El vehicle tenia compartiments per a guardar plànols i el seient podia desplegar-se per a transformar-se en llit. En un estoig especial podia guardar 50 cigars "puros".
  - Els coneguts l'anomenaven “Flying Hearse“ (“Cotxe de morts volador”). Naturalment el va encarregar a un carrosser de cotxes de cavalls.[48][49]
- 1837. Publicació d'un llibre sobre carruatges. “English Pleasure Carriages: Their Origin, History, Varieties, Materials ...” de William Bridges Adams.[29]
- 1851. Publicació de l'obra: Nouveau manuel complet du charron et du carrossier. Contenant l'art de fabriquer toutes les grosses Voitures; les lnstruments d'agriculture; les Voitures d'artillerie et du génie; les Voitures de luxe et bourgeoises; les Lois sur la fabrication des voitures, et des Notions étendues sur l'établissement des Ateliers de charronnage et de carrosserie, ainsi que divers perfectionnements récents apportés dans ces deux Arts. De M. LEBRUN.[50]

#### Carrossers d'automòbils

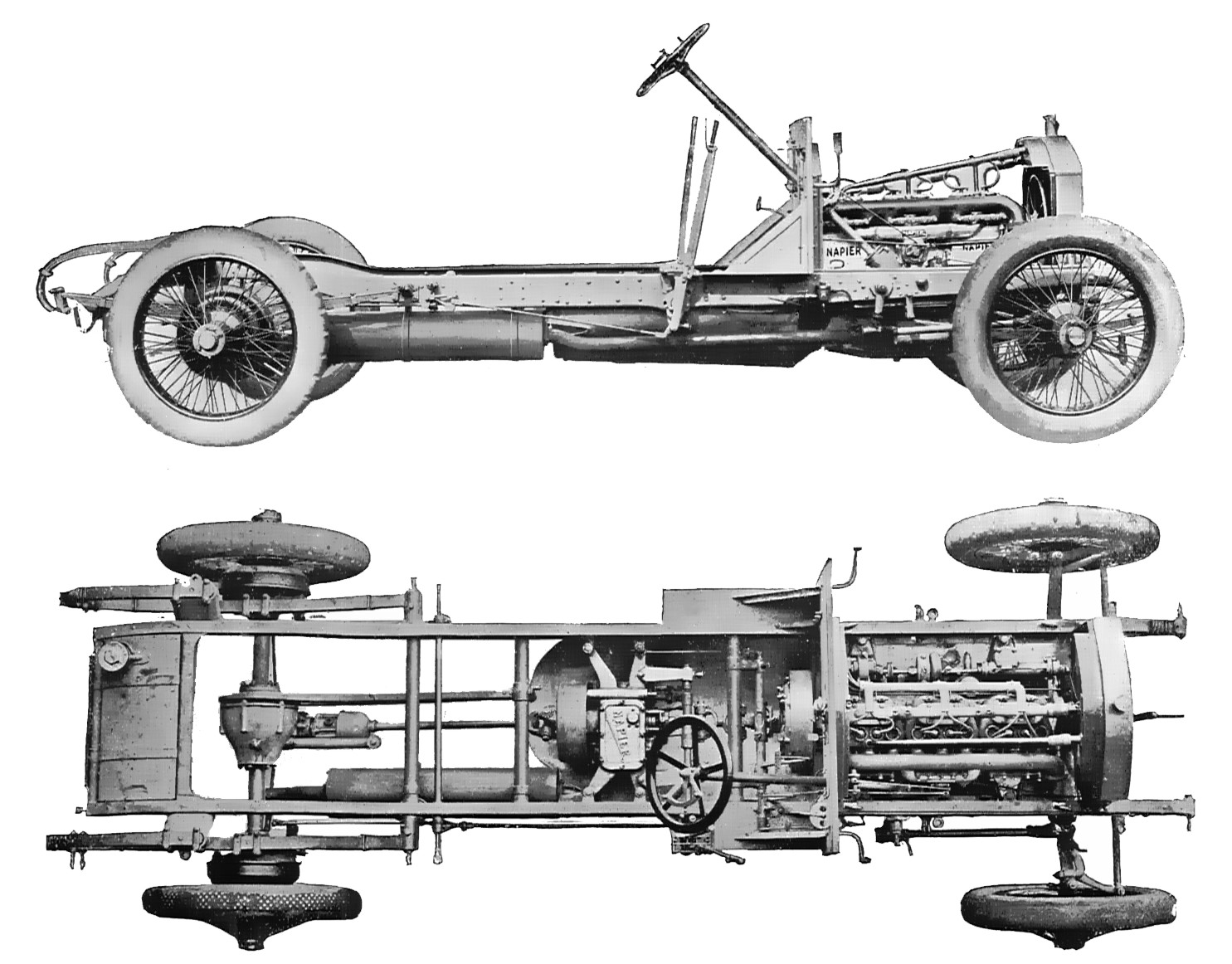
Napier rolling chassis.

- 1900-1901. Carrosseries de planxa d'acer sobre estructura de fusta. (1900: automòbil de vapor Victor, a Amèrica. 1901: a Daimler segons idea de Maybach).[51]
- 1903. Fundació de la Ford Motor Company.
- 1903. El químic francès Edouard Benedictus va descobrir el secret per a fabricar vidres “resistents” als impactes. Un film de col·lodió enganxat mantenia el vidre d'una peça quan es trencava per un impacte.[52]Vegeu Vidre laminat.
- 1903. El carrosser anglès Hooper fabrica una carrosseria sobre base Daimler per al príncep de Gal·les.[53]
- 1904. P.D.Yakovlev, famós constructor rus de cotxes de cavalls, va fundar una empresa per a fabricar carrosseries d'automòbil amb 180 artesans experts.[54]
- 1909. El cotxe matrícula de Barcelona B-422 fou carrossat per Francesc Capella Vilanova, fundador de Carrocerías Capella a Barcelona el 1852.[55]
- 1913. Hudson 54 Model Saloon. Primer automòbil construït en sèrie amb carrosseria tancada.[56]

## Casos particulars interessants

### Les caravanes dels romanís anglesos i irlandesos
Cap al 1810 està documentat l'ús de caravanes tirades per cavalls per alguns circs ambulants europeus. Els romanís d'Anglaterra i Irlanda adoptaren ràpidament aquesta mena de caravanes, millorant el seu disseny i fent-les més petites. Les encarregaven a carrossers del país corresponent.
Paral·lelament, a partir de cavalls no aptes per a l'exèrcit (molt més econòmics), desenvoluparen una raça de cavalls de tir ideals per a les seves necessitats.
- Des del punt de vista de la carrosseria foren l'antecedent de les modernes caravanes i autocaravanes.
- Un complement típic era una estufa de ferro colat amb una xemeneia.[57][58][59]
- L'any 1893 a Chicago hi va haver una exposició de caravanes romanís i va guanyar el primer premi una caravana anglesa construïda per a James Stanley, rei de la tribu Stanley.[60]

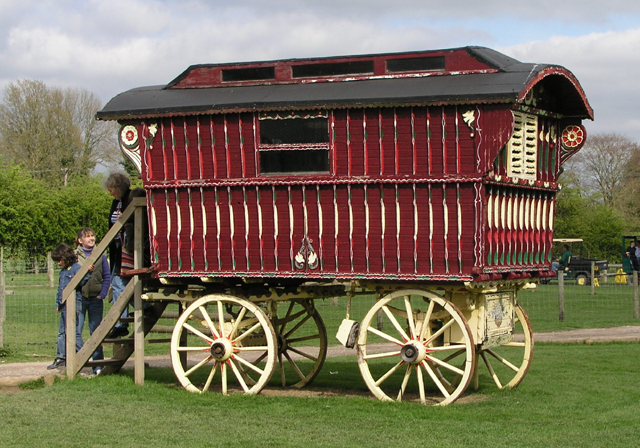
Caravana romaní anglesa
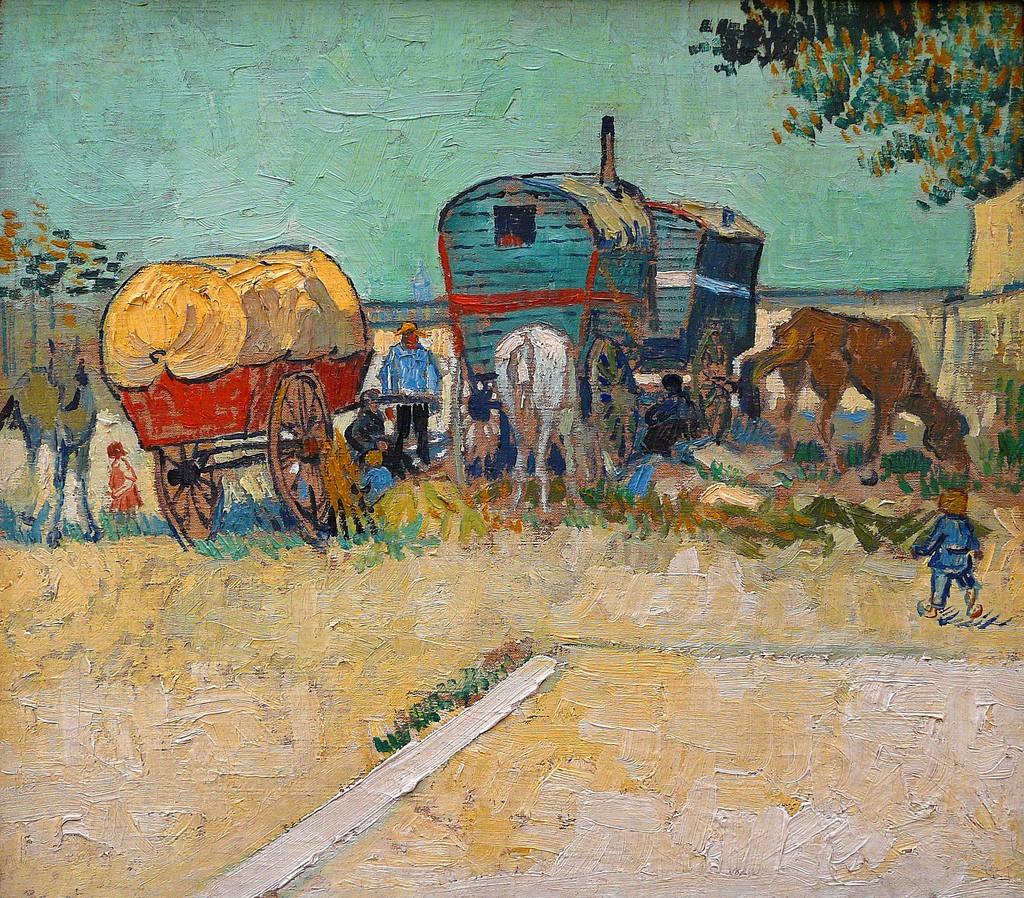
Les “verdines” de Van Gogh
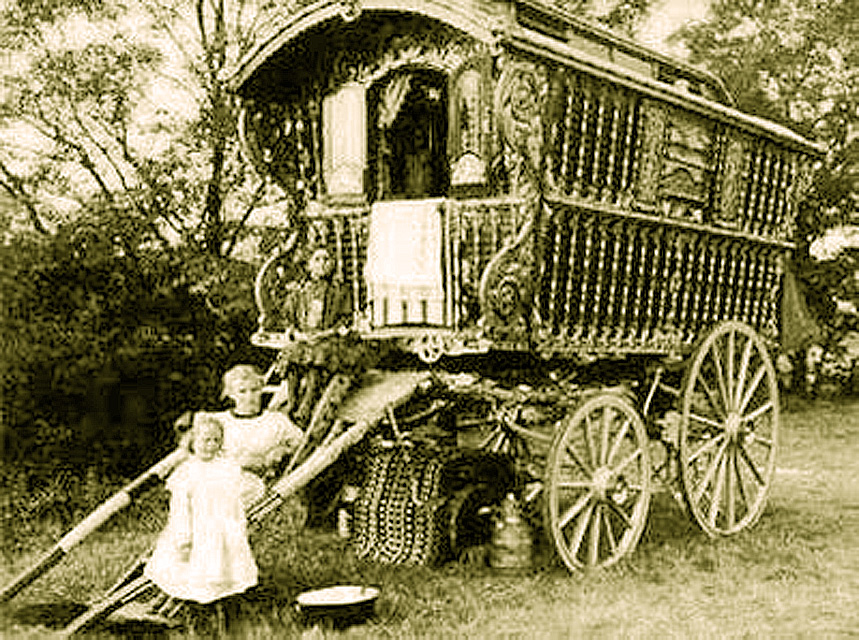
Caravana luxosa del segle xix
Bandera del poble romaní

### Amédée Bollée
Amédée Bollée fou un fonedor de campanes pioner dels automòbils de vapor. Les carrosseries dels seus vehicles mostren una gran semblança amb les dels cotxes de cavalls de la seva època.
- El model “La Mancelle” fou construït en petita sèrie amb 50 exemplars venuts.
- El model “La Nouvelle” fou un dels primers automòbils amb habitacle tancat.
- L'any 1895 “La Nouvelle” va participar en la cursa París-Bordeus-París, acabant la prova en la novena posició i última. Fou el darrer cop en que un cotxe de competició aniria equipat amb una comuna inodora.[65]

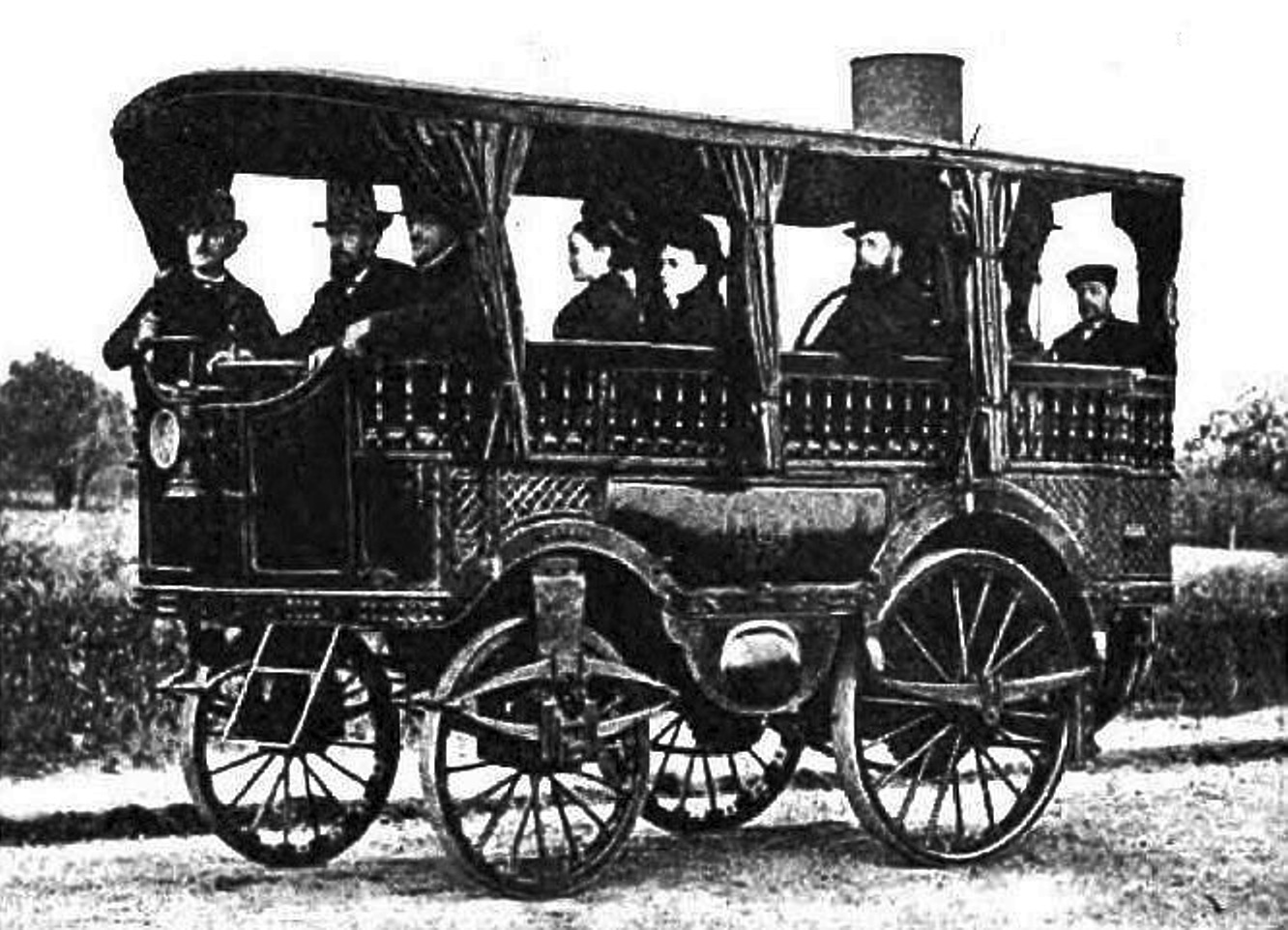
L'Obéissante de 1873
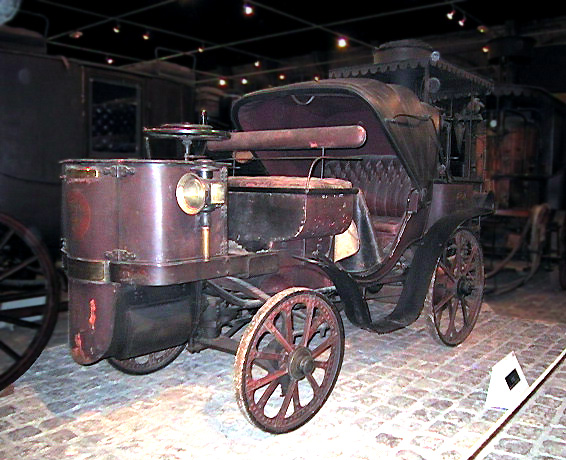
La Mancelle de 1878
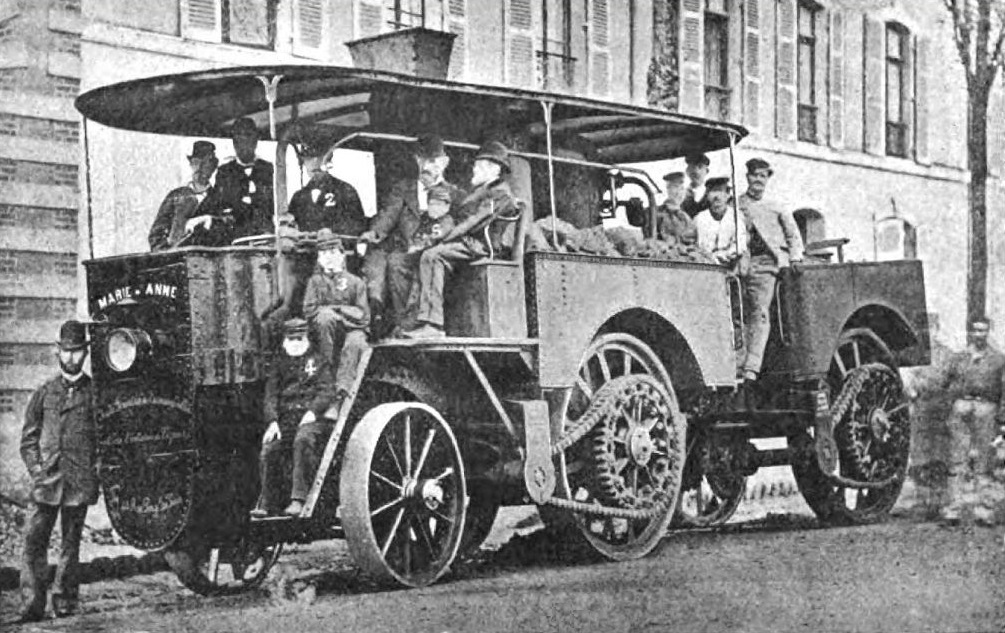
La Marie-Anne de 1879
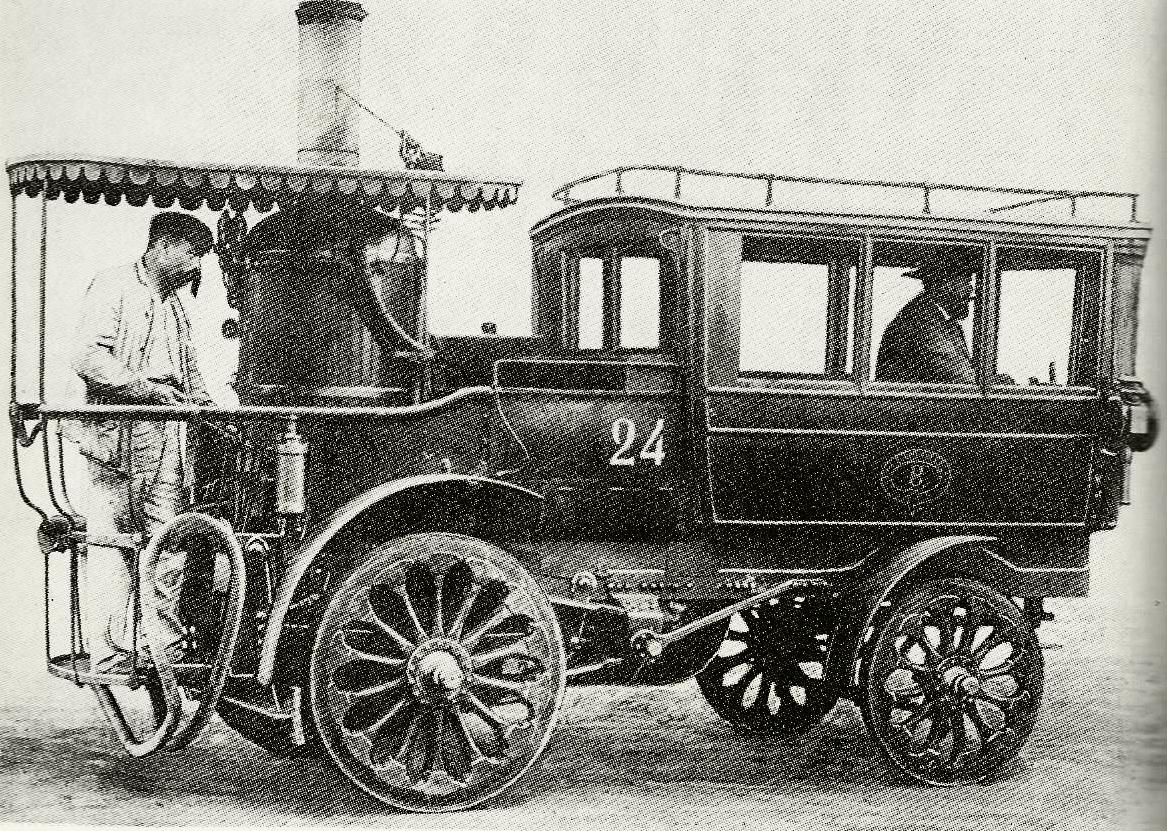
La Nouvelle de 1880
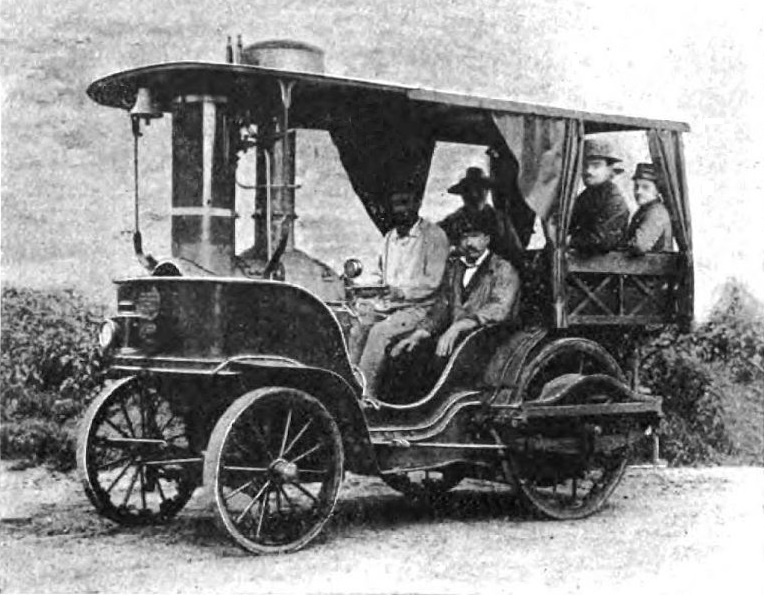
La Rapide de 1881
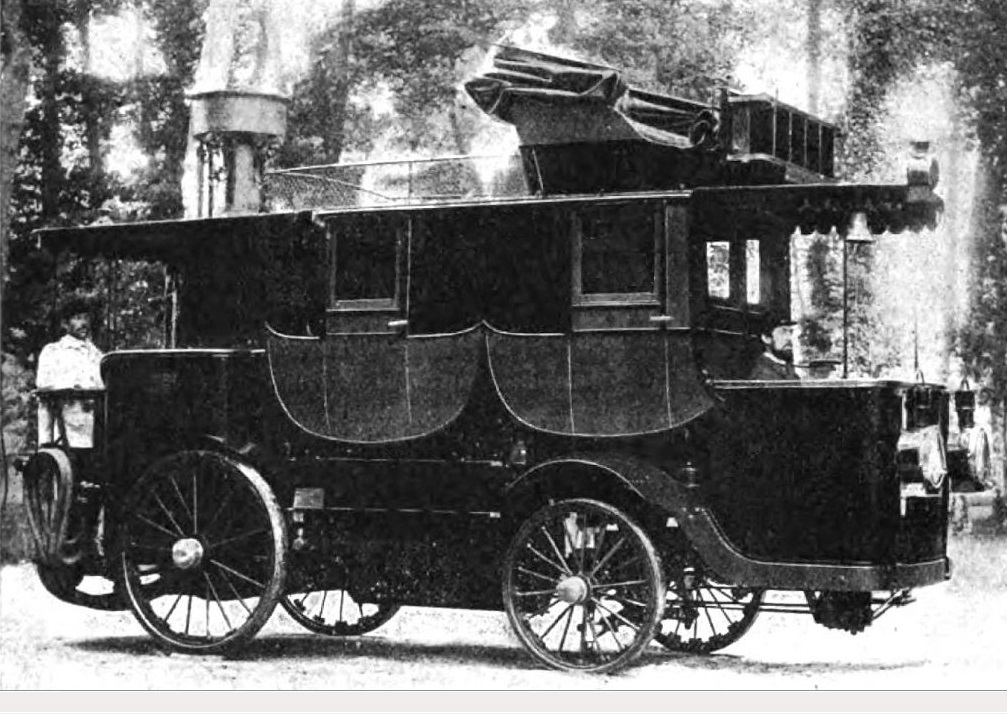
Mail-coach d'Amédée Bollée del marquis de Broc (1885).

### Kingston Forbes
L'any 1922 l'enginyer nord-americà Kinston Forbes va publicar un llibre sobre la fabricació de carrosseries d'automòbils, amb més de 600 il·lustracions.
- L'obra tracta els aspectes més importants del tema sense oblidar l'estudi d'alguns “accessoris” com les frontisses i els panys de les portes.
- Un capítol important està dedicat a la tendència dels constructors cap a les carrosseries tancades, fins aleshores limitades als models més cars per motius de cost.

## Carrossers-dissenyadors alemanys

### Erdmann & Rossi

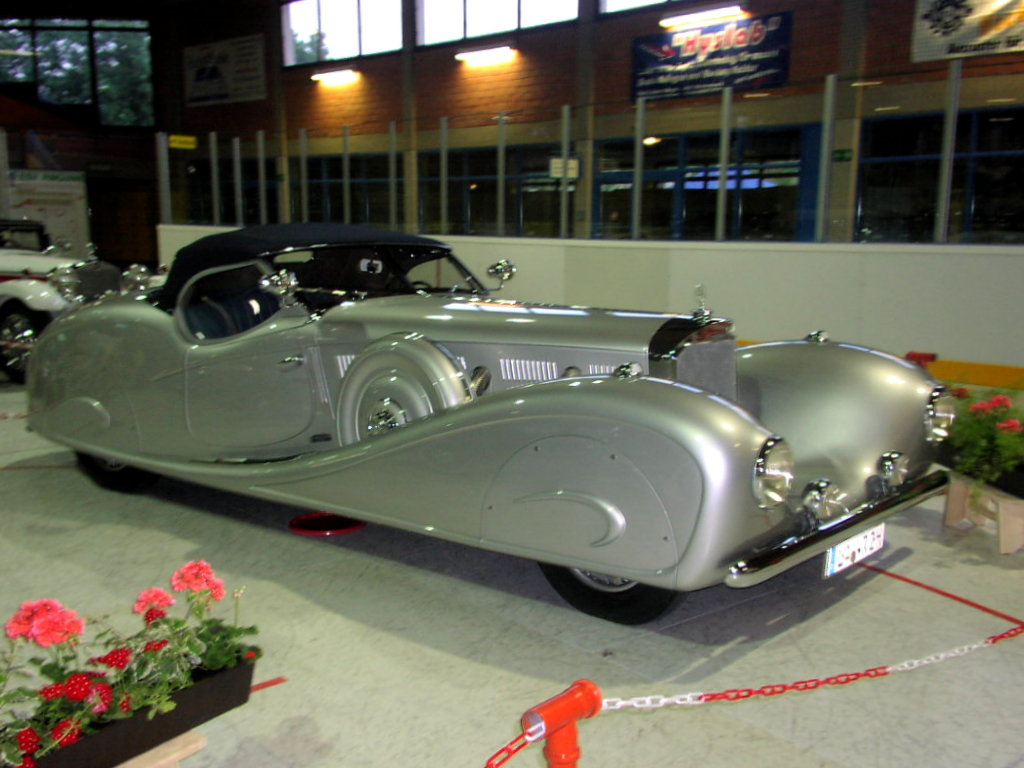
1935 Mercedes-Benz 500 K per al rei d' Irak
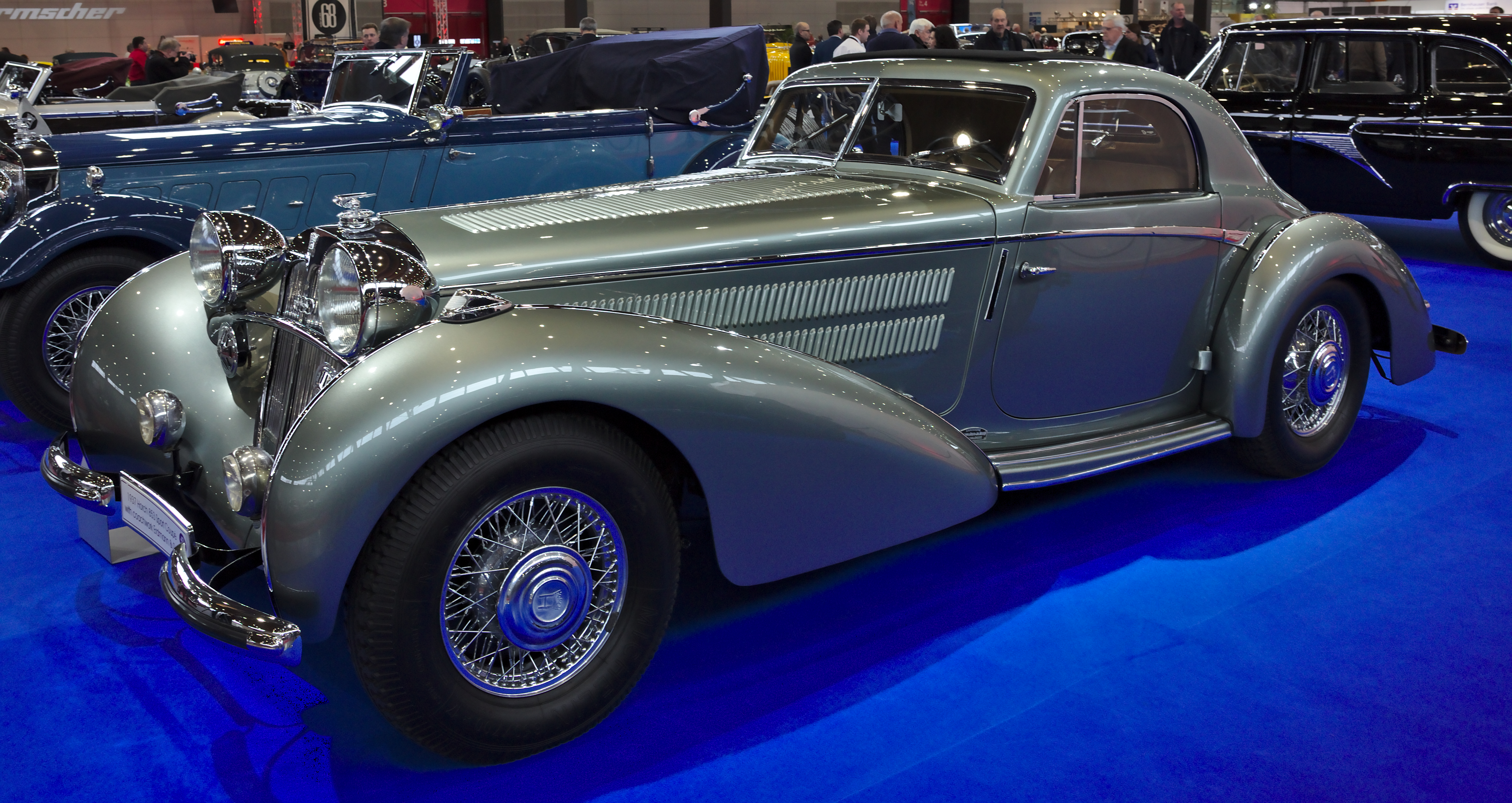
Horch 853 Coupé
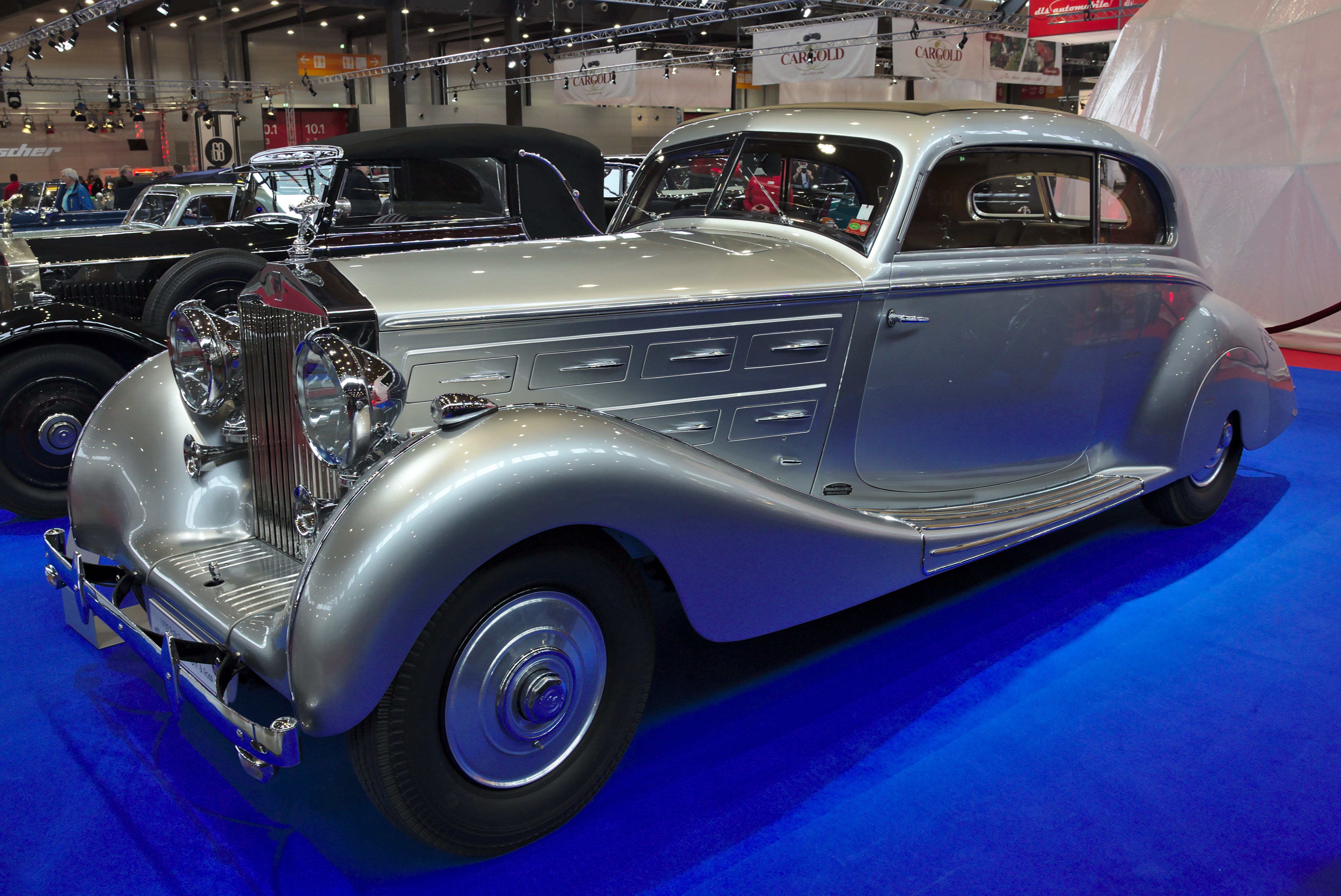
Rolls-Royce Wraith Coupé
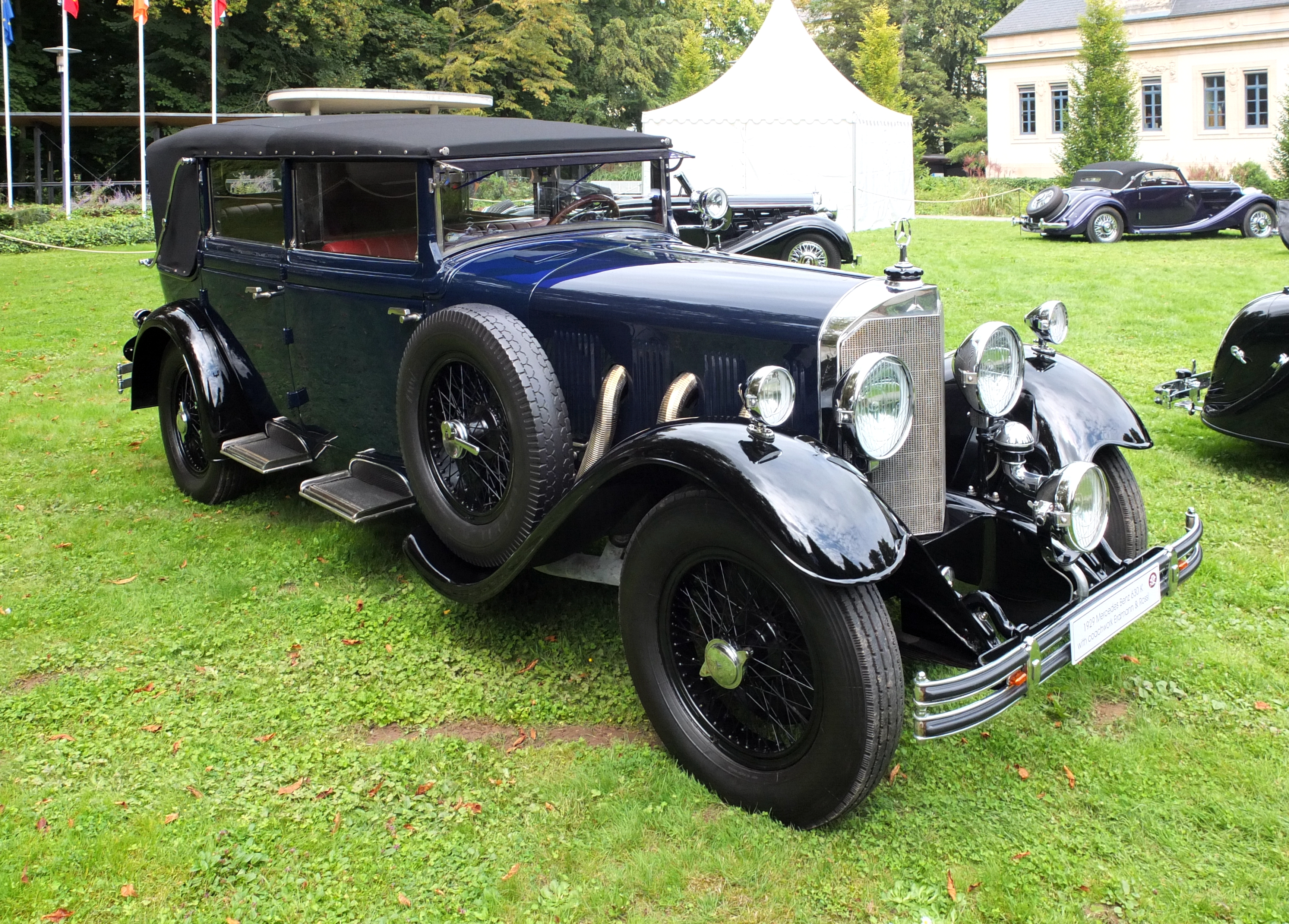
1929 Mercedes-Benz 630 K
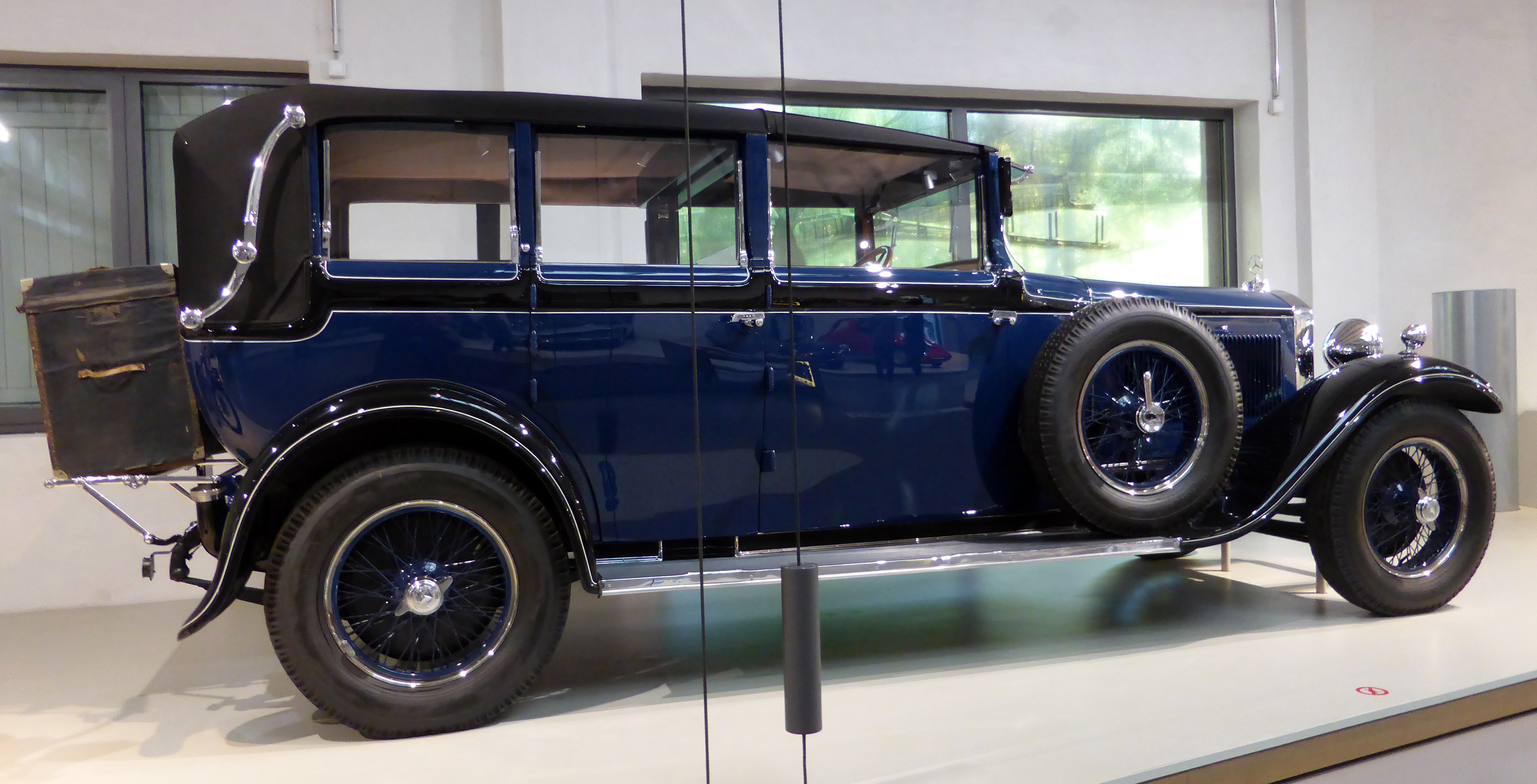
1929 Nuremberg 460 Mercedes-Benz

### Karmann

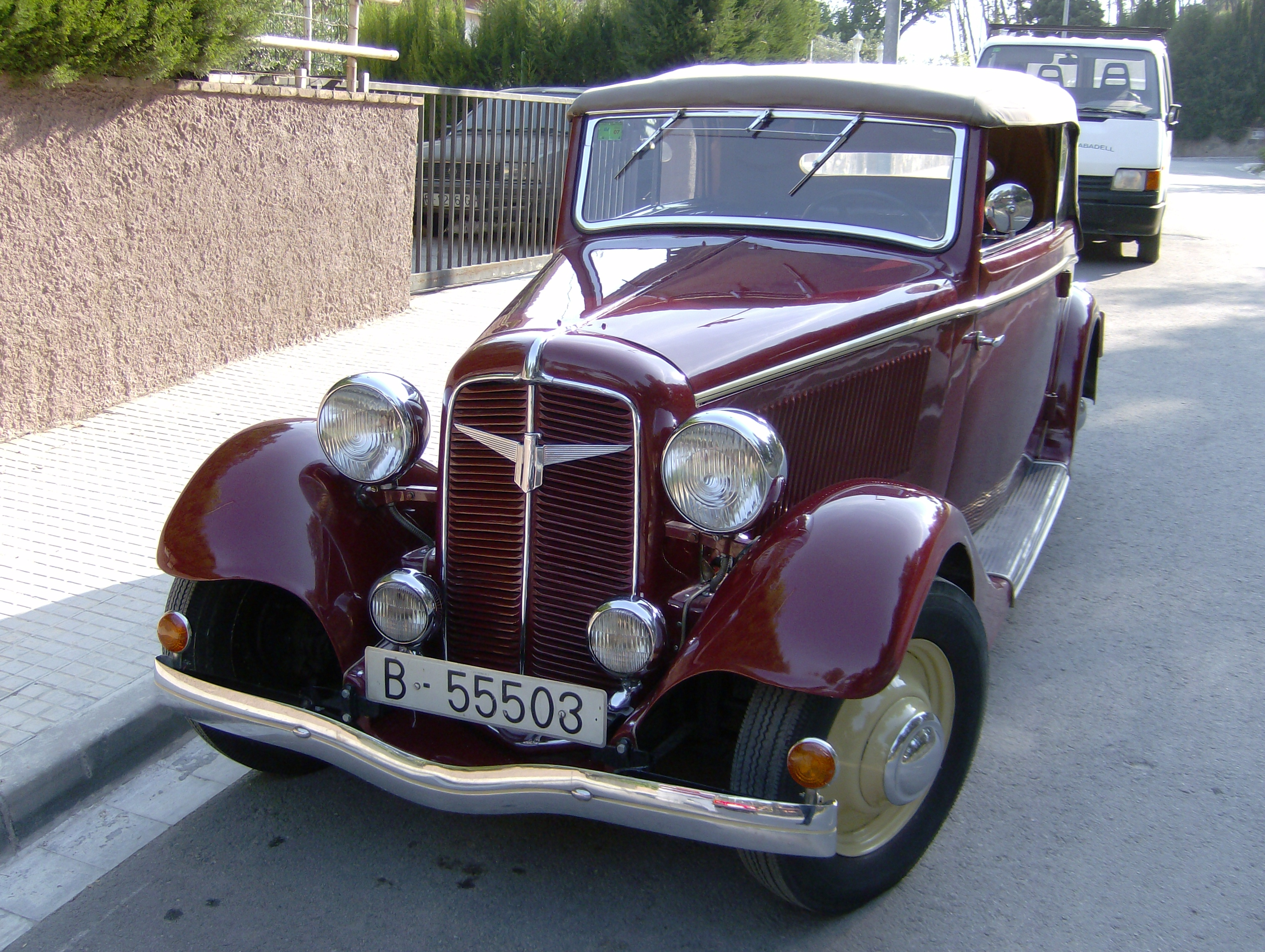
Adler Trumpf 1.7 Liter Karman 1934.jpg
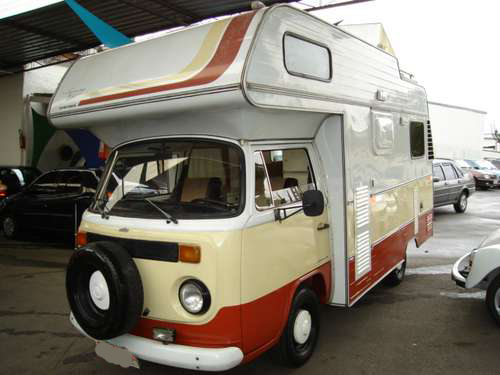
Kombi Safari
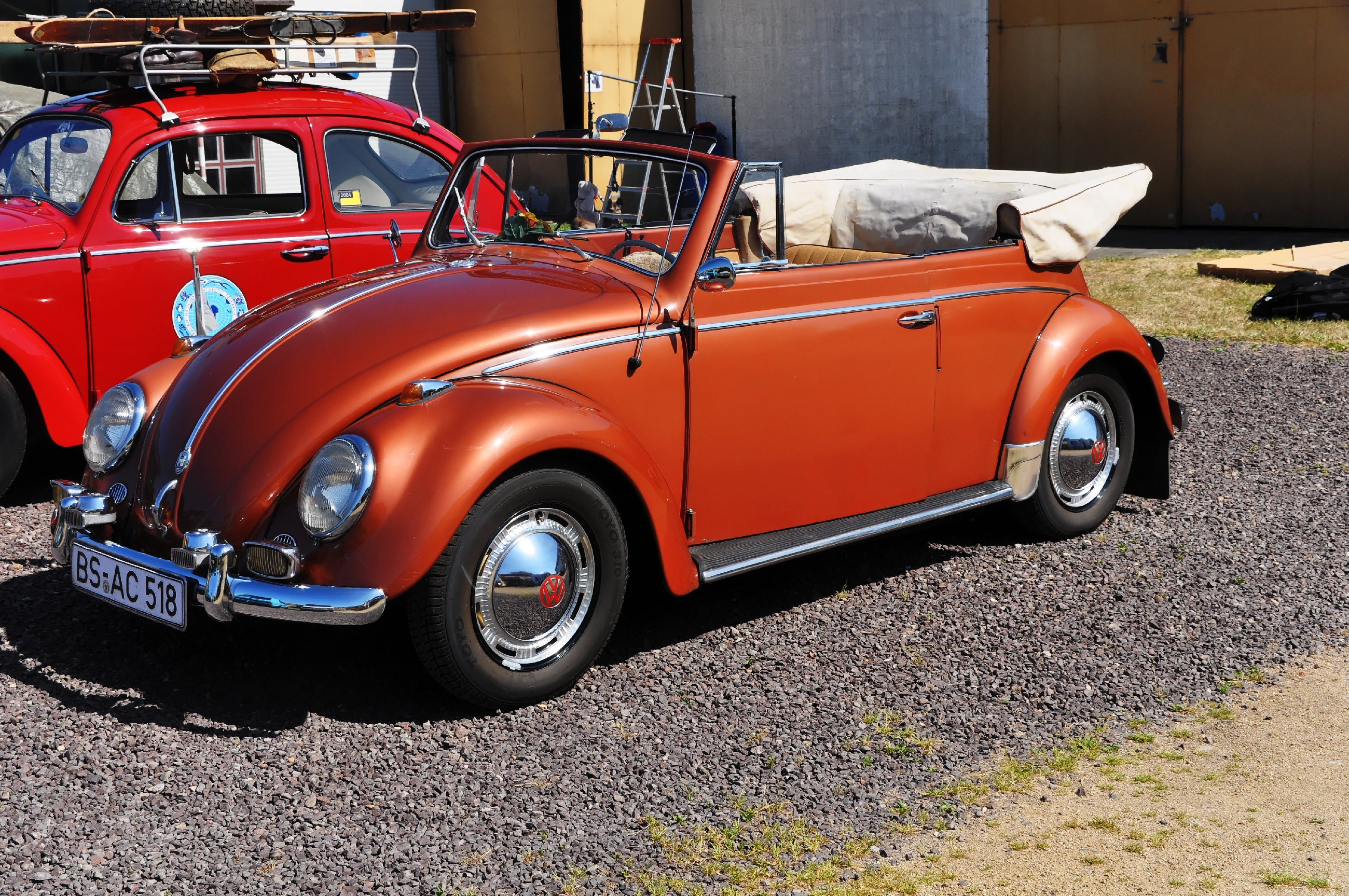
VW Käfer Cabriolett (1956)
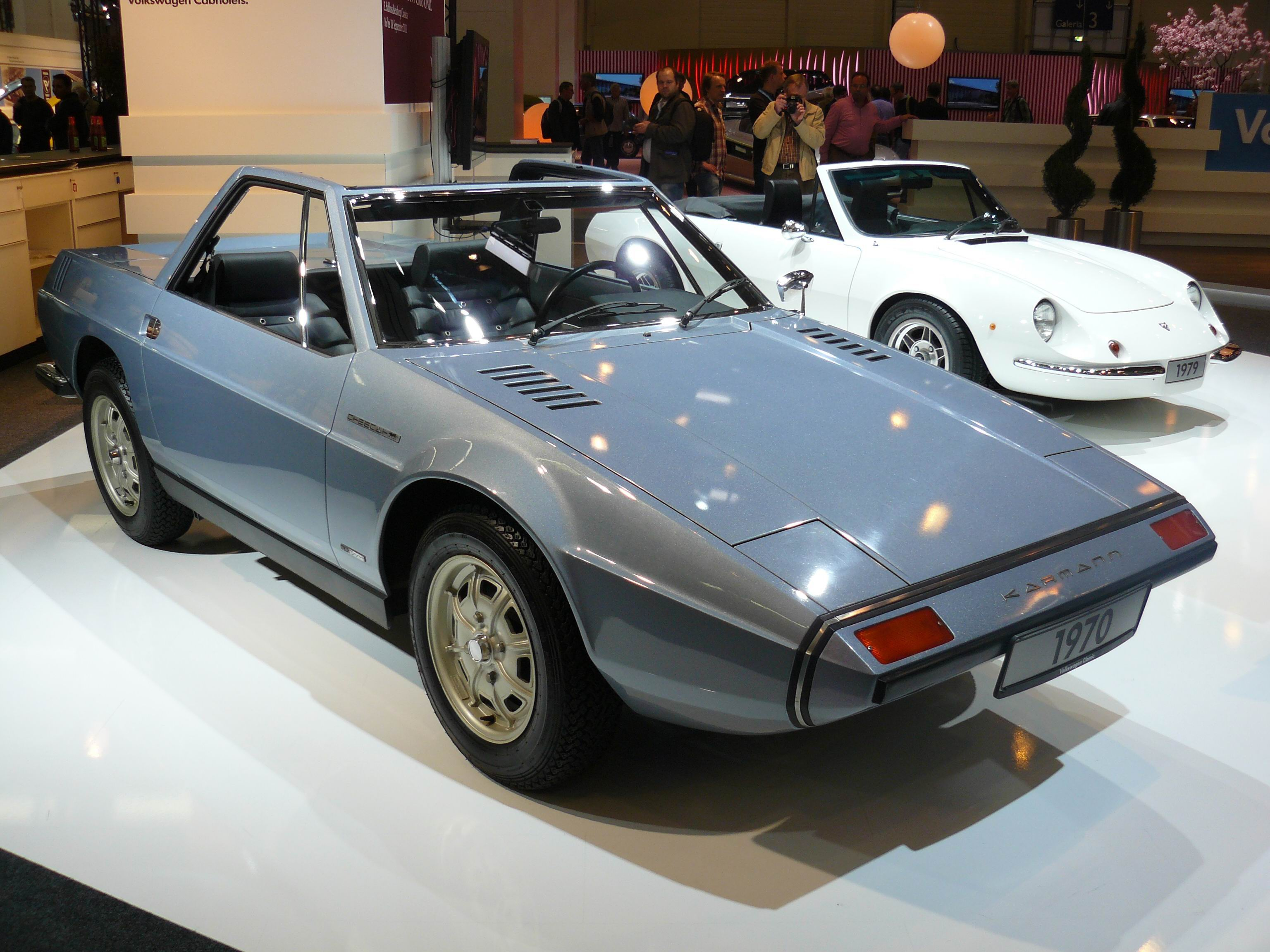
Karmann Cheetah 1970

## Carrossers-dissenyadors catalans

### Ayats

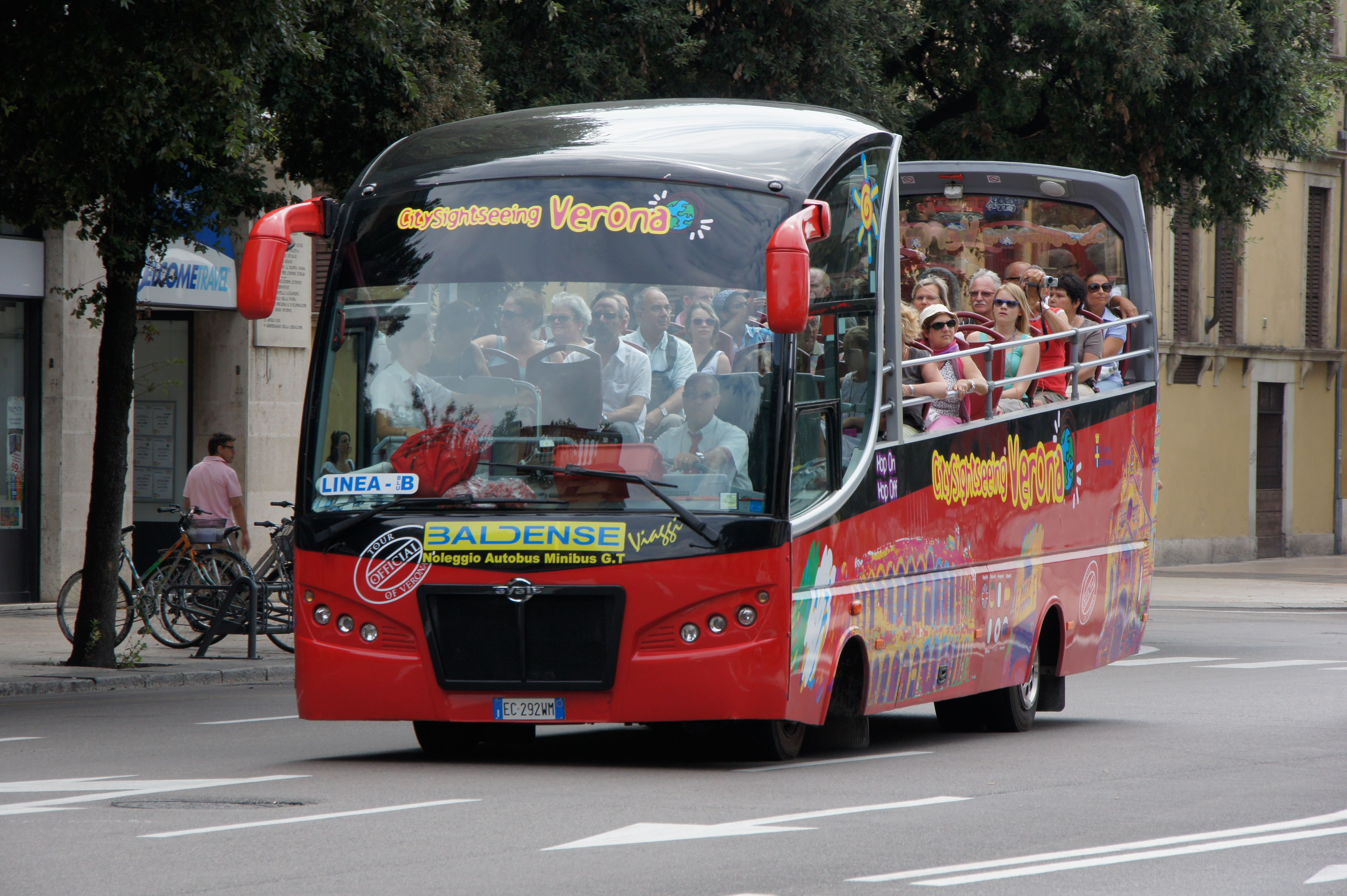
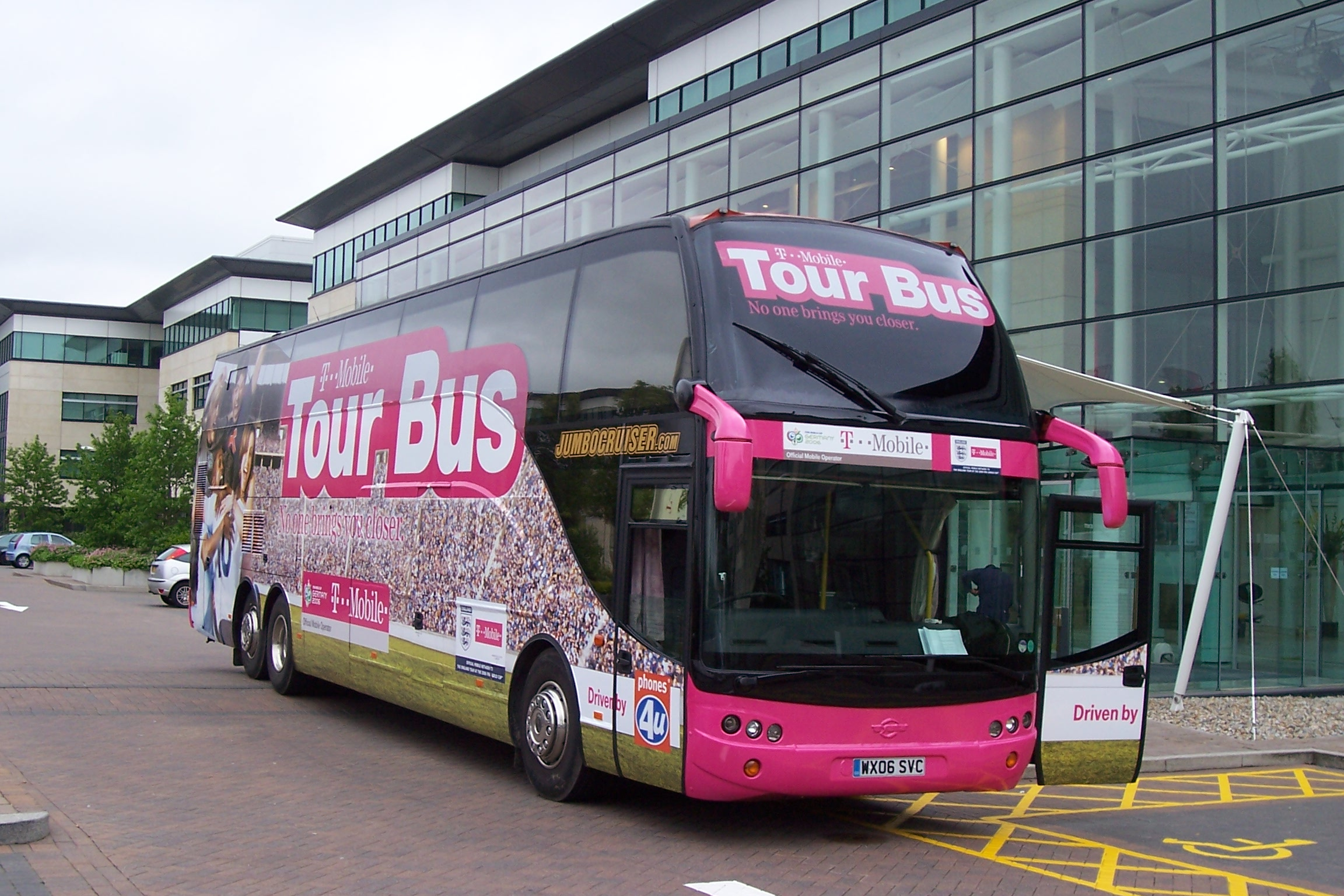
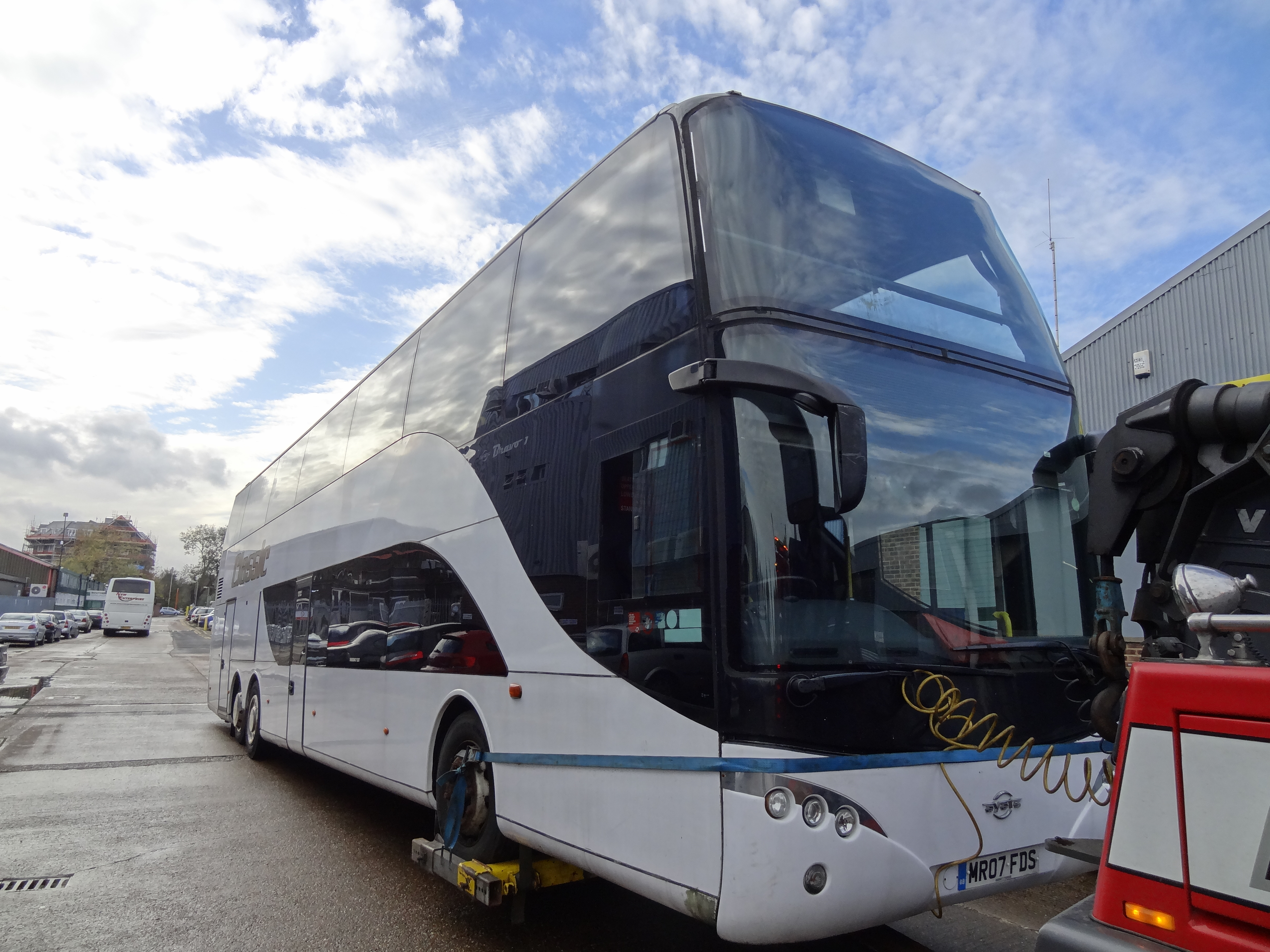
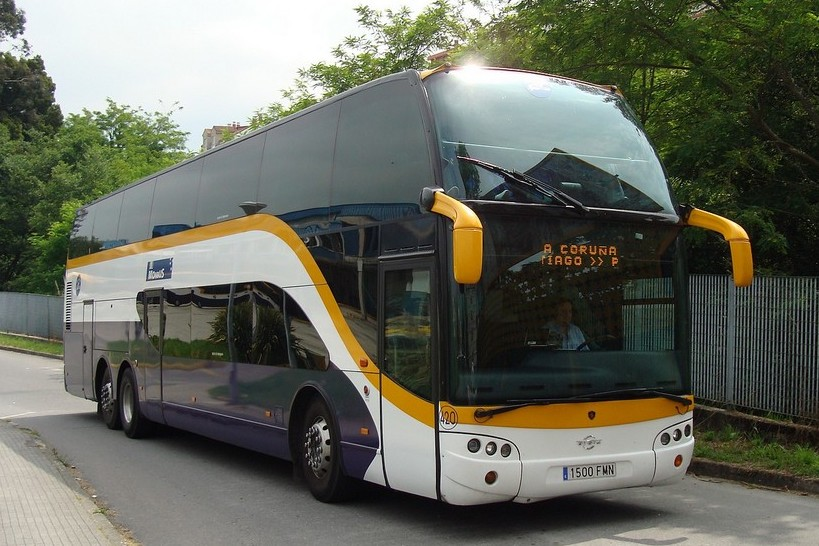
Ayats Bravo sobre xassís Scania

### Beulas

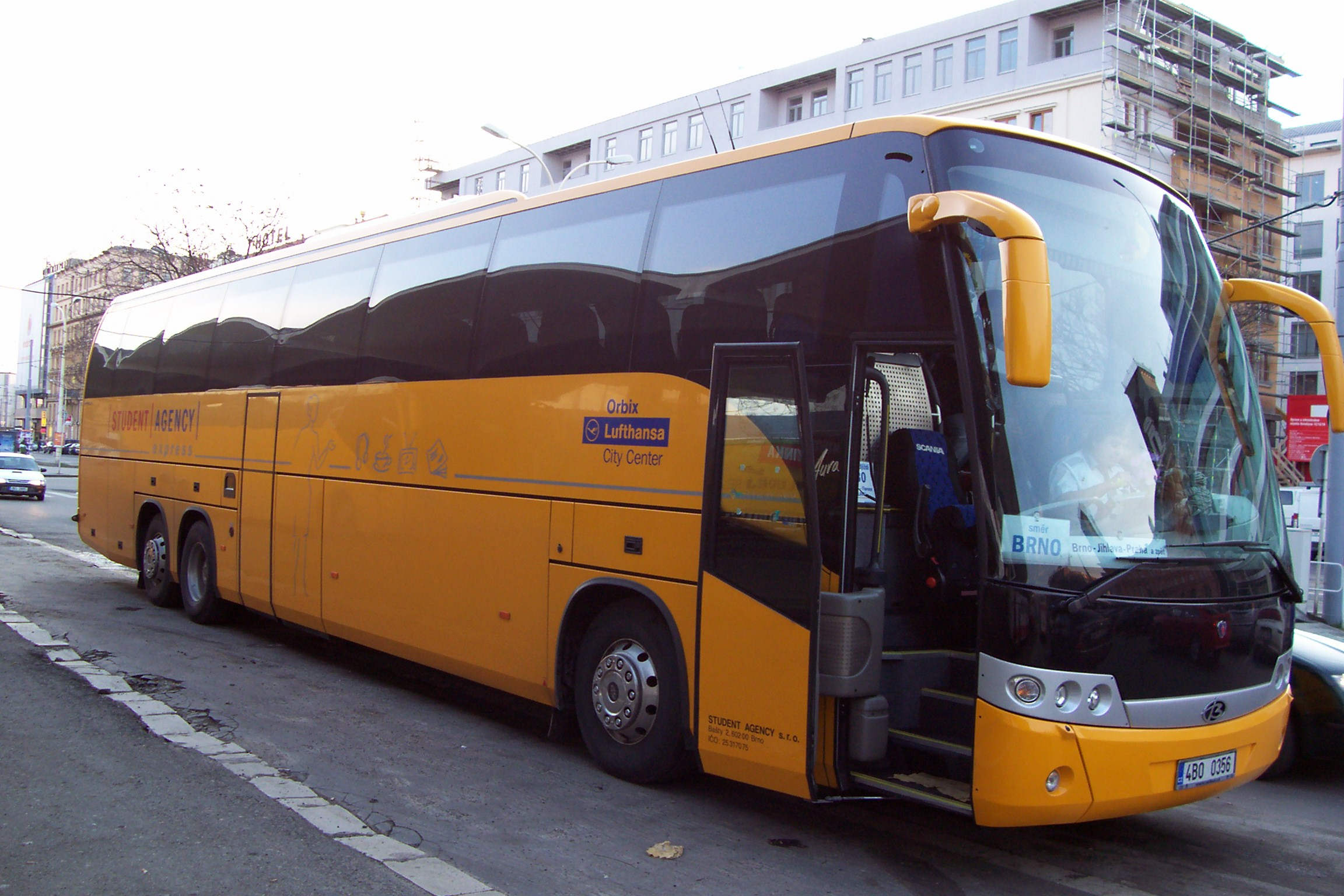
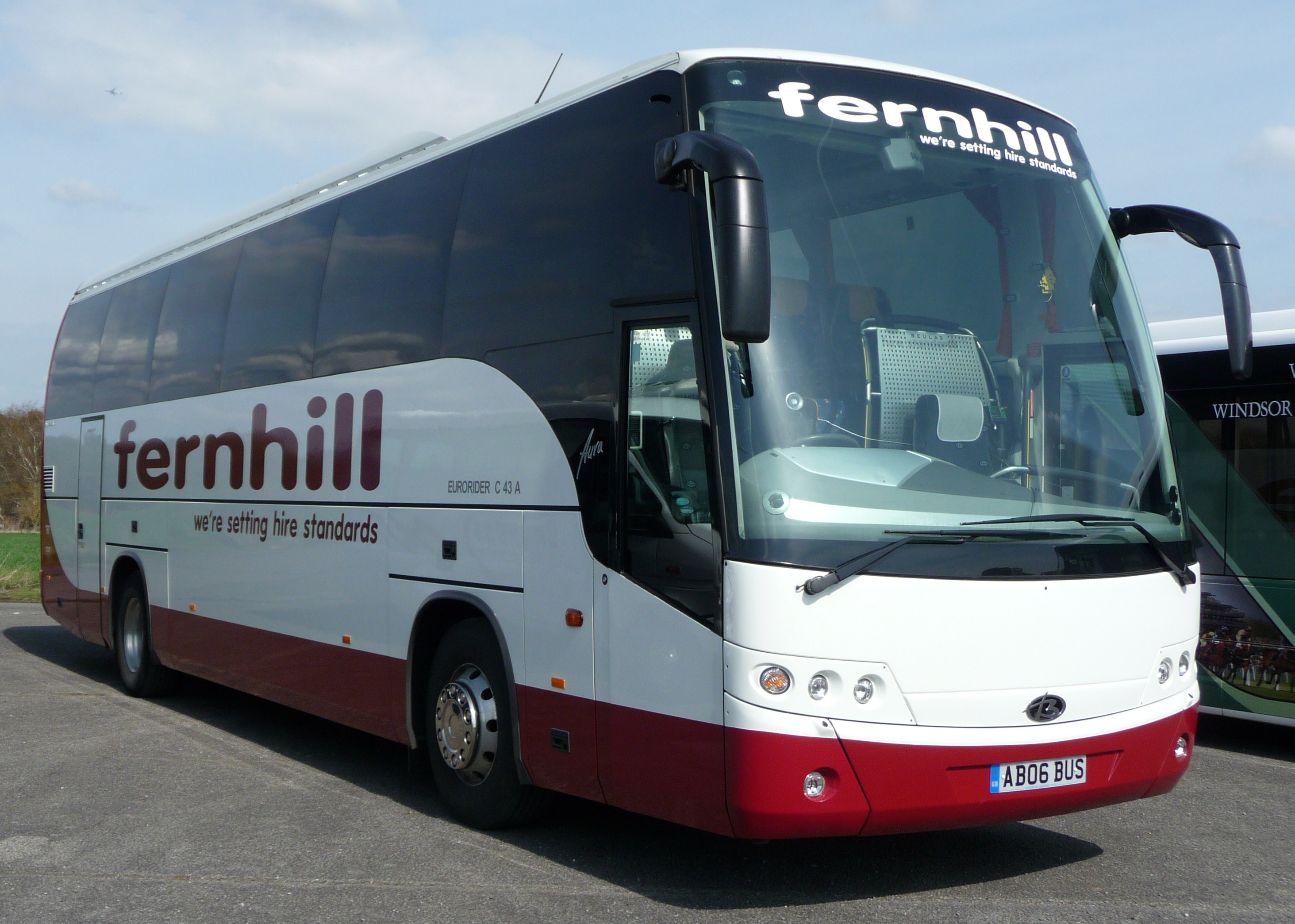
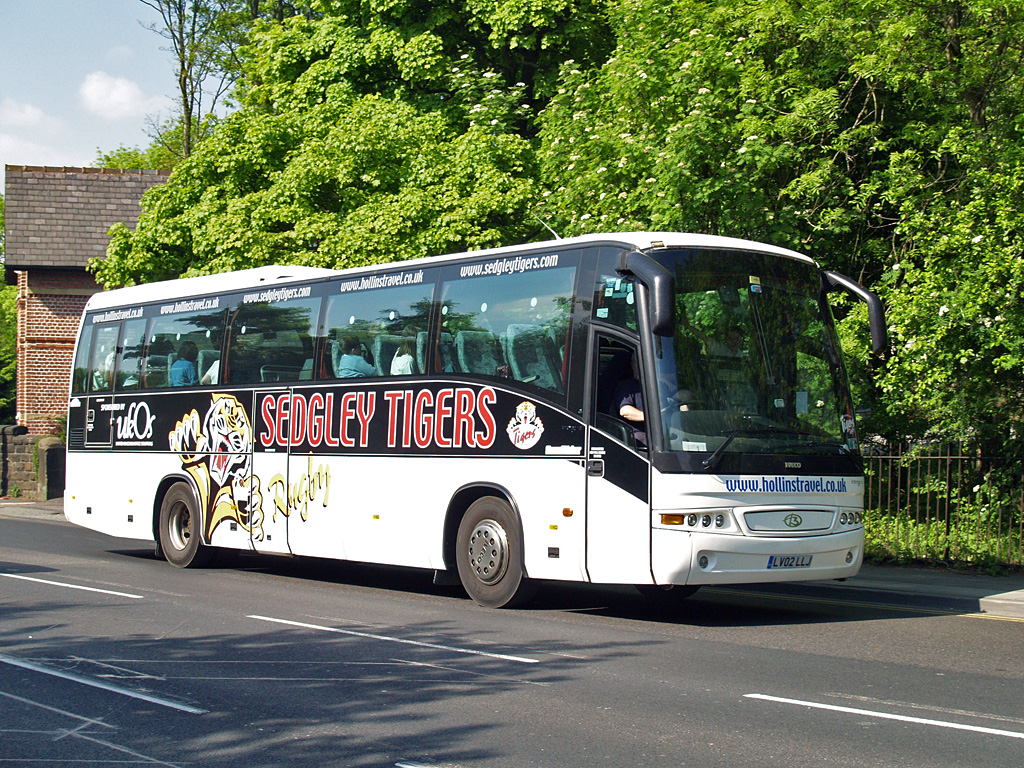

### Boari

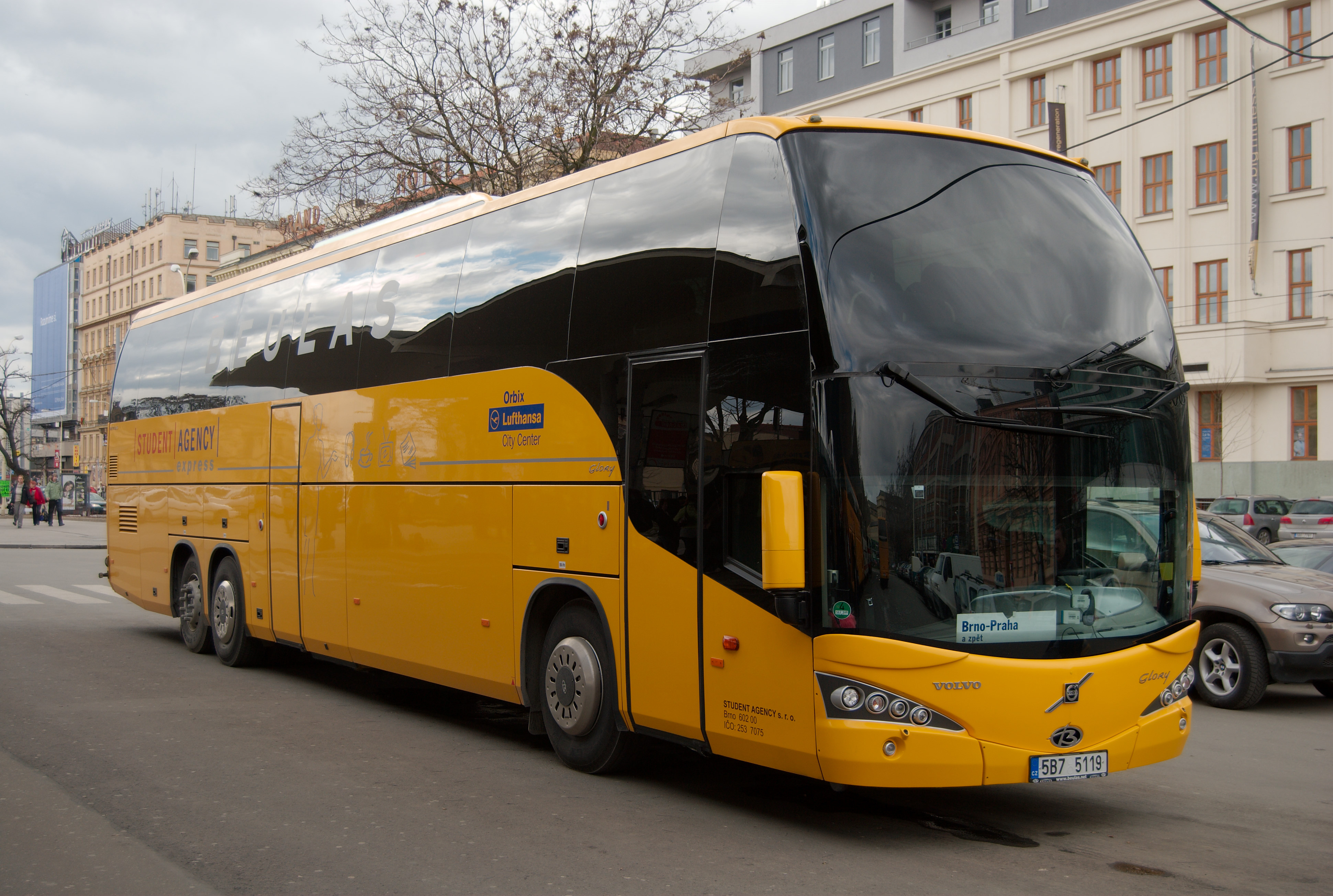
Un Beulas Glory amb xassís Volvo, de l'operador Student Agency
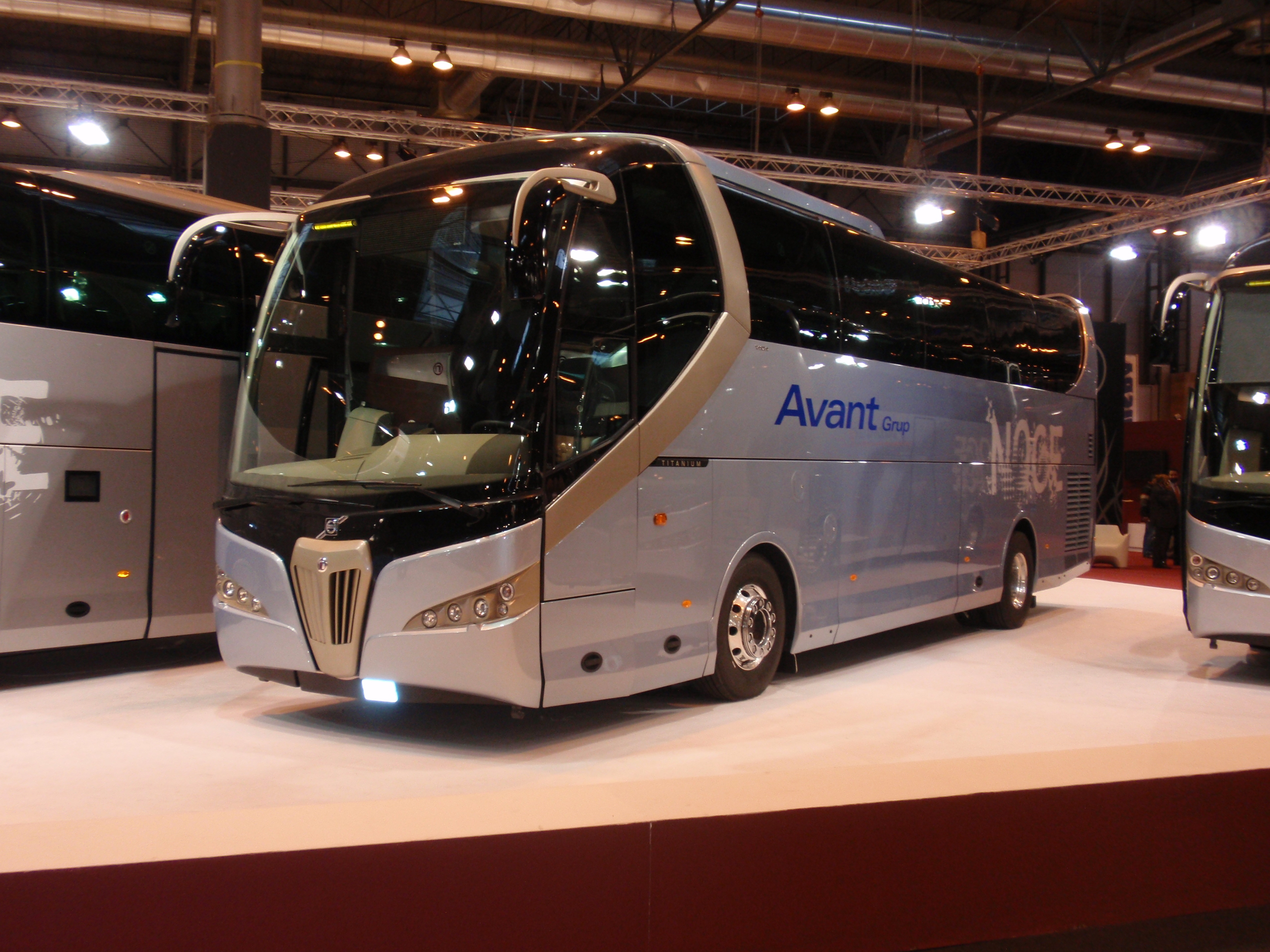
Autocar Noge Titanium construït en un xassís Volvo exposat el 2008 a la FIAA (Fira Internacional d'Autobusos i Autocars) a Madrid

### Costa
Carrocerías Costa (Terrassa). Seat 800 de 4 portes.

### Selex

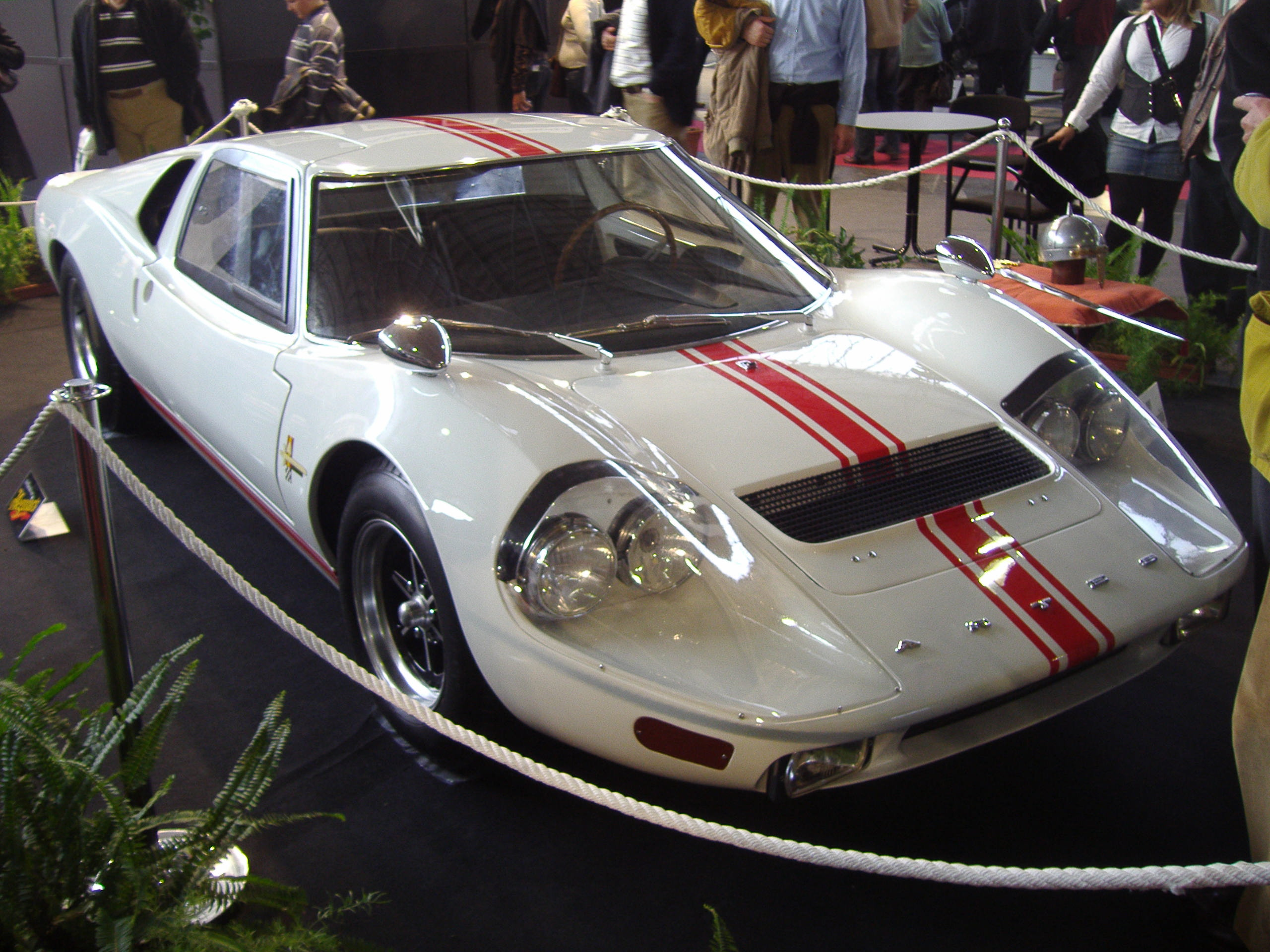
L'Artés Campeador de 1967. Vista frontal.
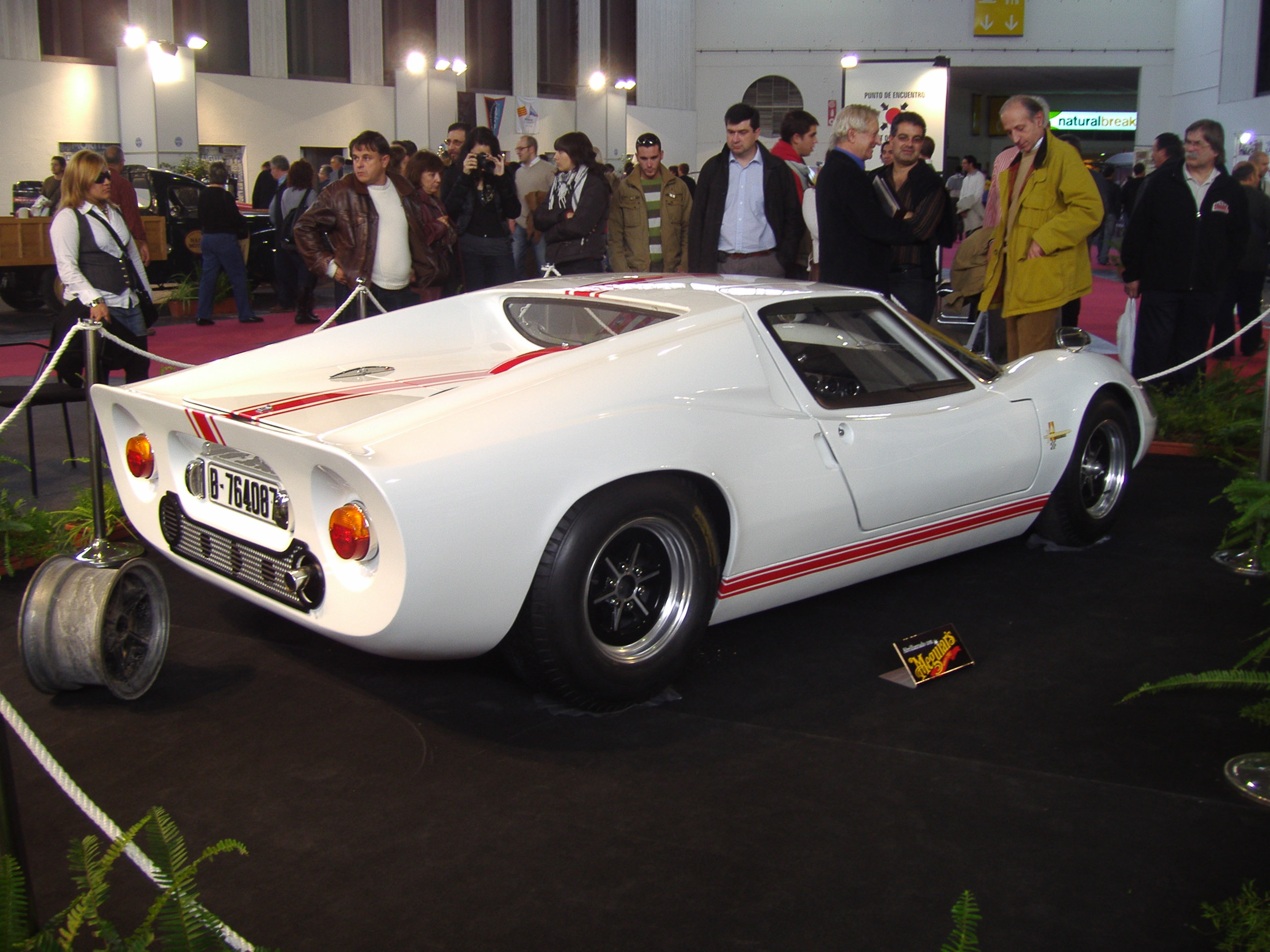
Campeador. Vista posterior.

### Serra
Fill de Joan Serra, carrosser de cotxes de cavalls, Pere Serra seguí el negoci familiar des de ben jove. Amb l'aparició dels primers automòbils, els tallers de carrosseria començaren a adaptar la seva activitat als nous temps i els carrossers d'automòbils començaren a proliferar a Barcelona, especialment d'ençà de la dècada de 1920, quan els fabricants d'automòbils venien els seus xassís motoritzats i el client triava el tipus de carrosseria que volia.
Pere Serra va començar a destacar en aquesta tasca a l'època de la postguerra, tot renovant els pocs cotxes que circulaven aleshores -bé importats o bé exemplars d'abans de la guerra civil espanyola recuperats i arranjats per tal que seguissin circulant. Durant les dècades de 1950 i 1960, dels tallers de Pere Serra en van sortir cotxes tan espectaculars com el Pegaso Z-102 Spider.

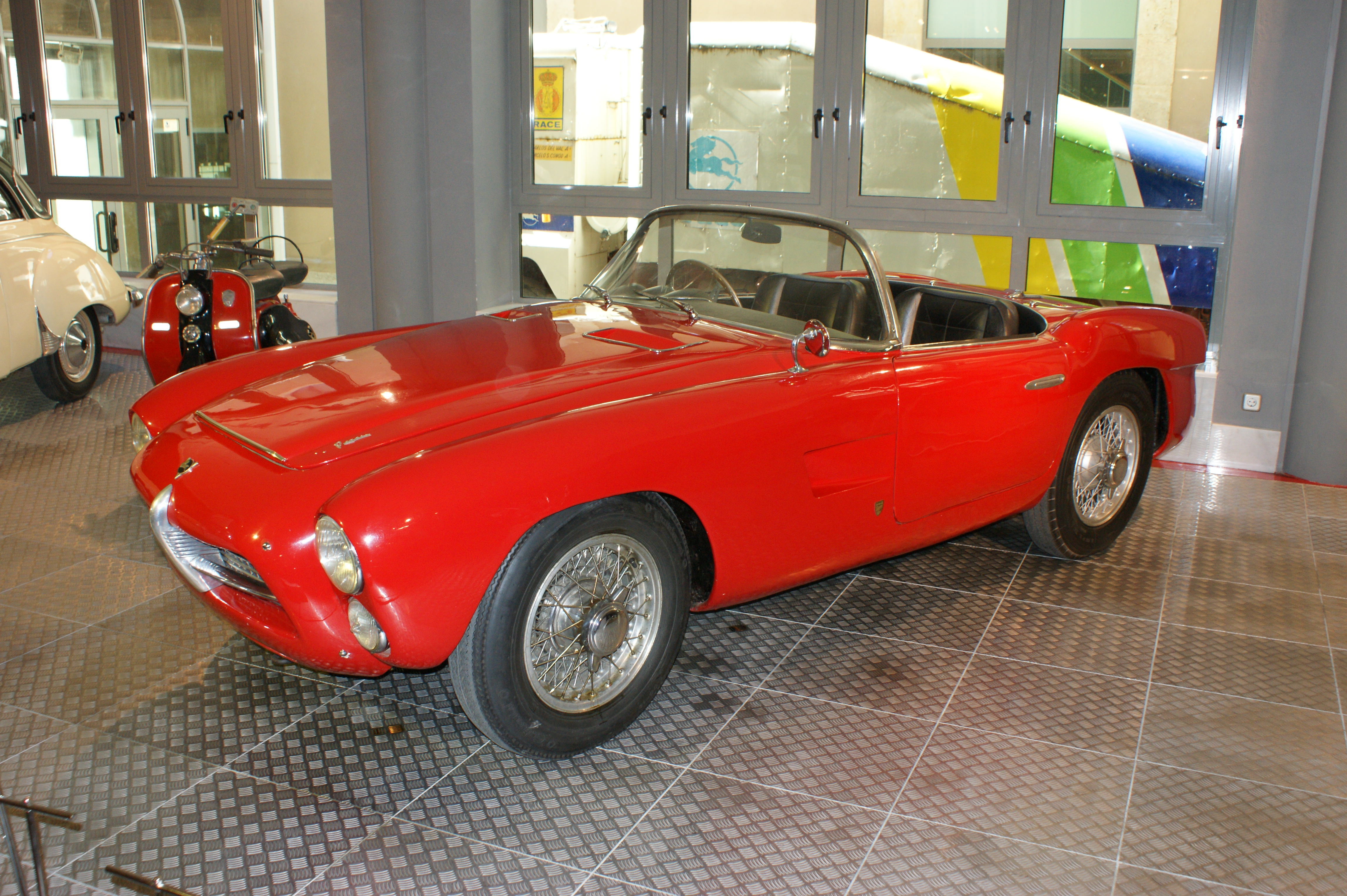
1958 Pegaso Z-102 SSP Spyder
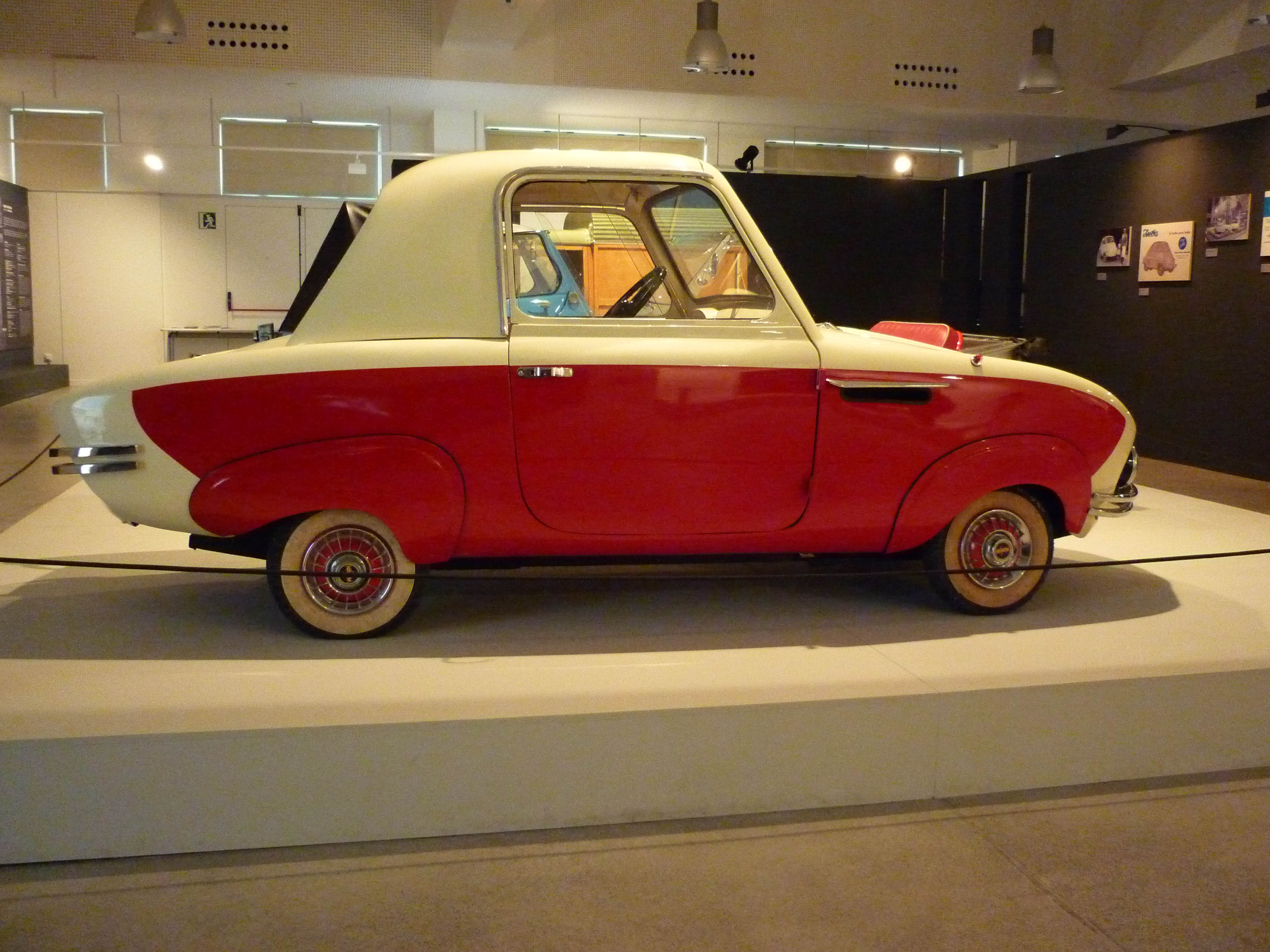
El Biscúter Coupé 200-F Sport "Pegasín" (1958), obra de Pere Serra
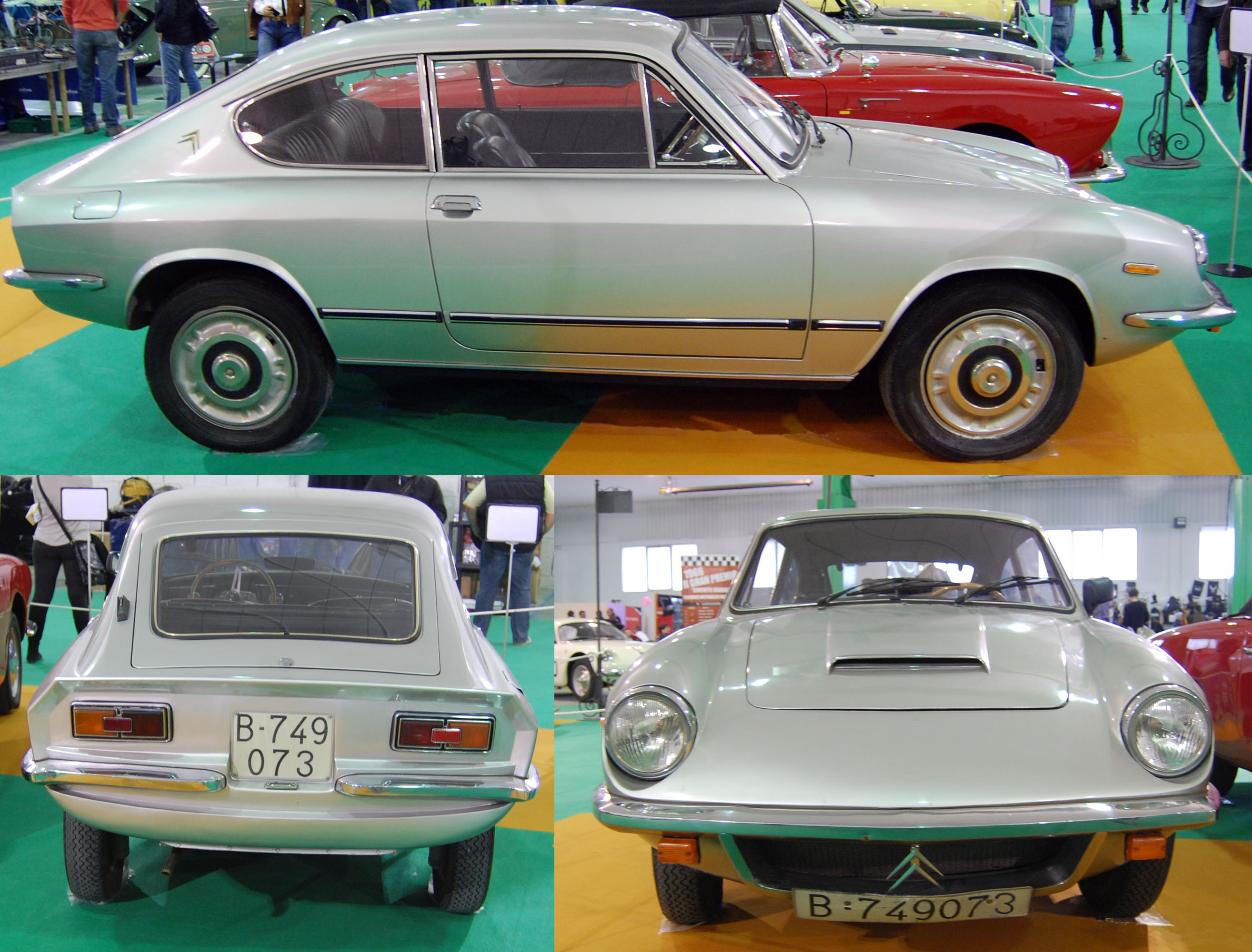
Citroën Dyane amb carrosseria Serra
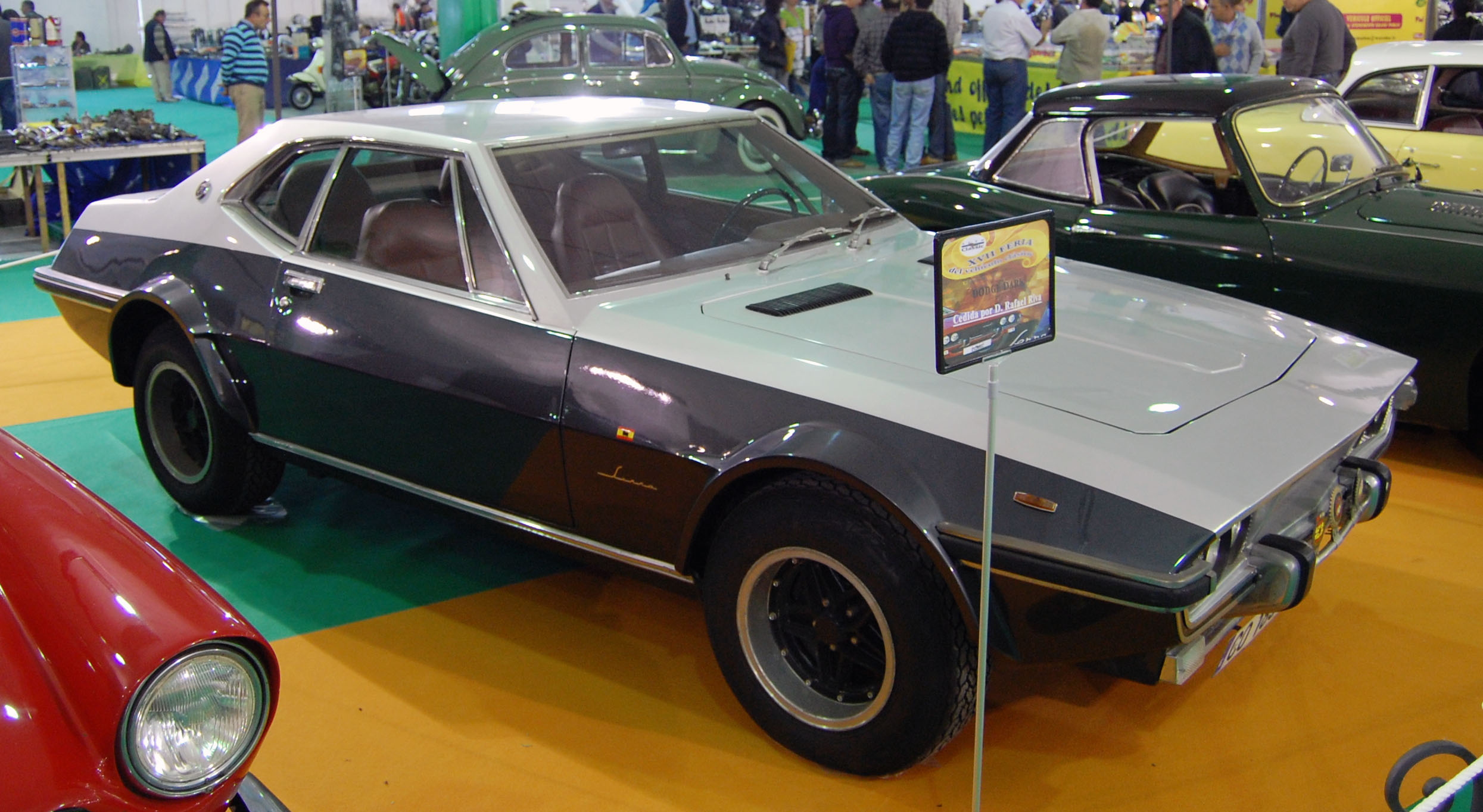
Dodge Serra Boulevard 3700GT

## Carrossers-dissenyadors dels Estats Units
- Brewster & Co.
- Budd Company
- Harley Earl
- Fisher Body

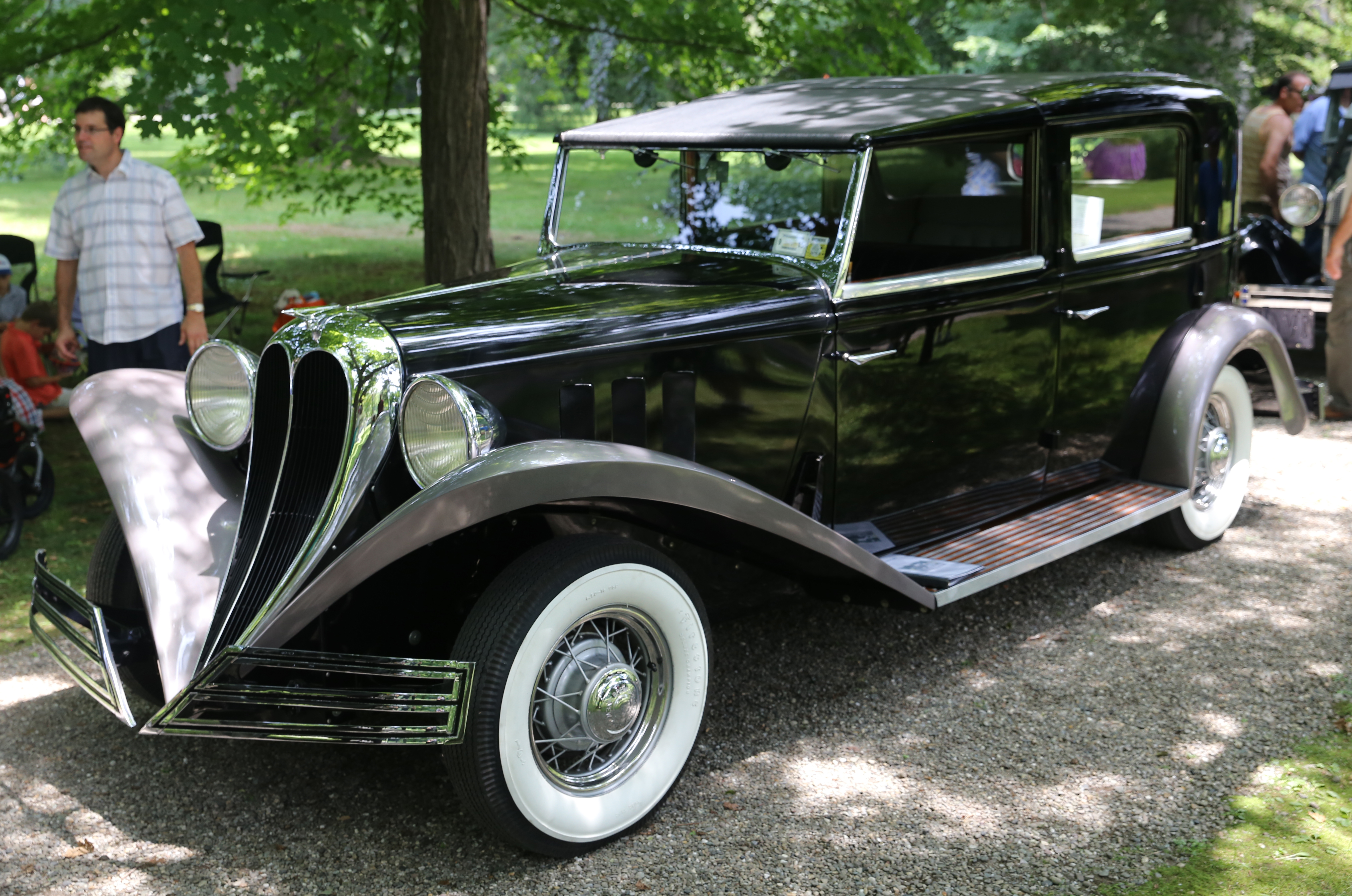
1934 Brewster Town Car Cabriolet
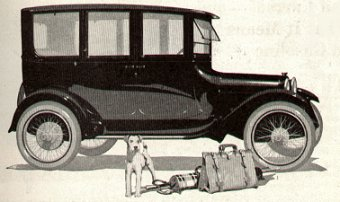
1920 Dodge 4 portes. Carrosseria tota d'acer de Budd Company.
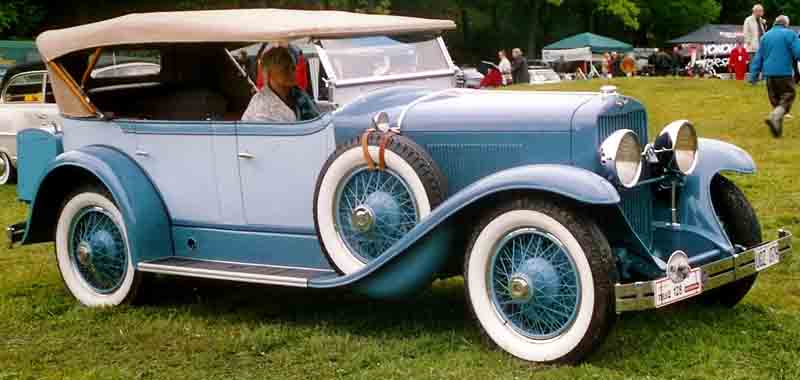
1928 La Salle Phaeton, dissenyat per Harley Earl

- Fleetwood Metal Body

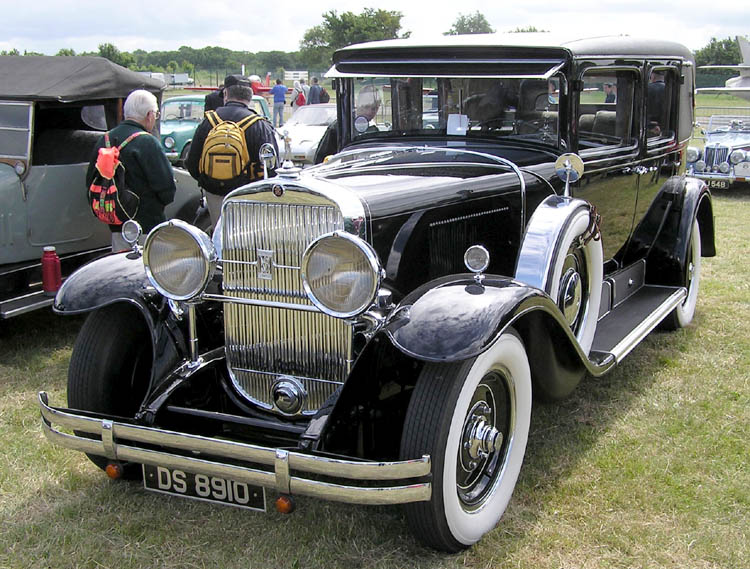
1929 Cadillac V-8
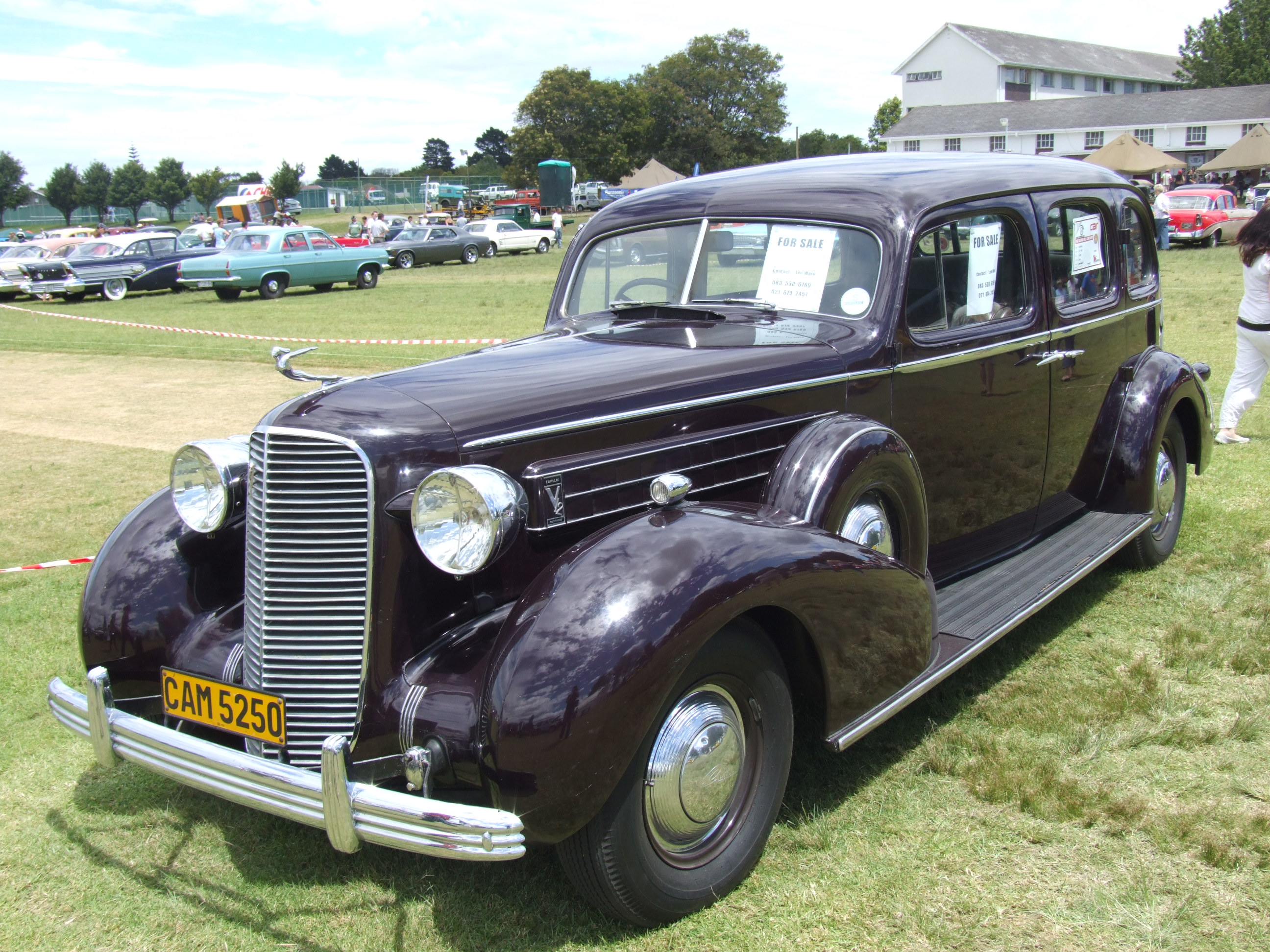
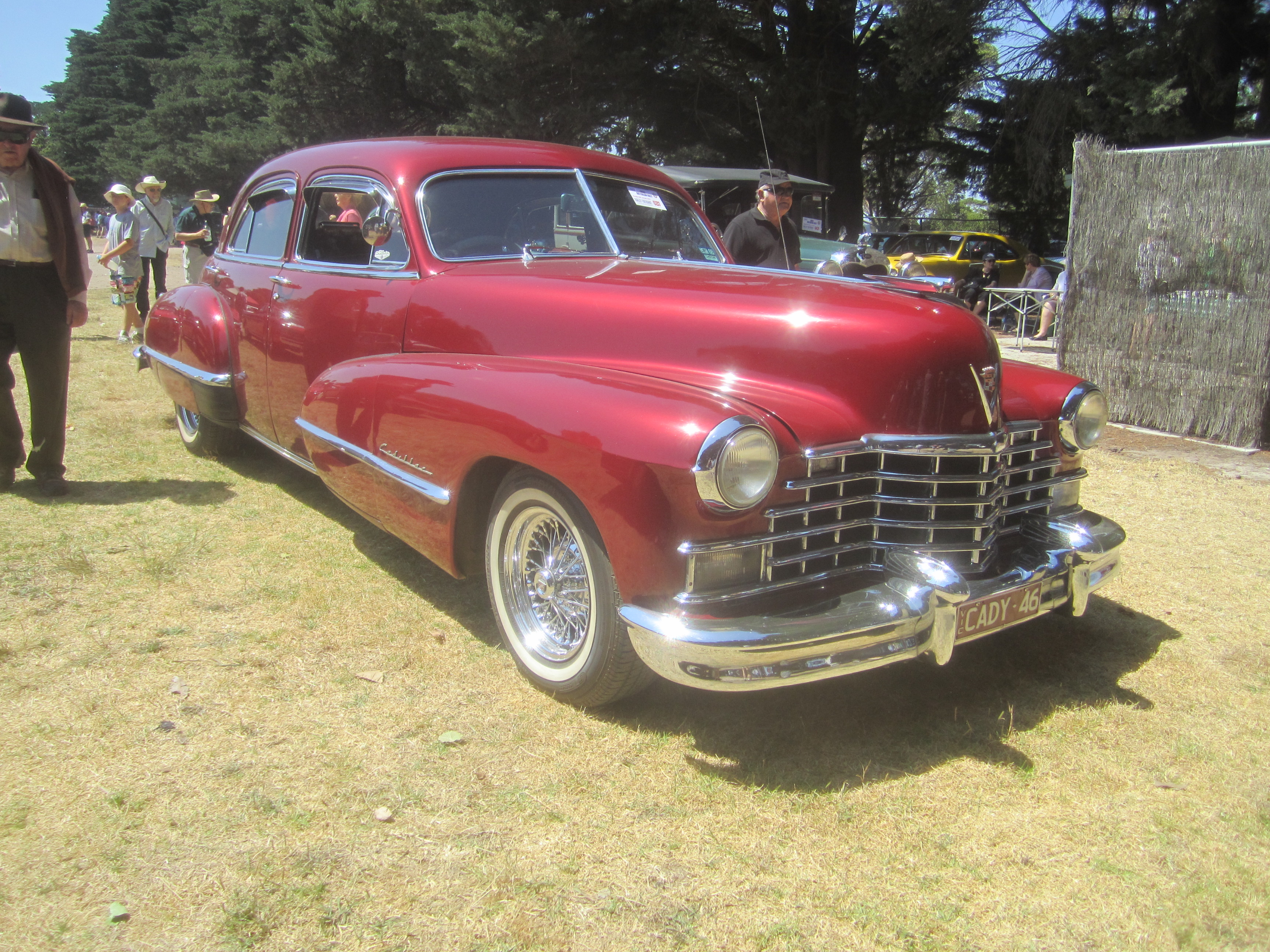
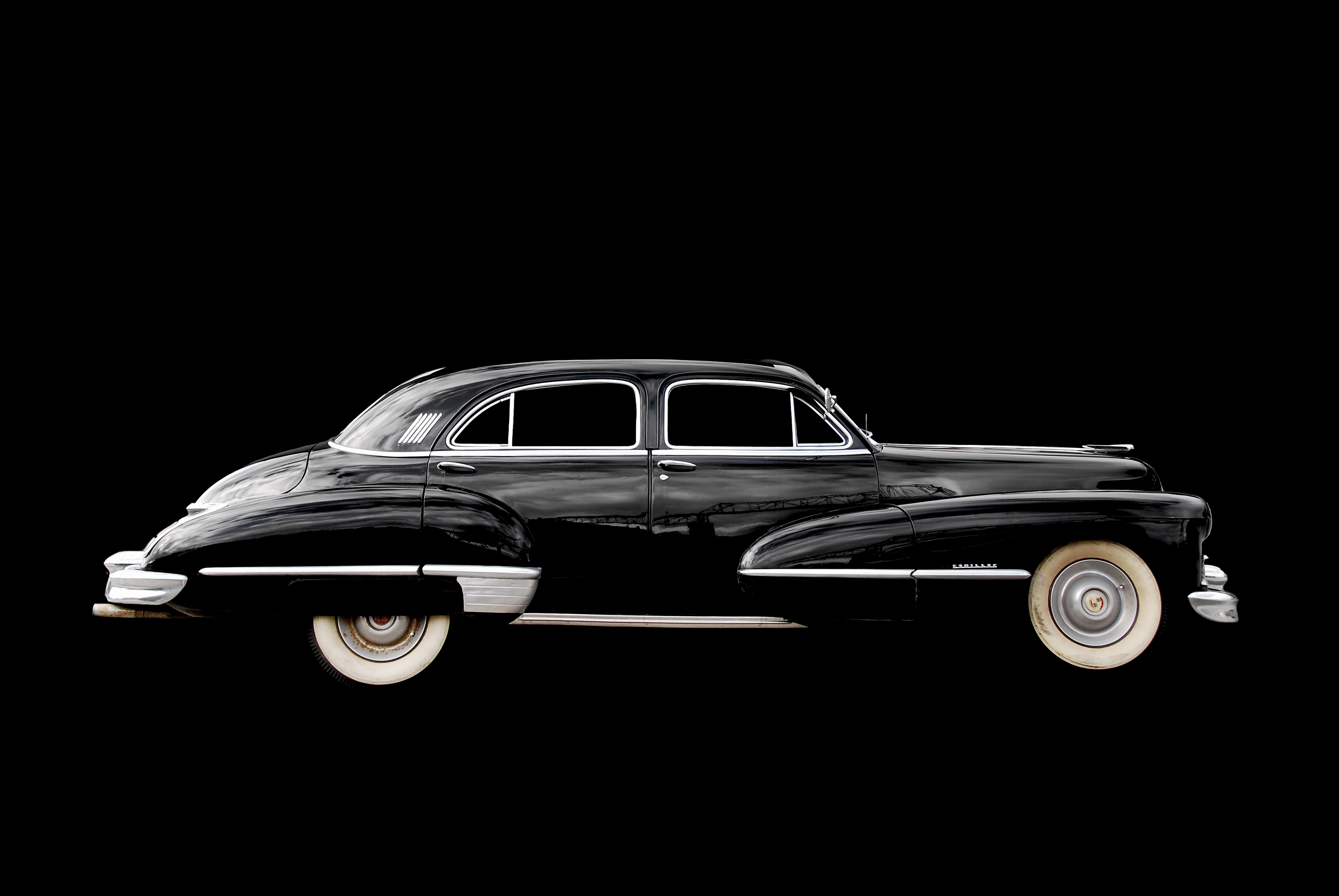

- LeBaron Incorporated

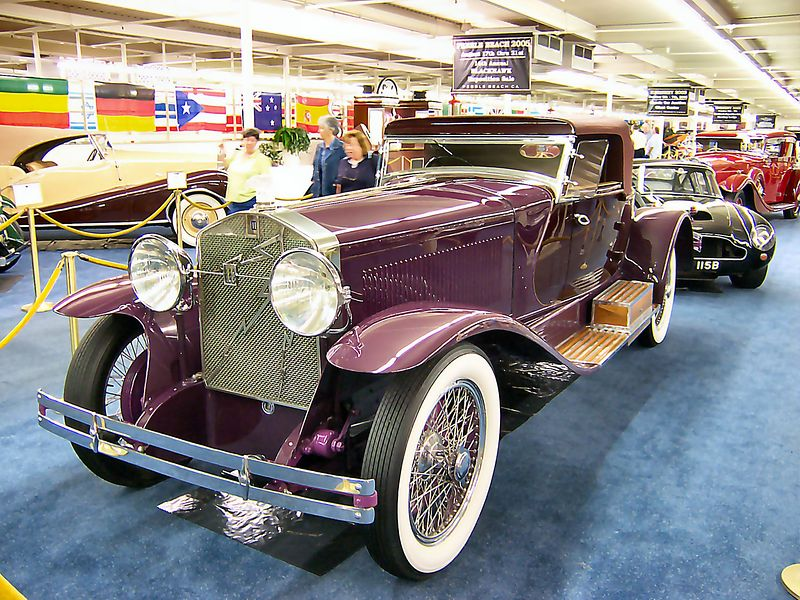
Isotta Fraschini 1928
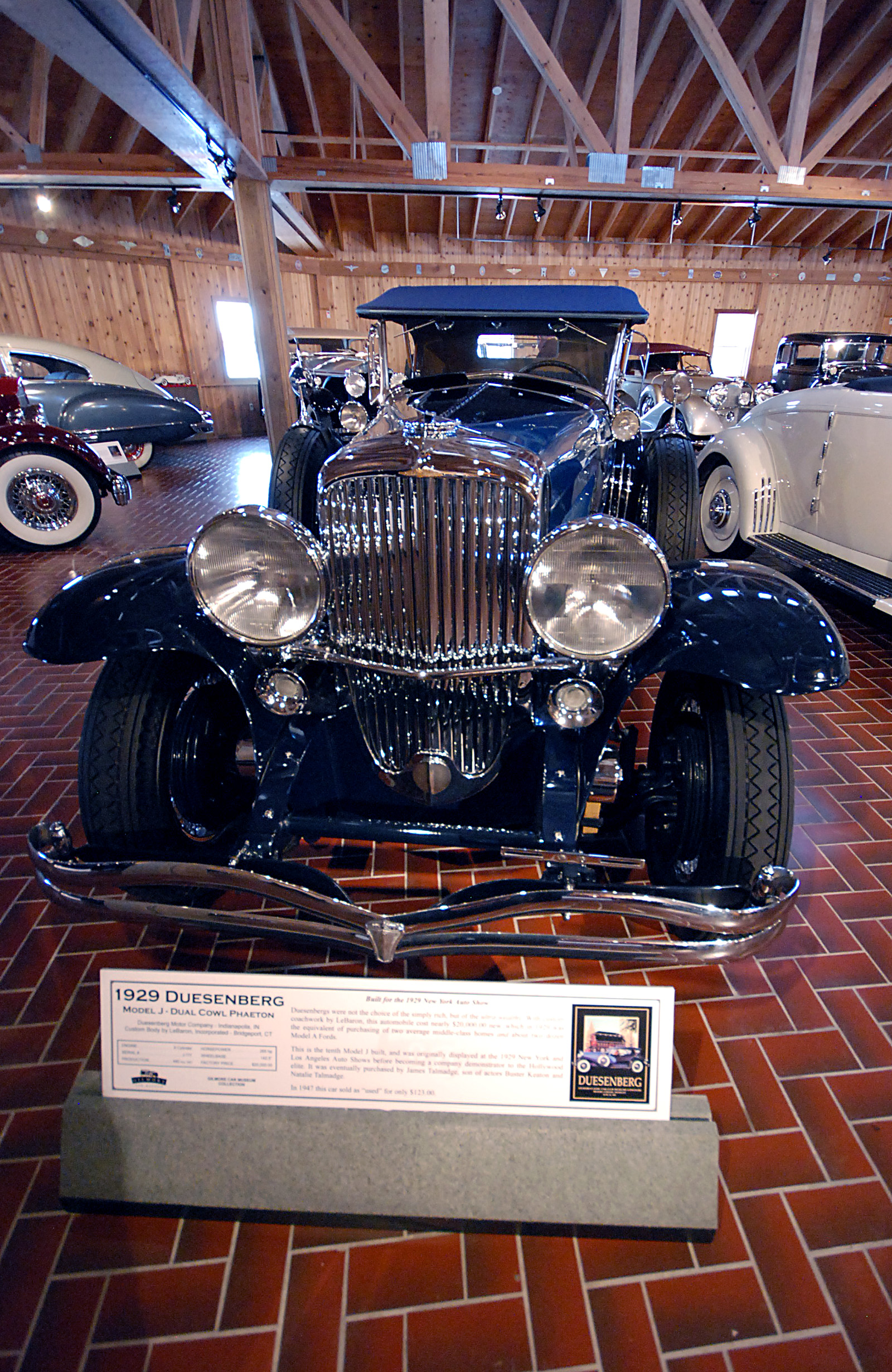
Duesenberg 1929
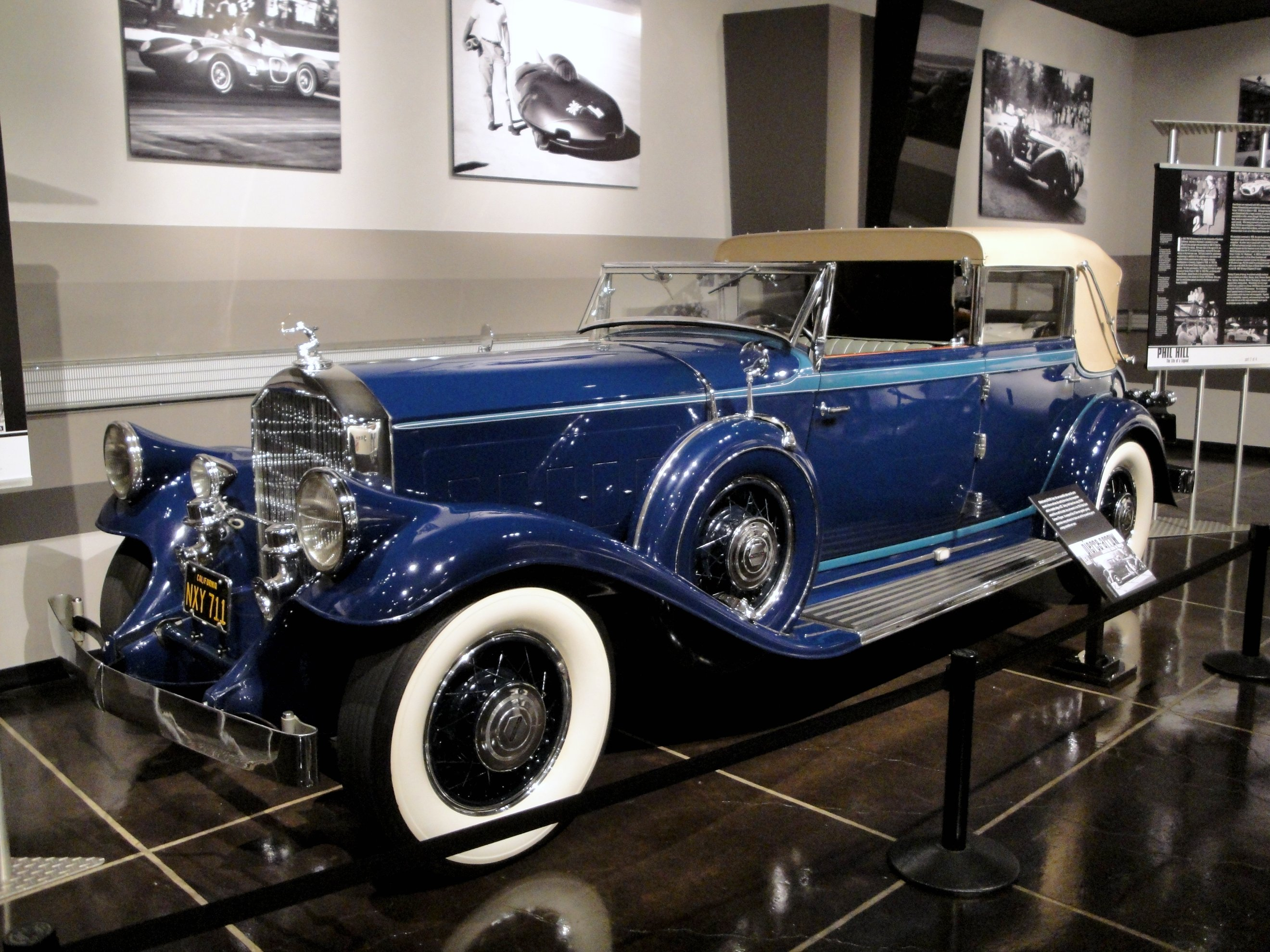
Pierce-Arrow 1931
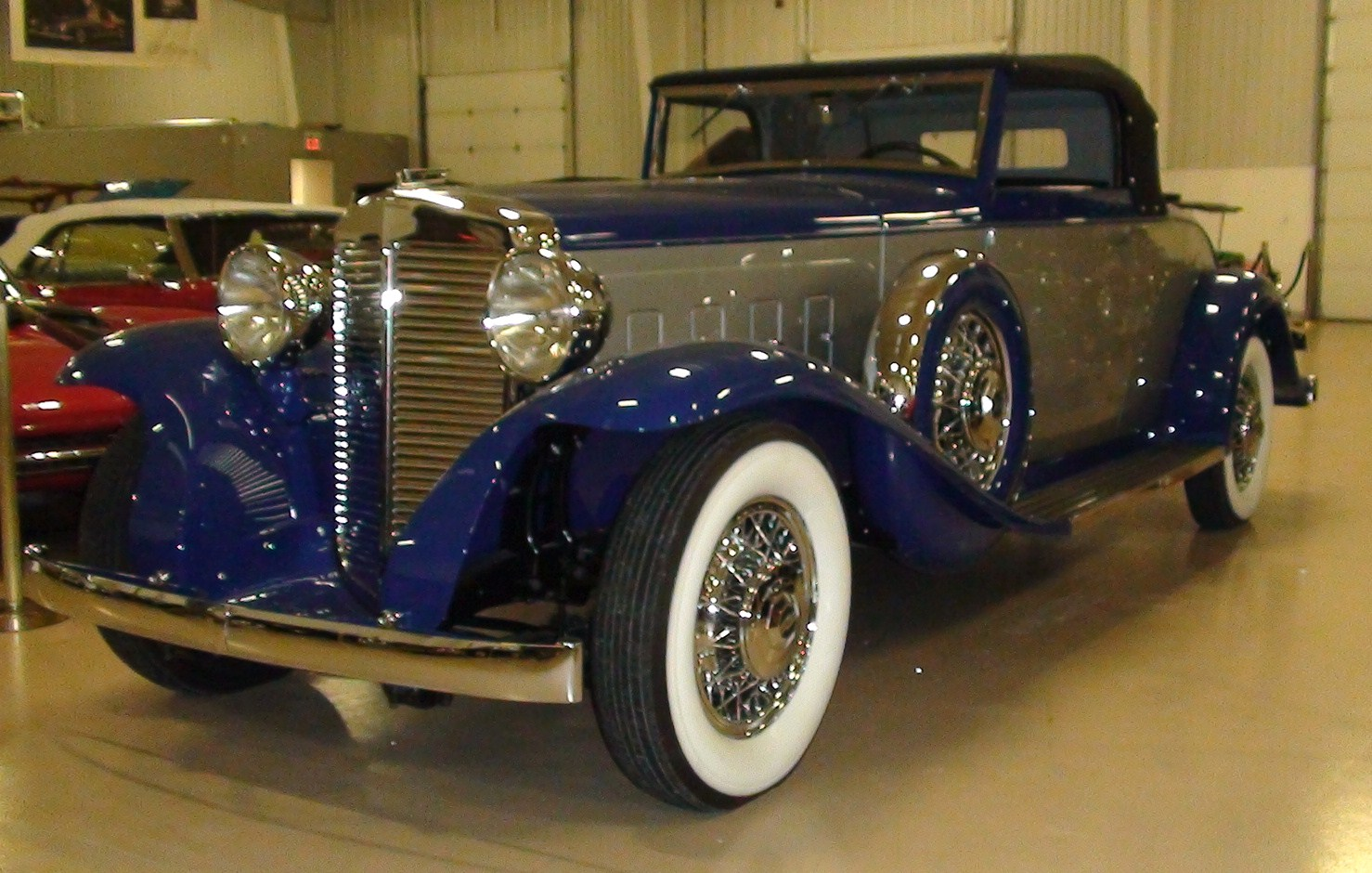
Marmon 1932
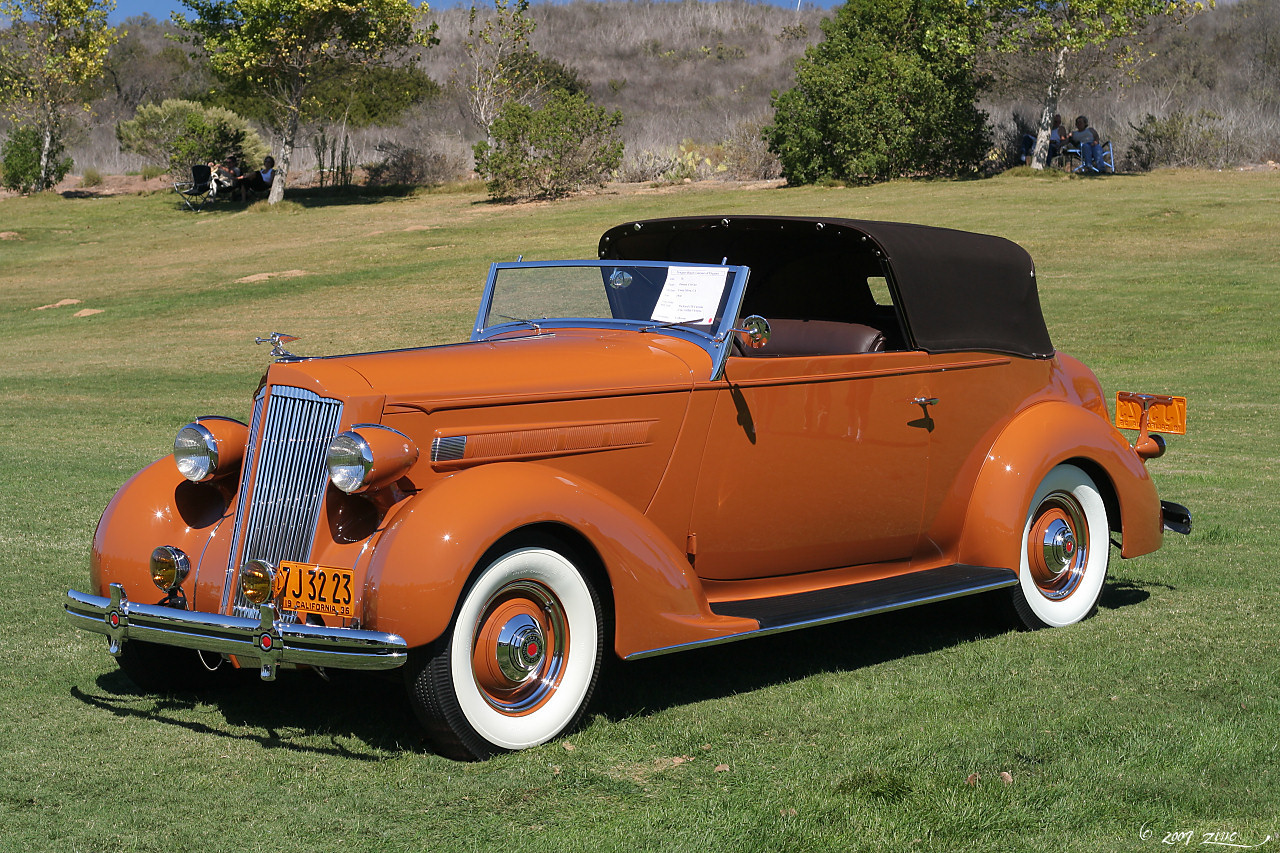
Packard 1936
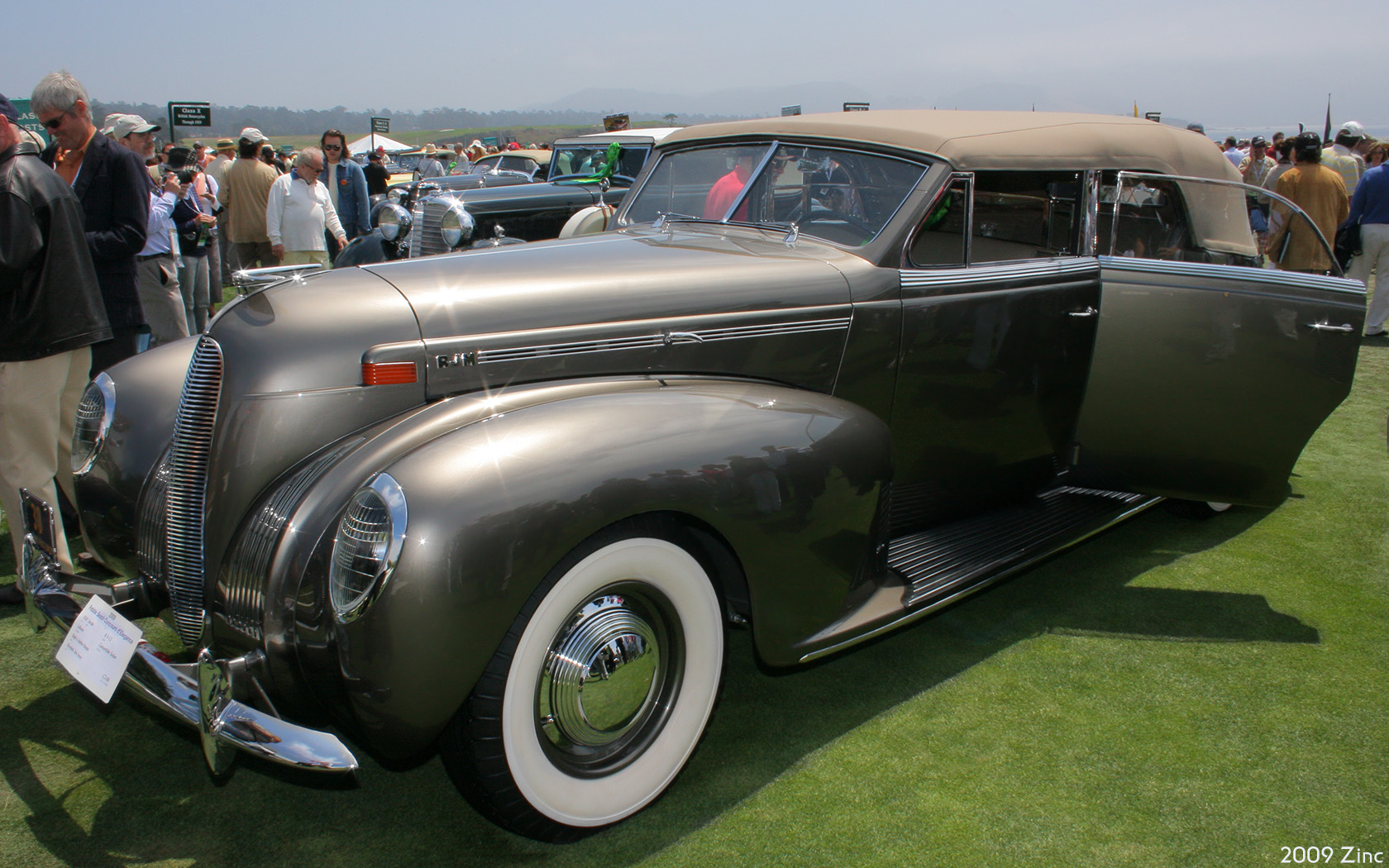
Lincoln 1938
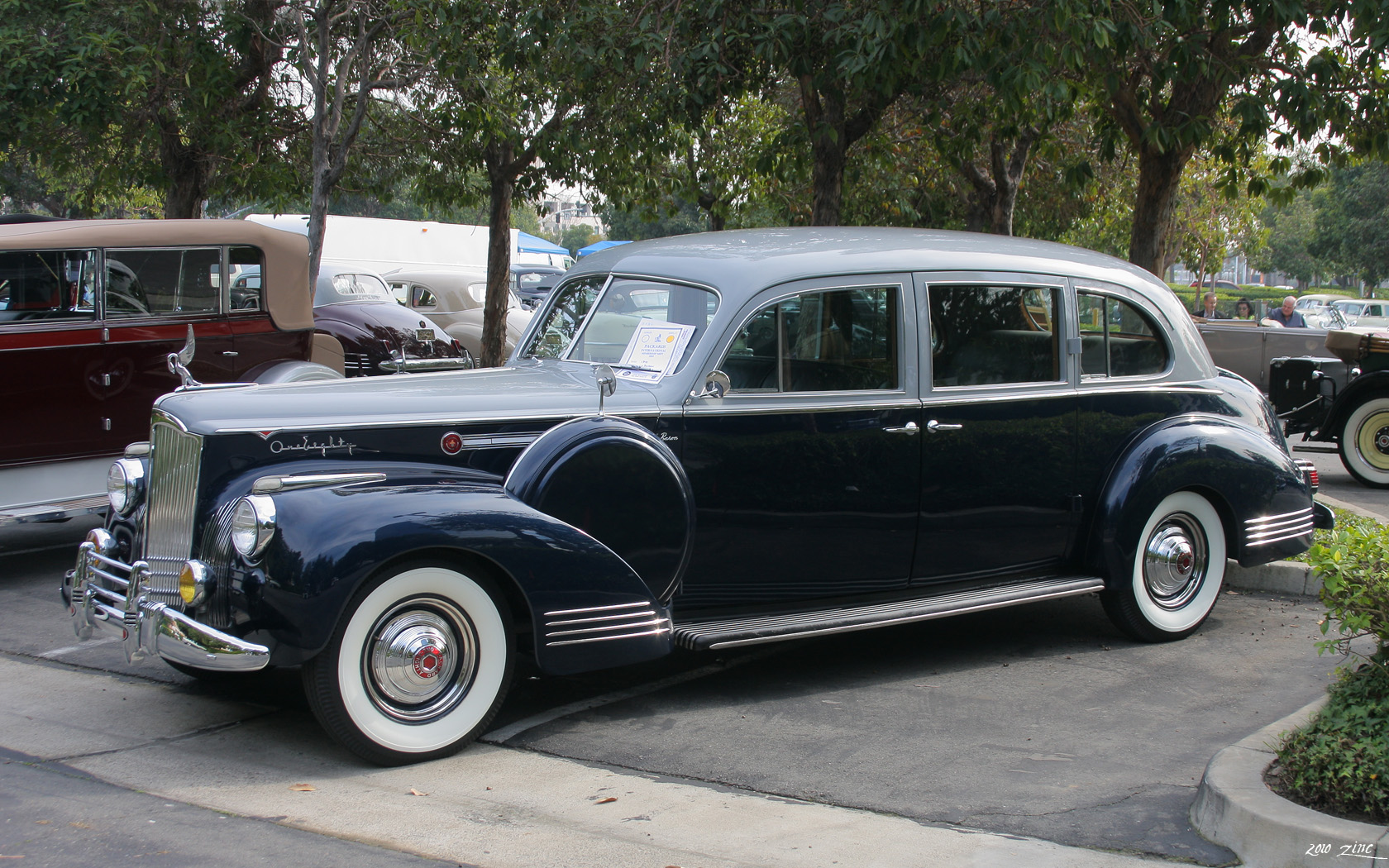
Packard 1941
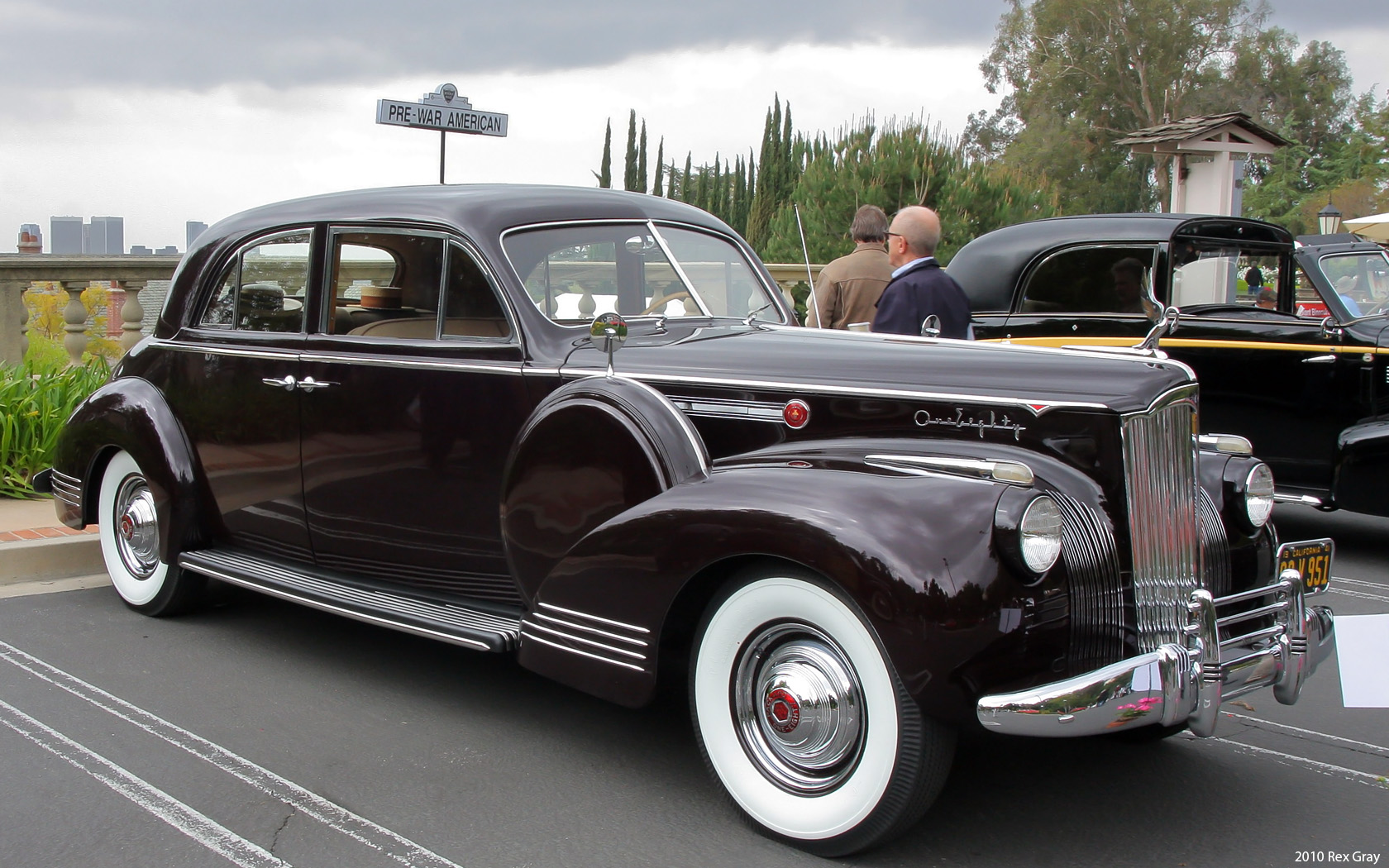
Packard 1941
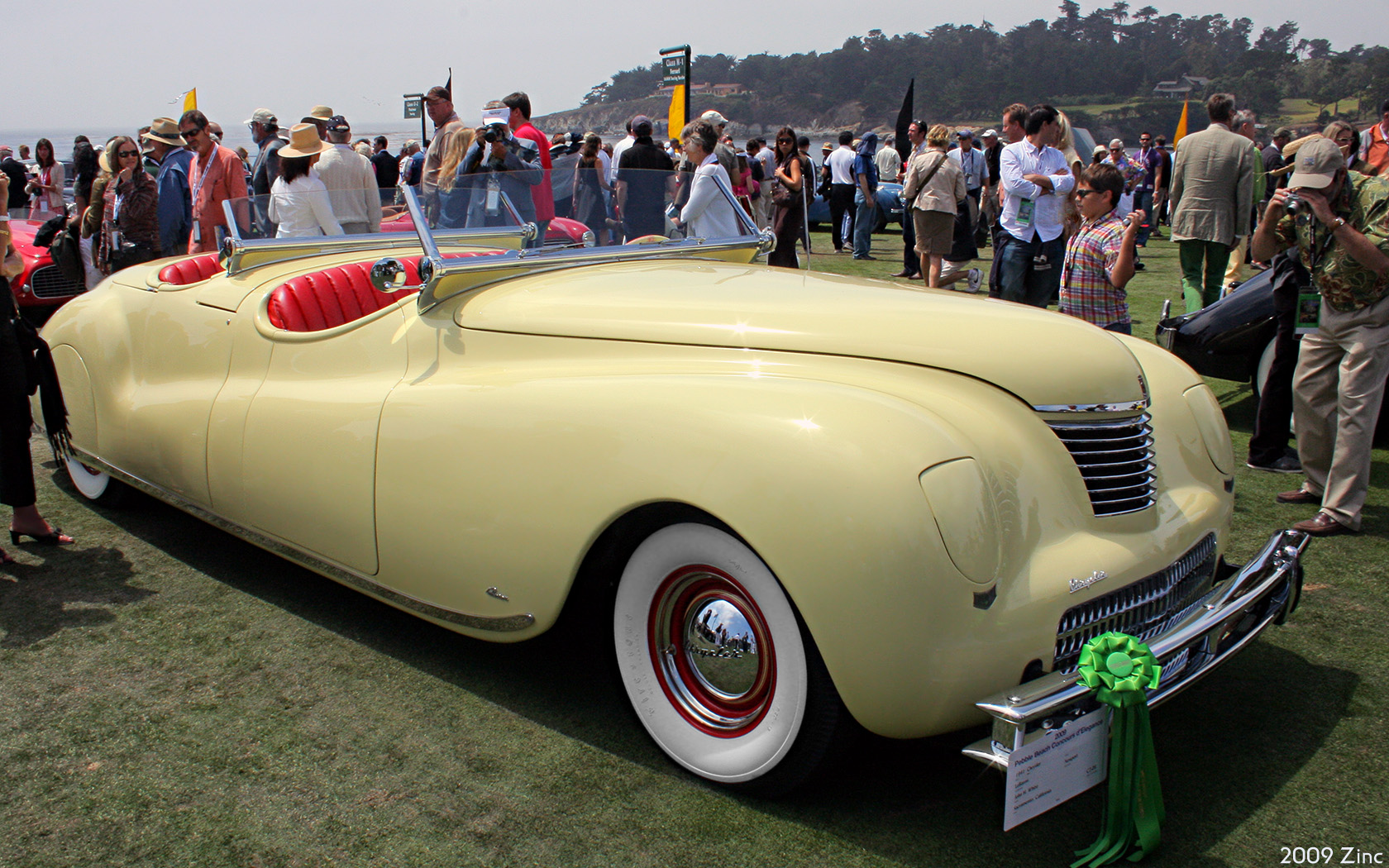
Chrysler Newport 1941
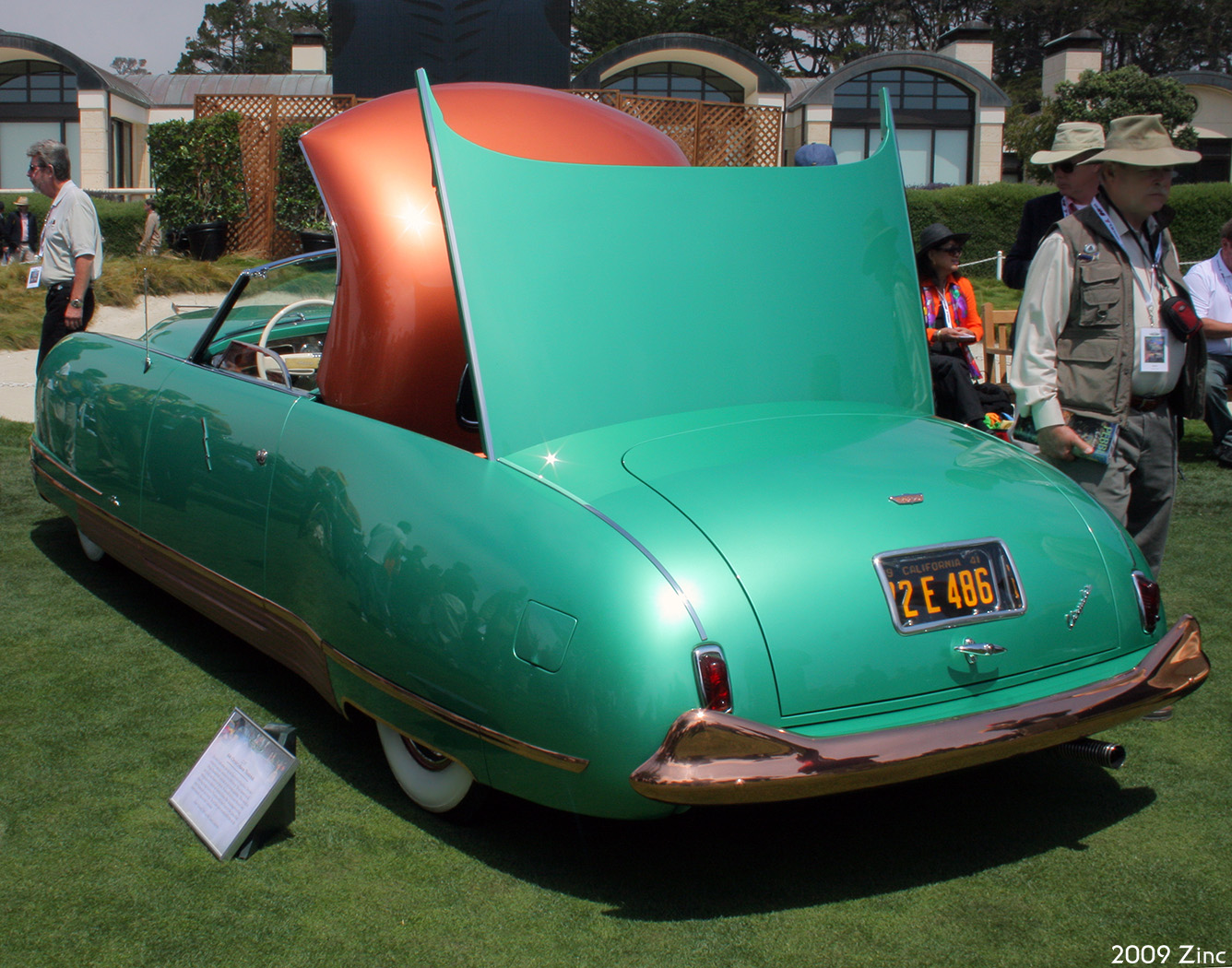
Chrysler Thunderbolt 1941

- Rollston

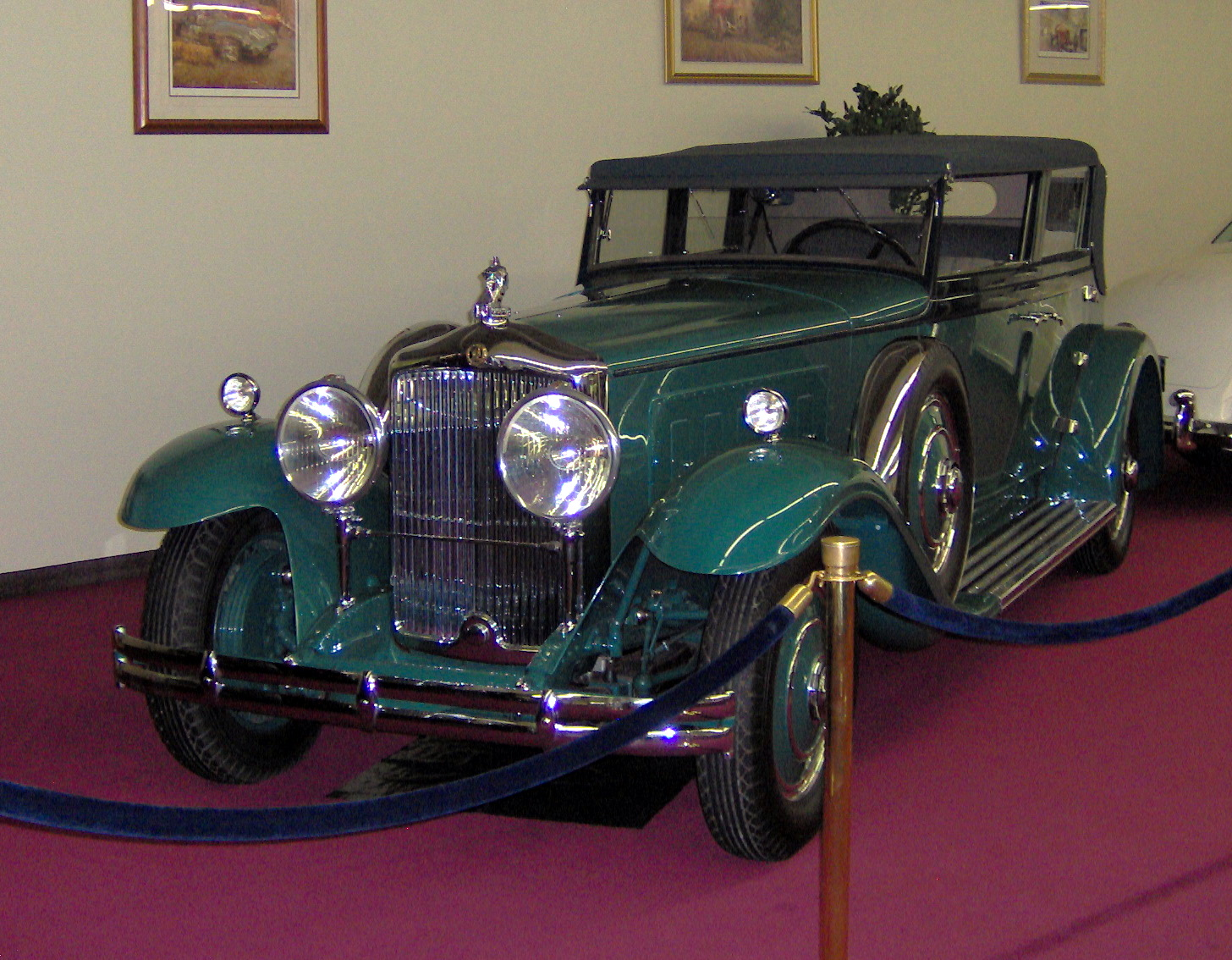
1931 Minerva 8 AL Rollston Convertible Sedan
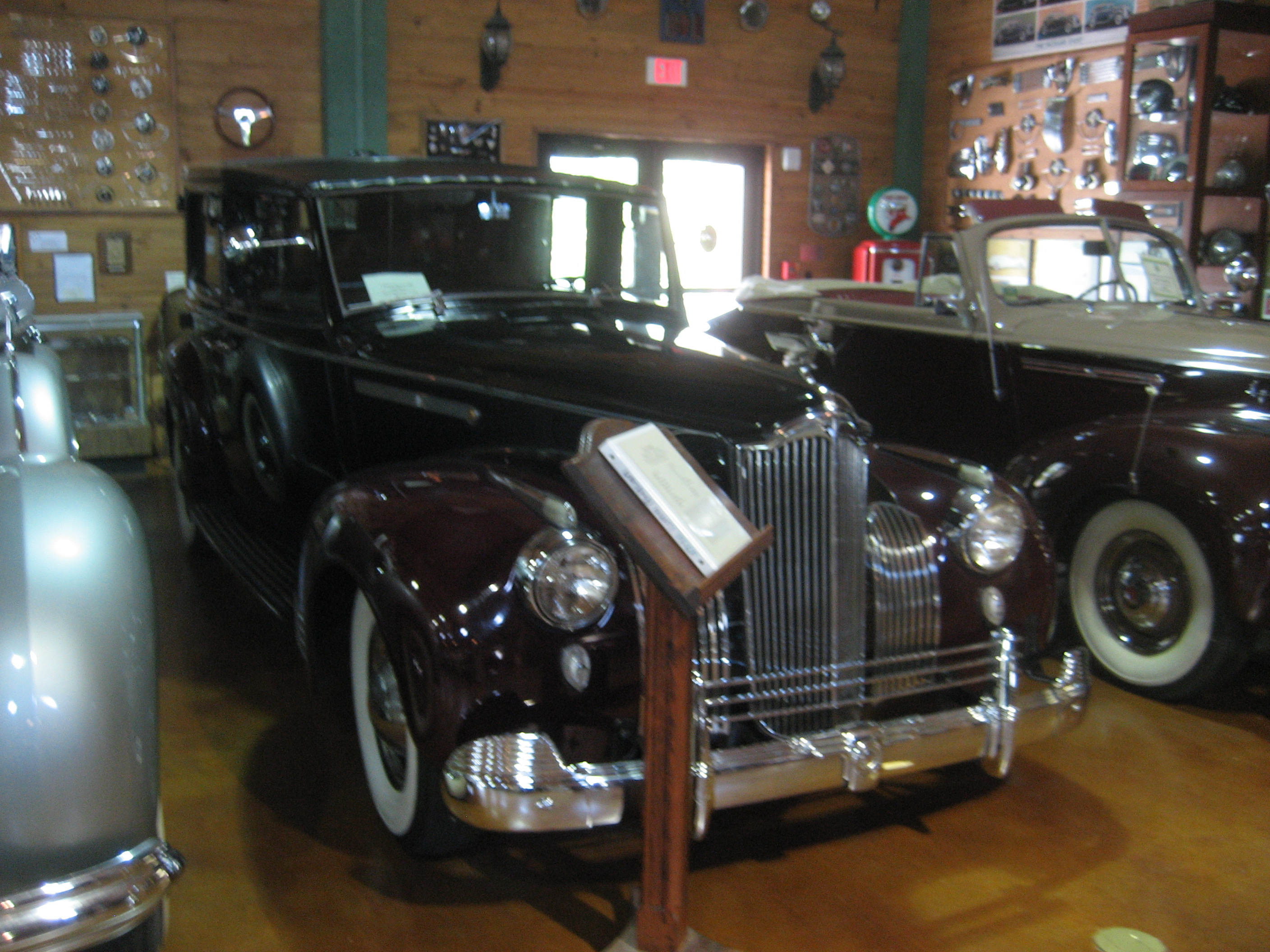
Dos automòbils Packard de 1941
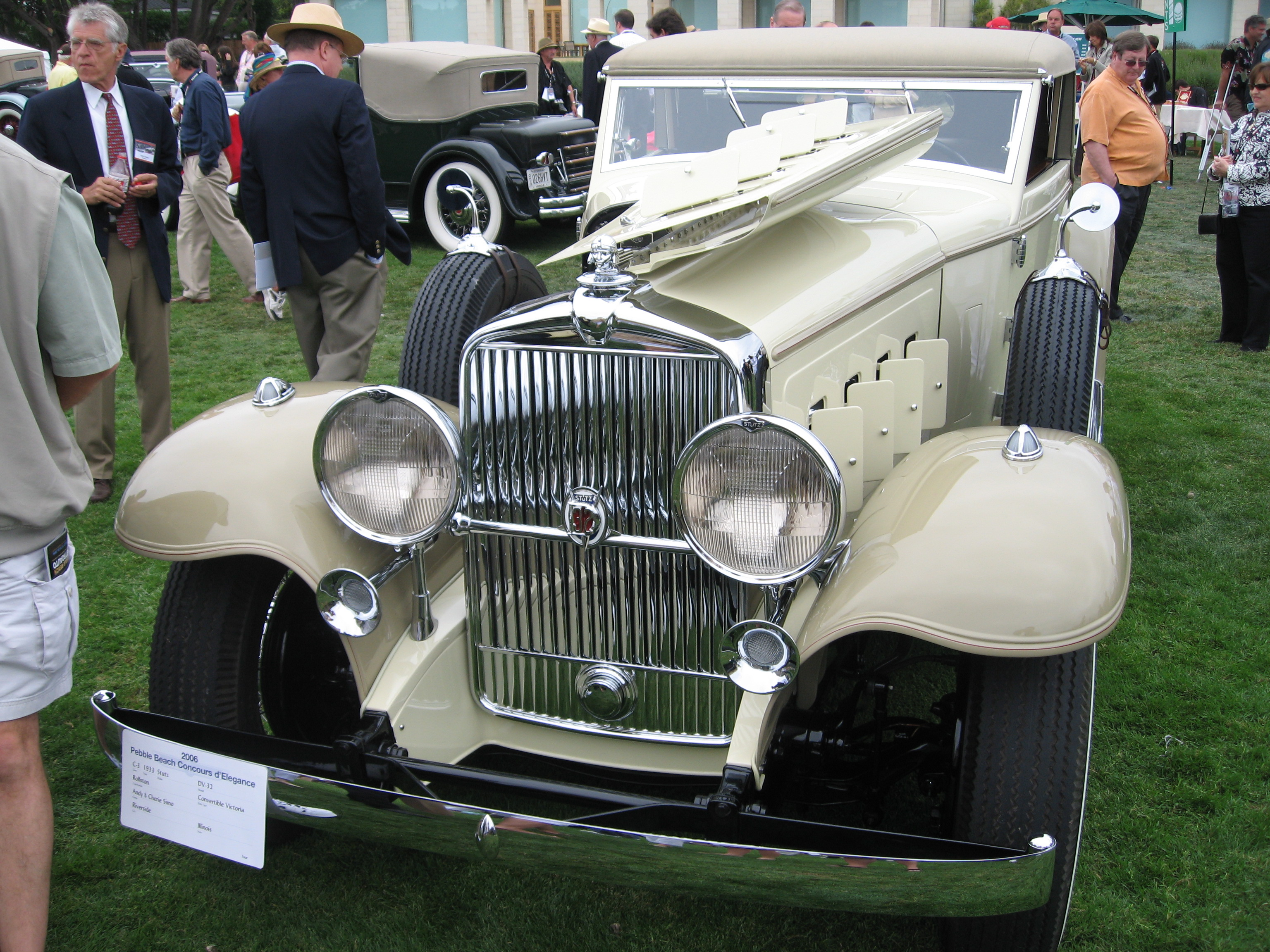
1933 Stutz DV-32
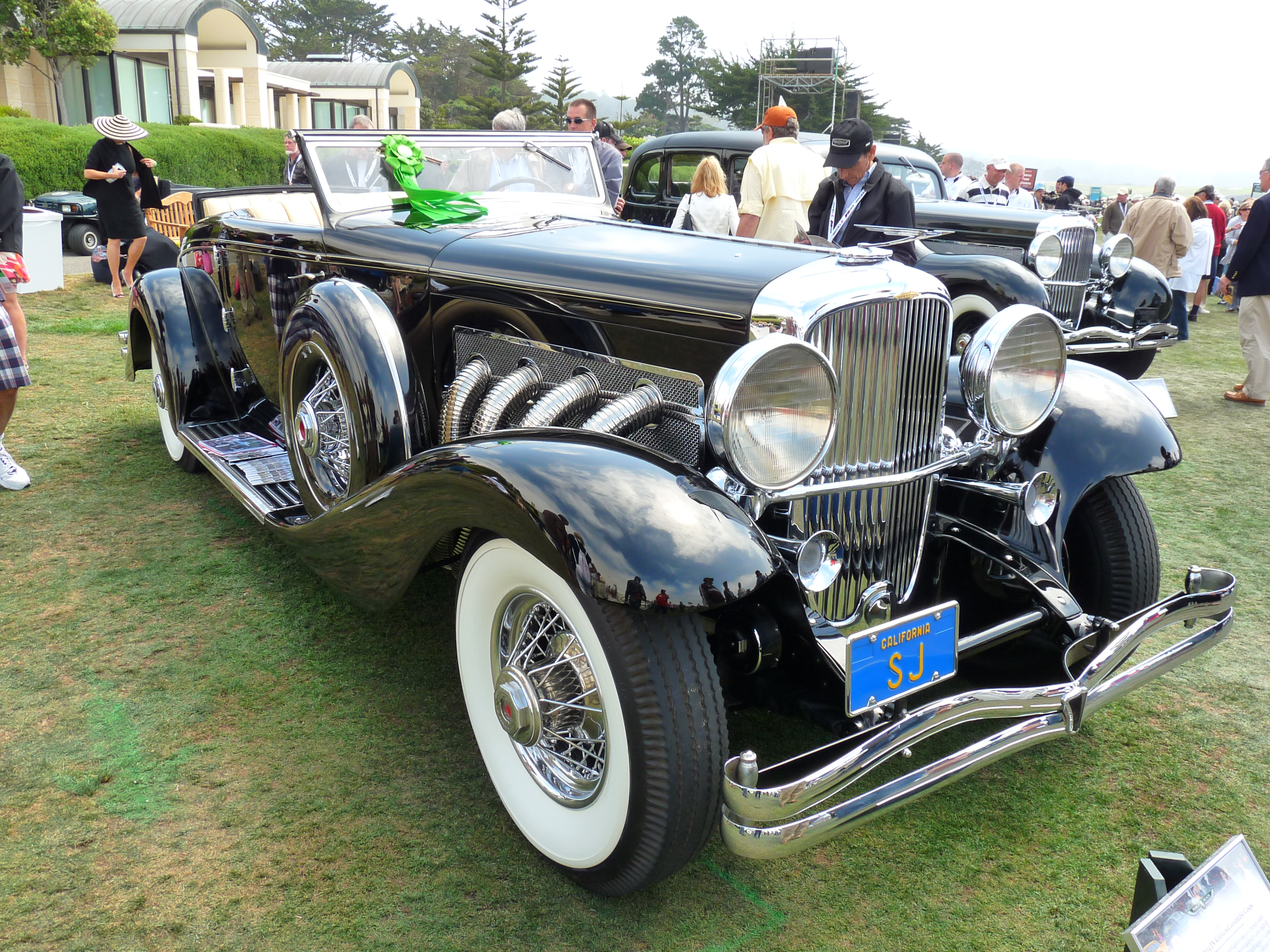
1936 Duesenberg JN Rollston Convertible Coupe

- SSZ Motorcars

## Carrossers-dissenyadors francesos

### Carrosserie Pourtout

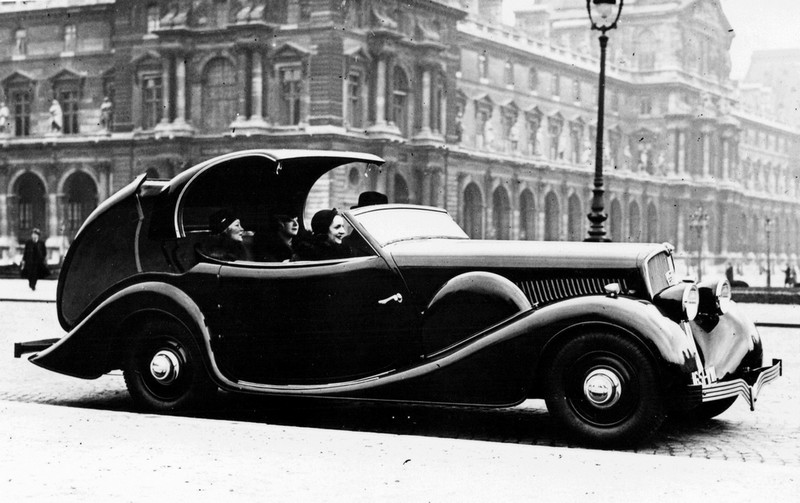
1934 Peugeot 601 C Eclipse
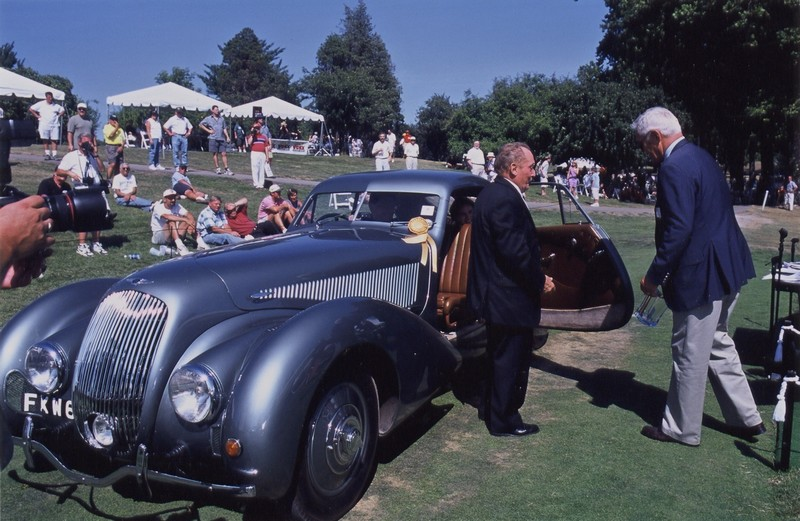
1938 "Embiricos" Bentley
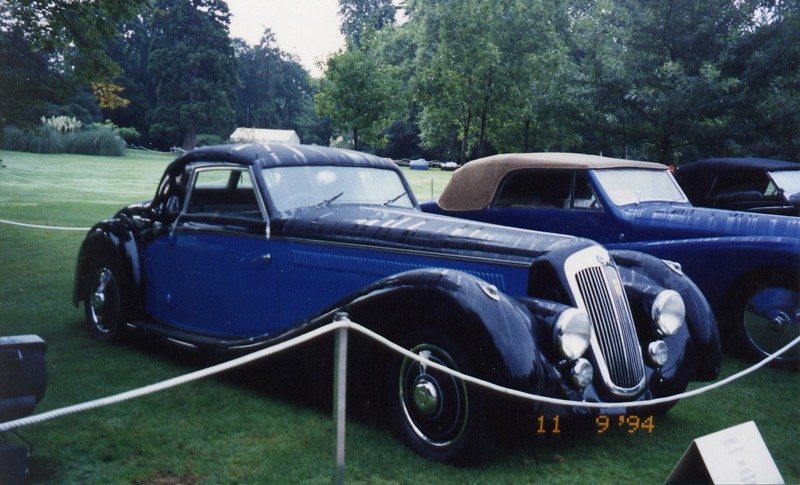
1938 Lancia Astura
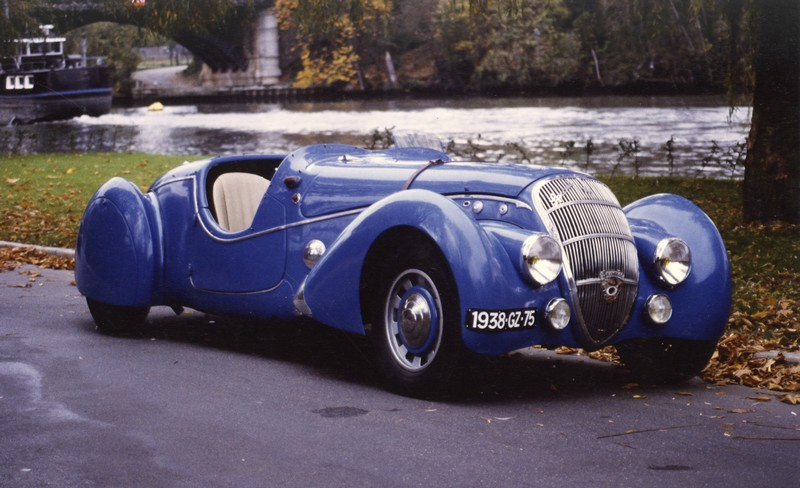
Peugeot 302 Darl'mat

### Chapron

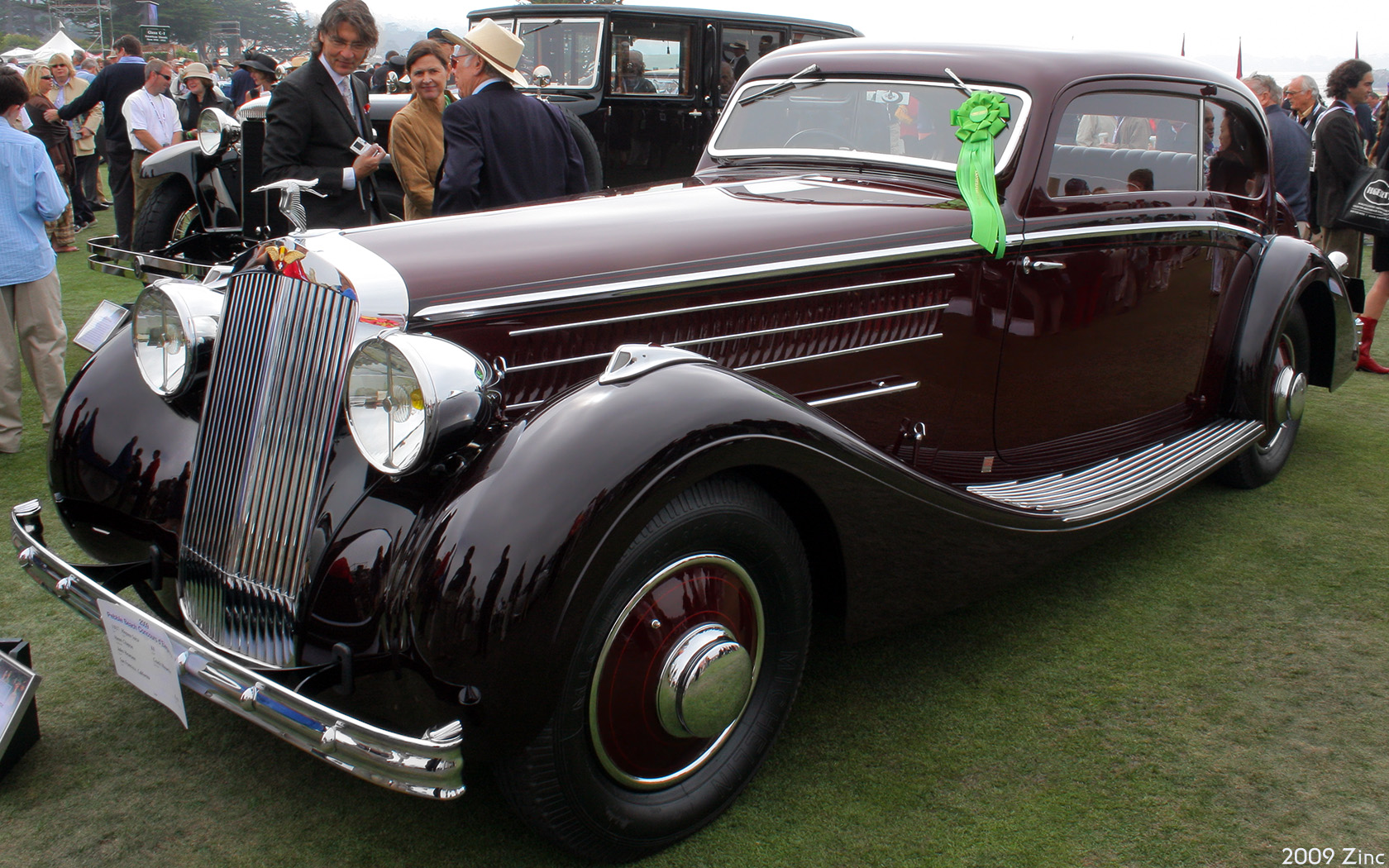
1937 Hispano Suiza K6 Henri Chapron
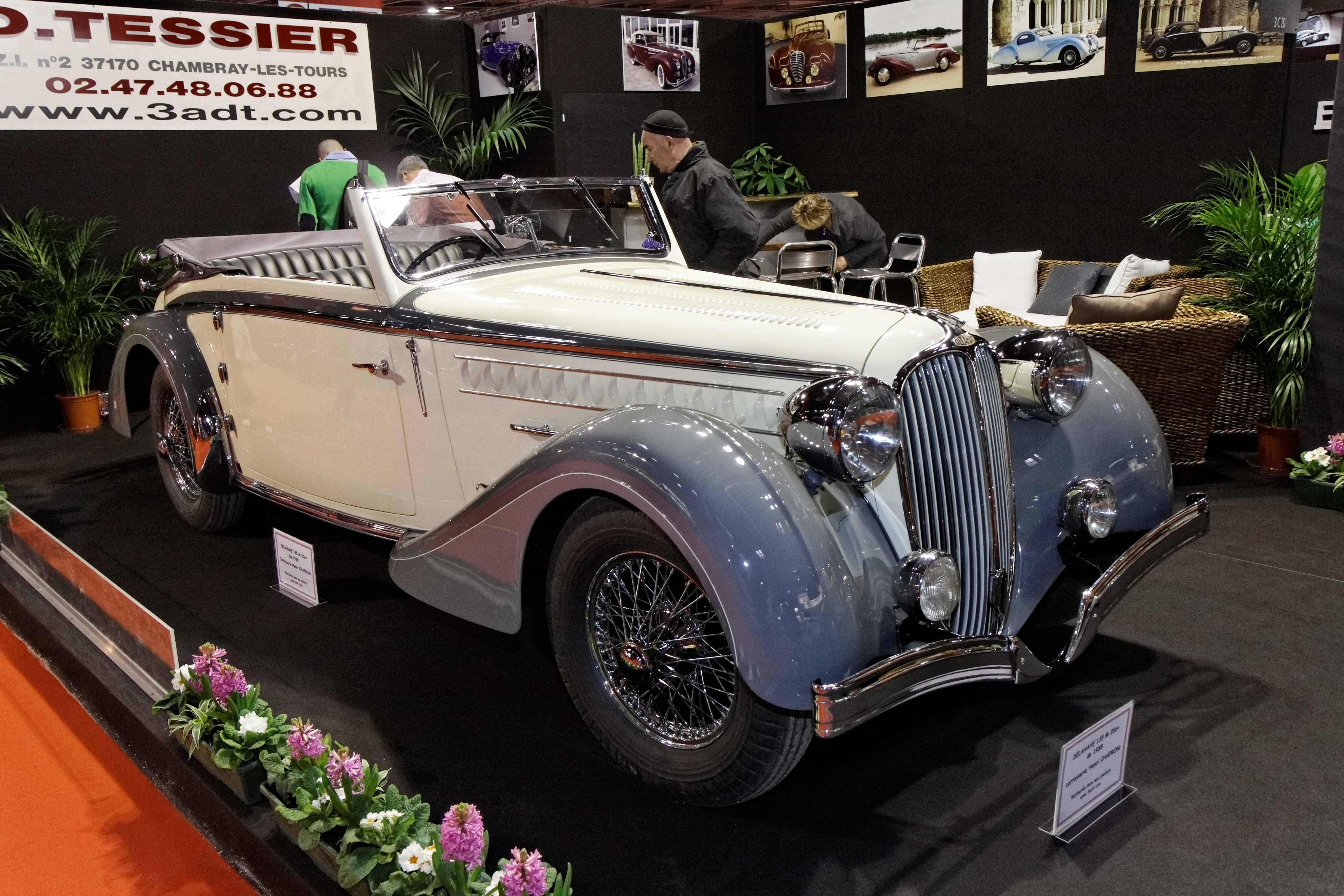
Delahaye 135 M Chapron - 1938
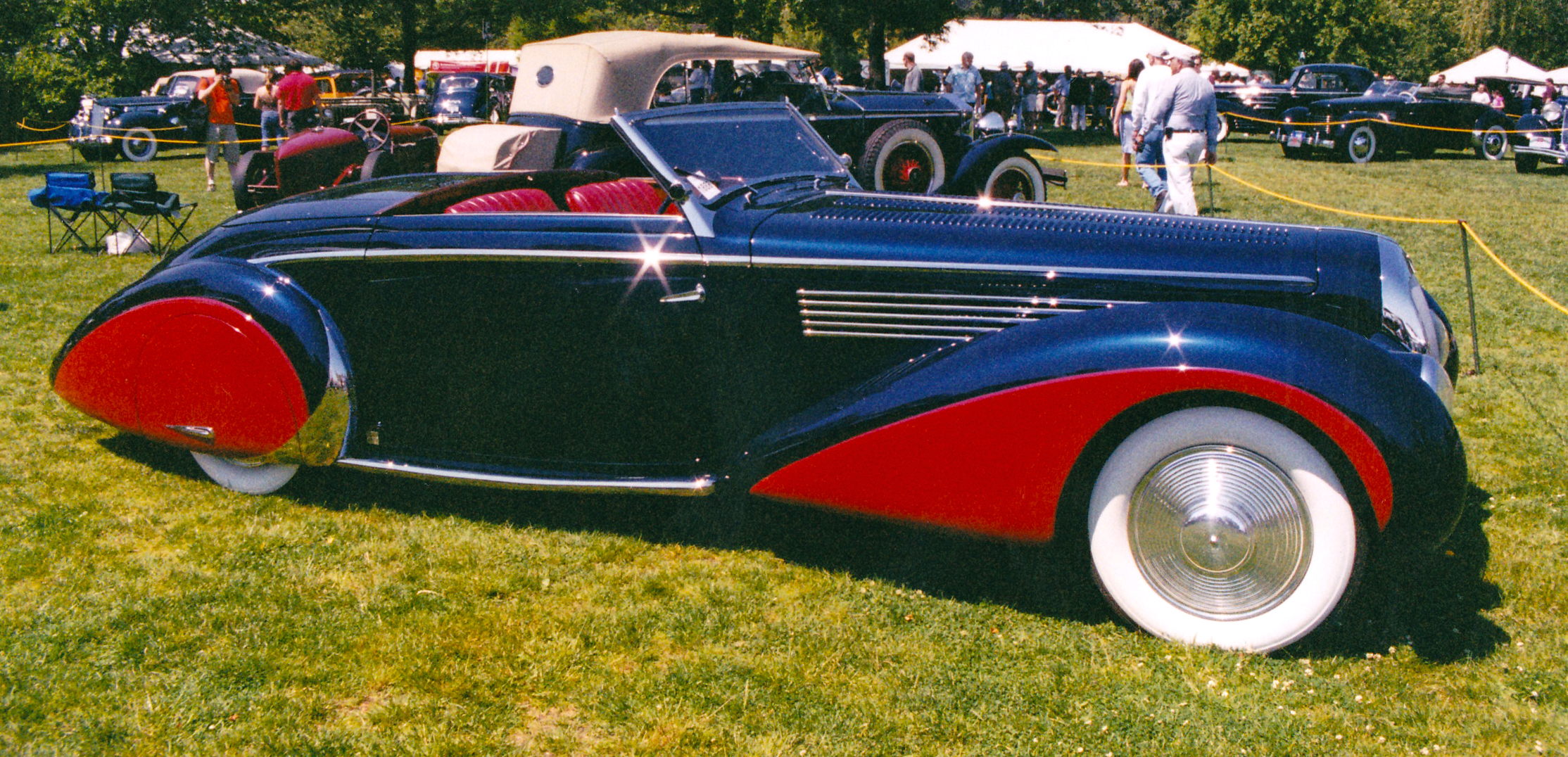
1939 Delage D8-120 Grand Luxe Chapron
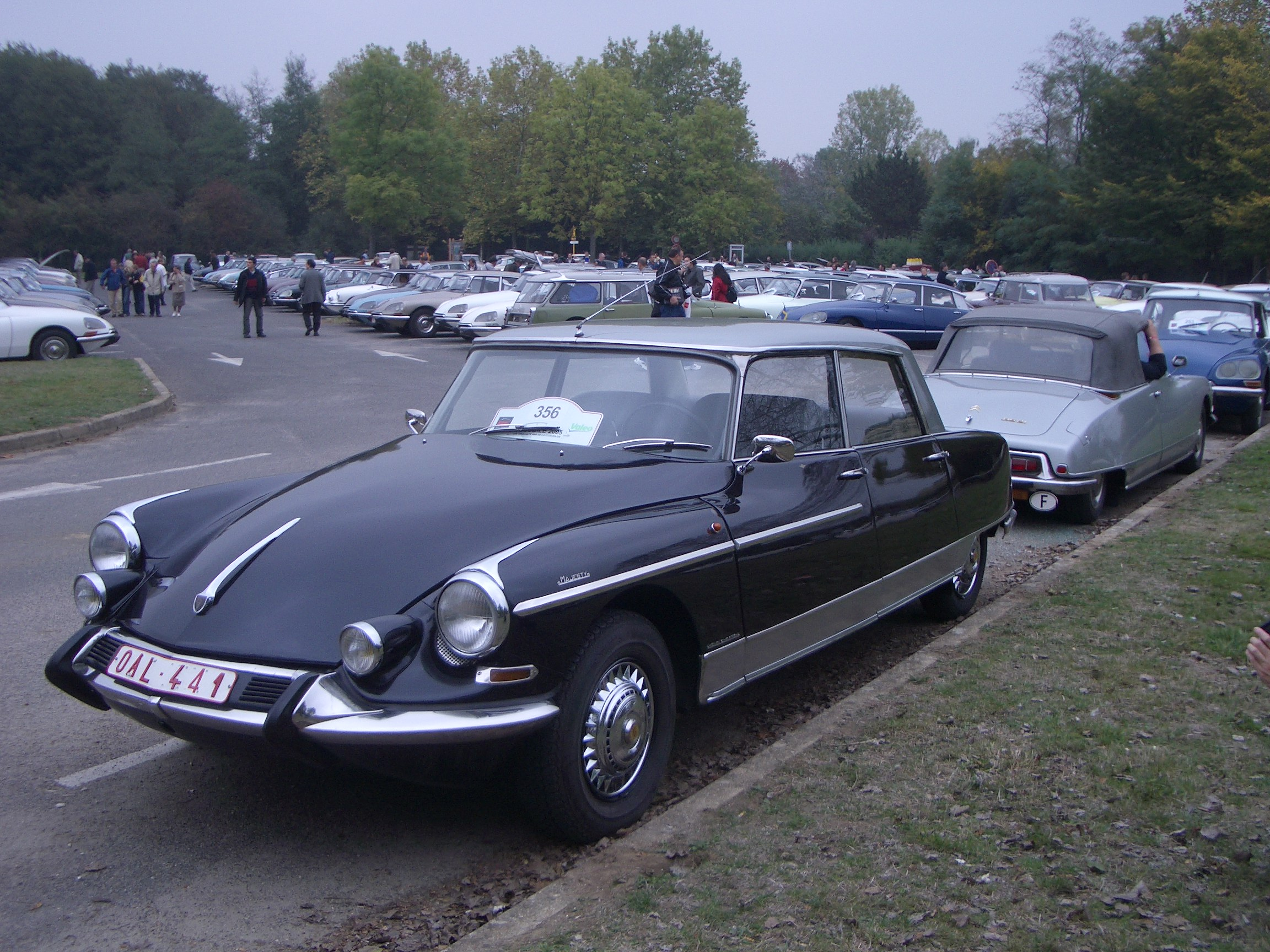
Citroën 129 DS Jubile

### Jacques Saoutchik

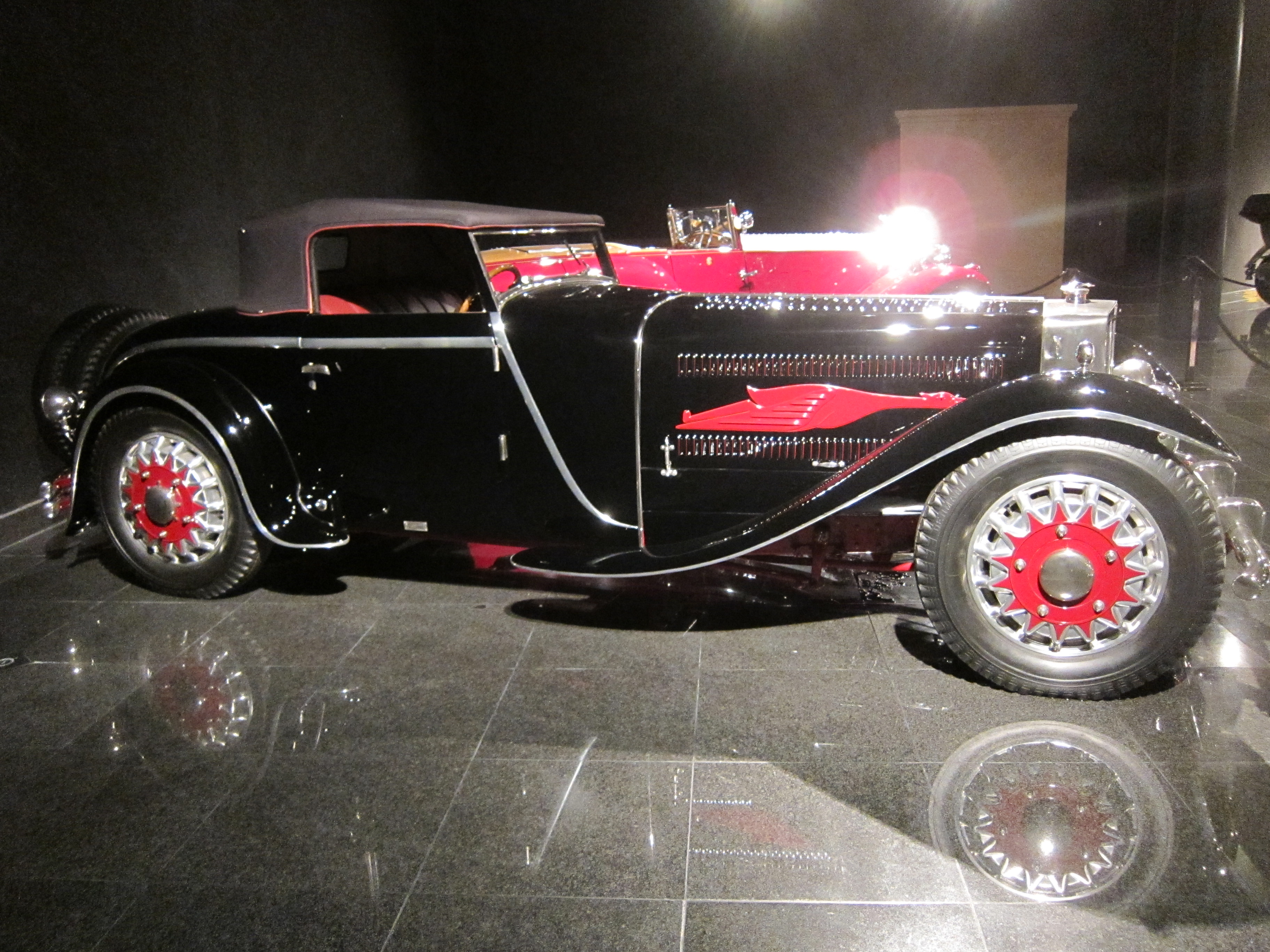
Bucciali TAV 8 (1930) Blackhawk Automobile Museum
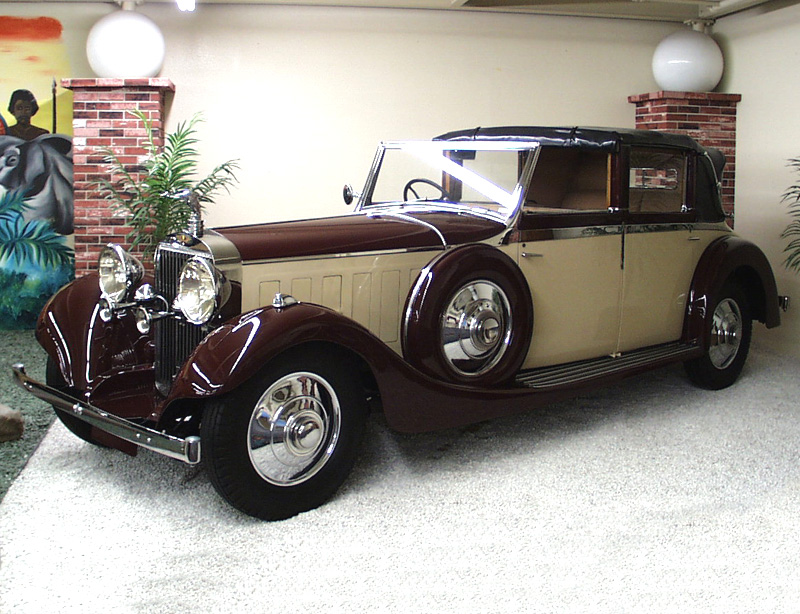
Hispano-Suiza J12 (1935).
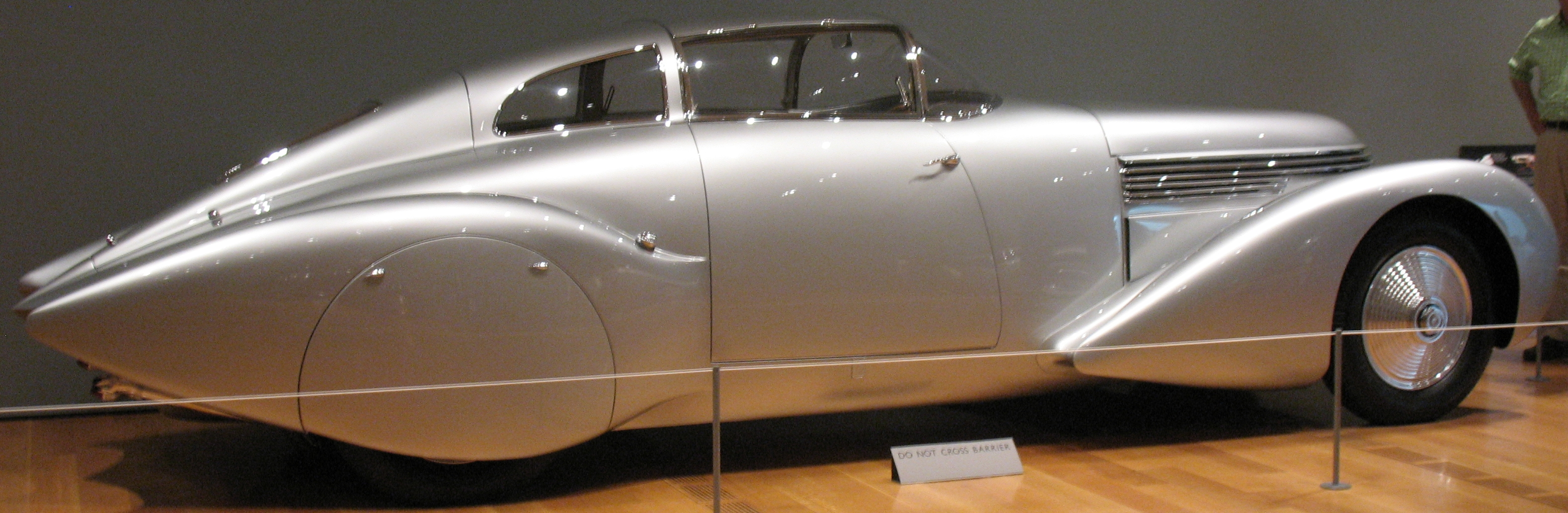
Hispano-Suiza H-6C 3 Dubonnet 160c (1937).

## Carrossers-dissenyadors italians

### Allemano
Serafino Allemano.

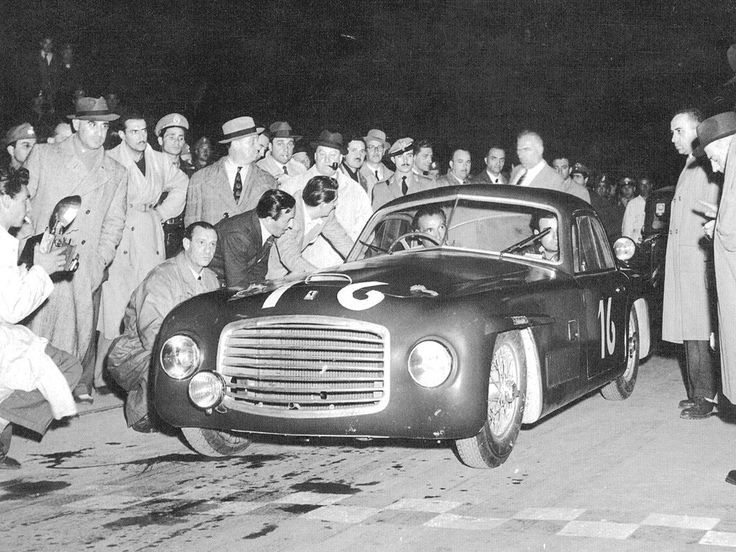
Ferrari 166 S Coupé, guanyador de les Mille Miglia de 1948. Carrossat per Allemano
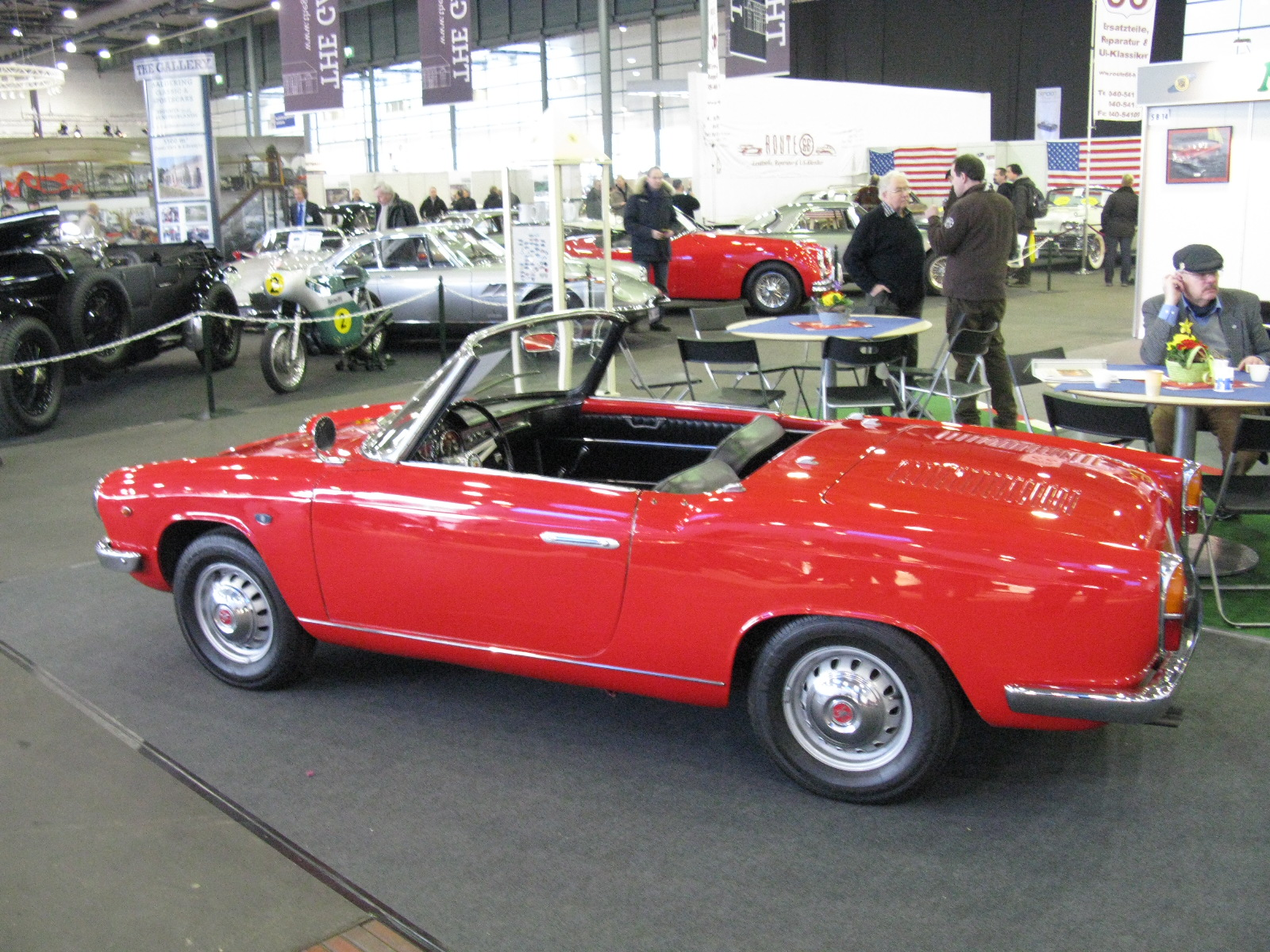
Abarth Cisitalia Spider 1961
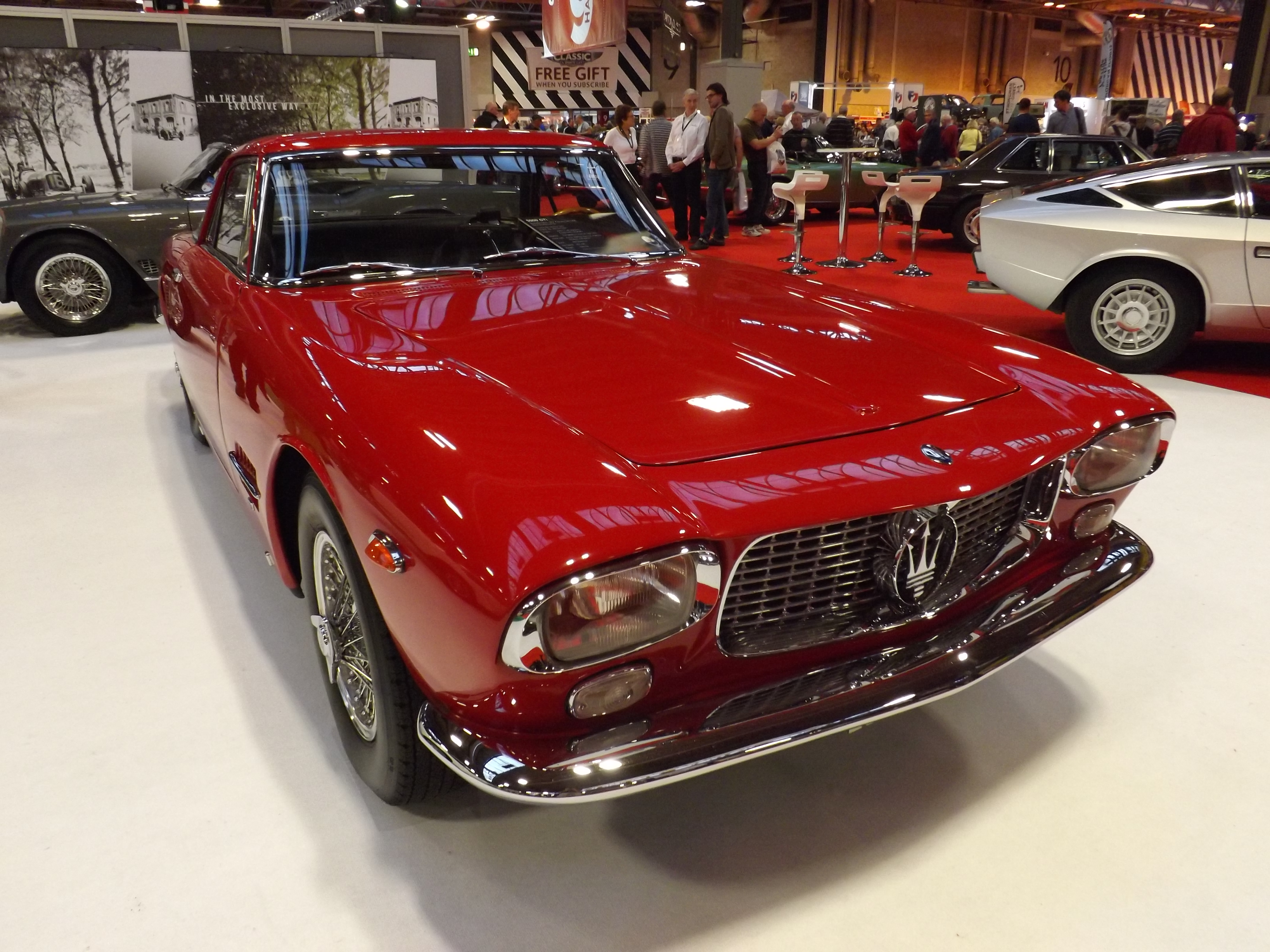
Maserati 5000GT Iniezione c.1962

### Alessio
Marcello Alessio

### Bertone

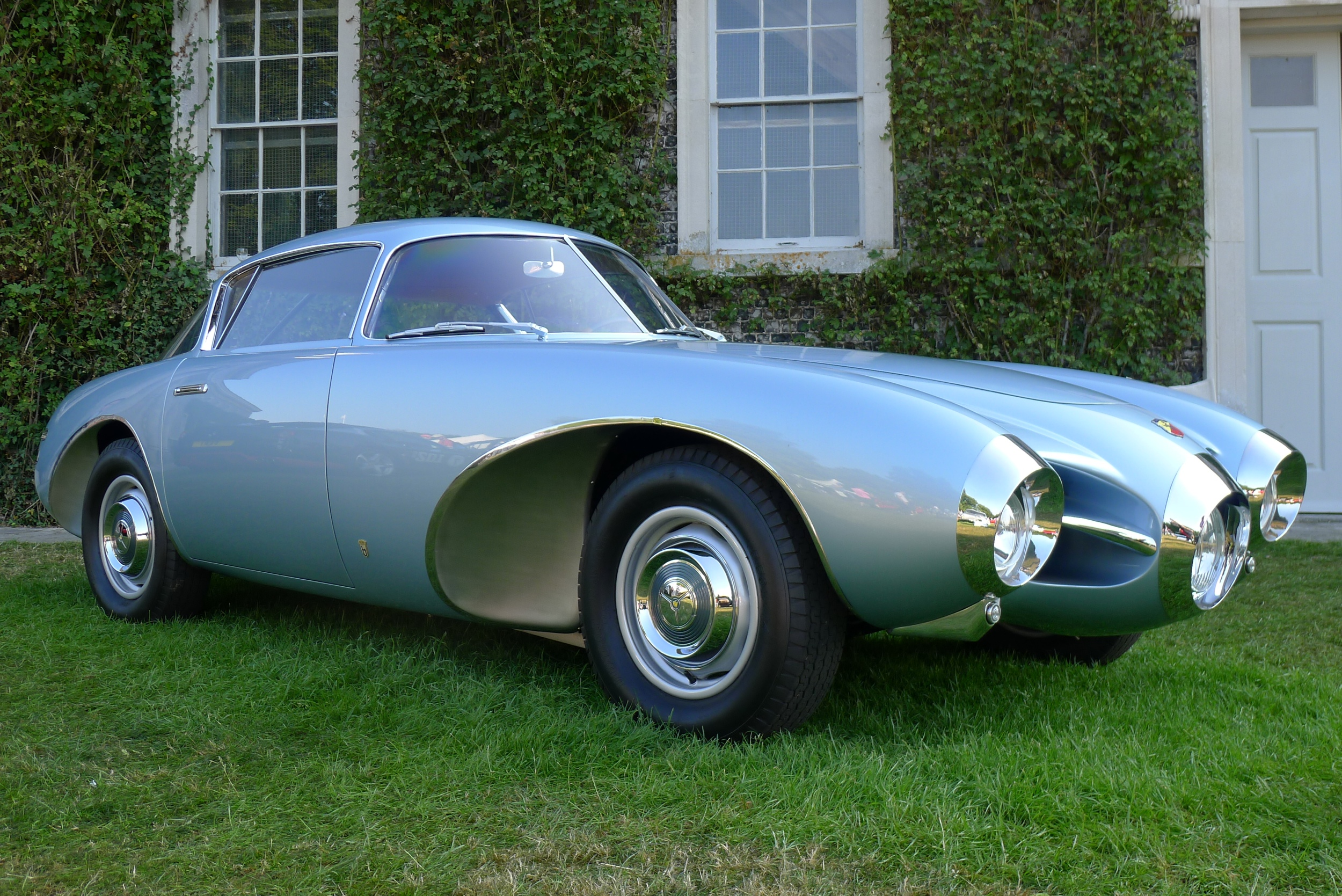
1952 Abarth 1500 Biposto BAT 1
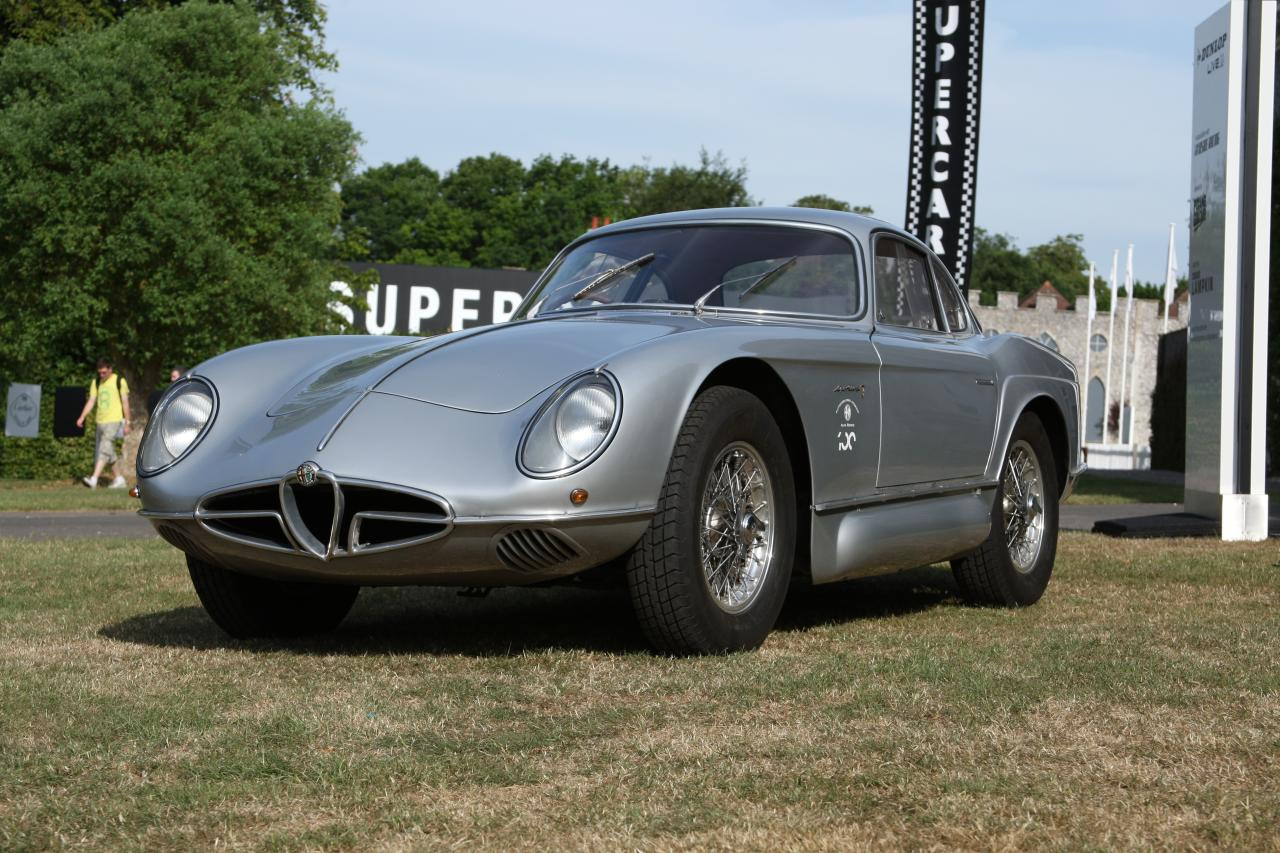
Alfa Romeo 2000 Sportiva
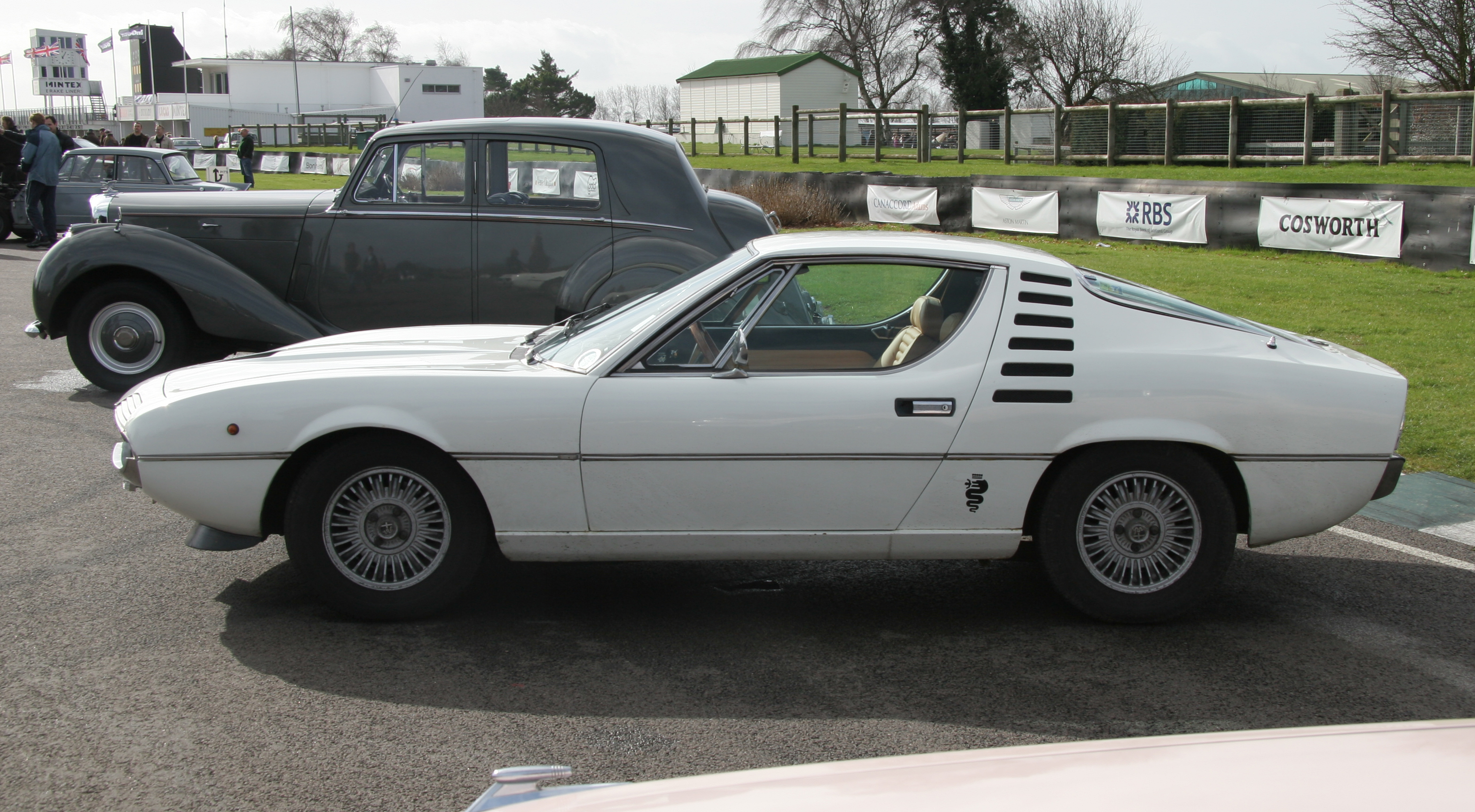
: Alfa Romeo Montreal
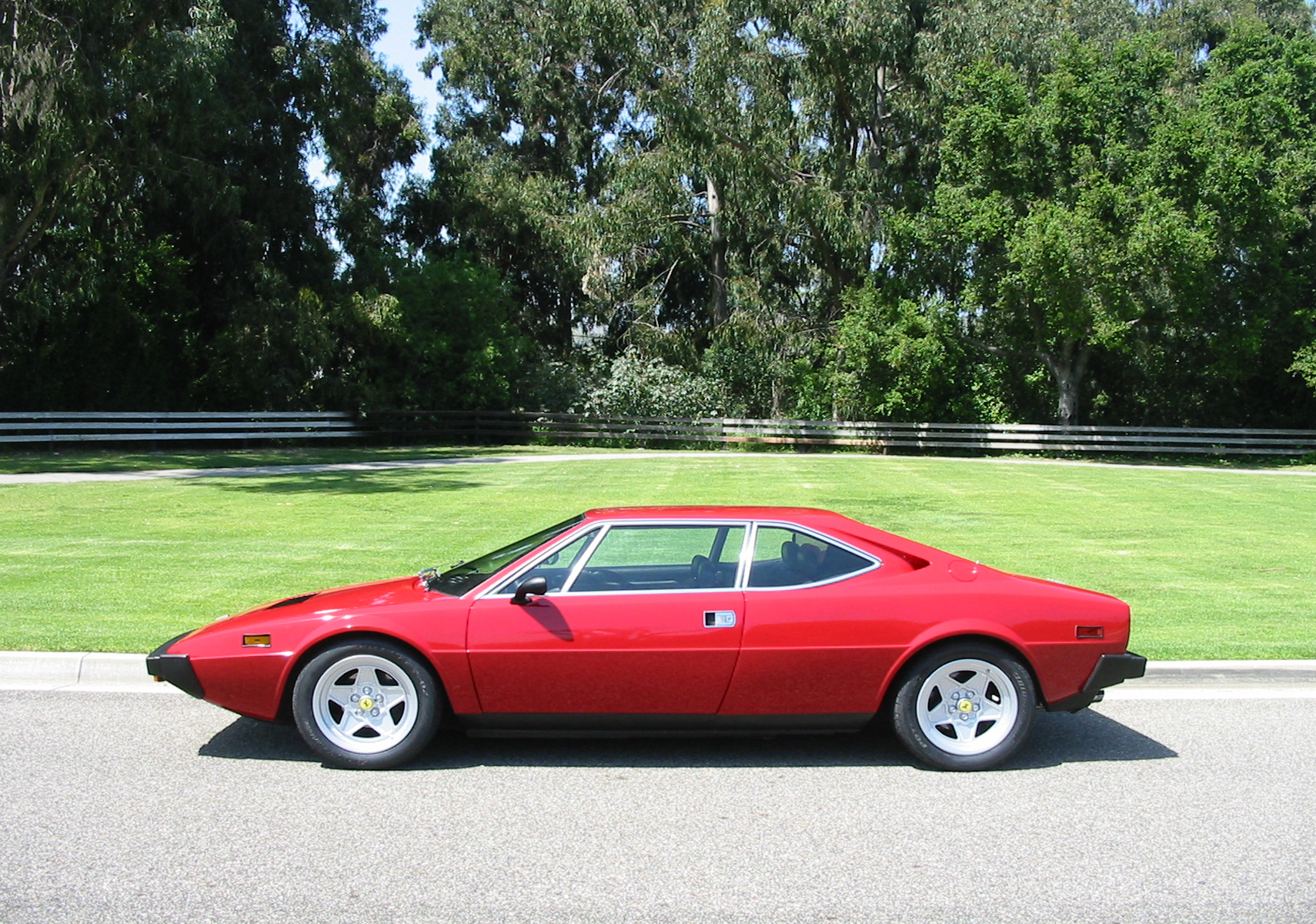
1975 Ferrari Dino 308 GT4

### Castagna

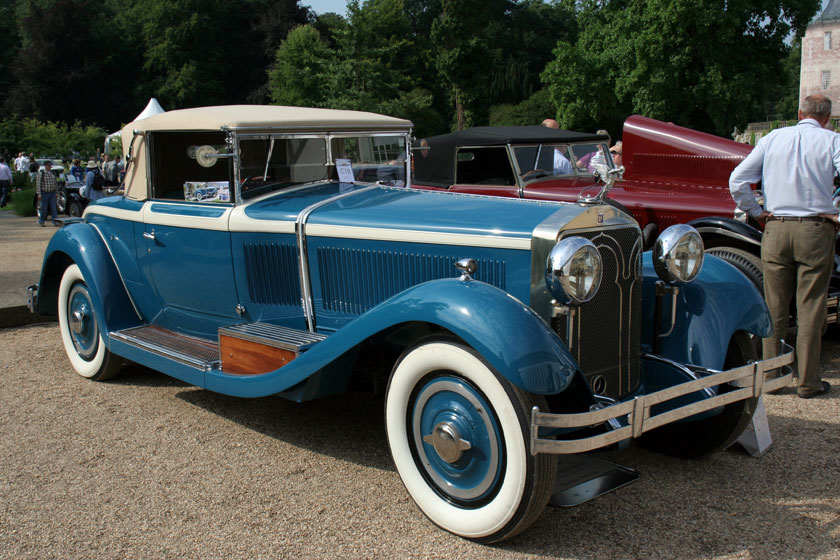
1929 Isotta Fraschini 8A Commodore
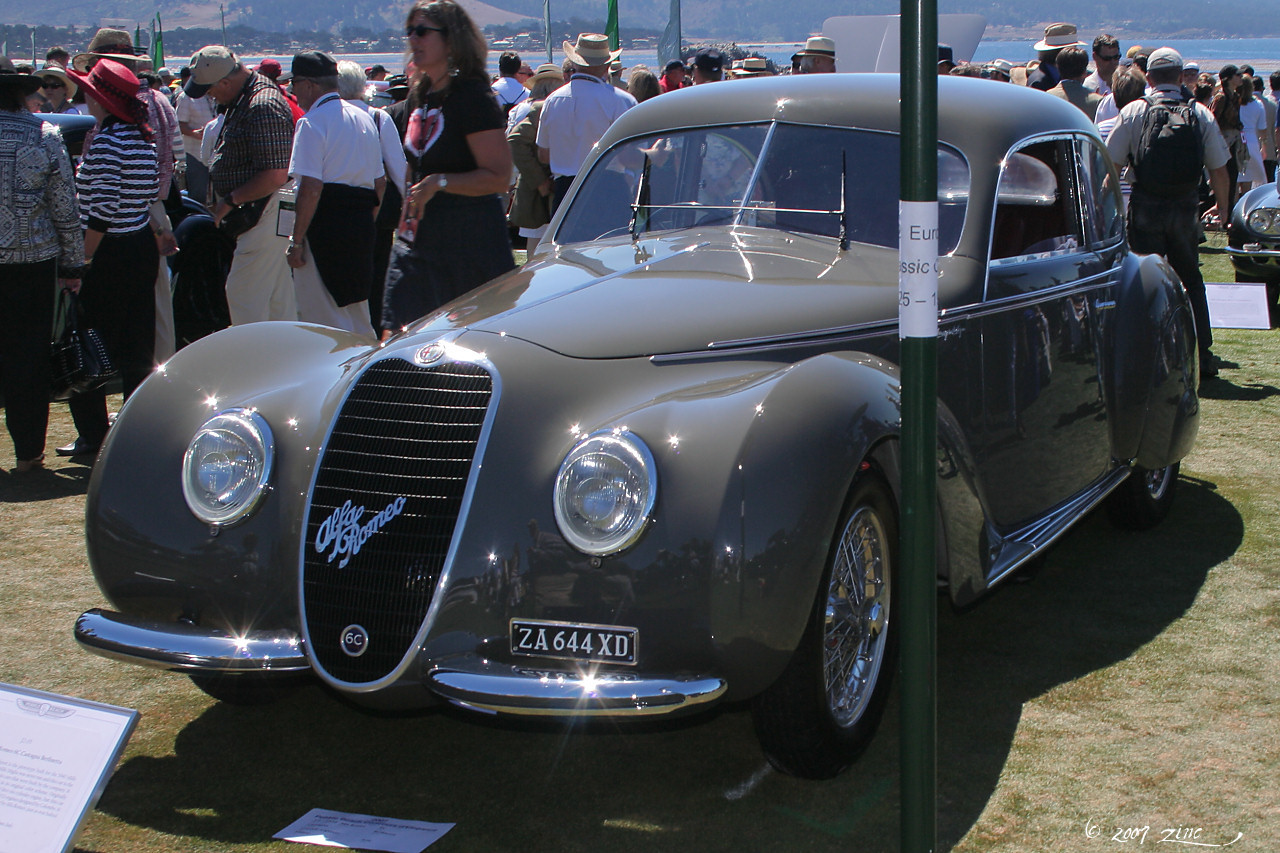
Alfa Romeo 6C 2500 Berlinetta Sport 1939
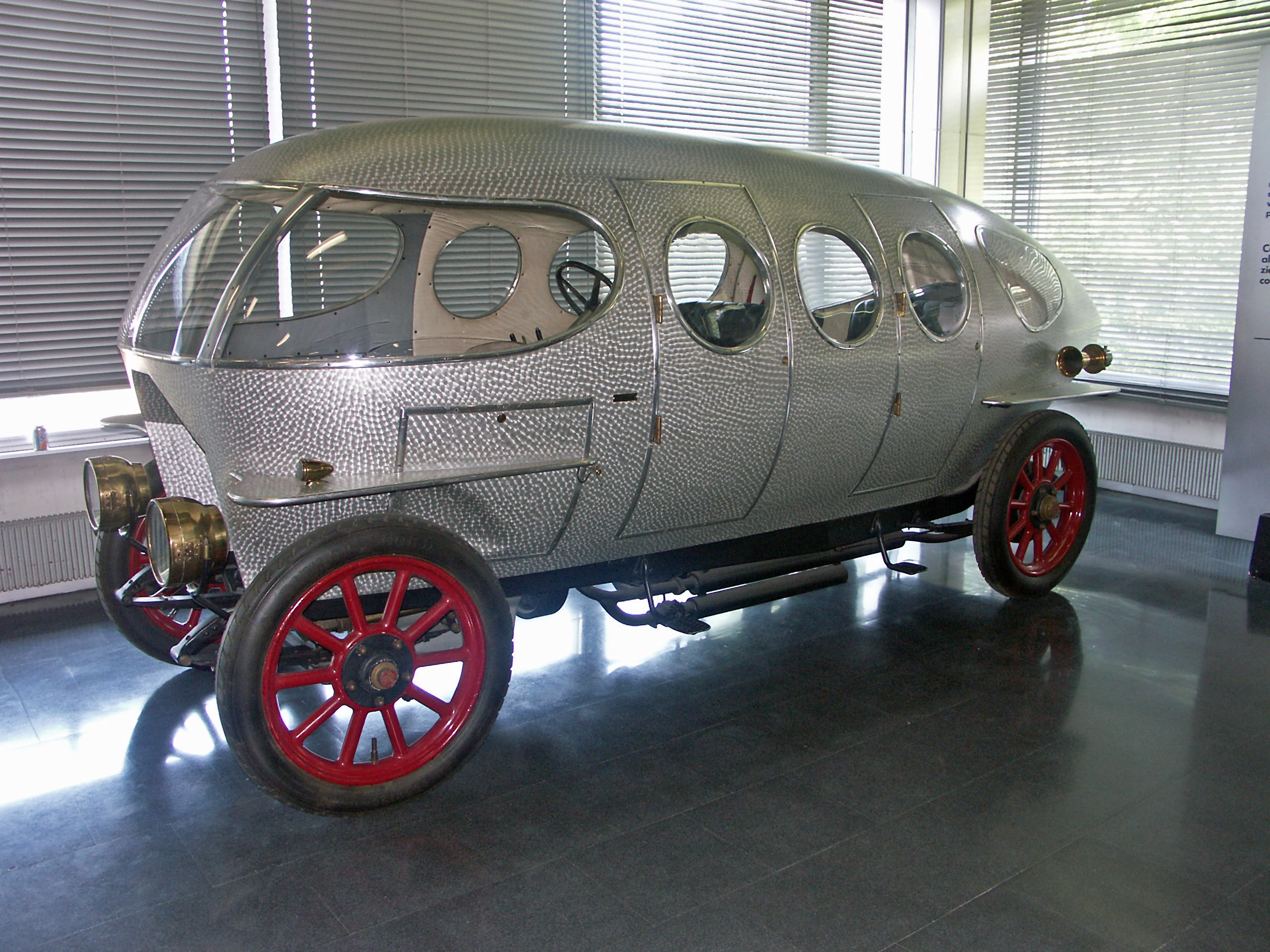
ALFA 40/60 Hp Castagna Aerodinamica del 1913
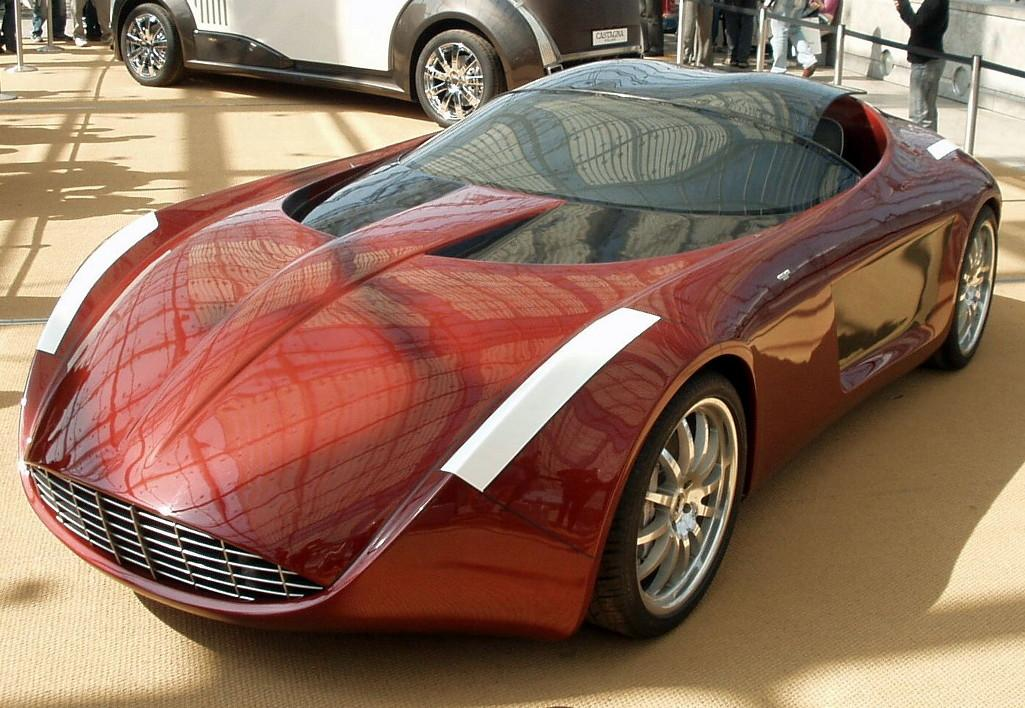
Carrozzeria Castagna ARIA

### Fissore

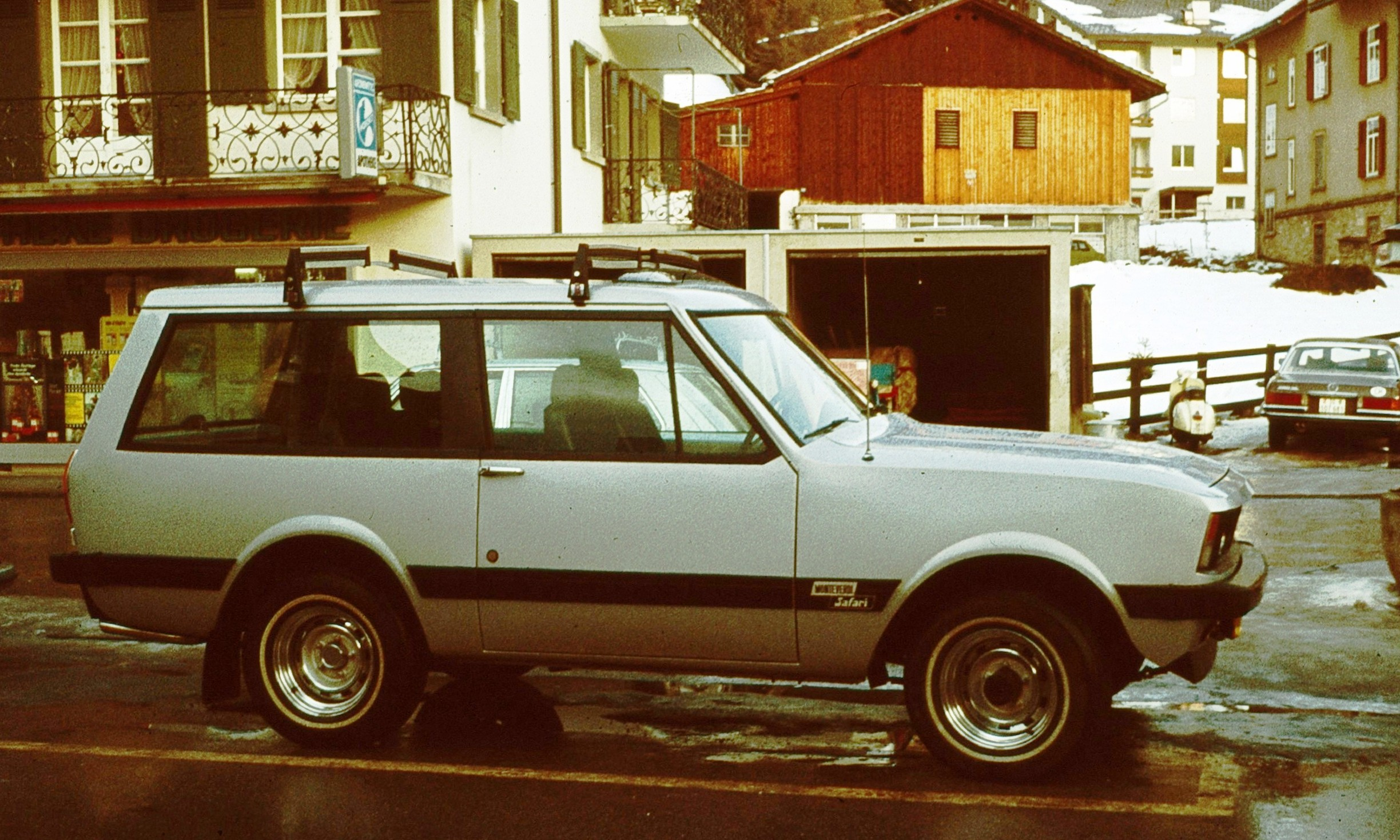
Monteverdi Safari, sobre base IH Scout.
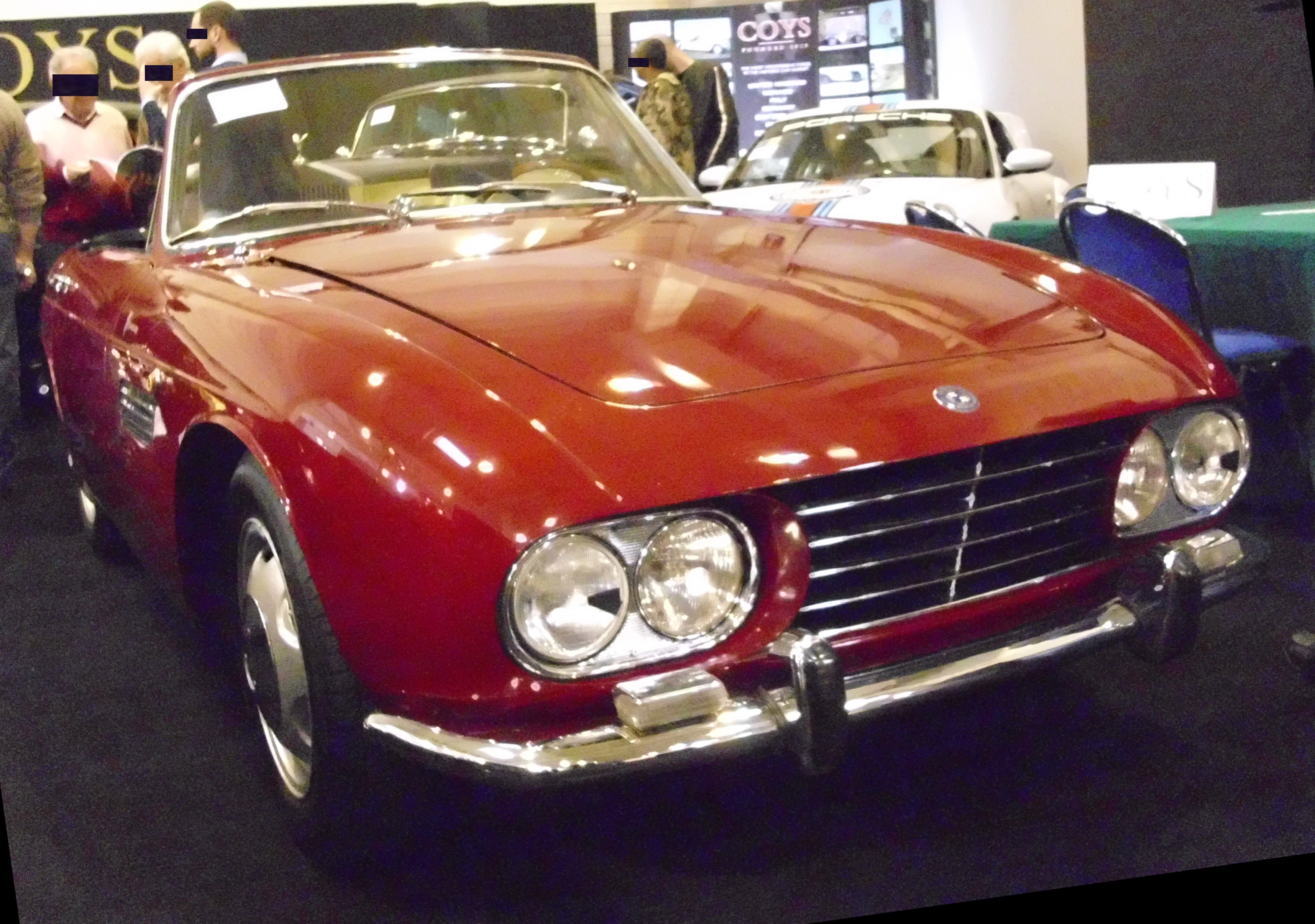
OSCA 1600 GT 2 von 1963
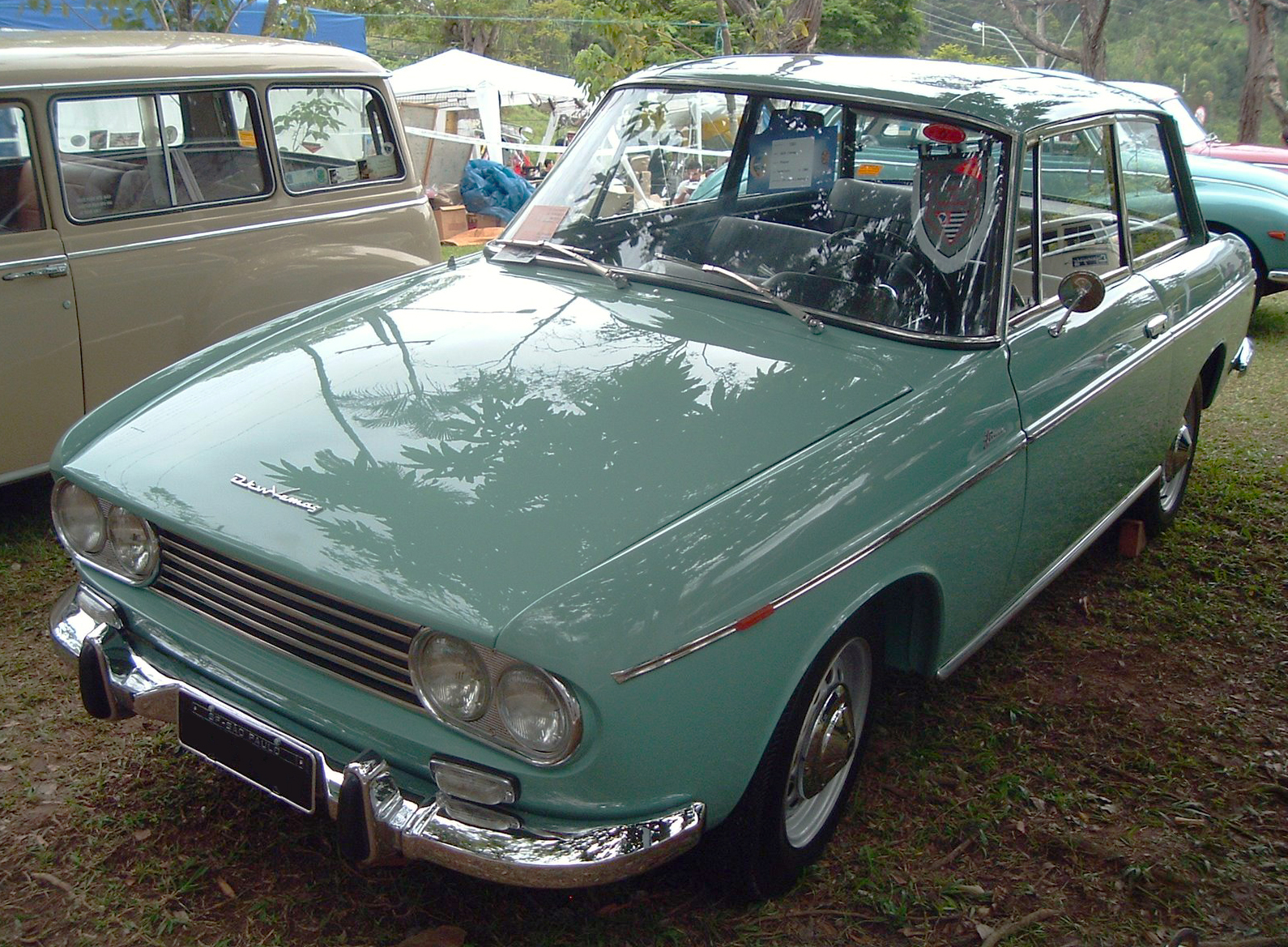
VEMAG Fissore (1965)
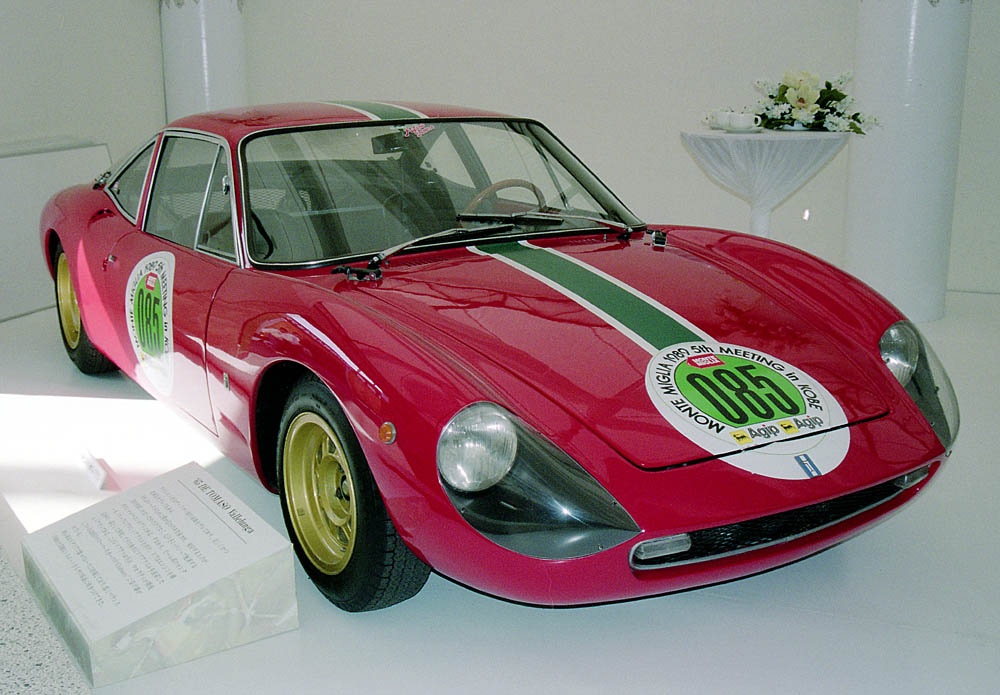
De Tomaso Vallelunga

### Frua

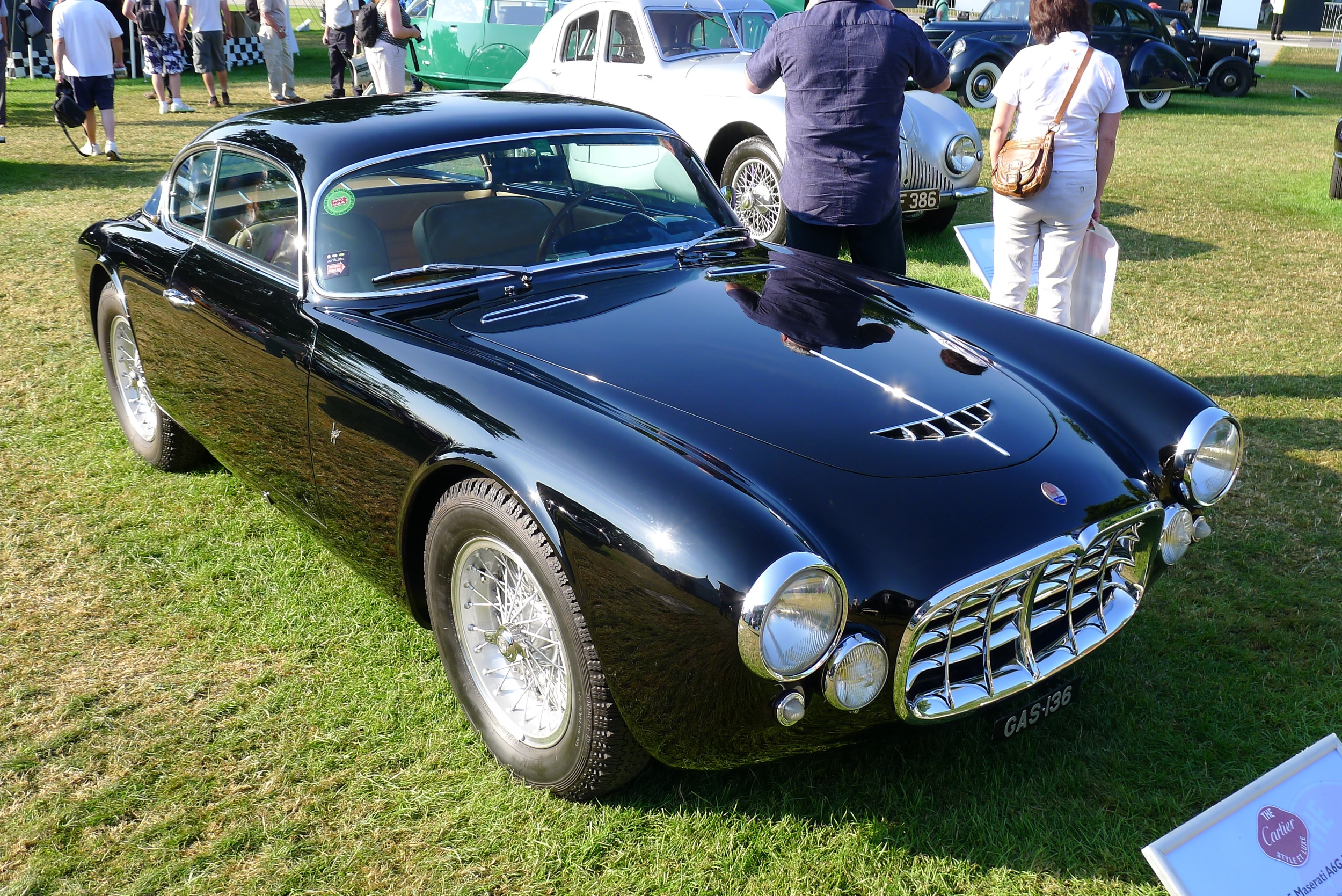
1955 Maserati A6G/54 Coupé
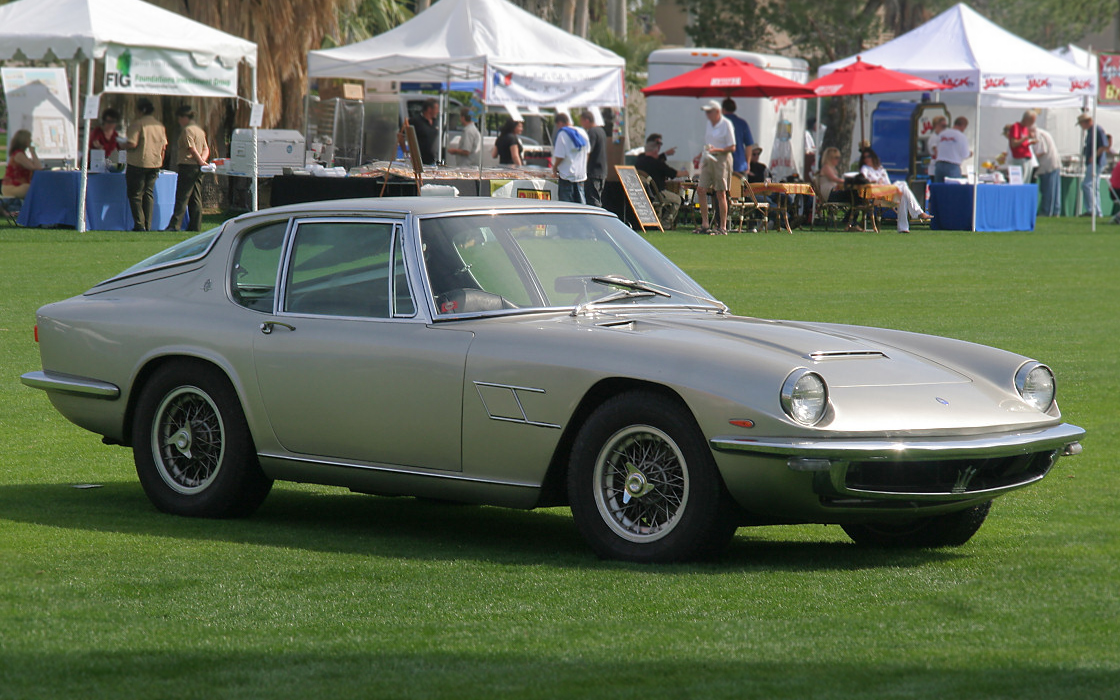
1967 Maserati Mistral Coupe
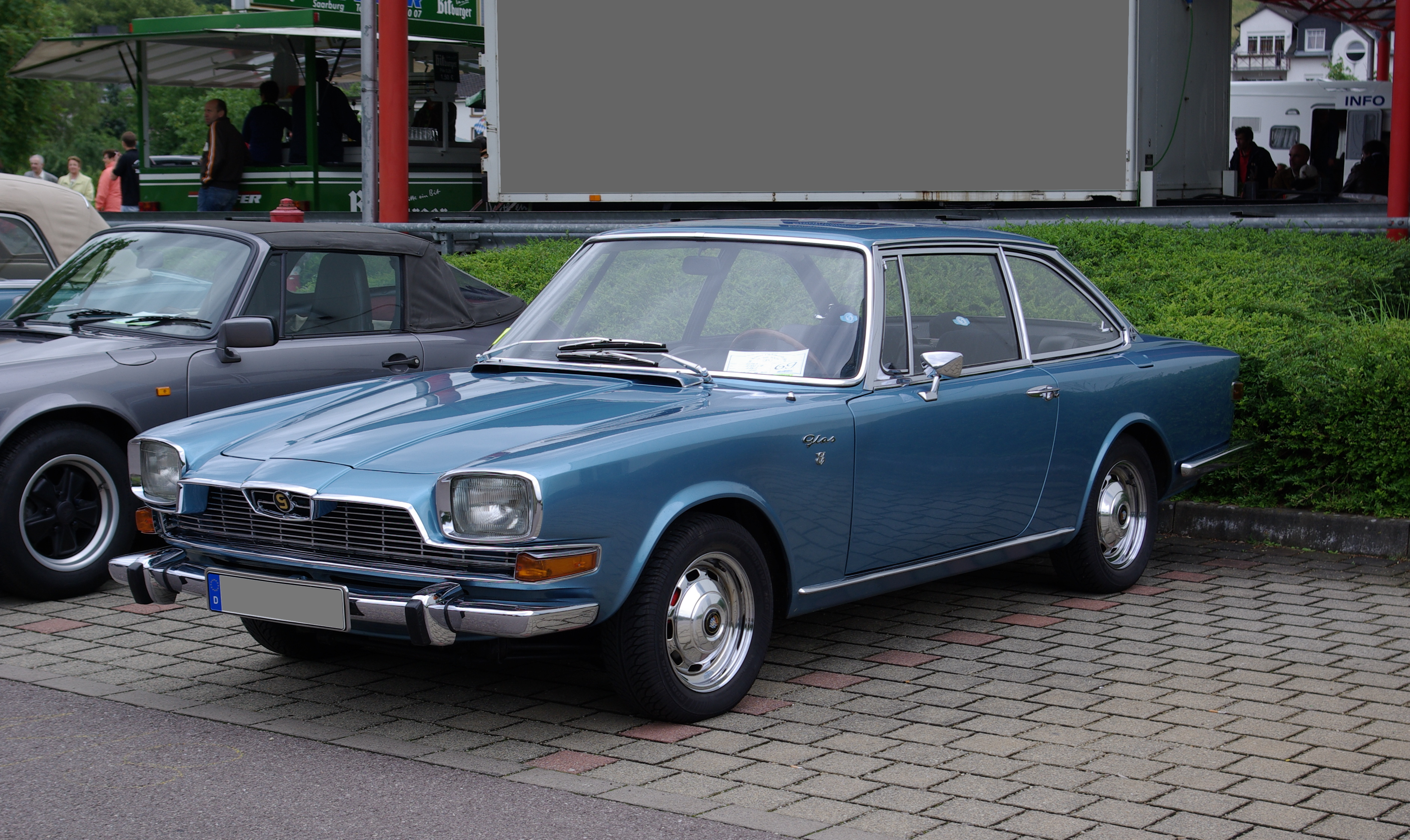
Glas 2600 V8
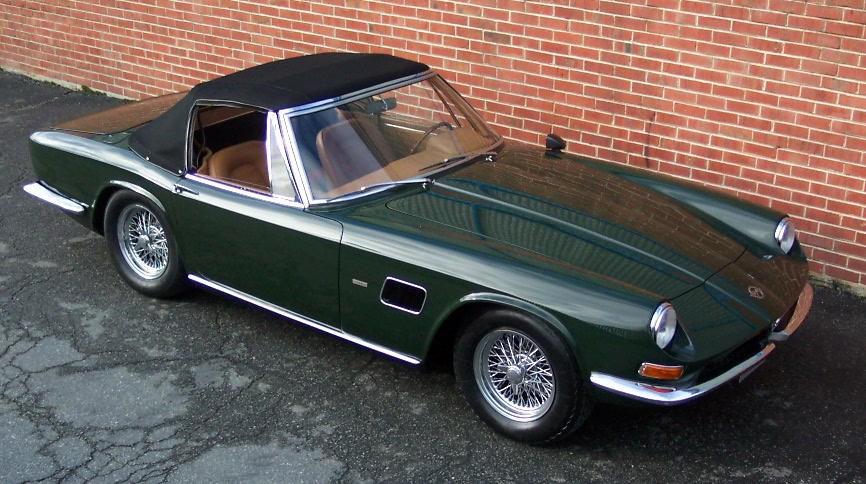
1971 AC 428 roadster

### Ghia

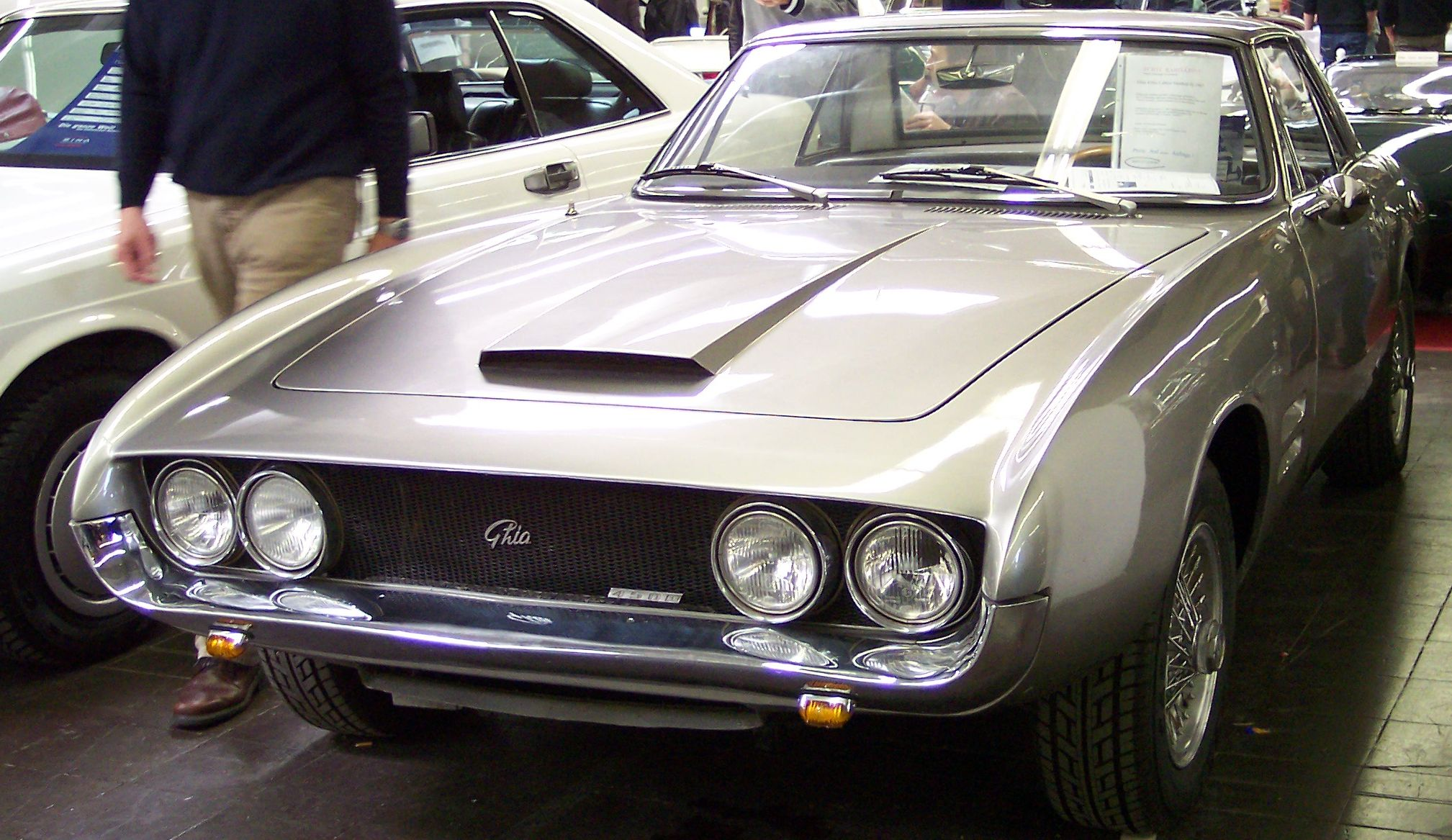
Ghia 450
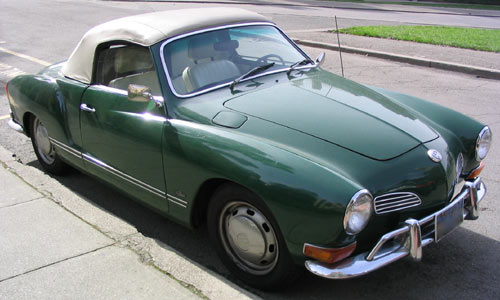
Volkswagen Karmann Ghia
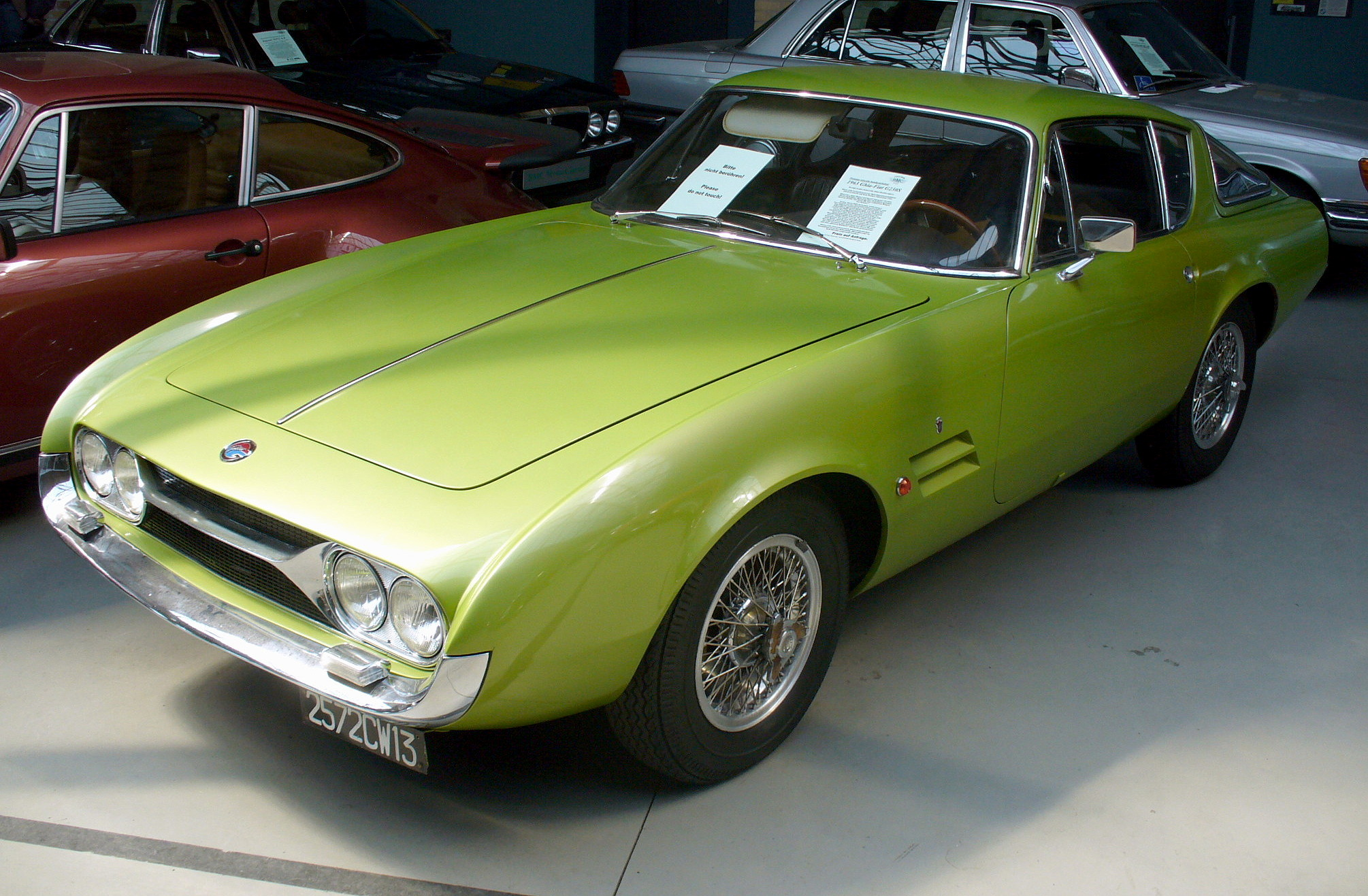
Ghia G 230 S sobre base Fiat 2300
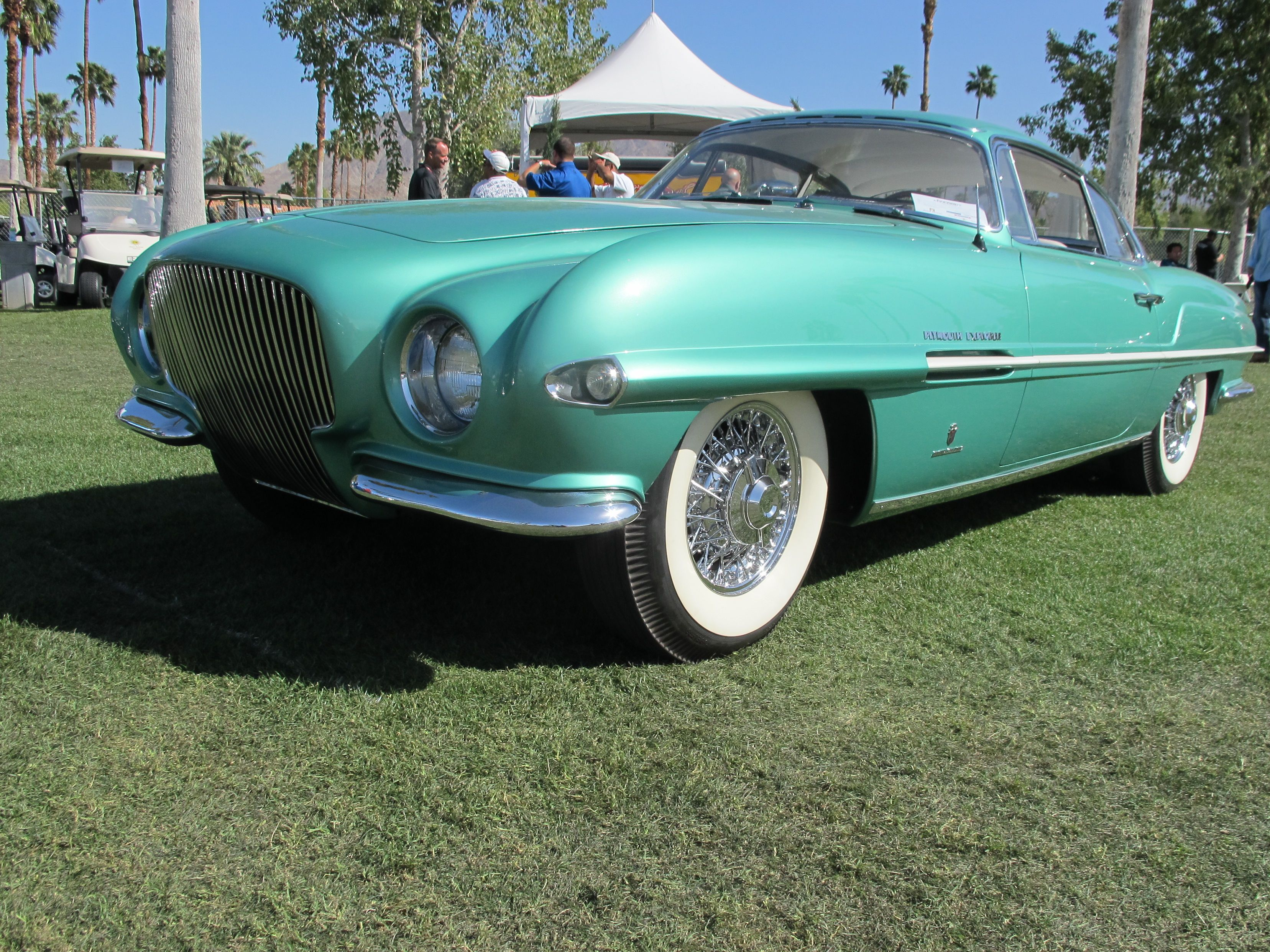
1954 Plymouth Explorer concept car

### Giugiaro
- Filial a Catalunya: Italdesign Giugiaro Barcelona SL

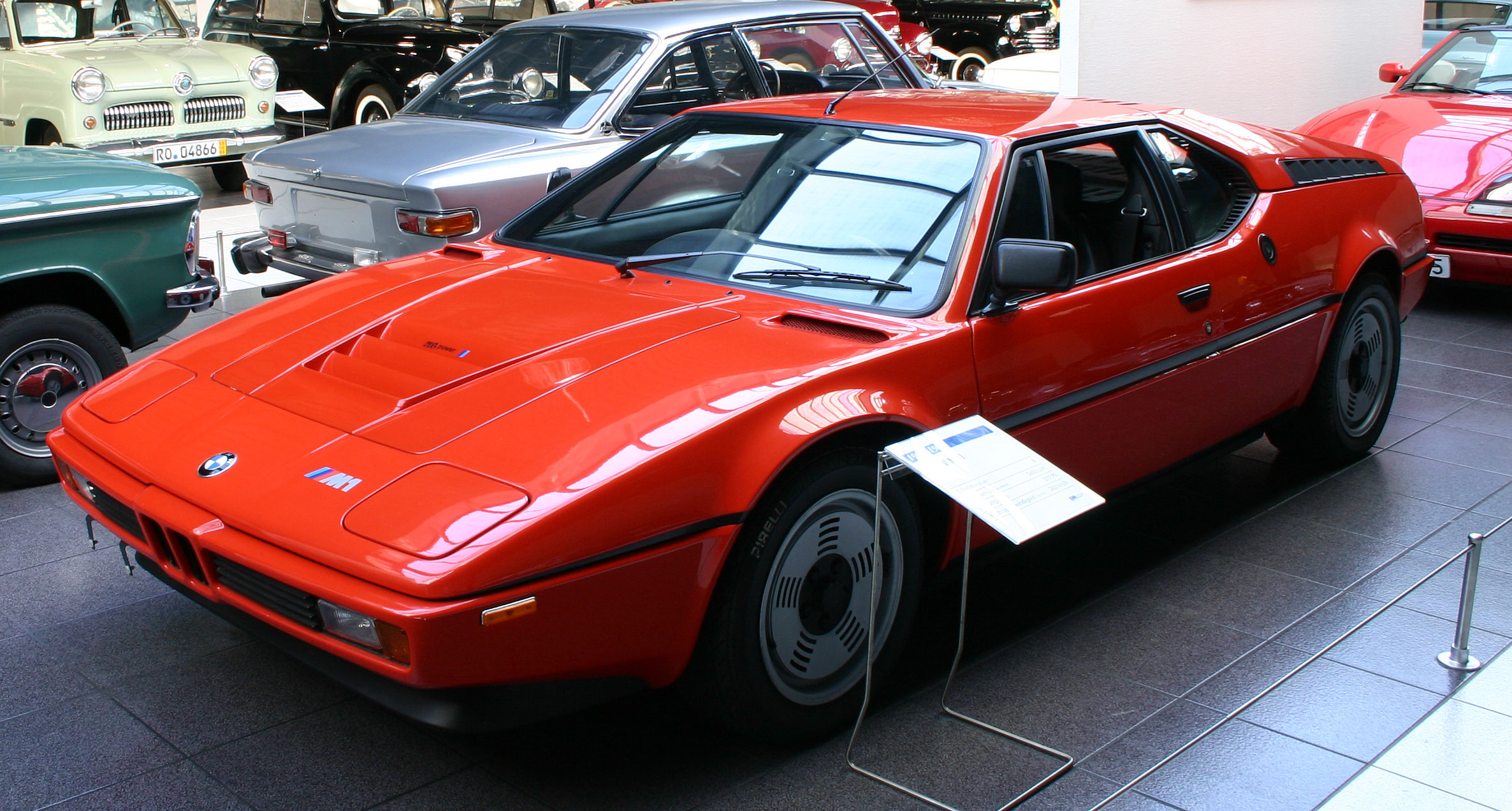
BMW M1 1
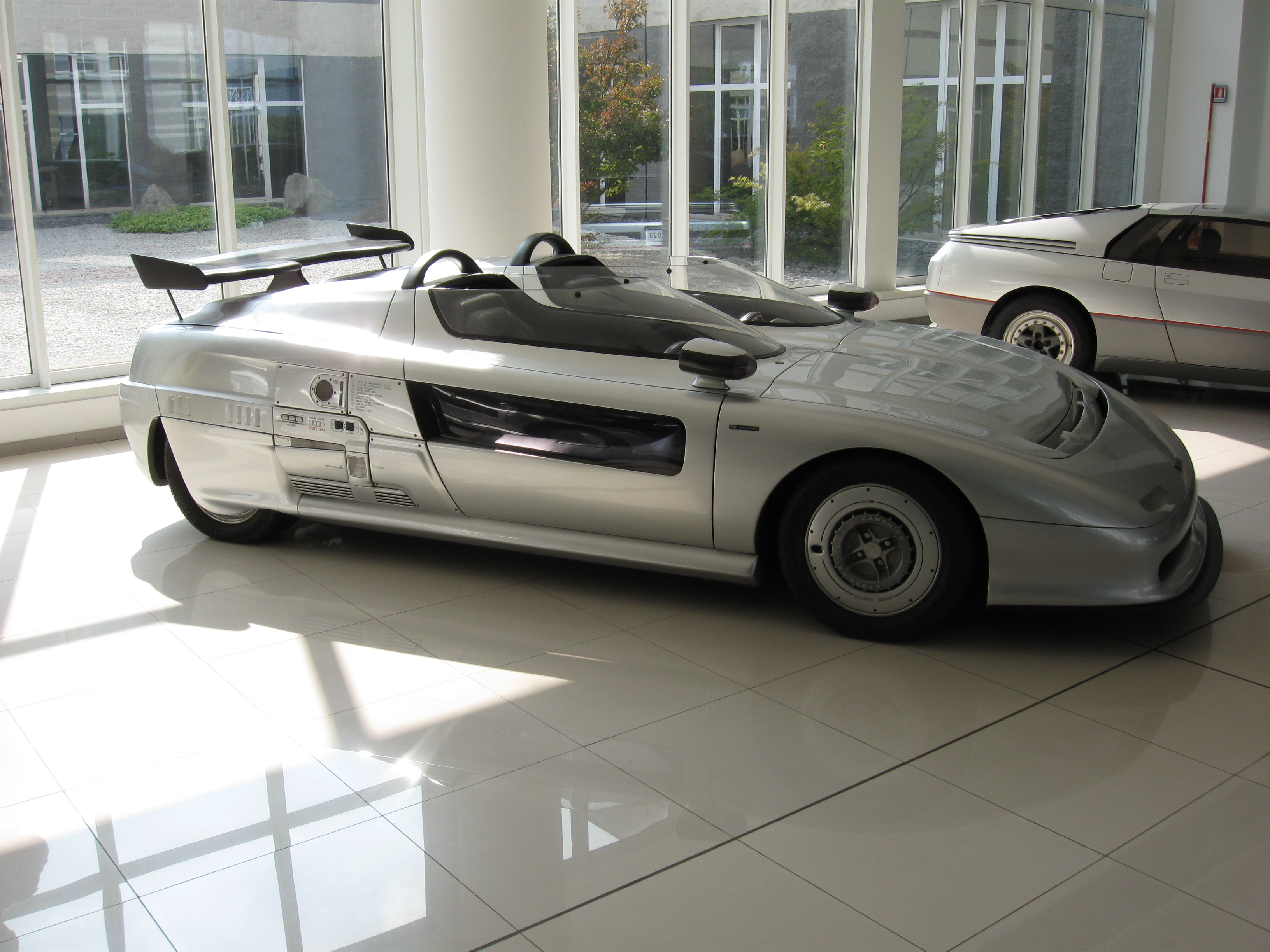
Audi Aztec Italdesign
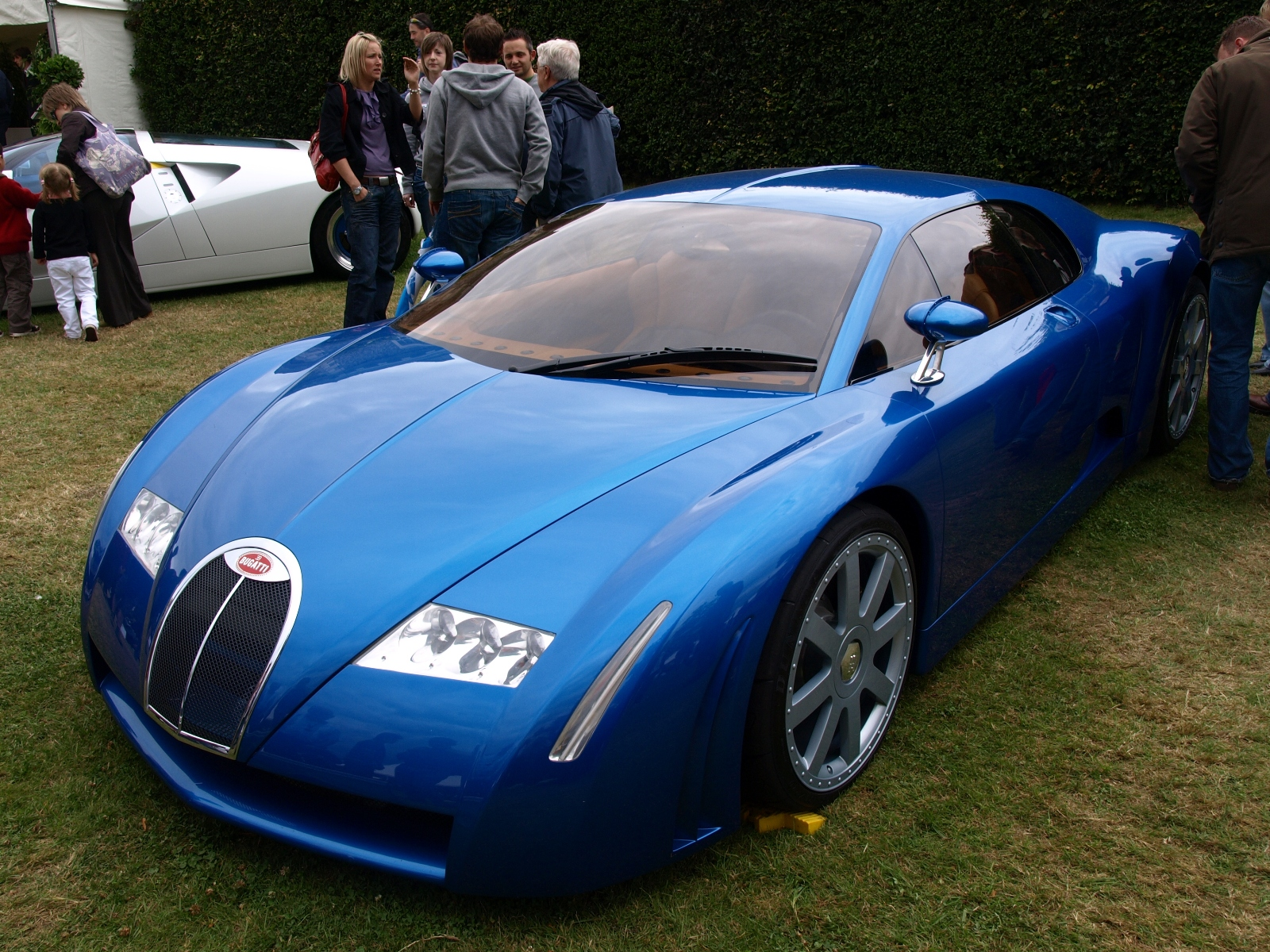
Bugatti Chiron
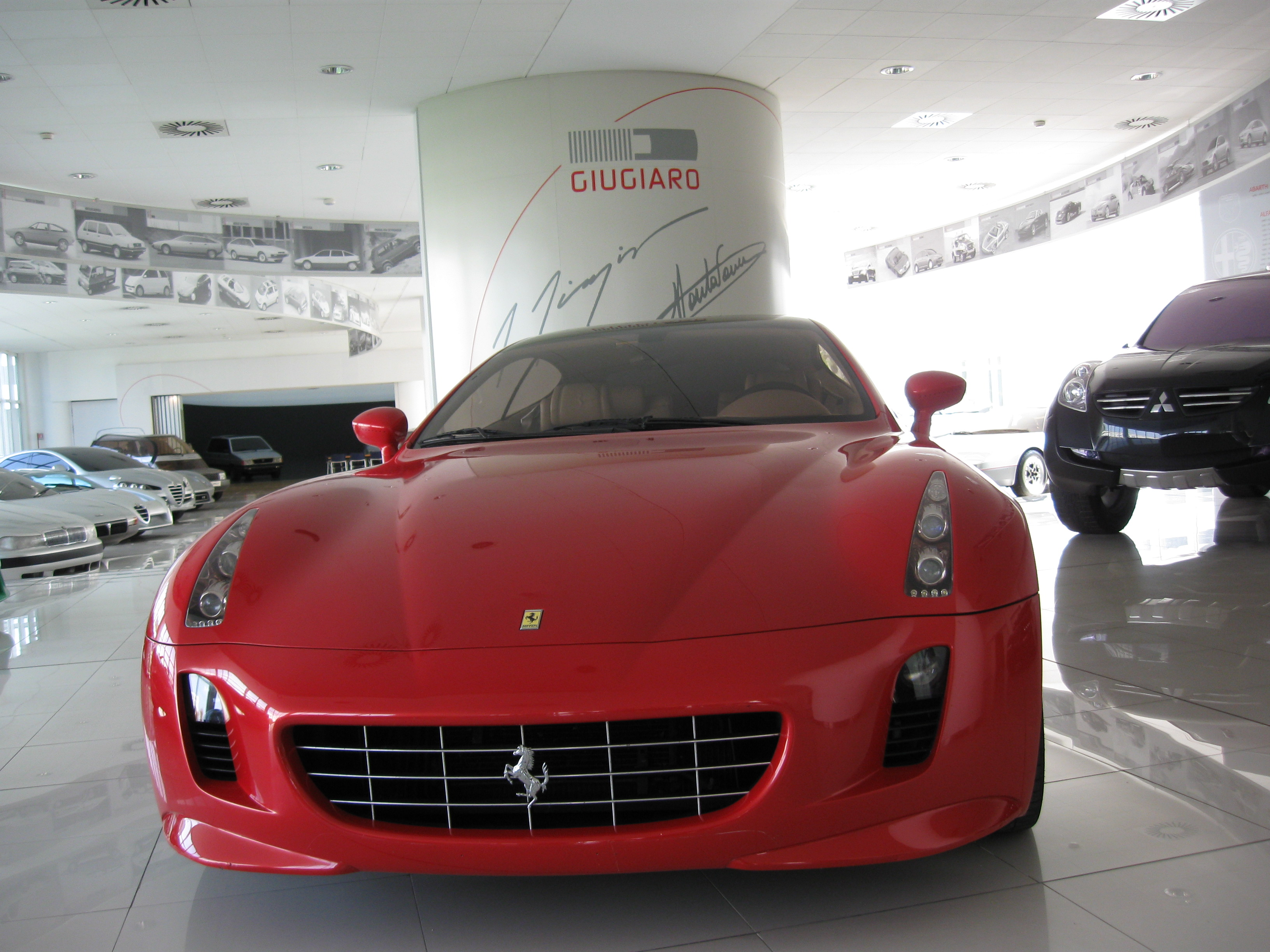
Italdesign Ferrari concept

### Marazzi

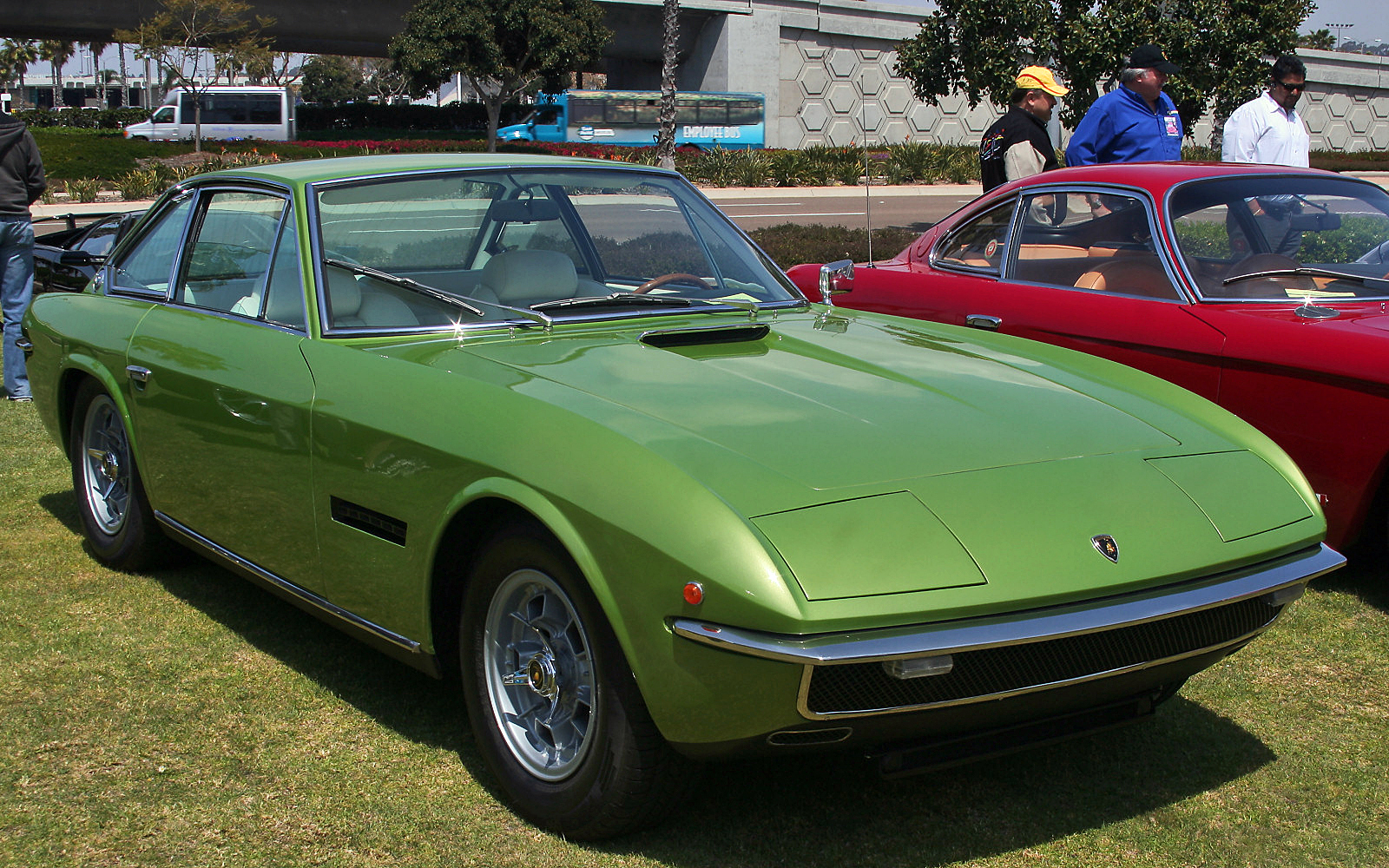
Lamborghini Islero
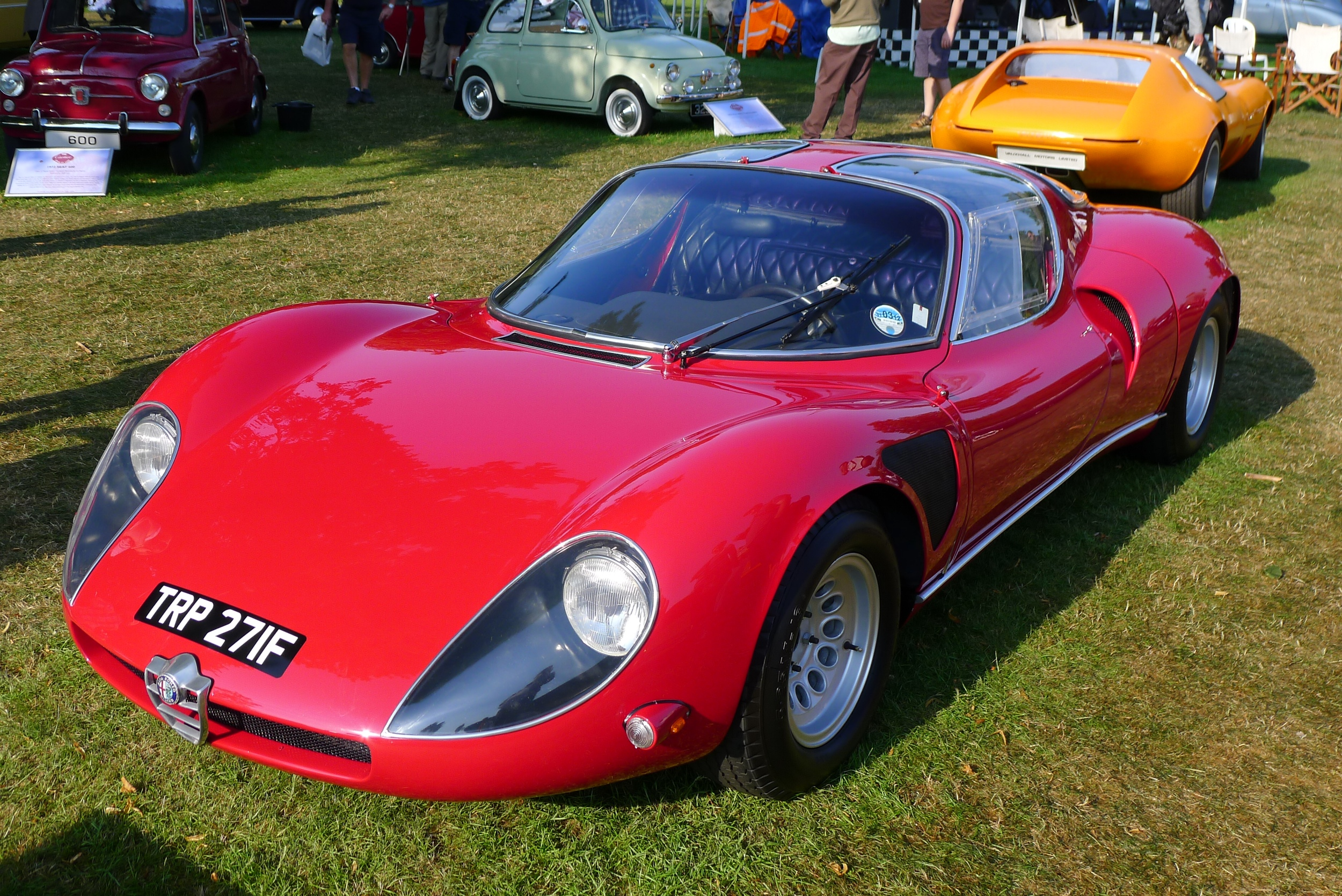
Alfa Romeo 33 Stradale (Dissenyador Franco Scaglione)

### Neri & Bonacini

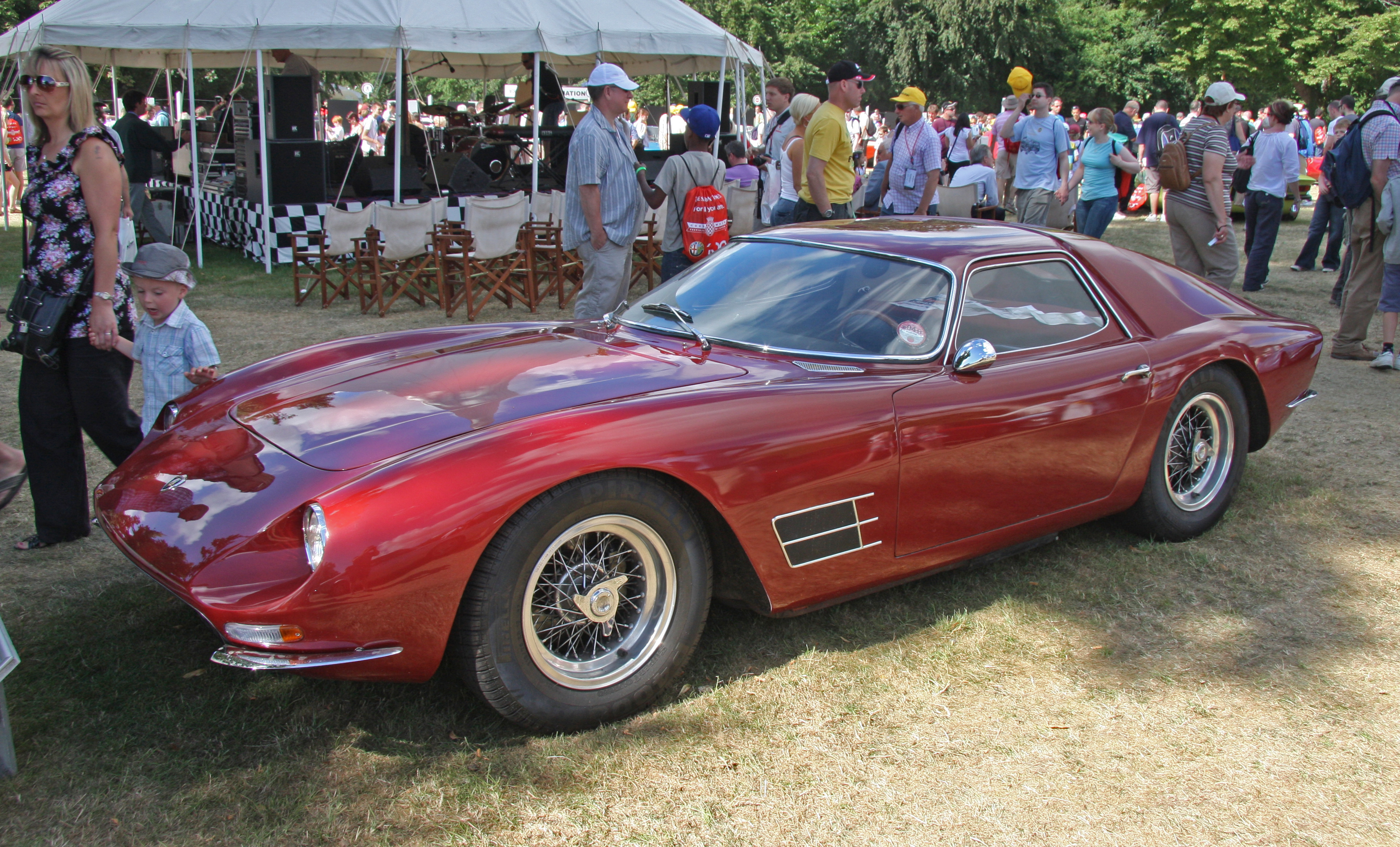
1966 Lamborghini 400 GT Monza
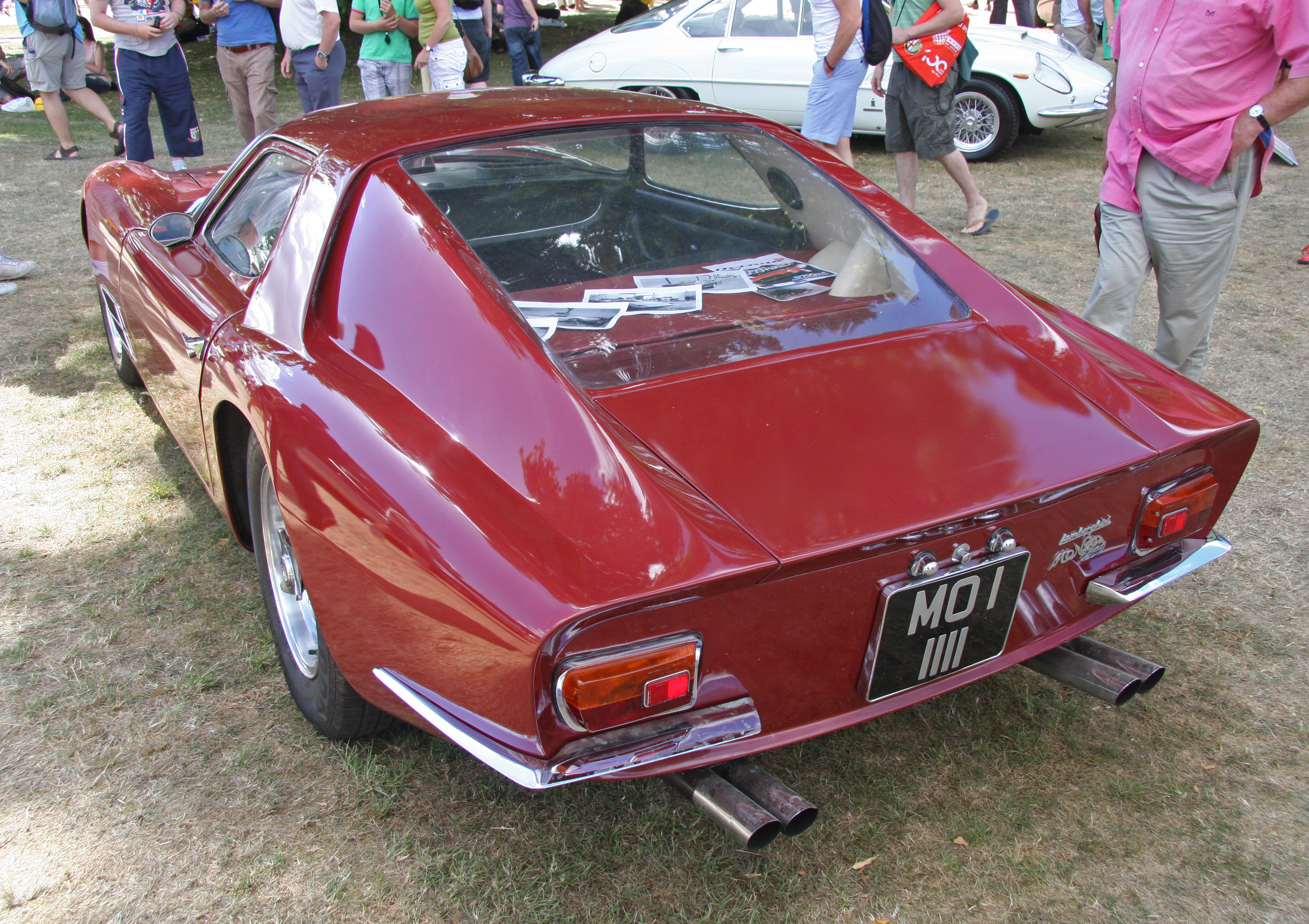
1966 Lamborghini 400 GT Monza

### Pininfarina

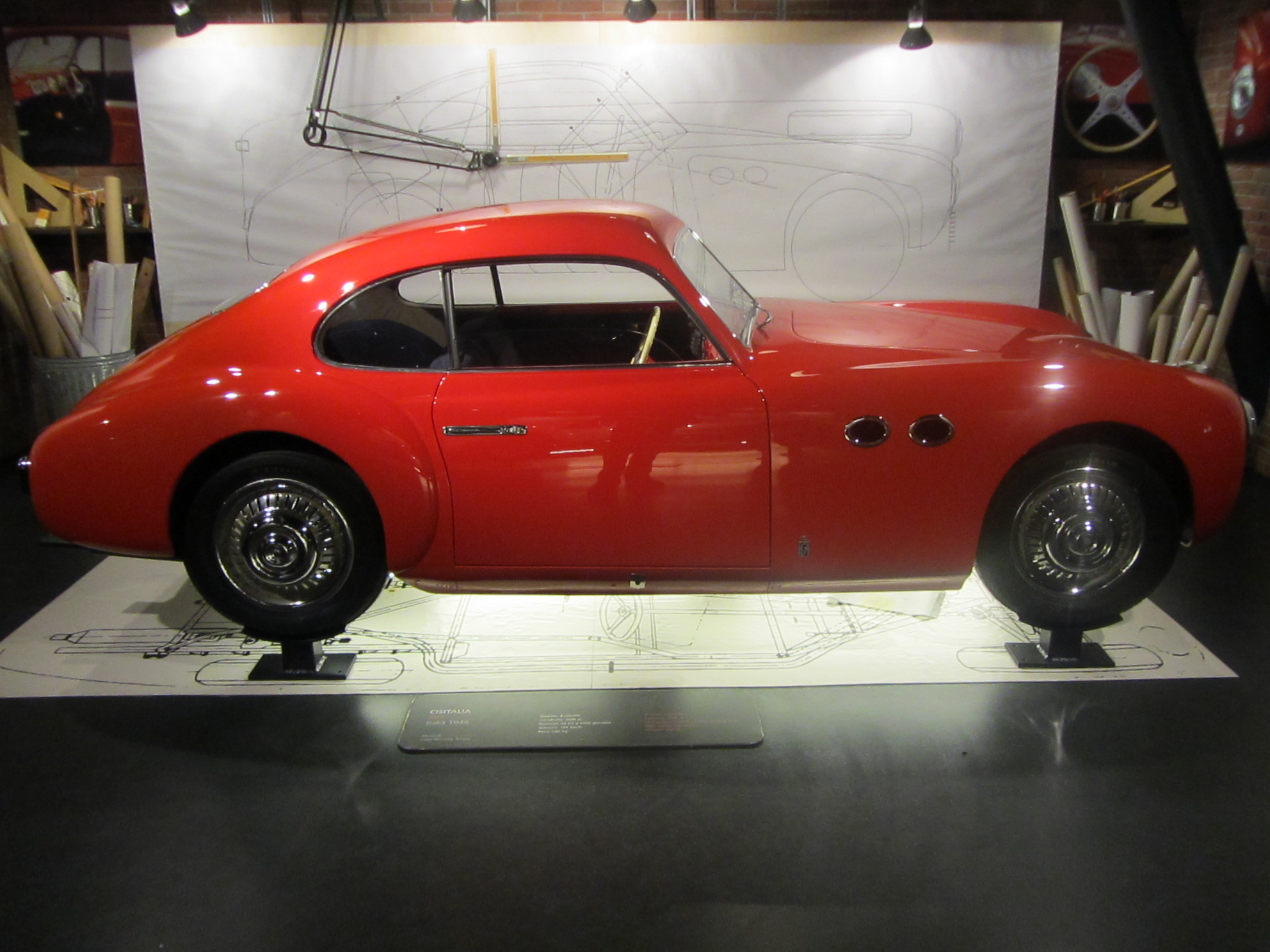
Cisitalia 202 - Museo Torino
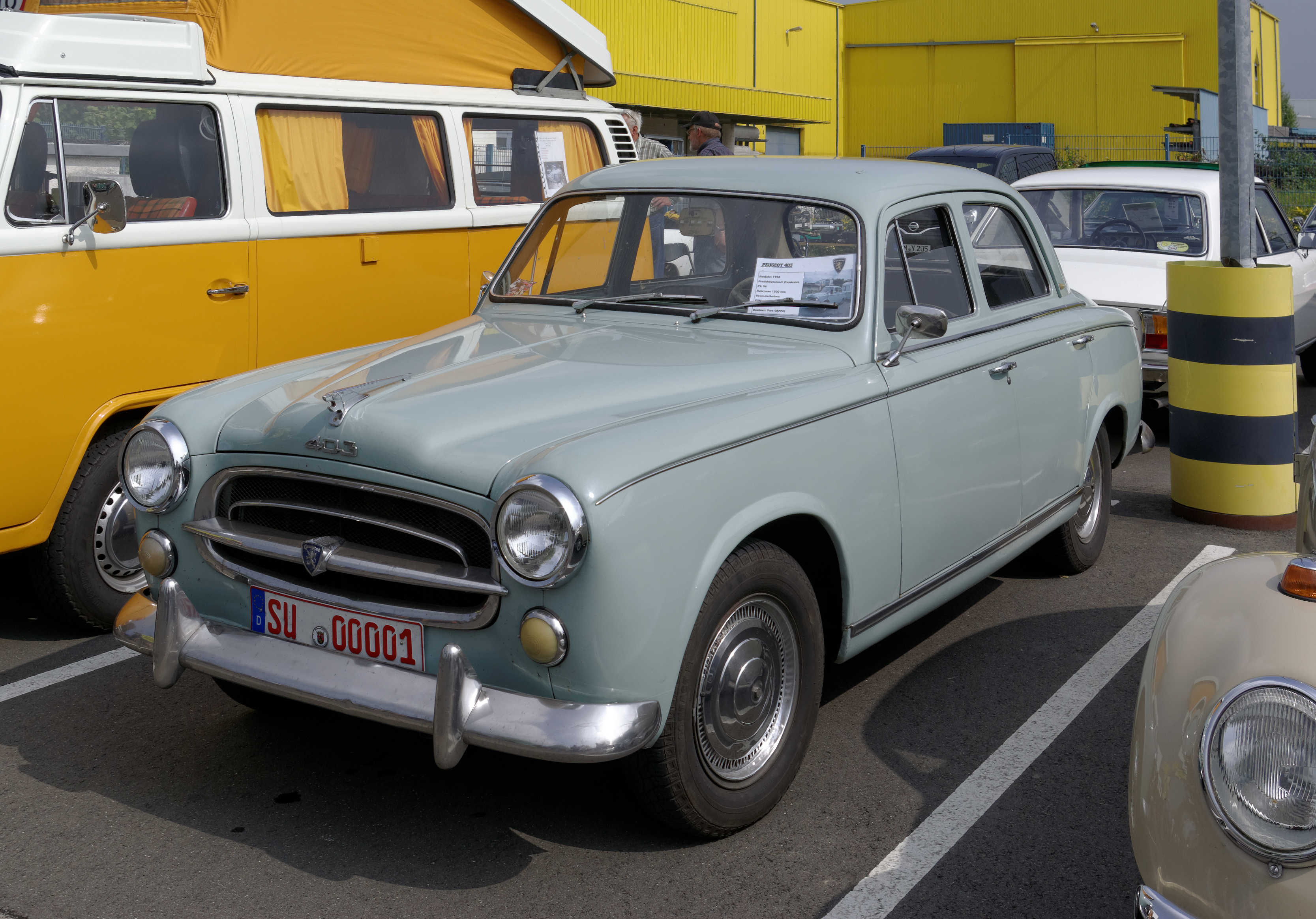
Peugeot 403
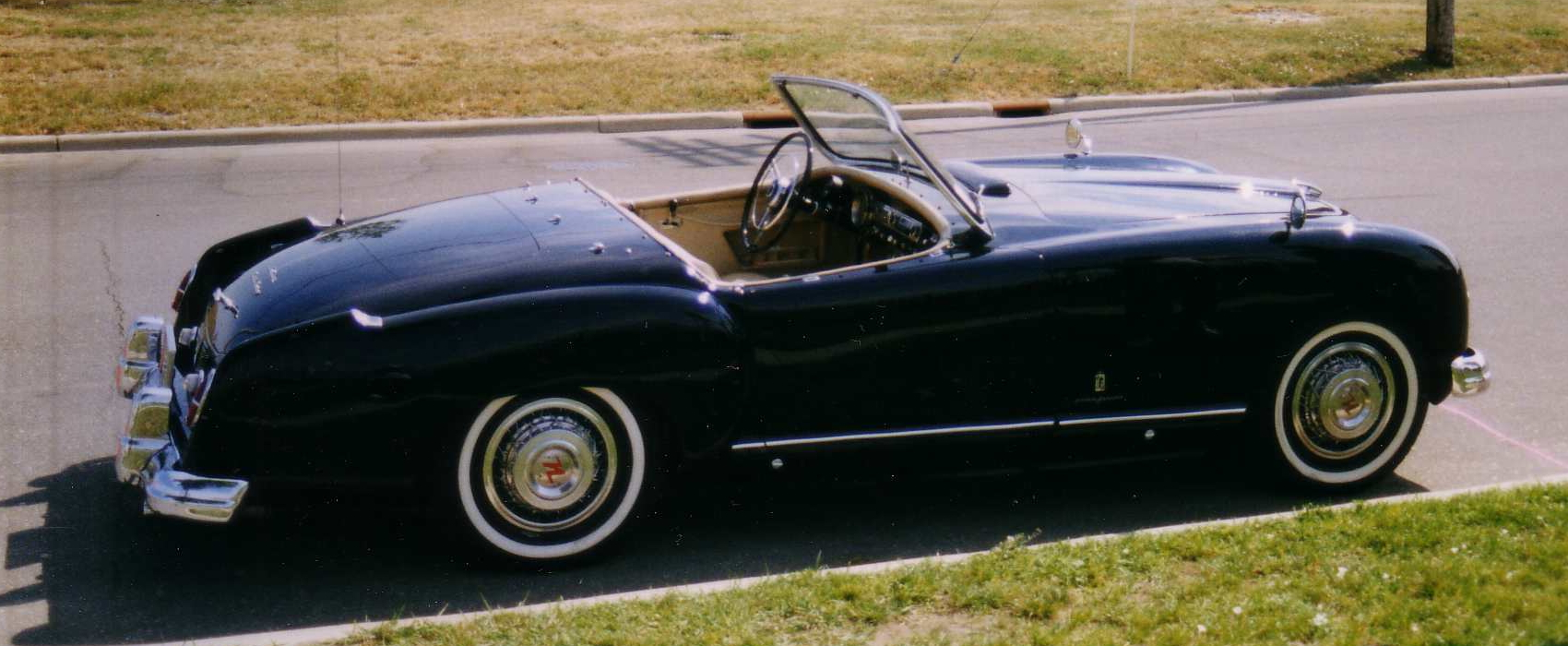
Nash-Healey roadster
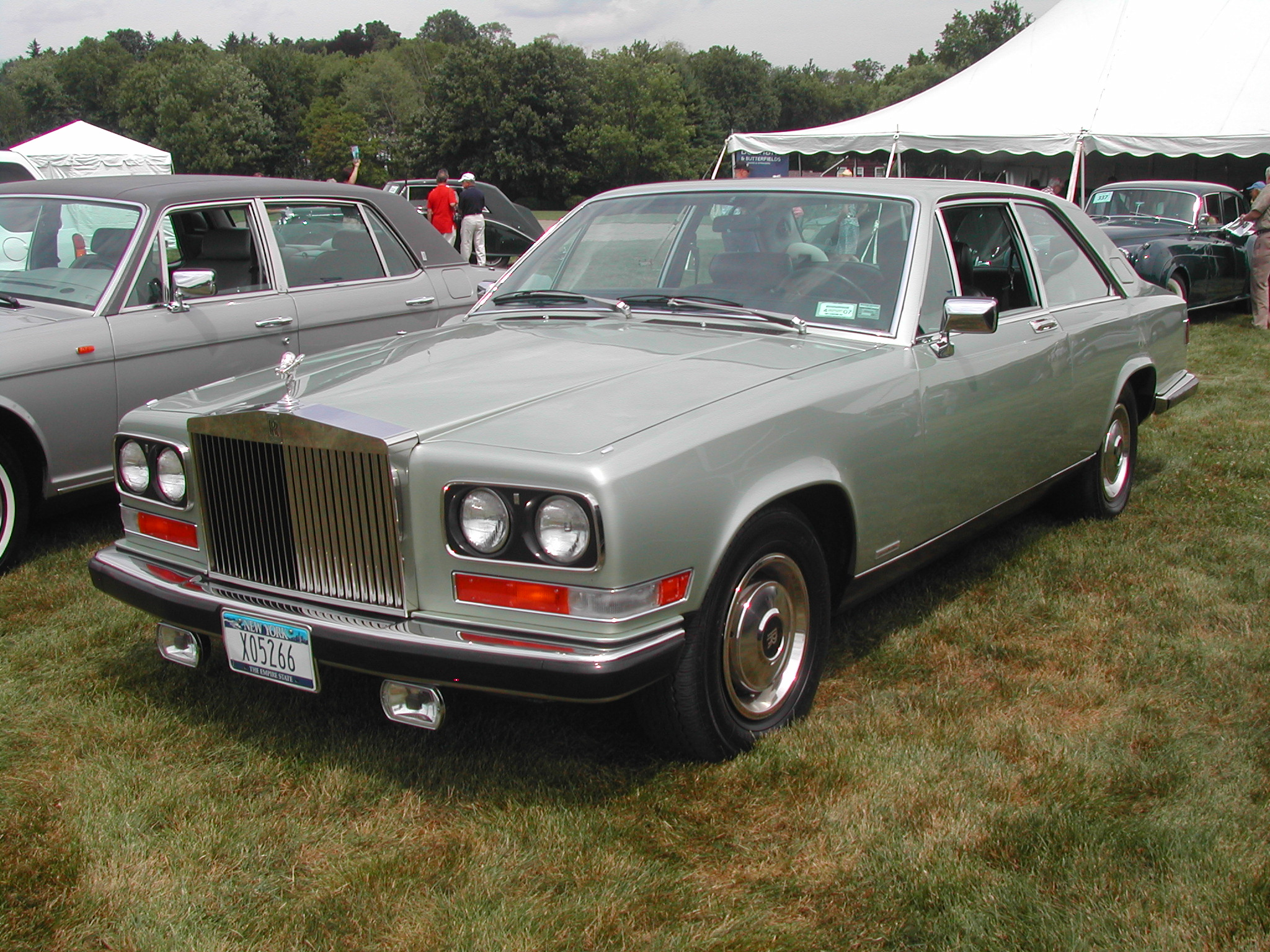
1982 Rolls-Royce Camargue

### Scaglietti

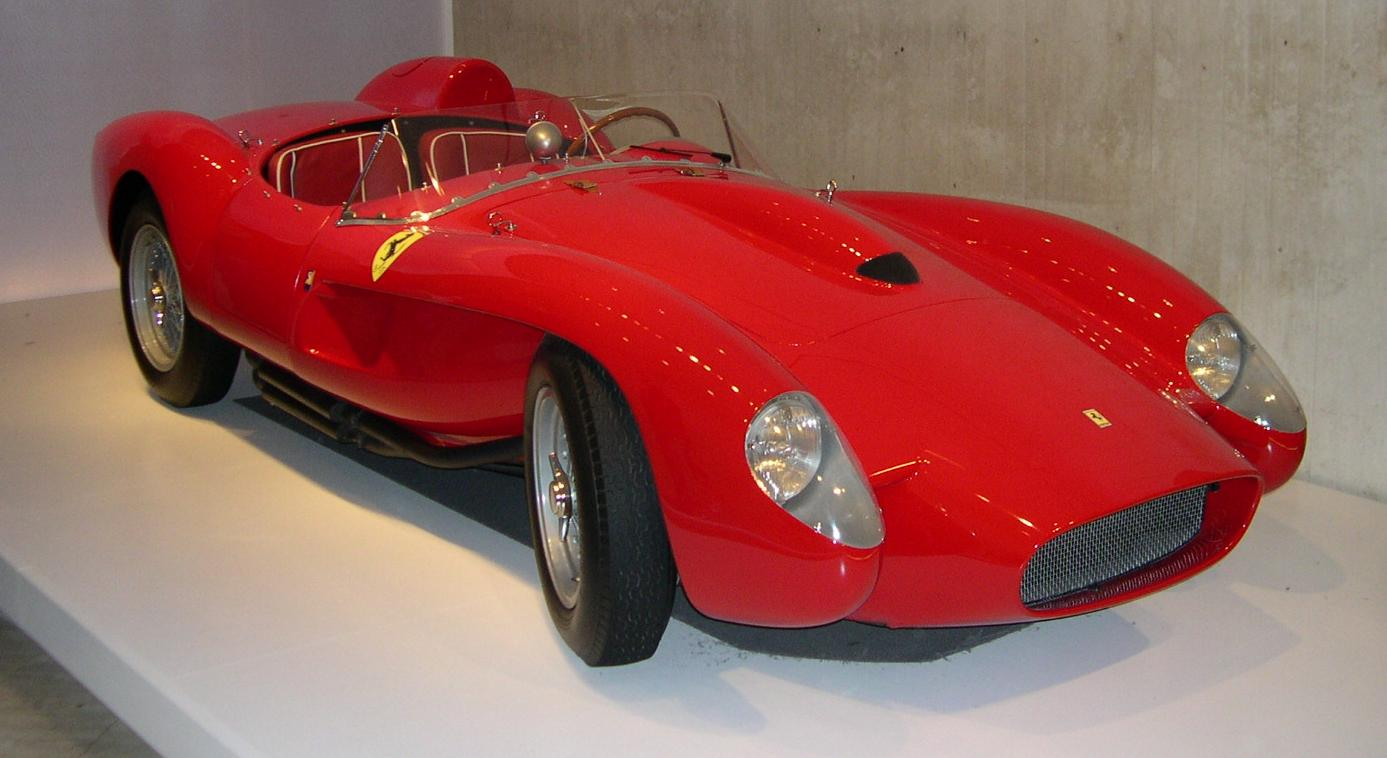
1958. Ferrari 250 Testa Rossa, dissenyat I fabricat per Scaglietti.
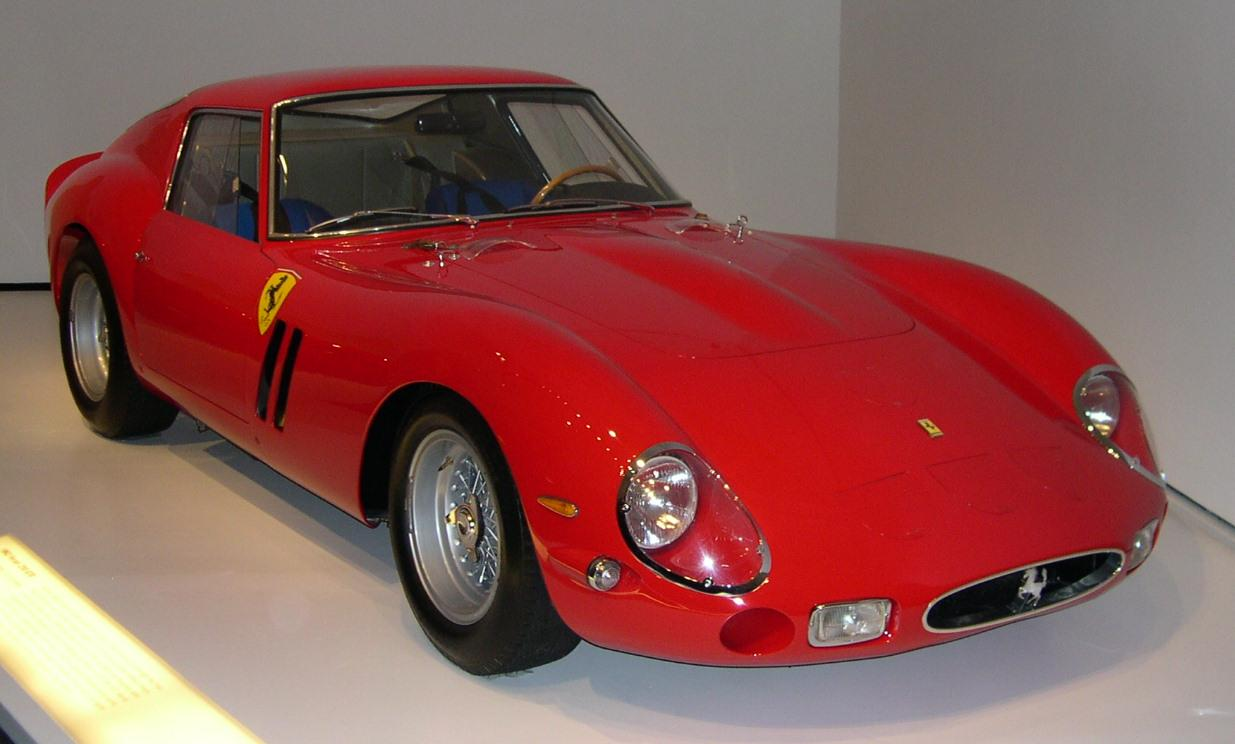
1962. Ferrari 250 GTO.
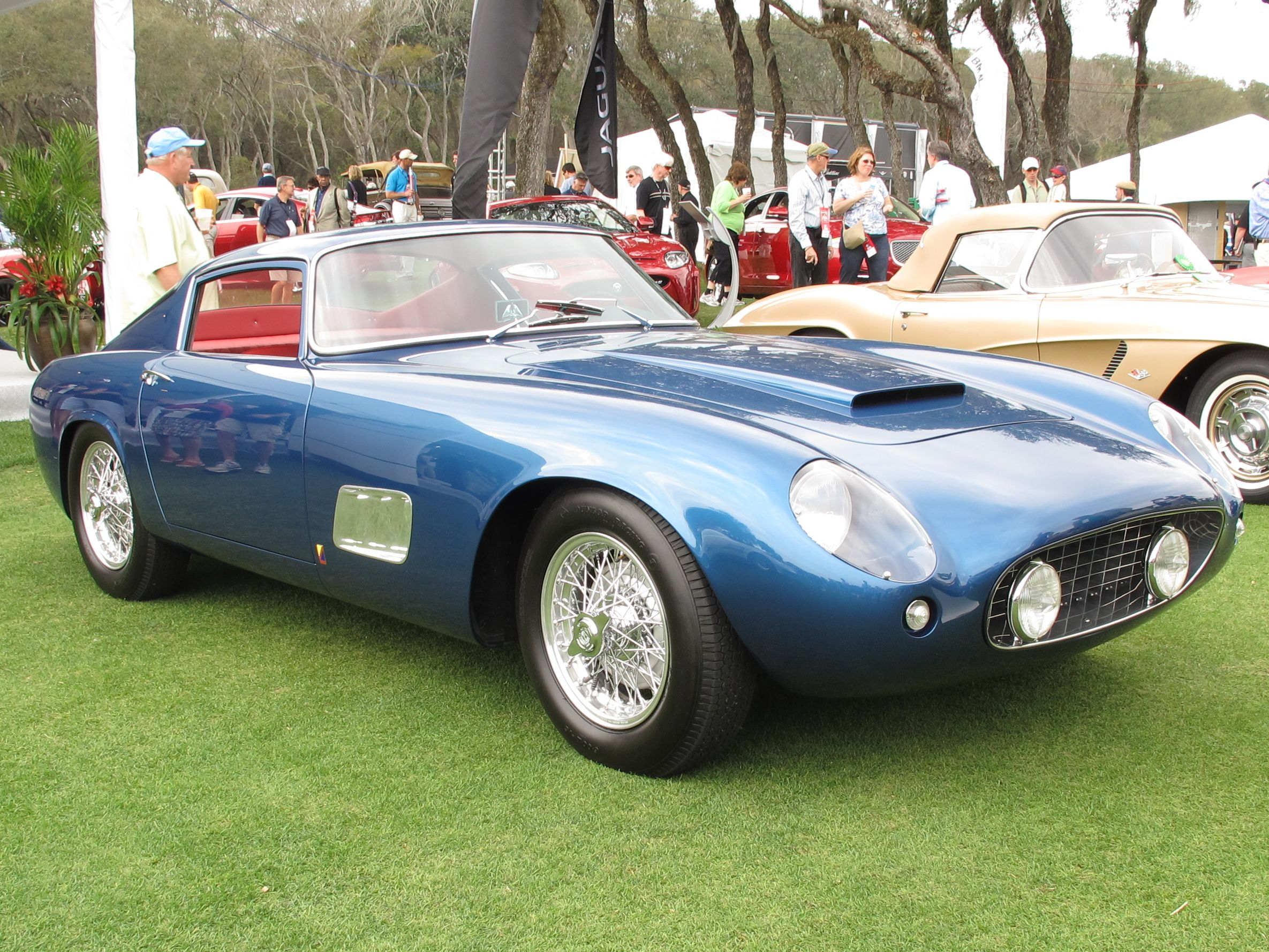
1959. Scaglietti Corvette

### Touring

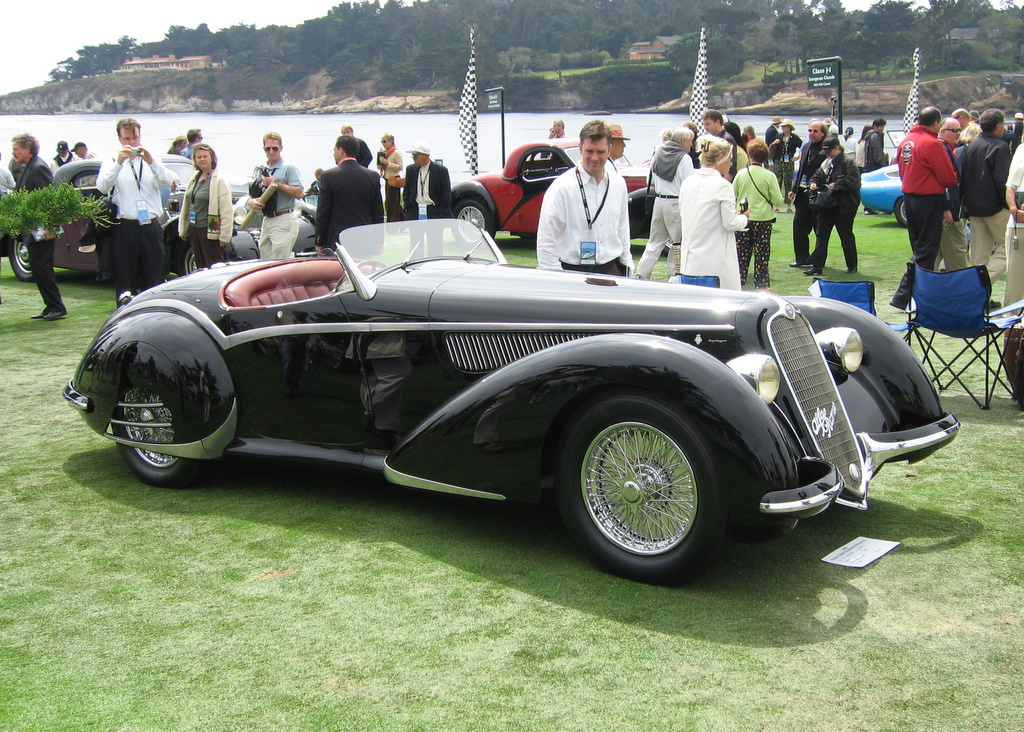
Alfa Romeo 8C 2900B Touring Spider 1937
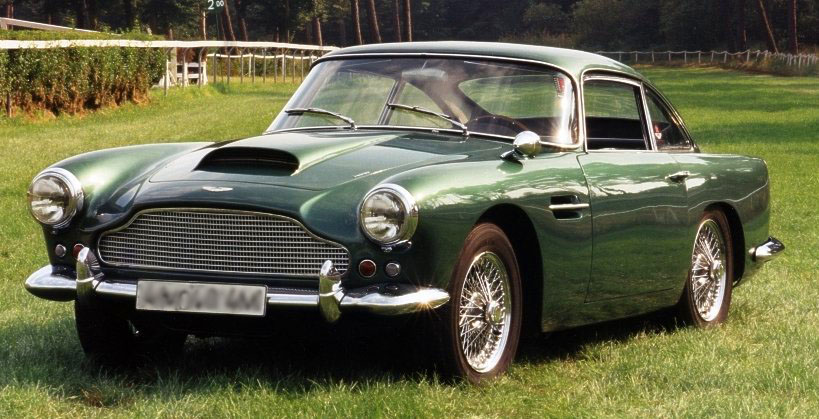
Aston Martin DB4 (Serie 2) 1960
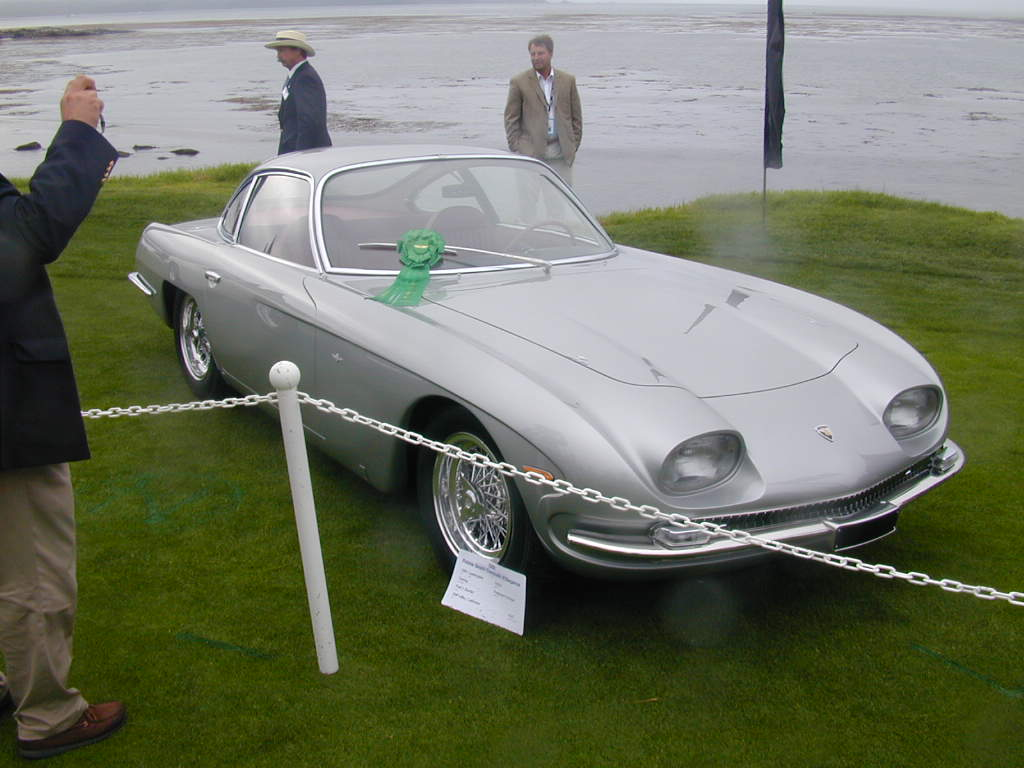
1965 Lamborghini 350GT
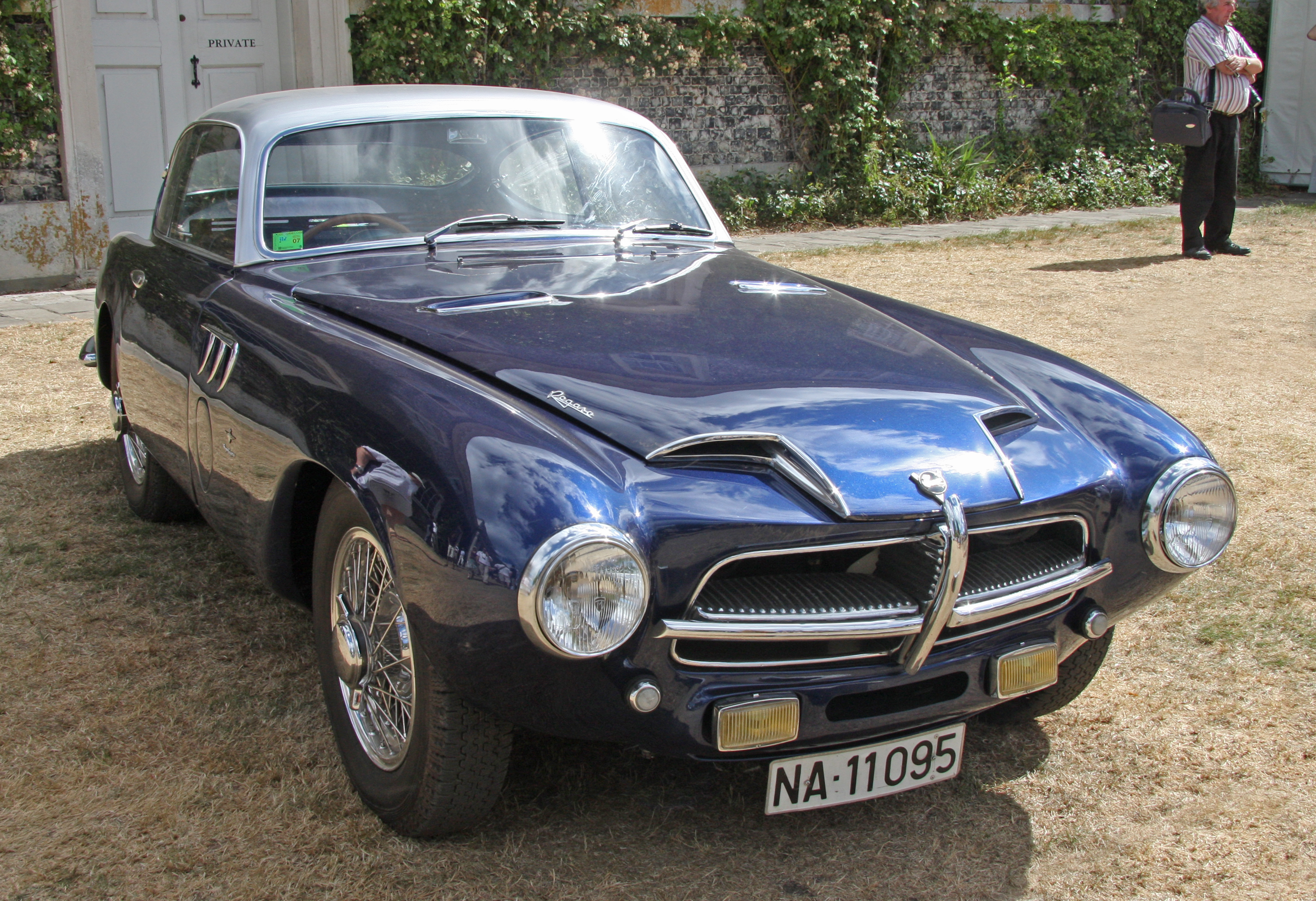
1955 Pegaso Z-102B Touring Berlinetta Superleggera

### Vignale

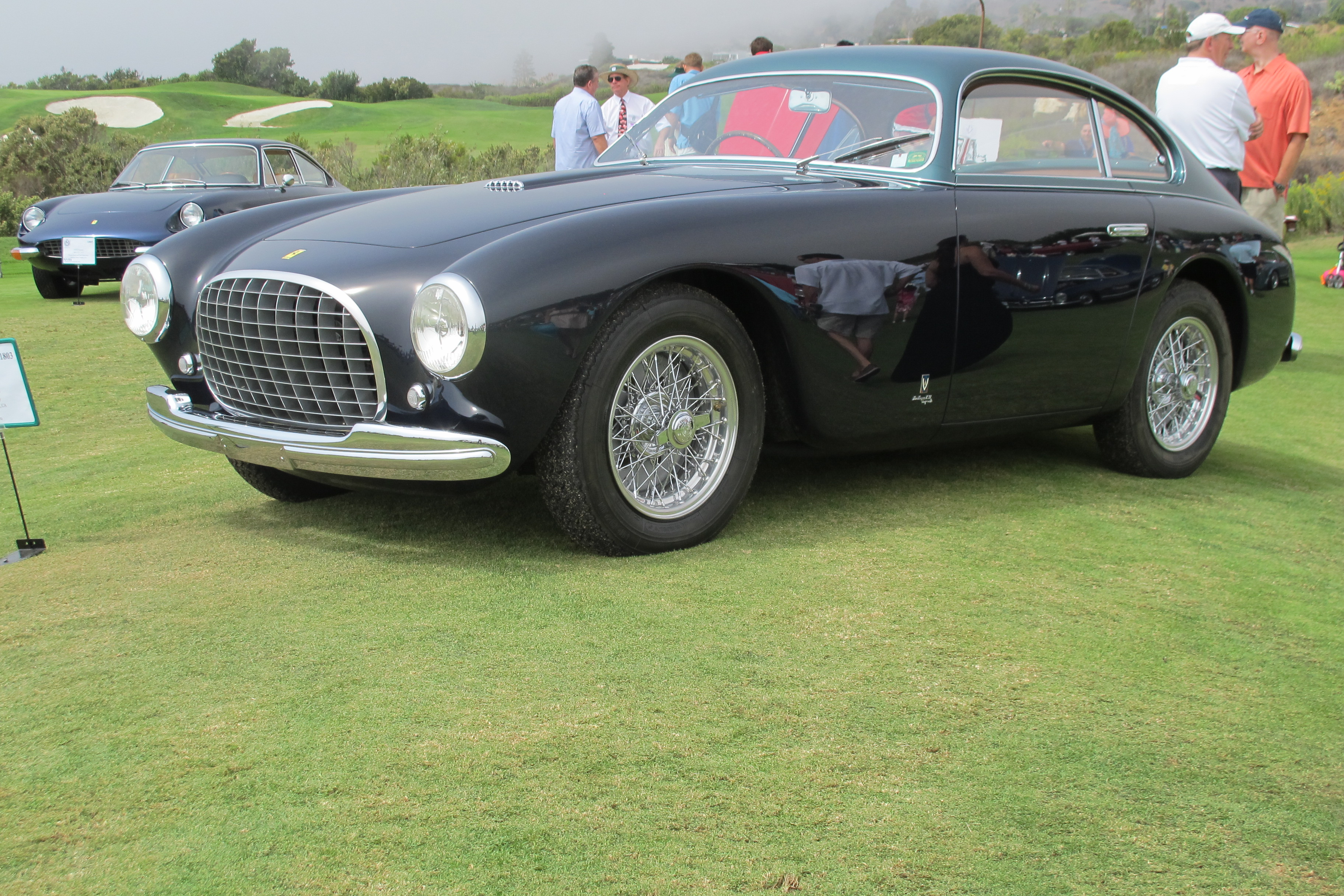
1951 Ferrari 212 Vignale coupe
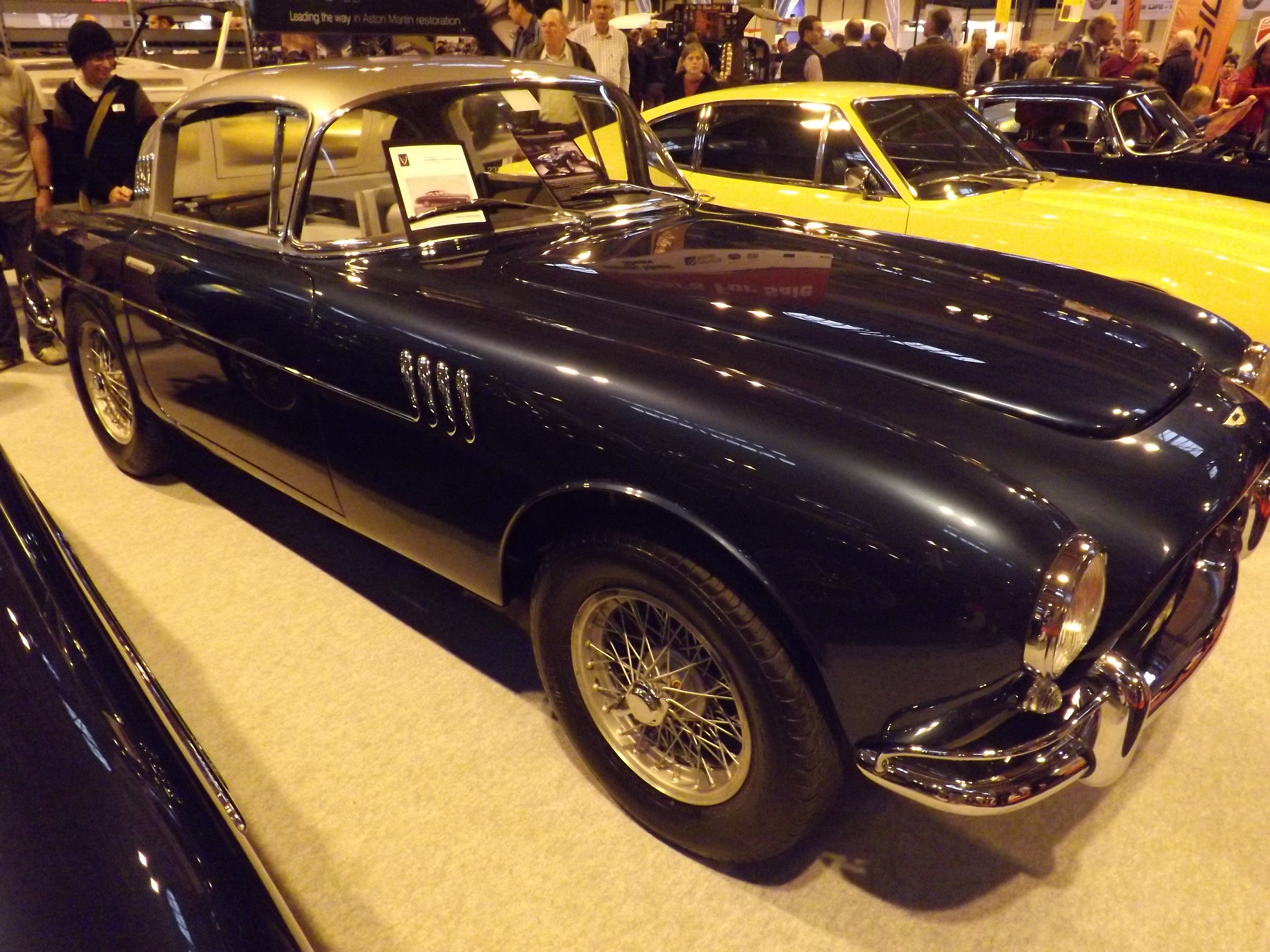
Aston Martin DB2-4 Vignale 1954
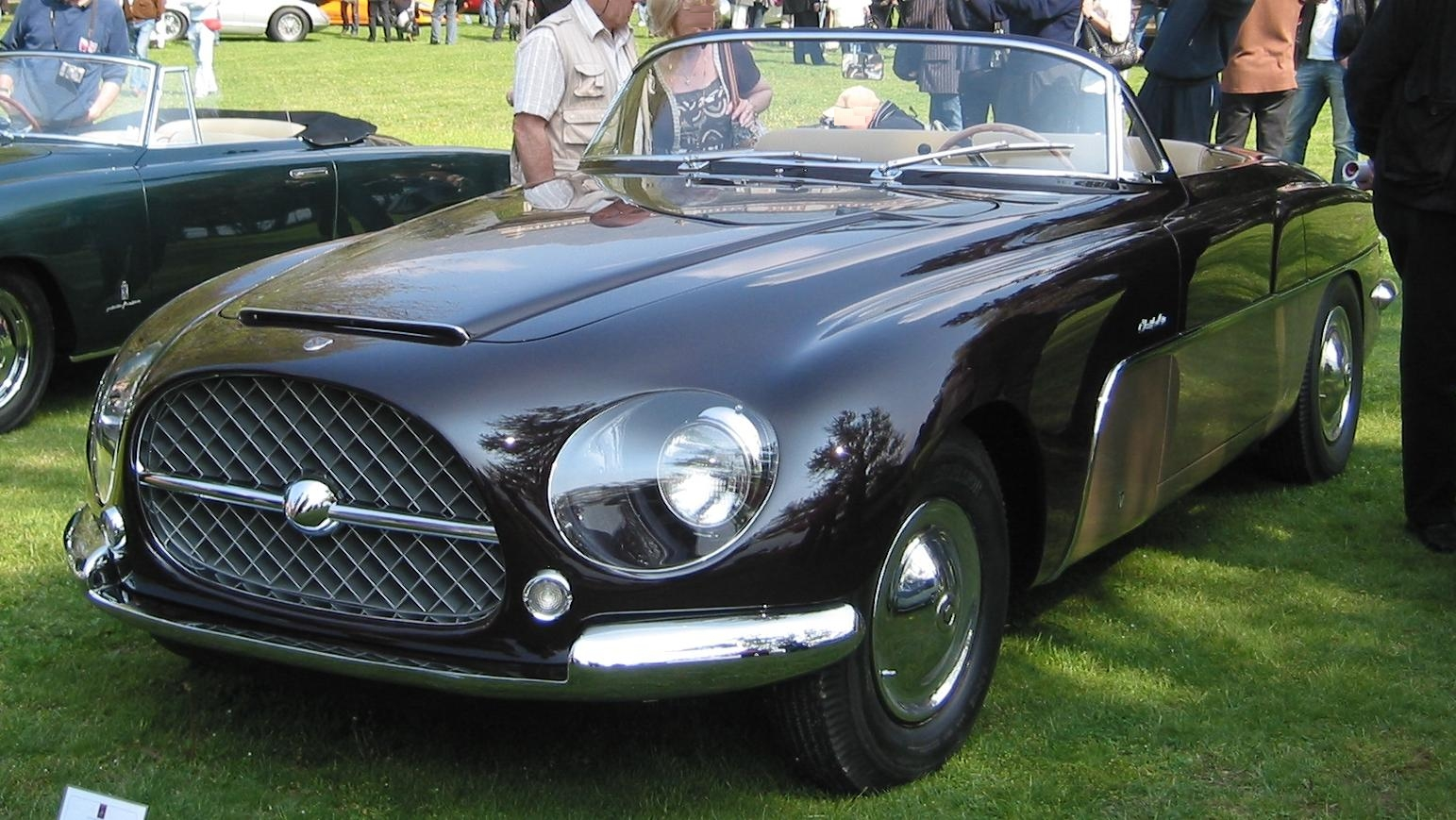
Cisitalia 808 XF 1952
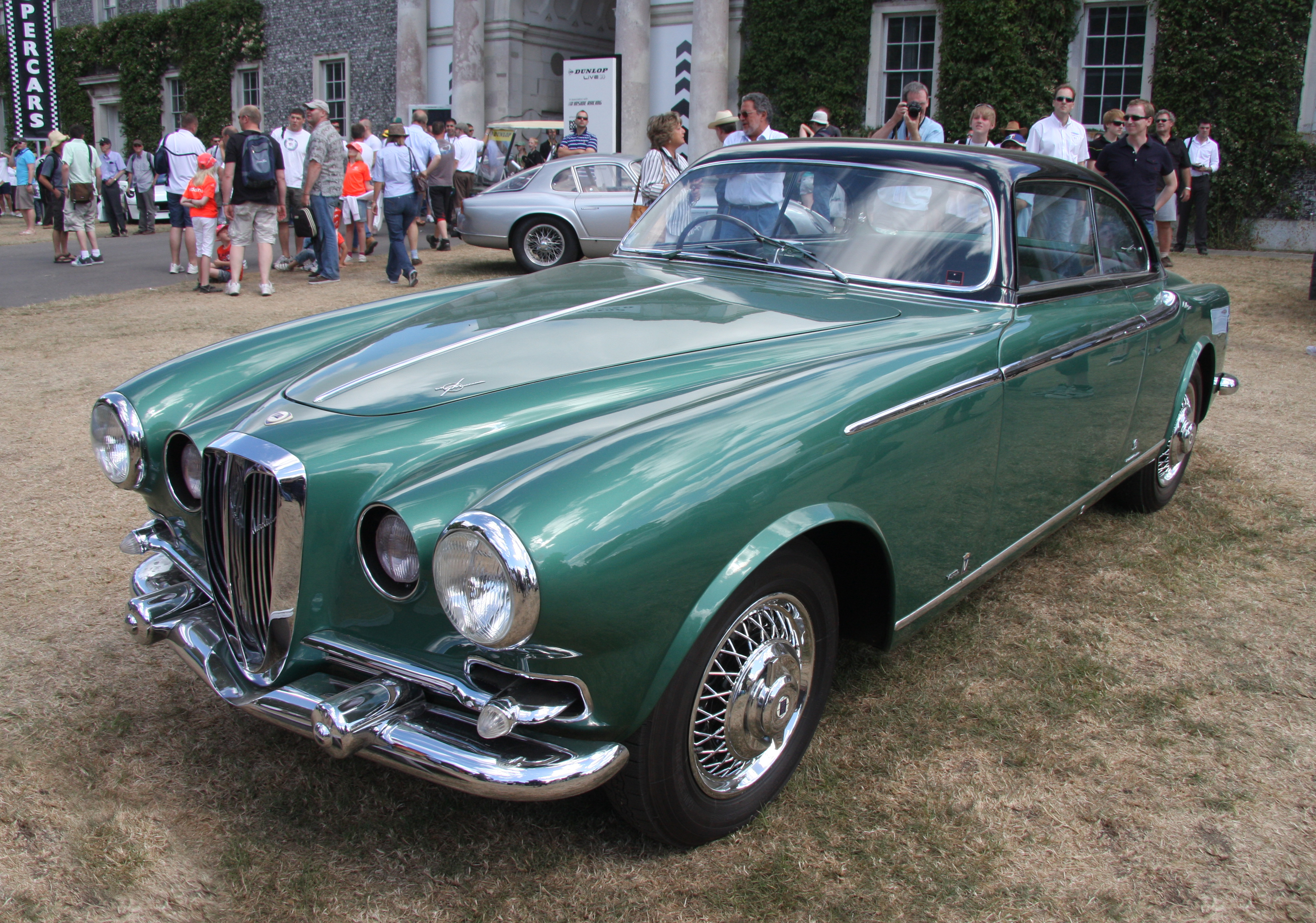
1952 Lancia Aurelia B52

### Zagato

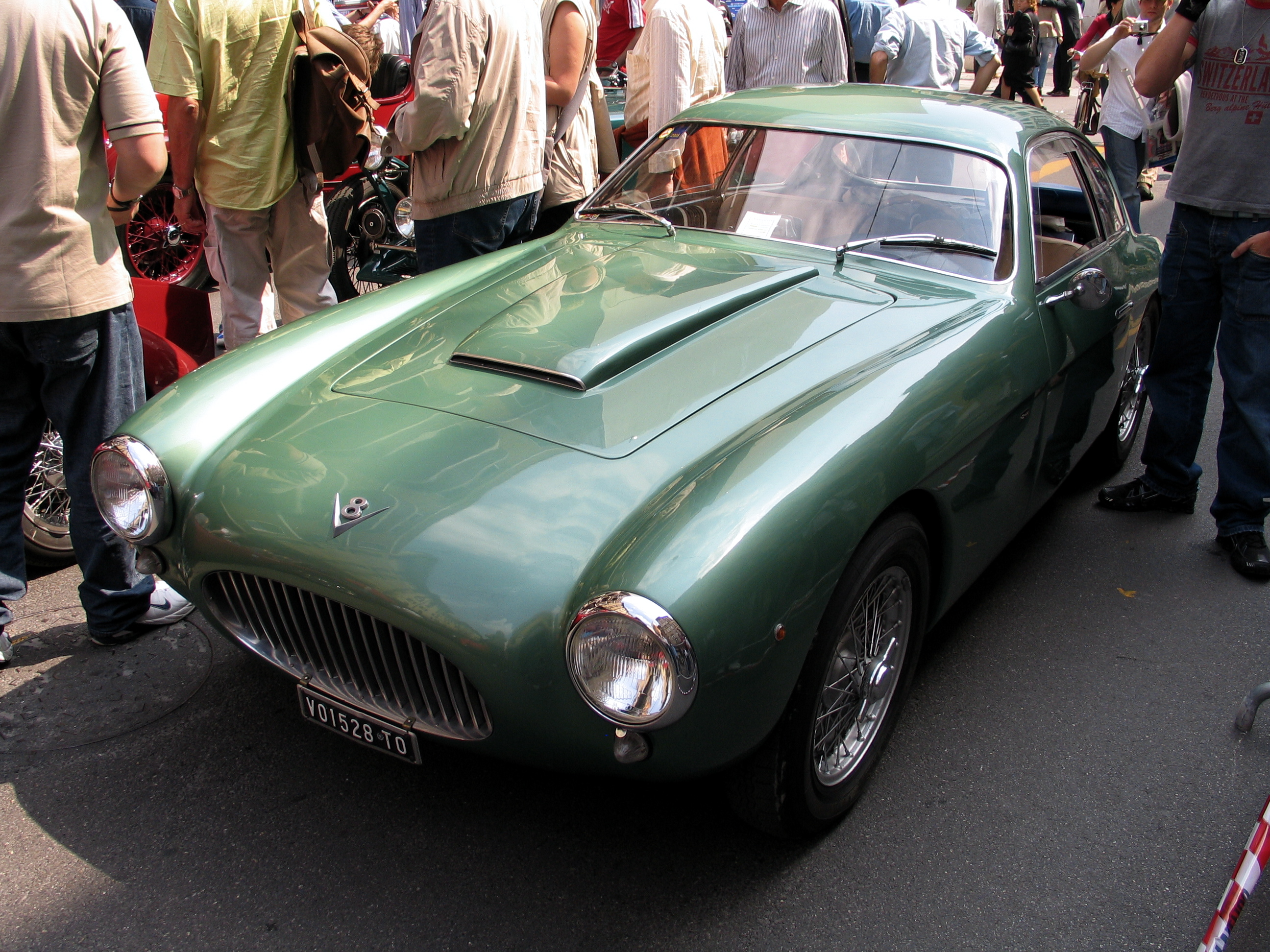
Fiat 8V Elaborata
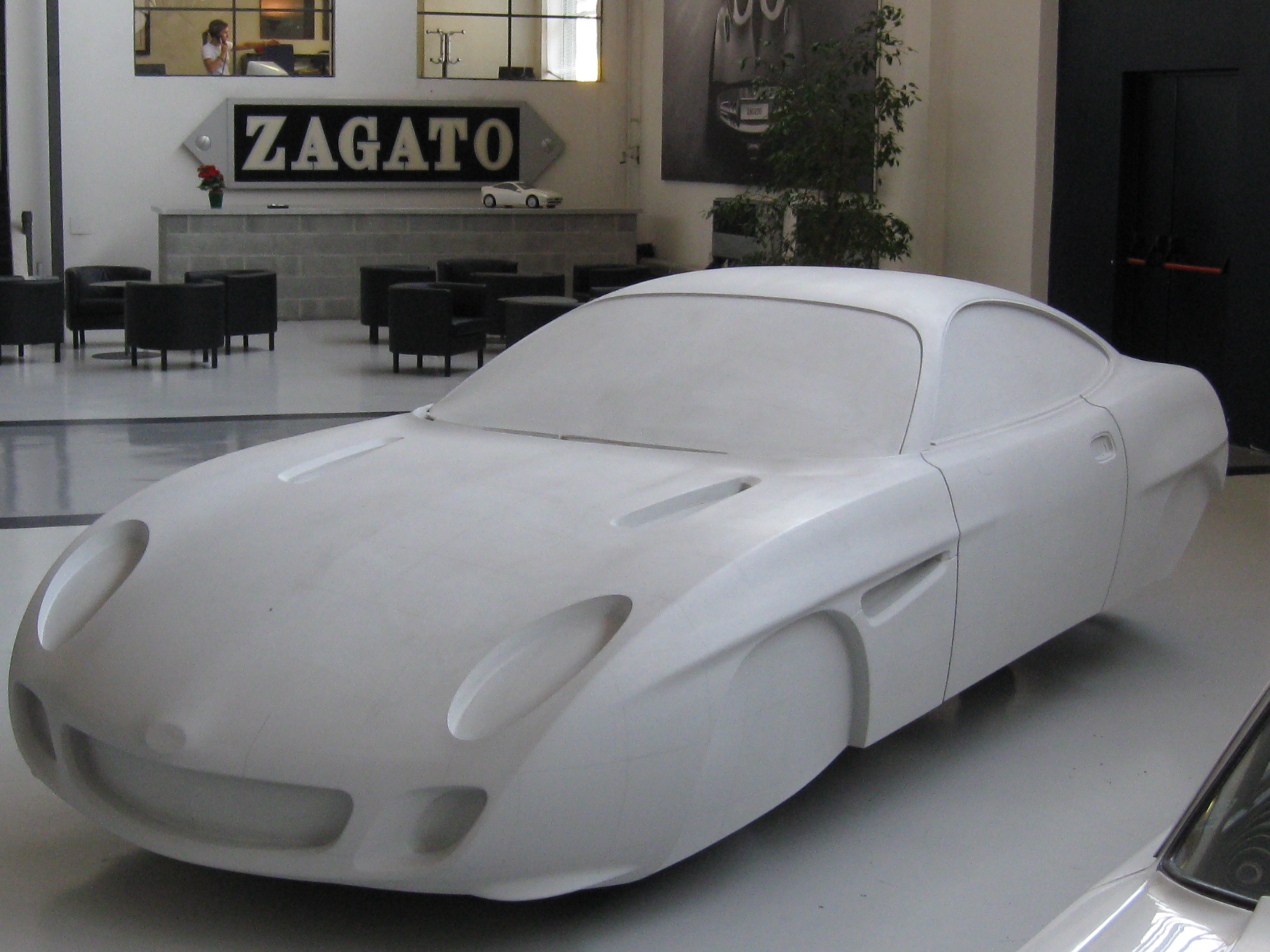
Model de “guix”de l'Ottovú Diatto
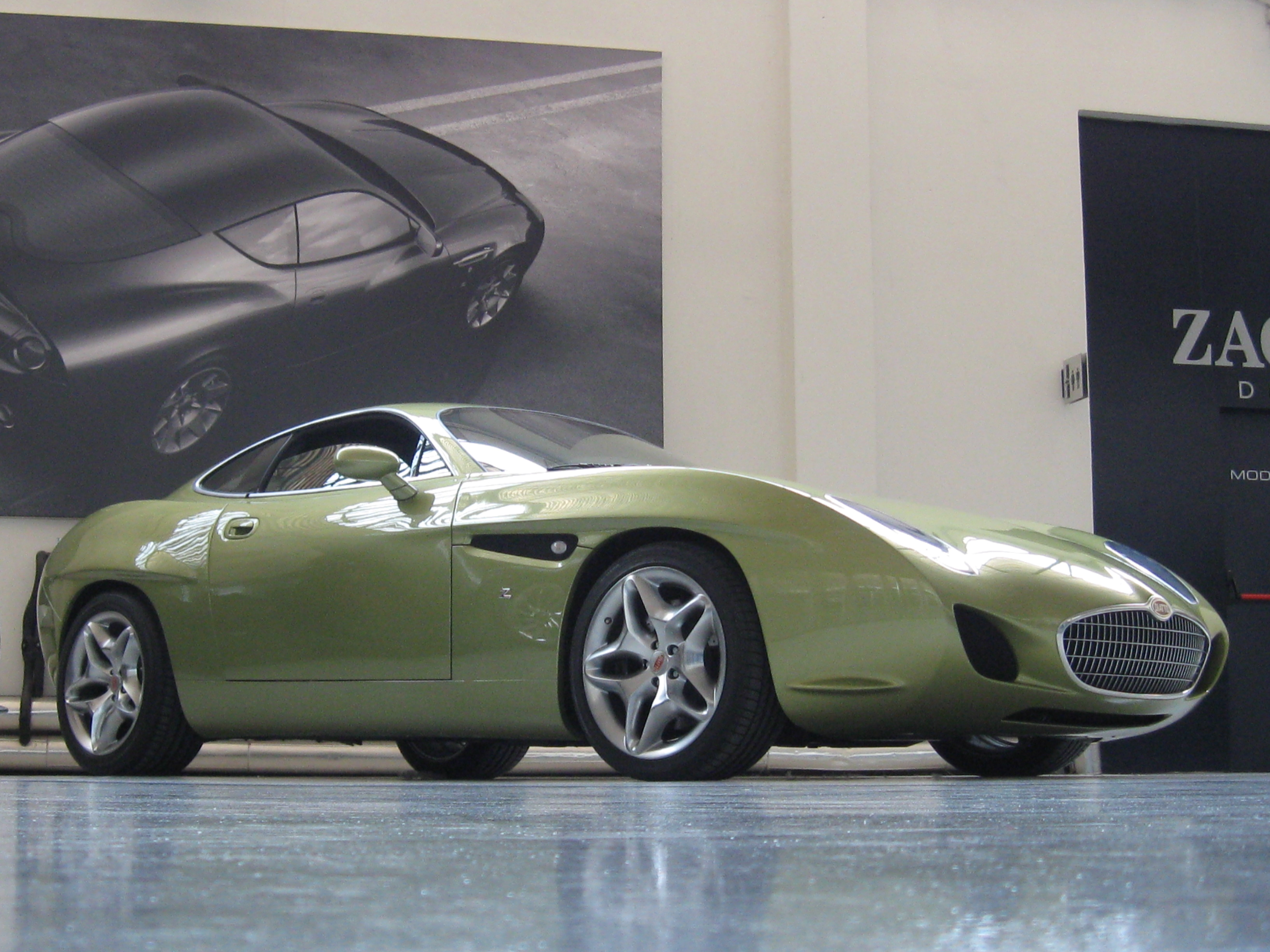
Ottovú Diatto
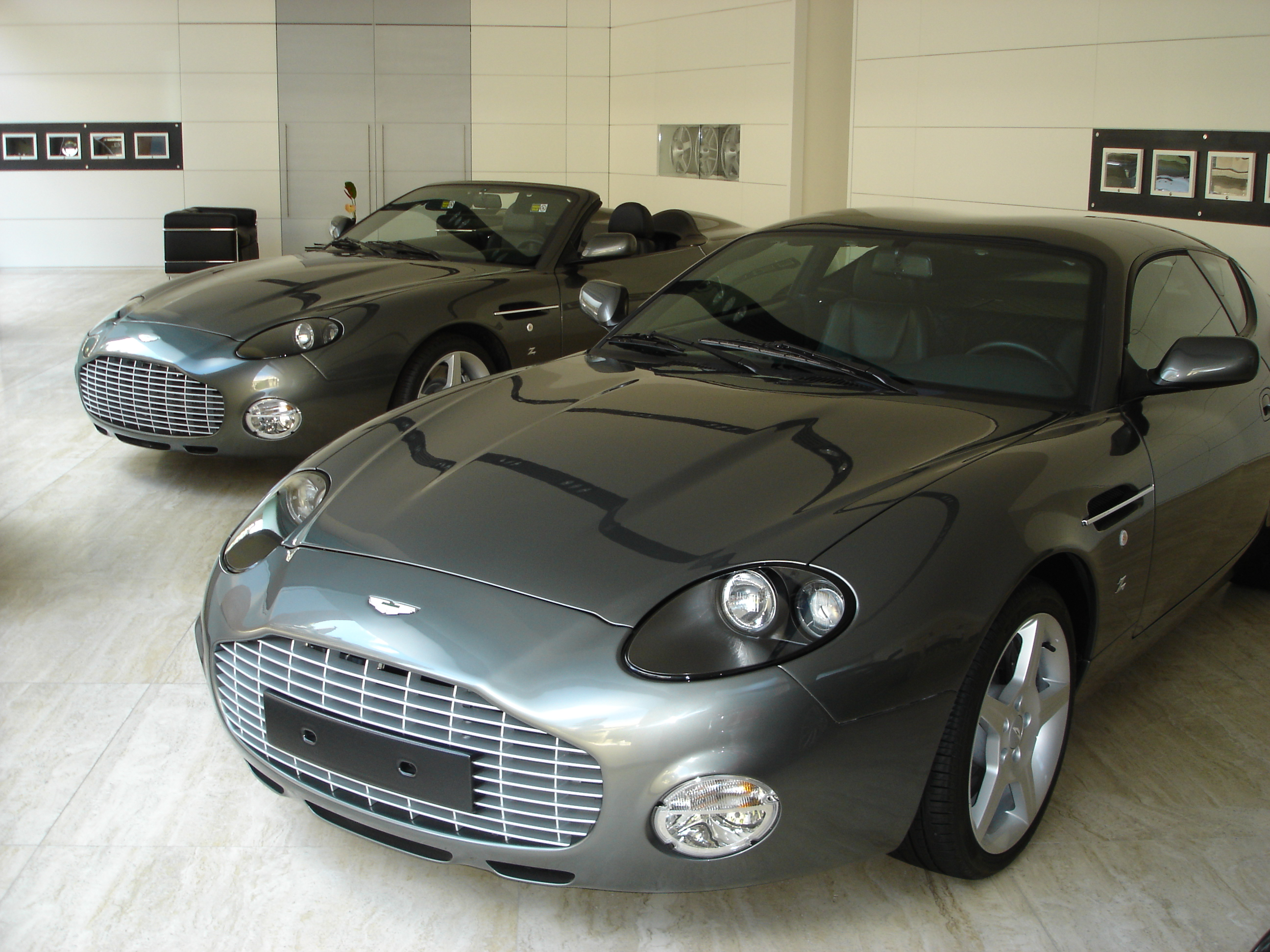
2003 Aston Martin DB7 Zagato Coupe i Roadster

## Carrossers-dissenyadors del Regne Unit

### Abbey

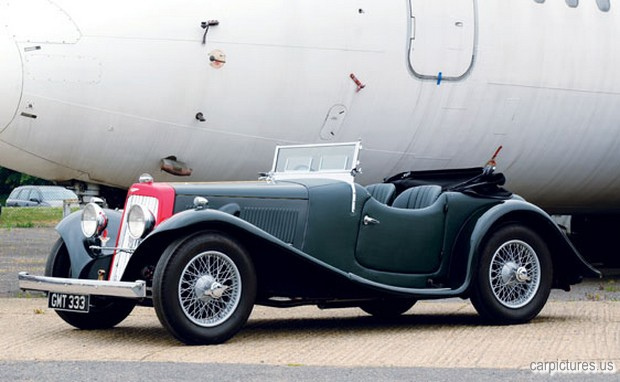
1938 sports tourer sobre xassís Aston Martin
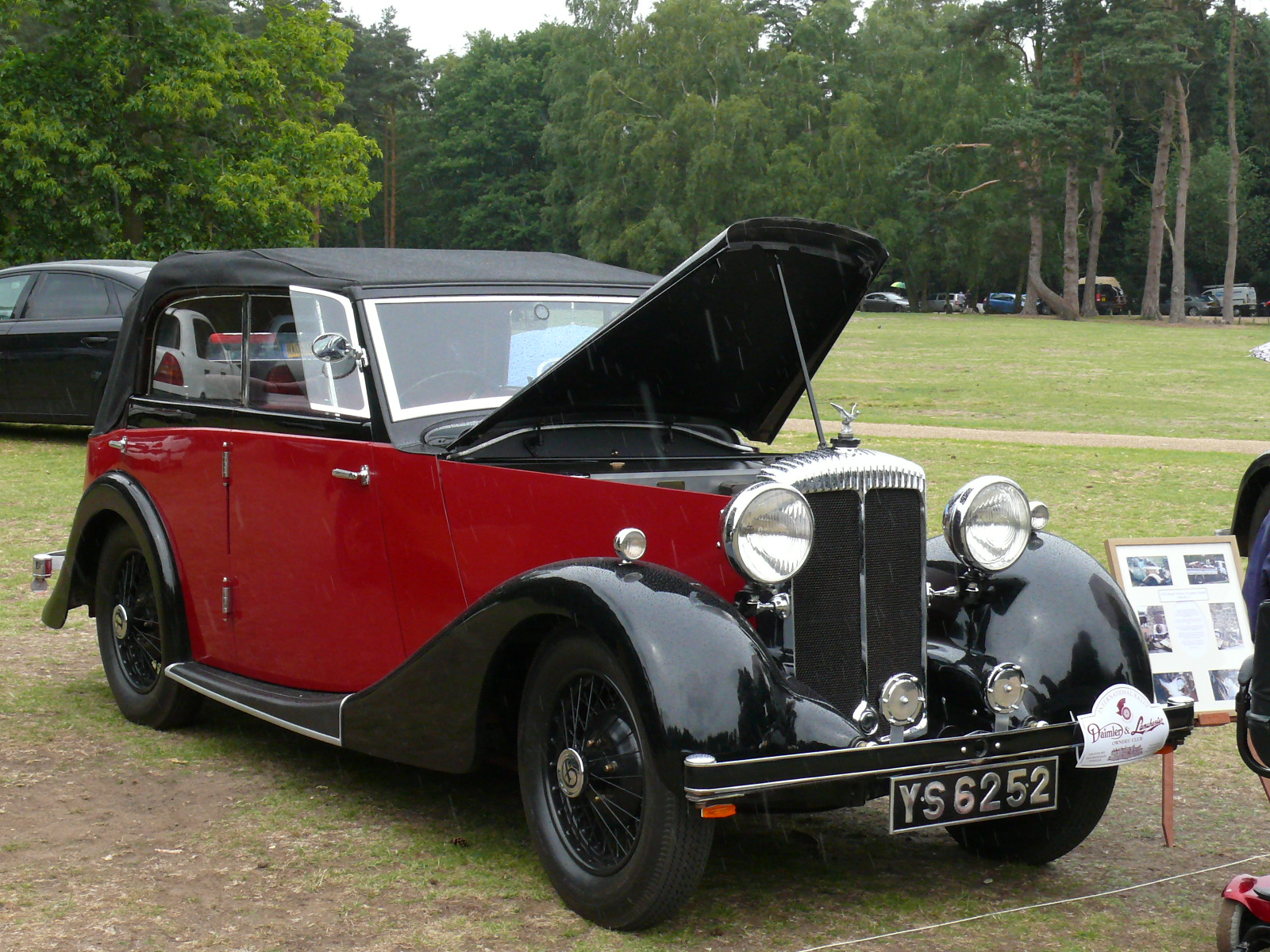
1936 Martin Walter Wingham 4-dr all-weather body on a Daimler Fifteen chassis

### Abbott

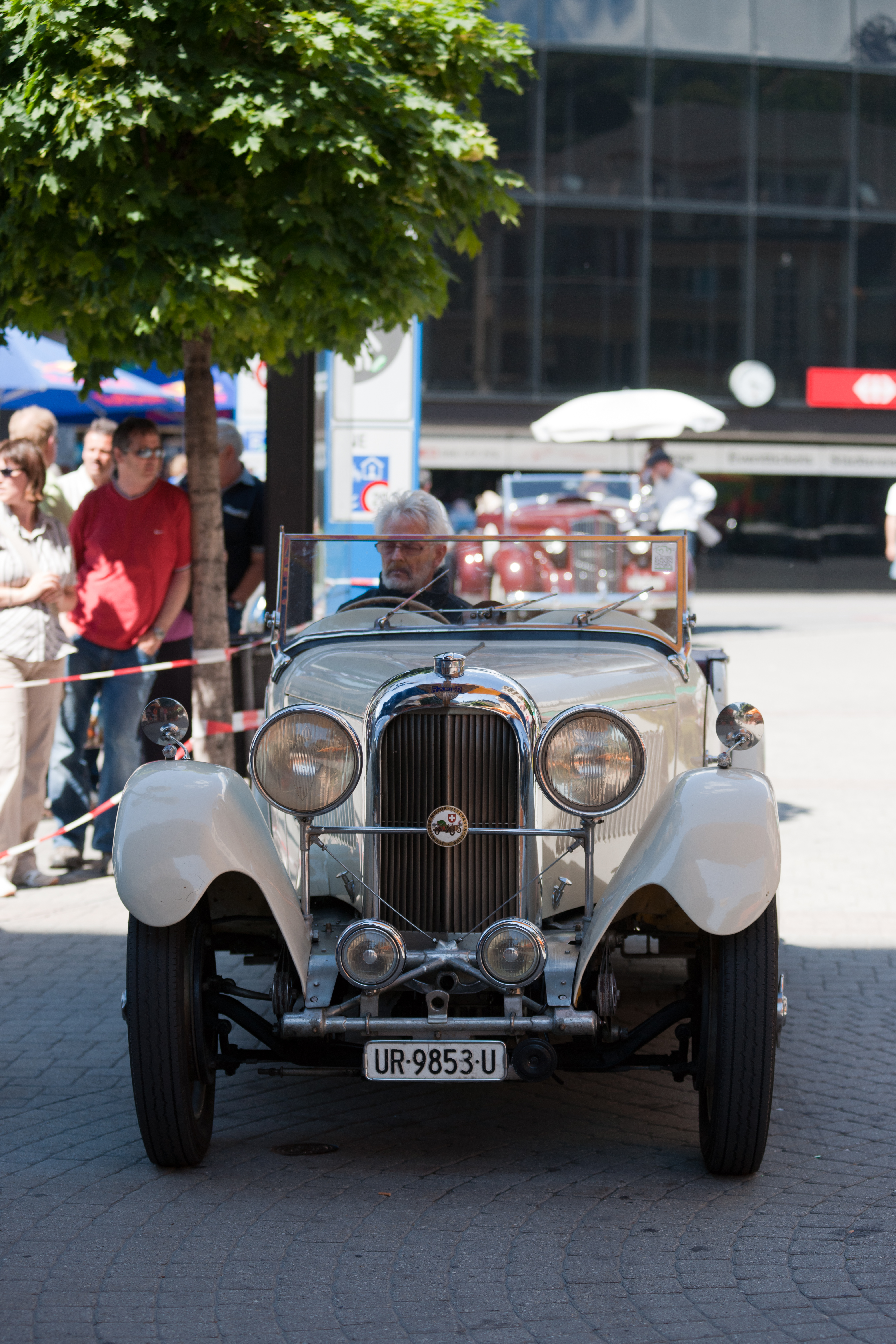
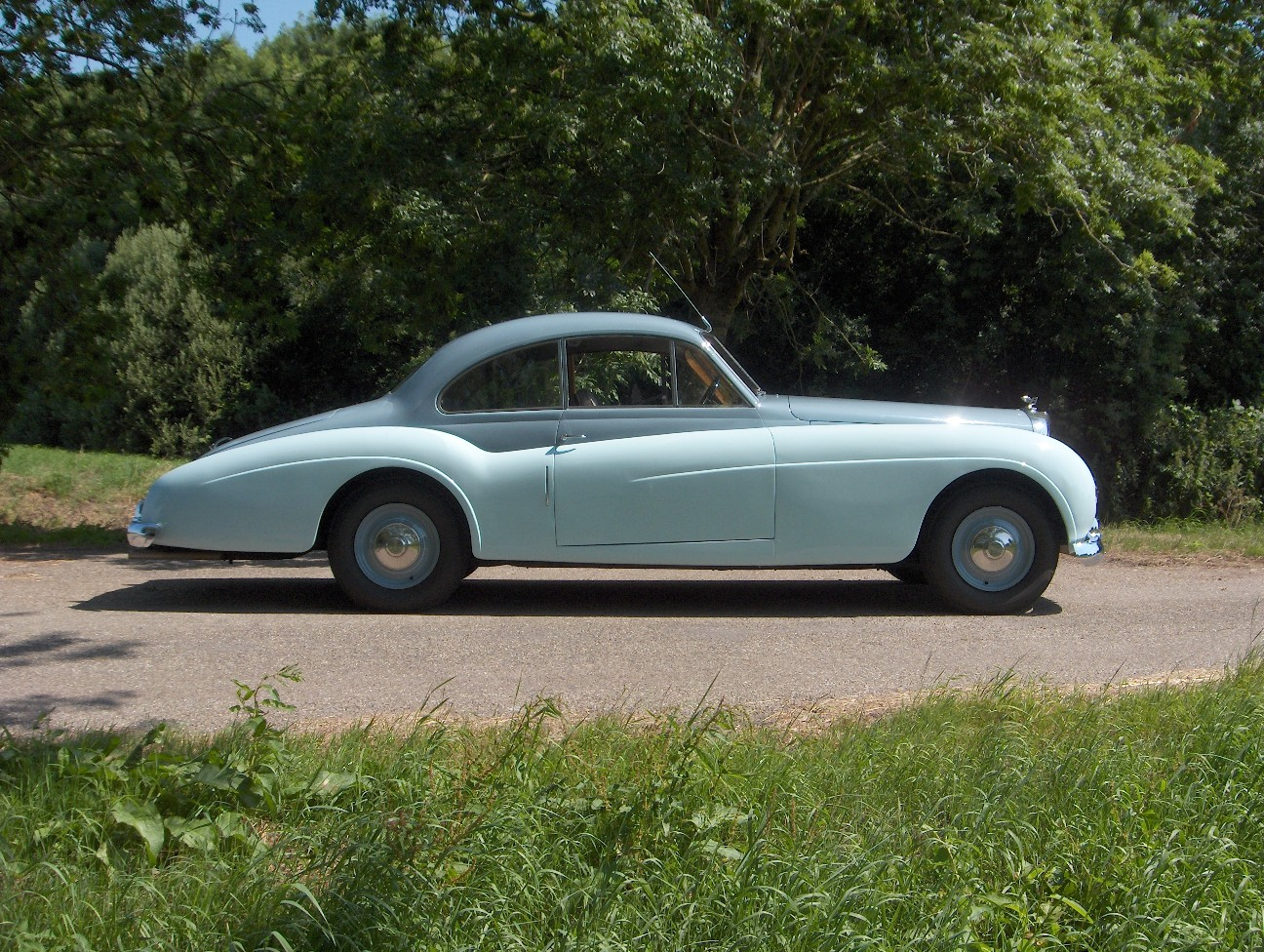
Bentley R-type
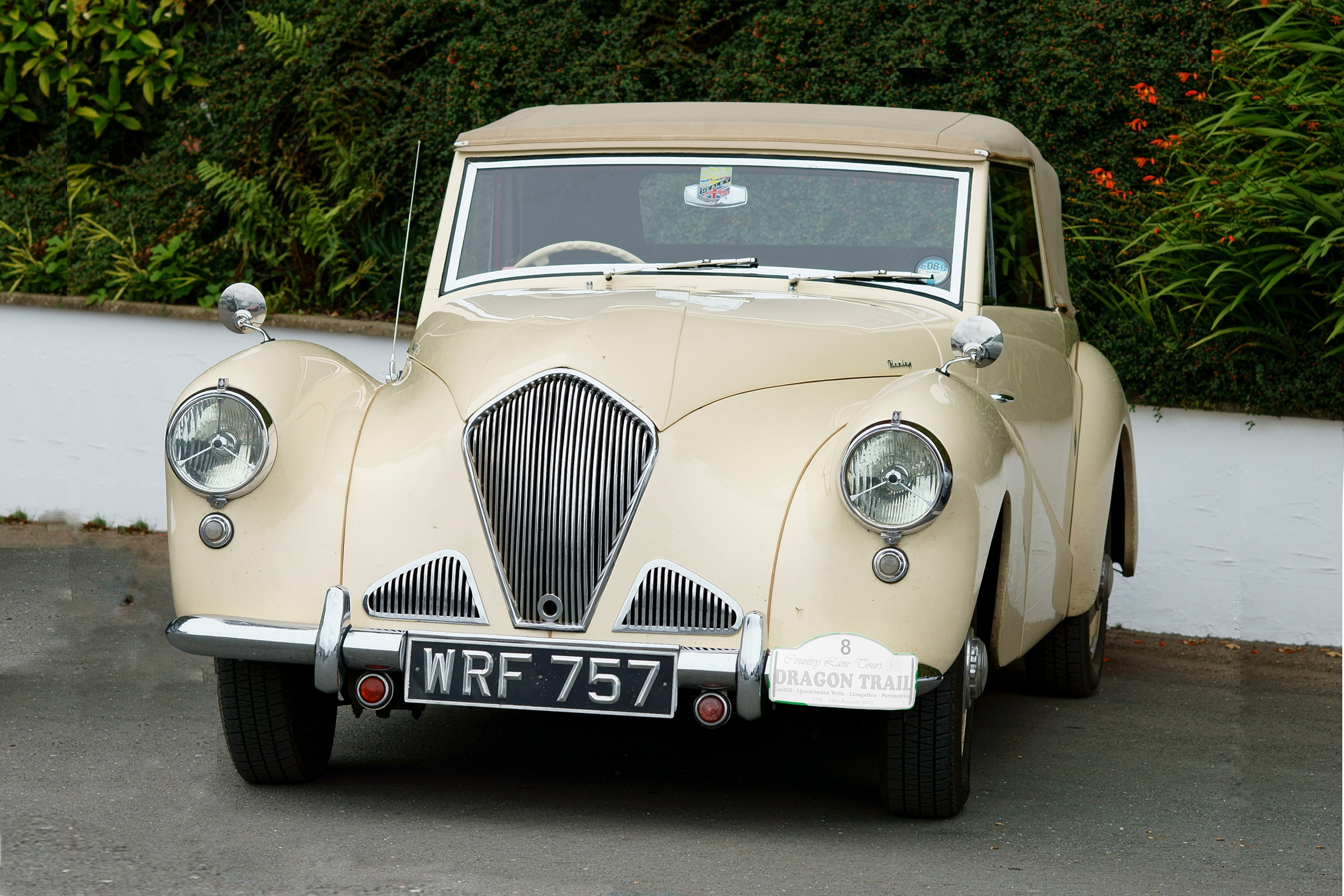
Healey Abbott drophead coupé 1952
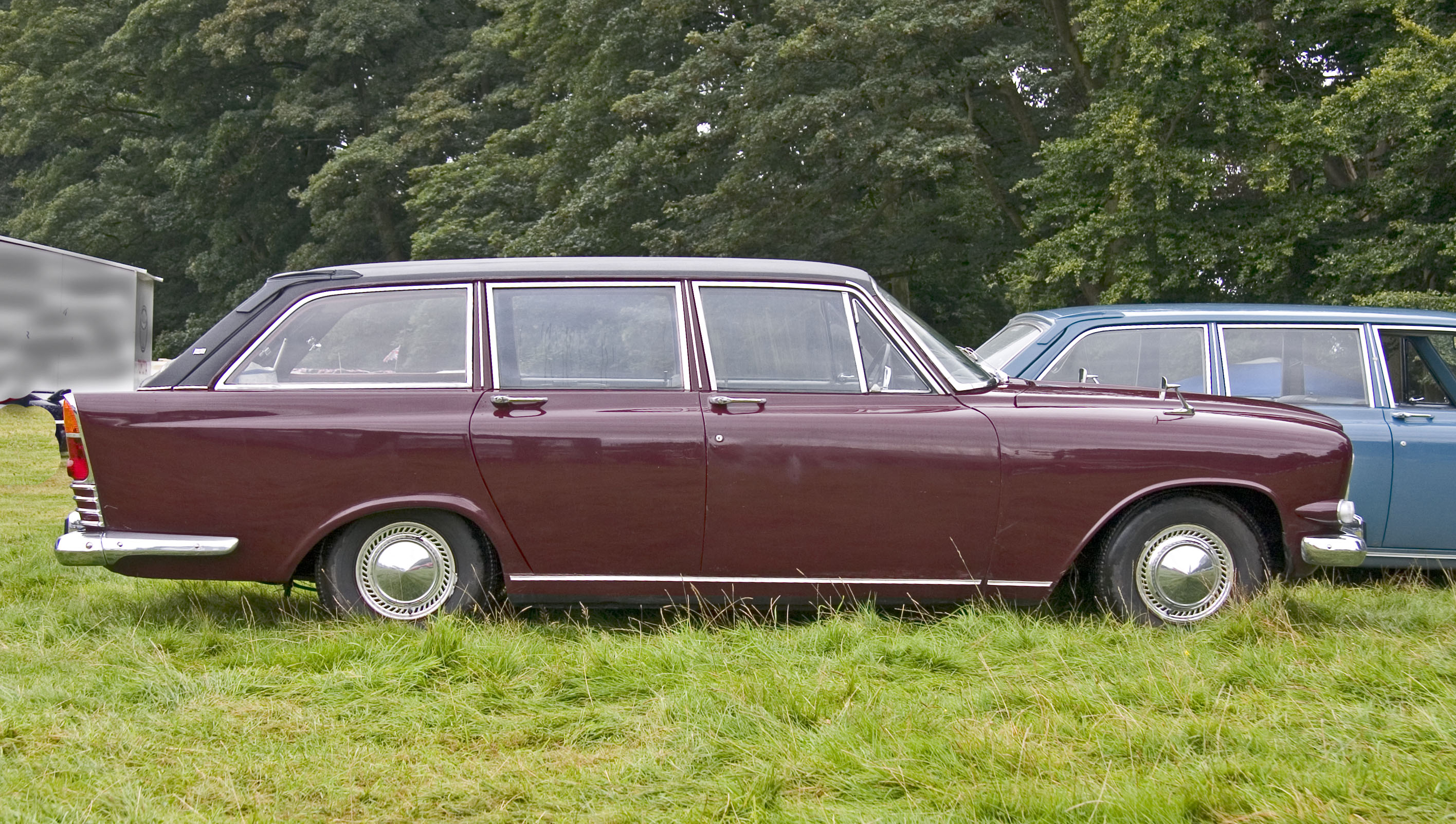
Ford Zephyr 213E

### Barker

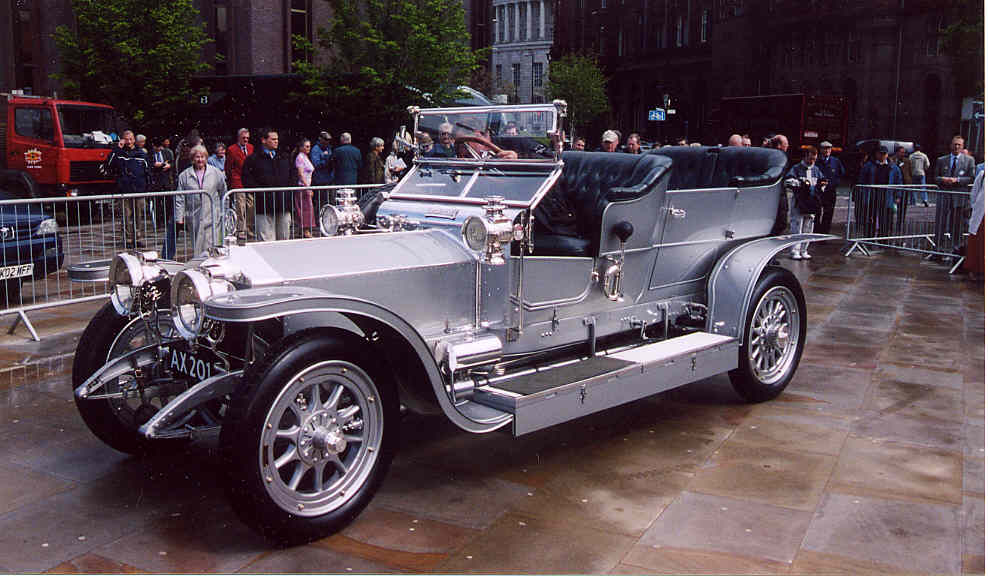
Rolls-Royce Silver Ghost
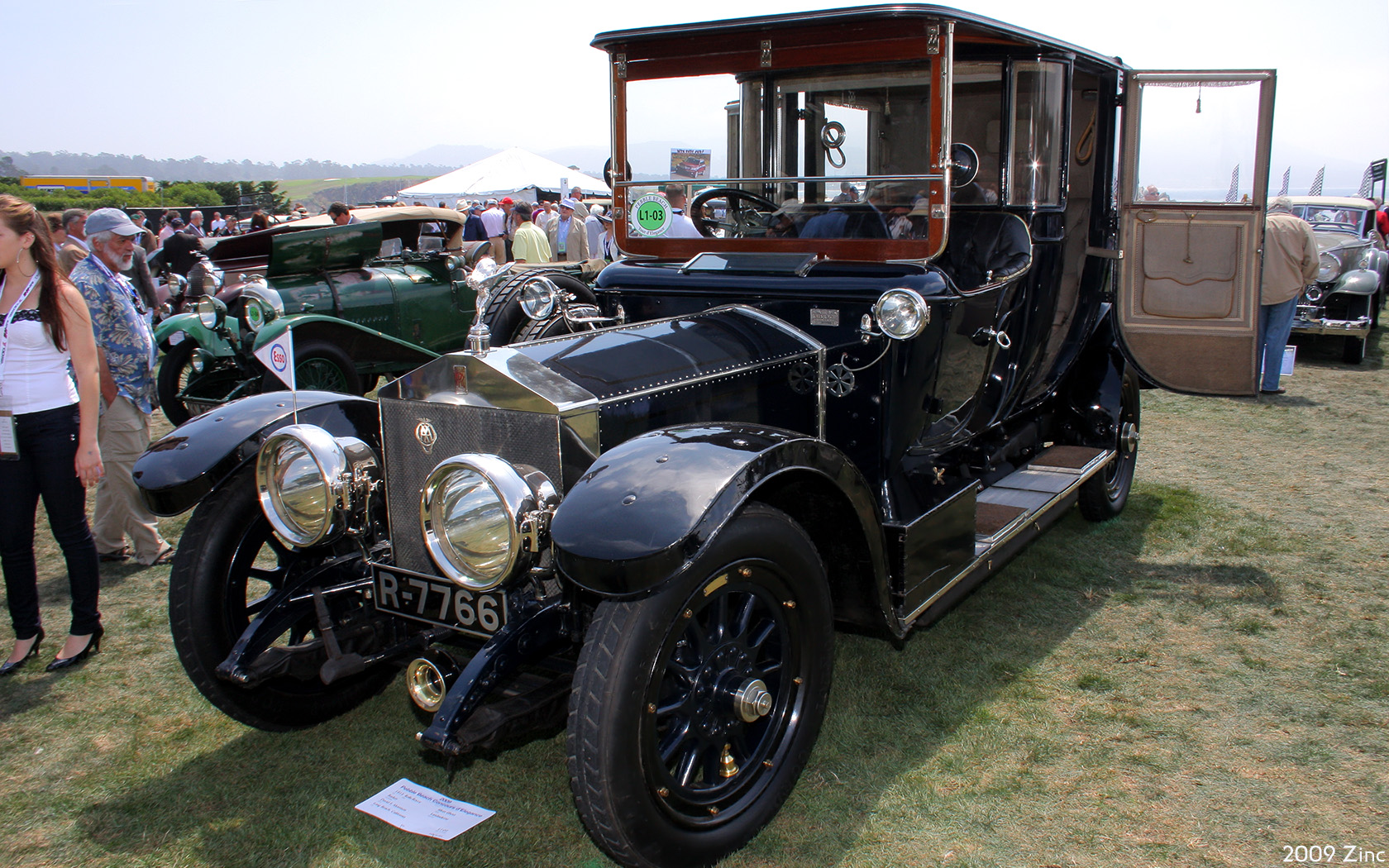
1913 Rolls-Royce Silver Ghost Barker Landaulette
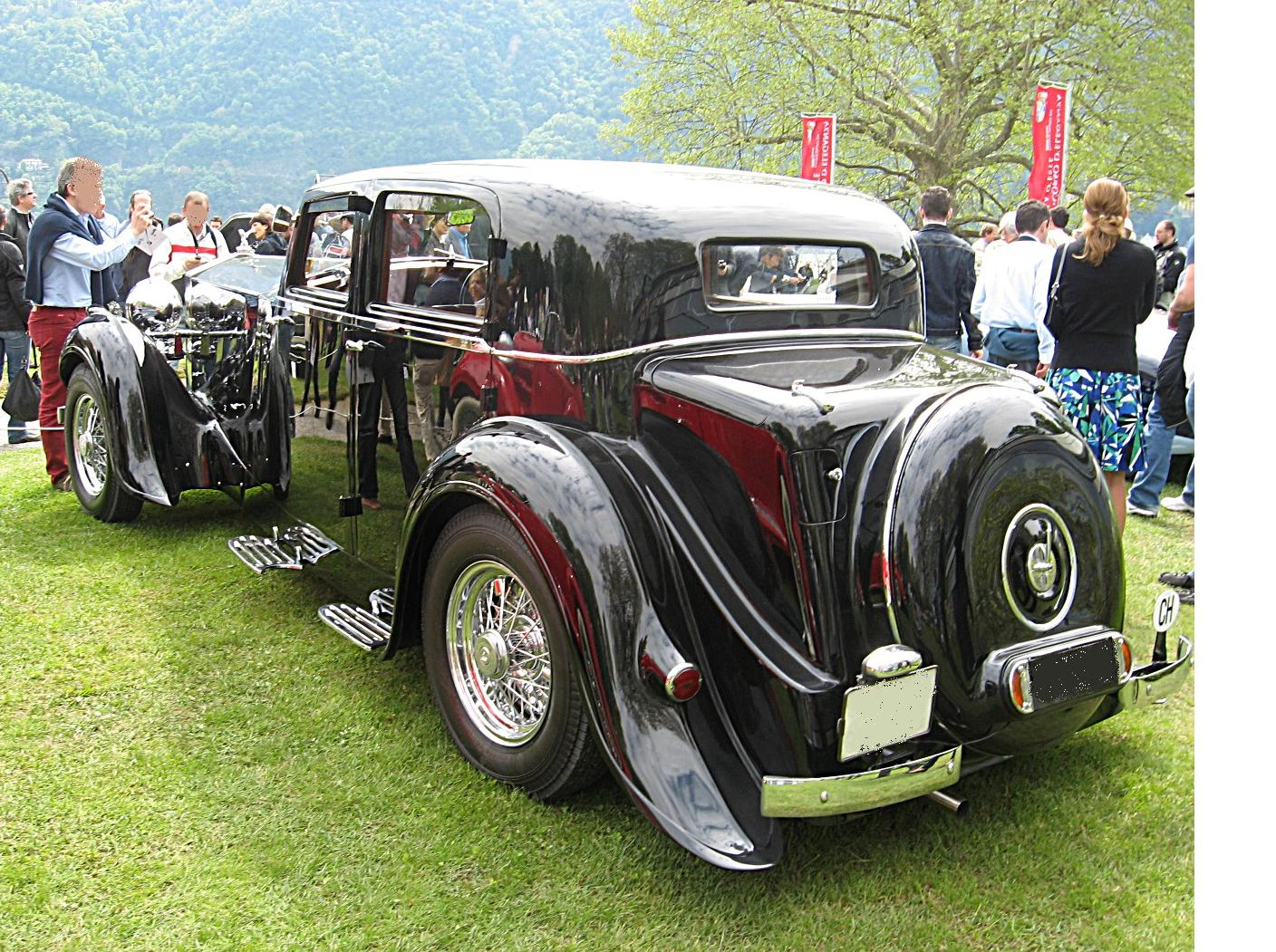
Rolls-Royce Phantom-III
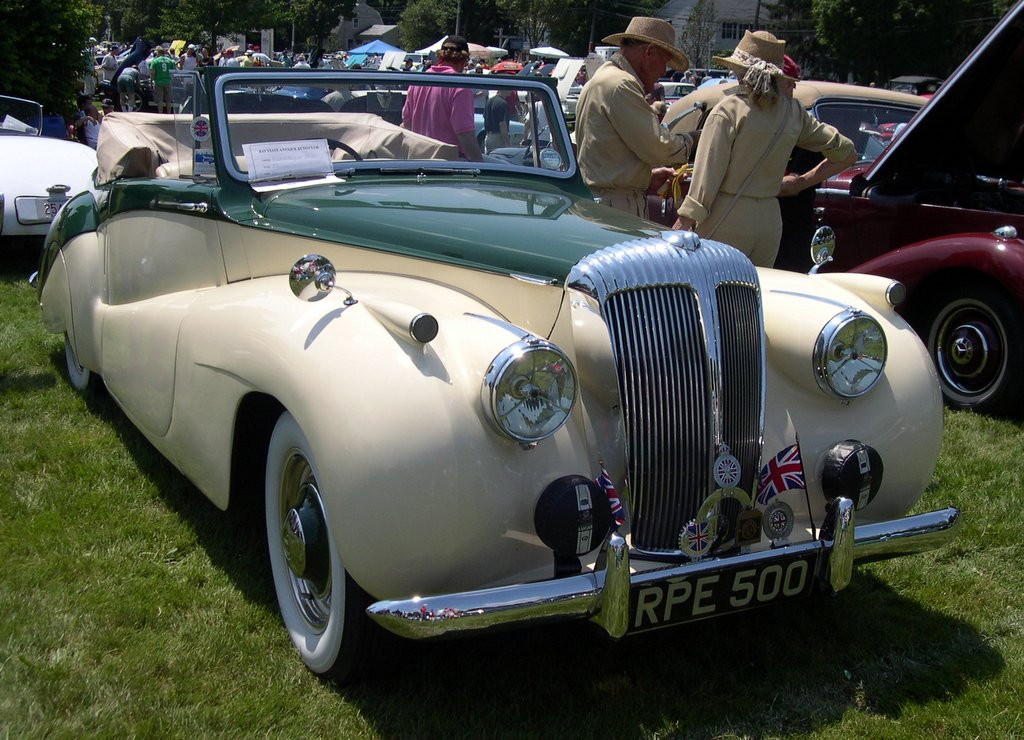
1952 Daimler

### Carbodies

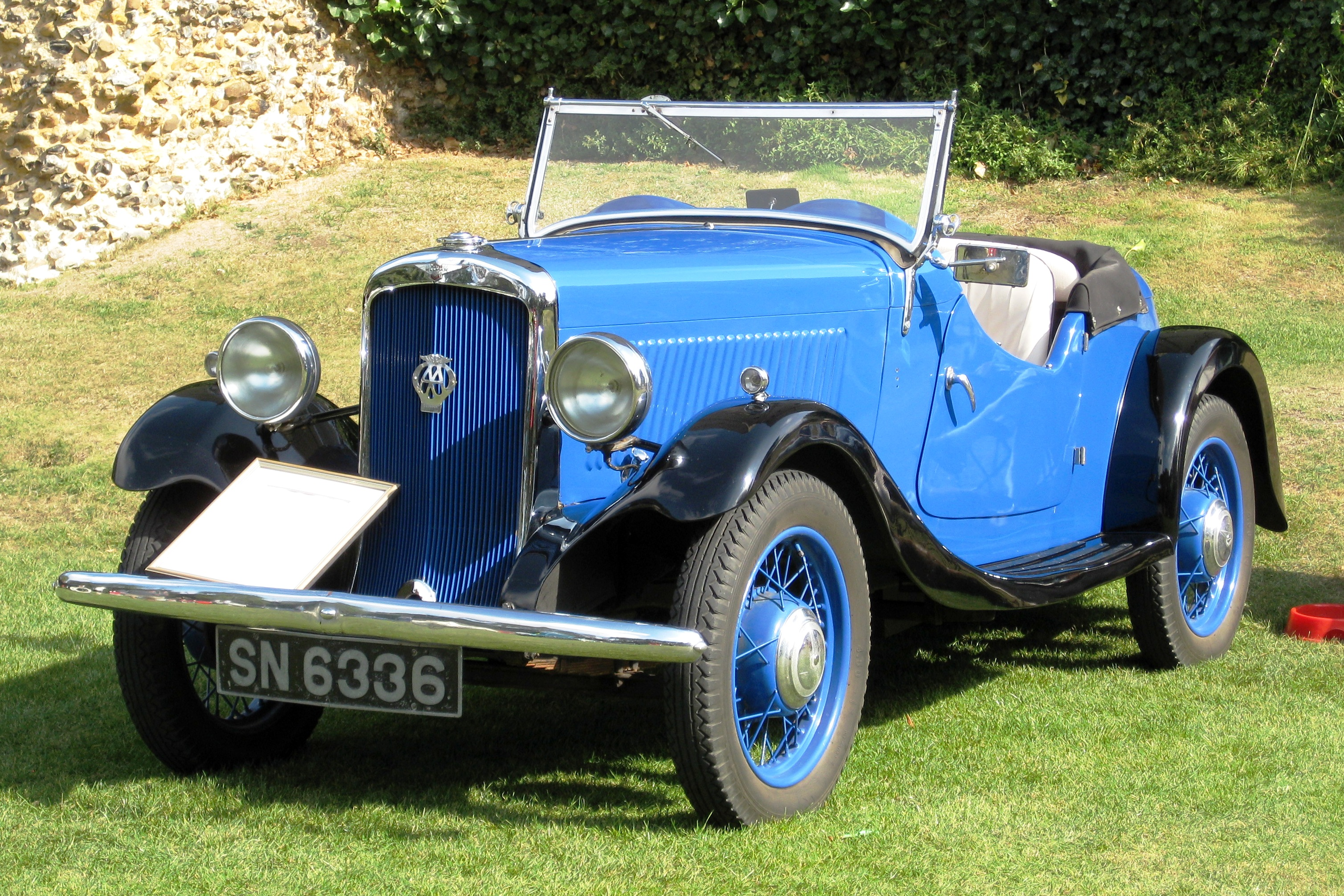
Hillman Minx sports tourer 1934
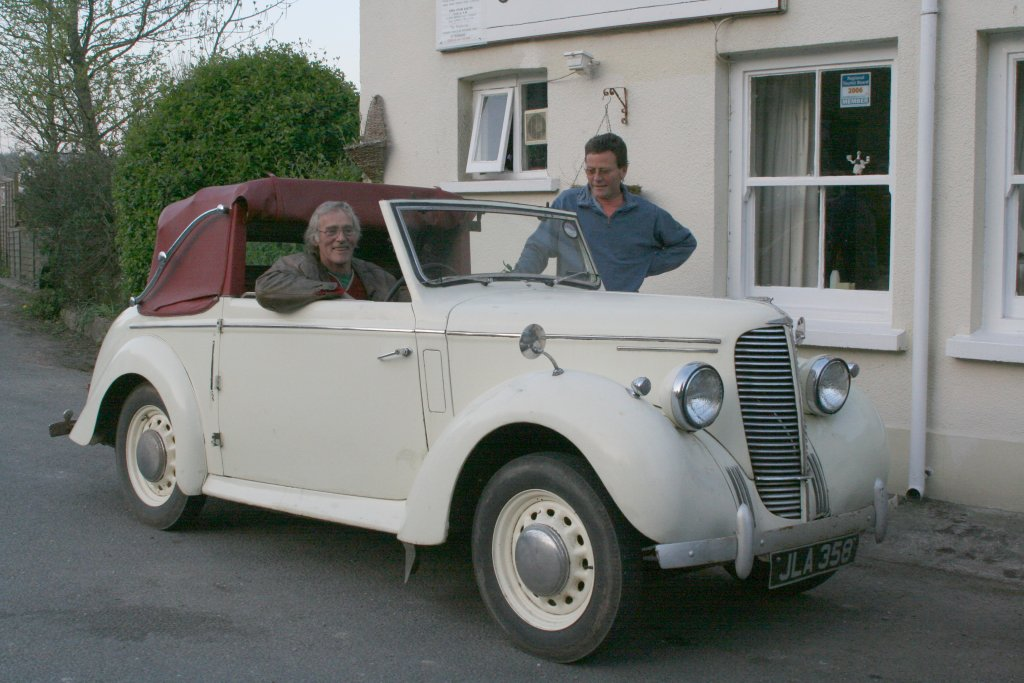
Hilman 1947
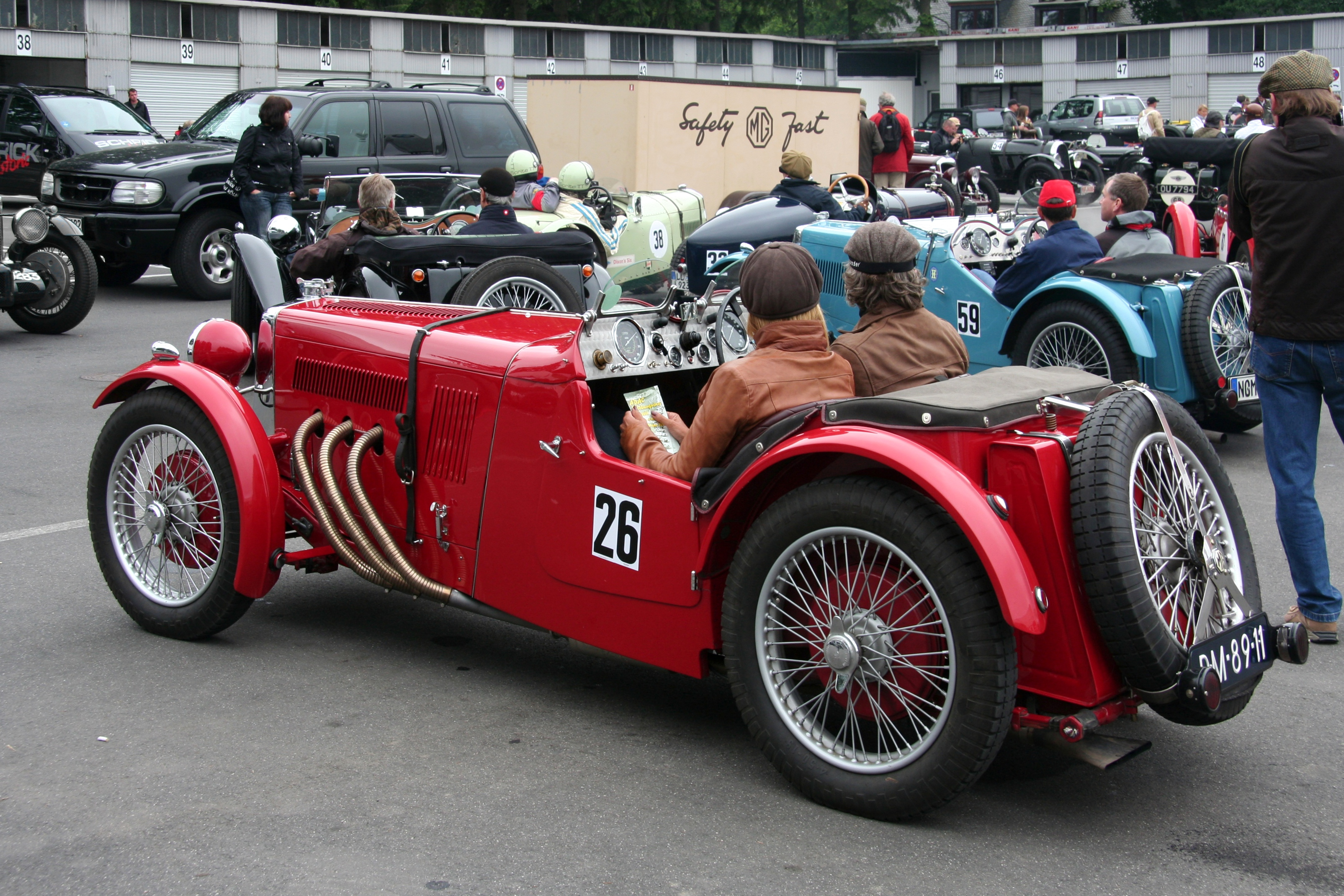
MG F2,1932
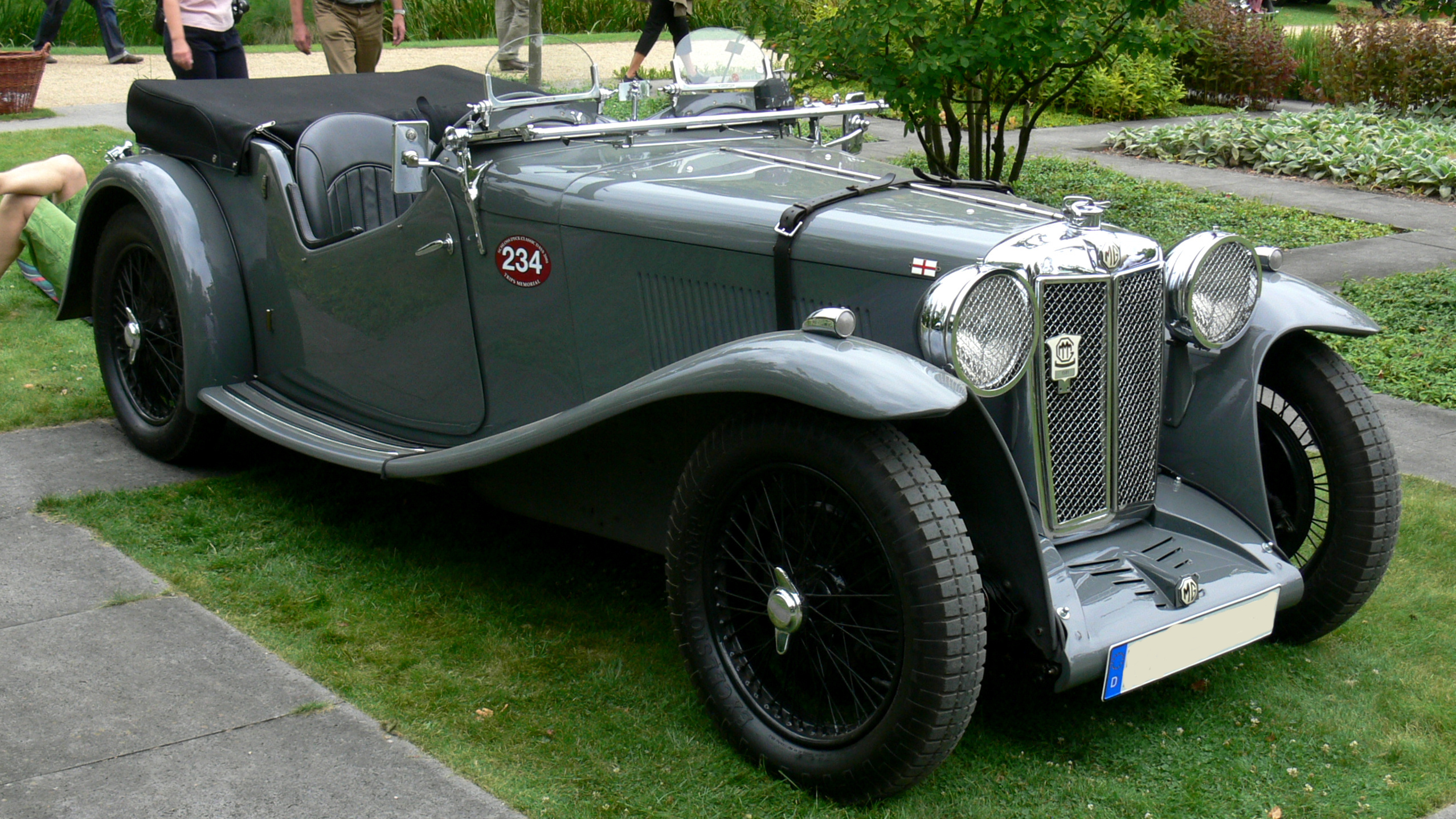
MG K1

### Carlton

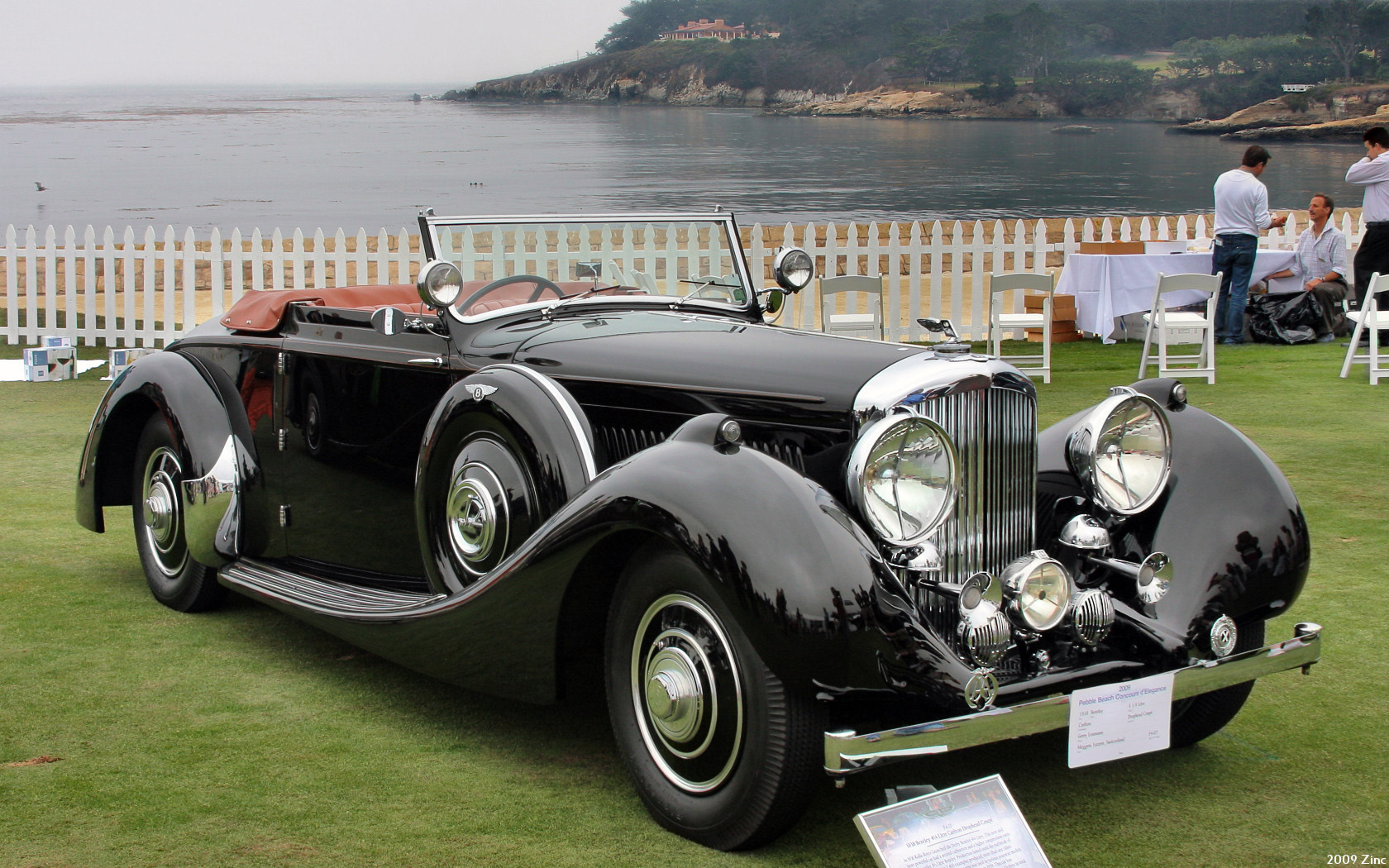
: 1938 Bentley 4.25 Litre Carlton
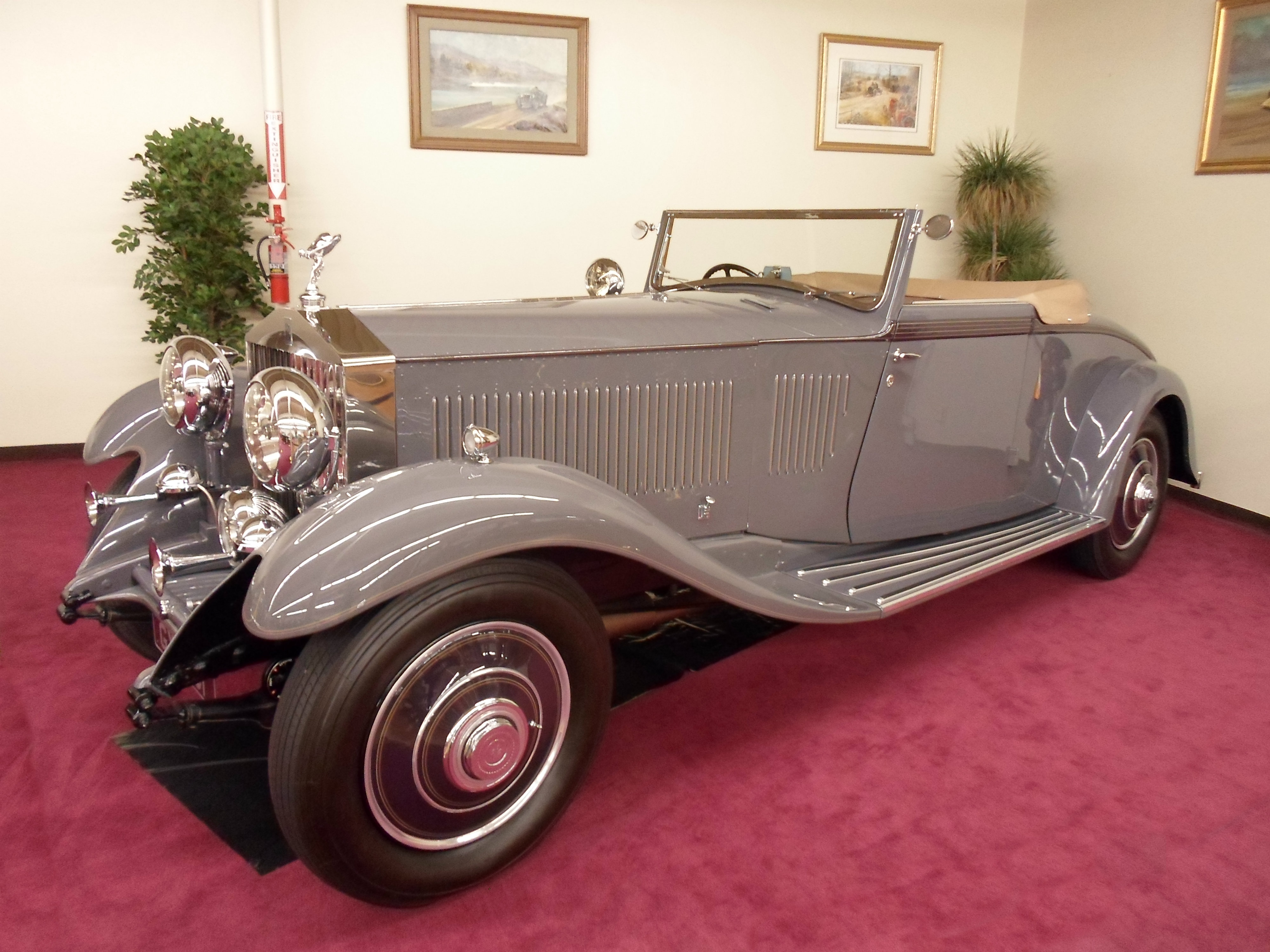
Rolls Royce Phantom II, 1932
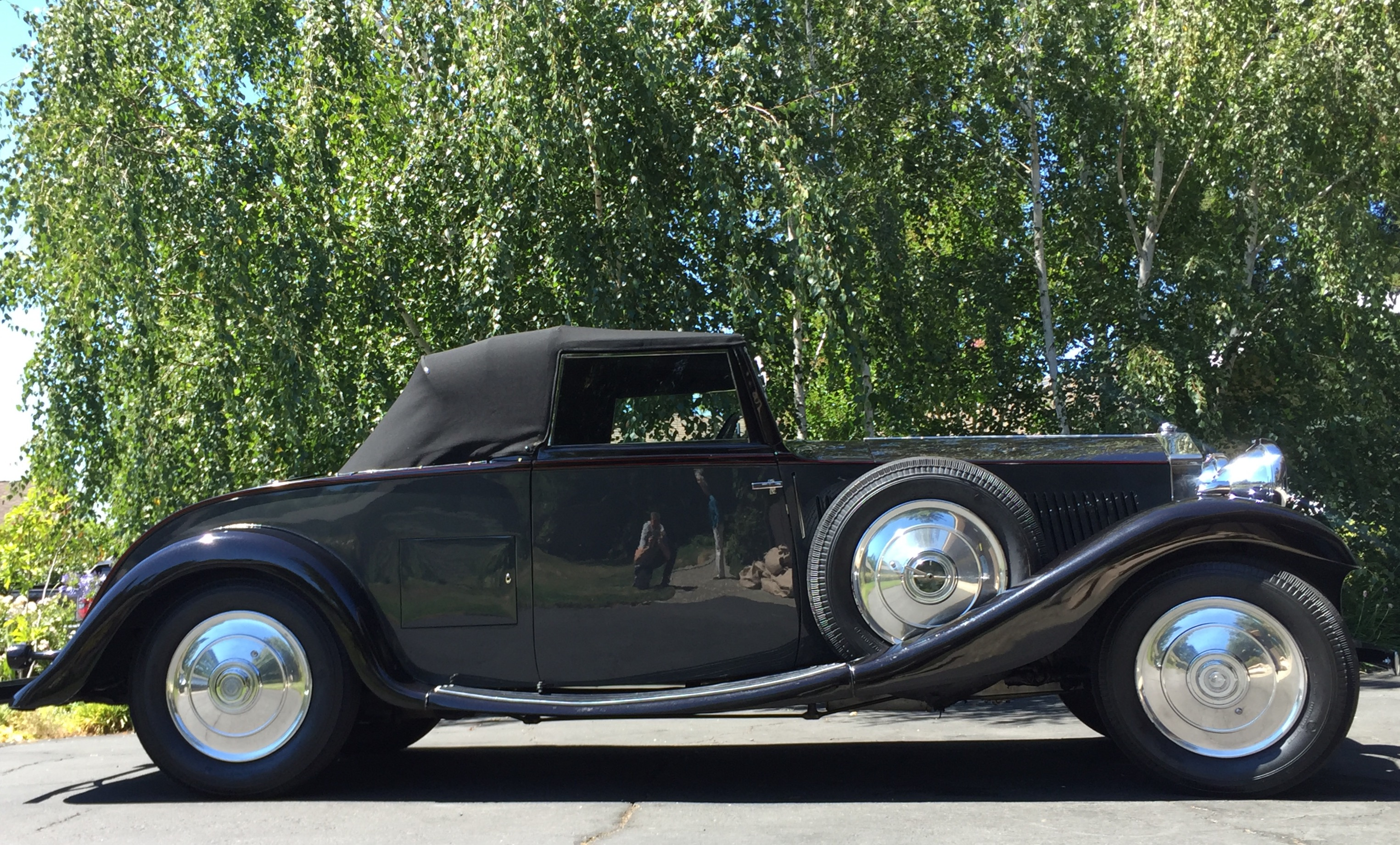
Rolls-Royce_drophead_coupe, 1933

### Charlesworth

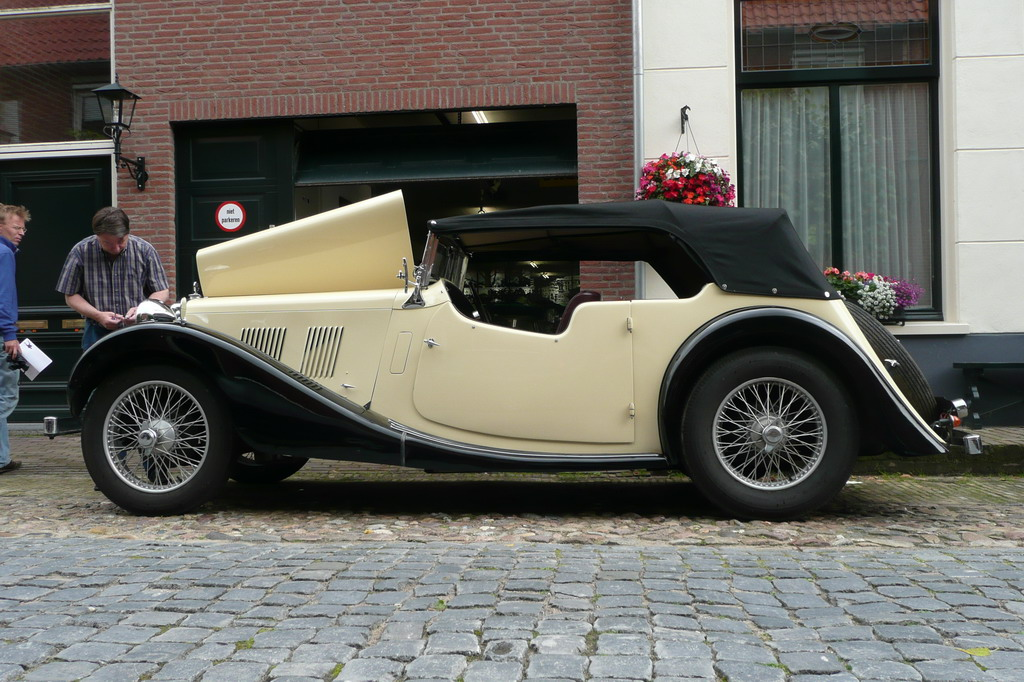
MG VA-T (1938)
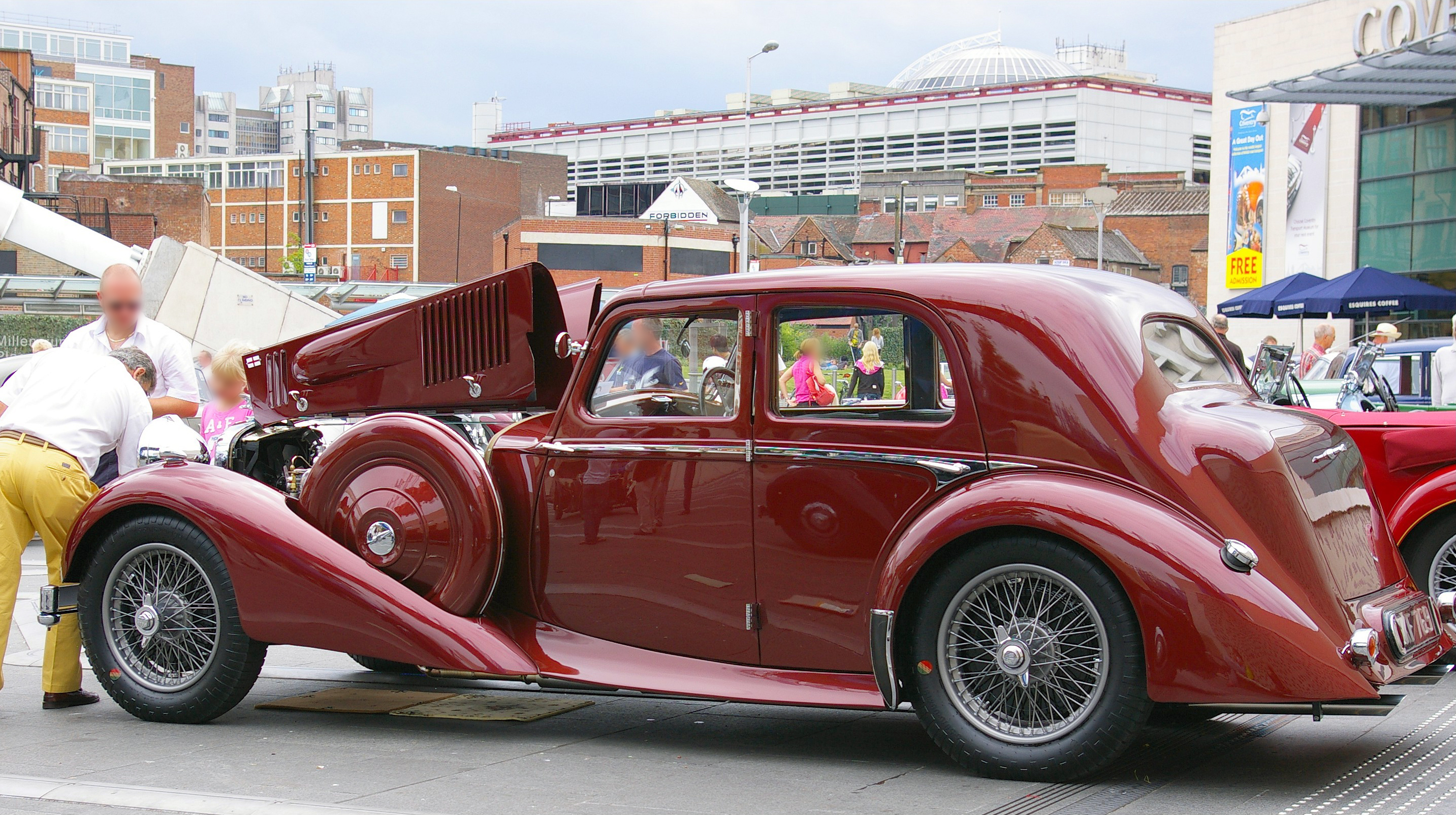
Alvis Speed 25 Saloon Car
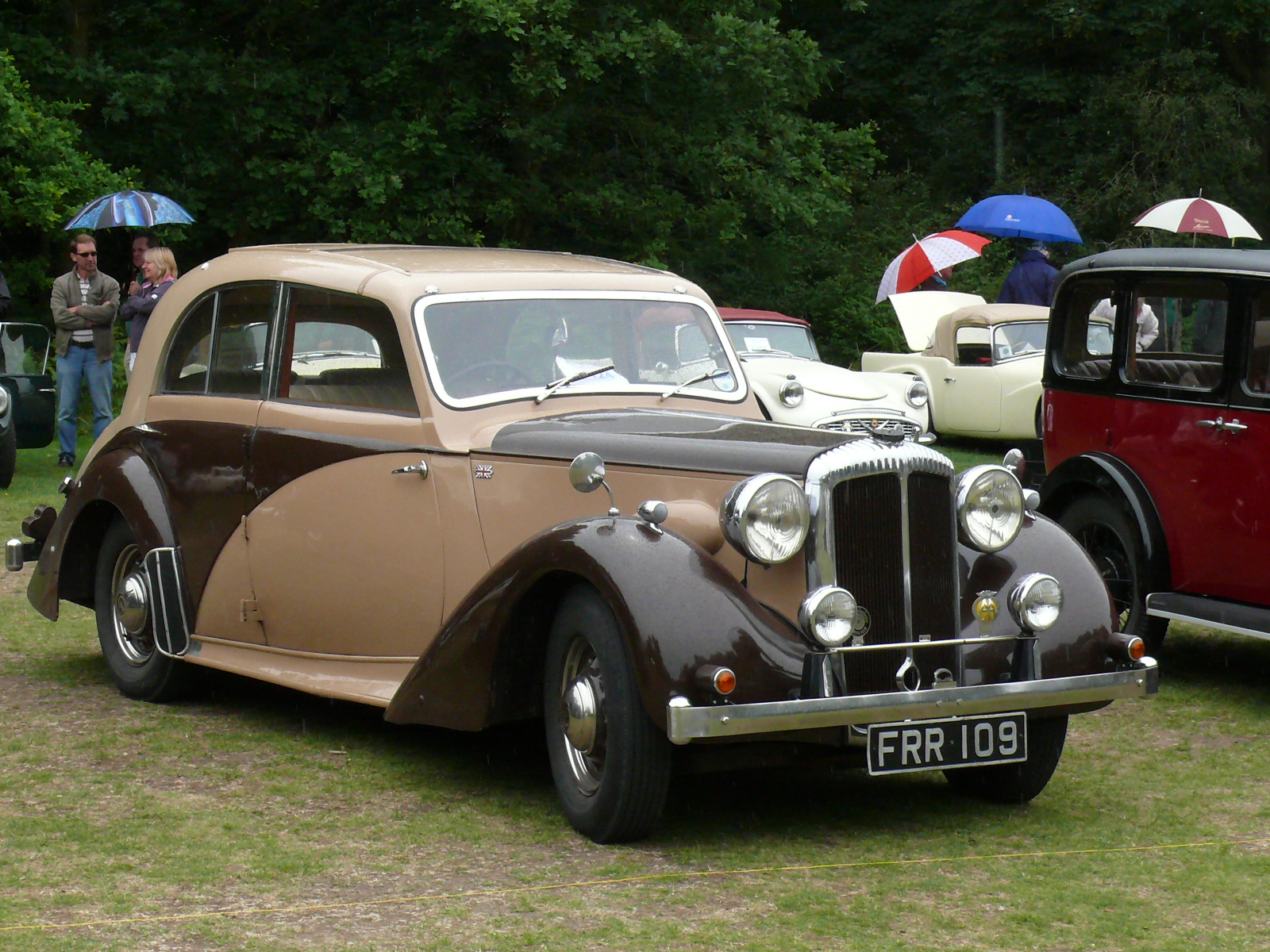
Daimler Eighteen Dolphin sports saloon 1940
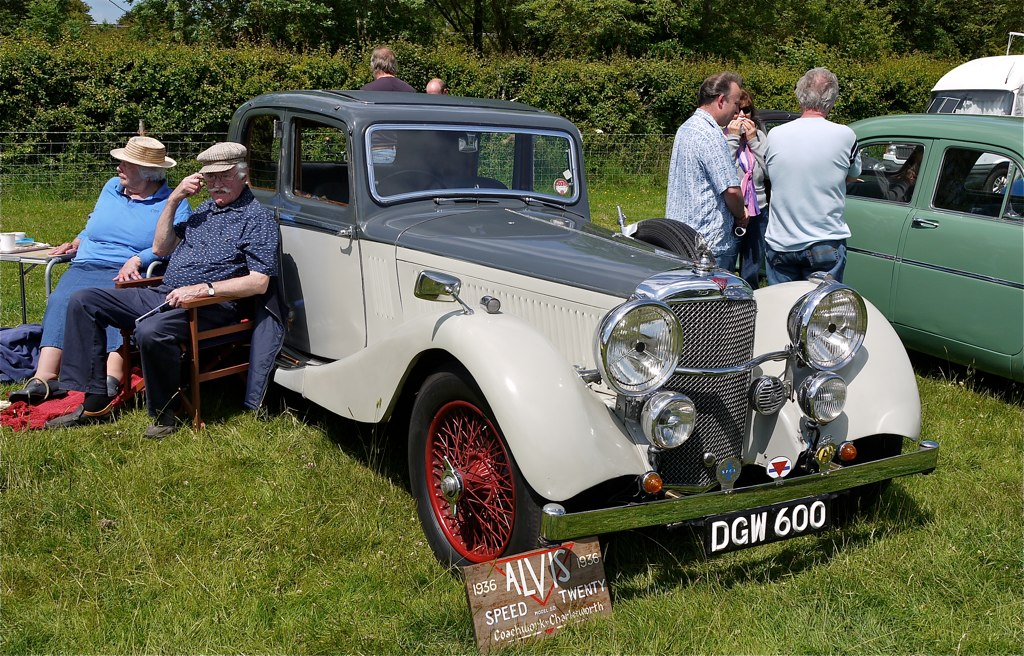
Alvis Speed Twenty

### Corsica

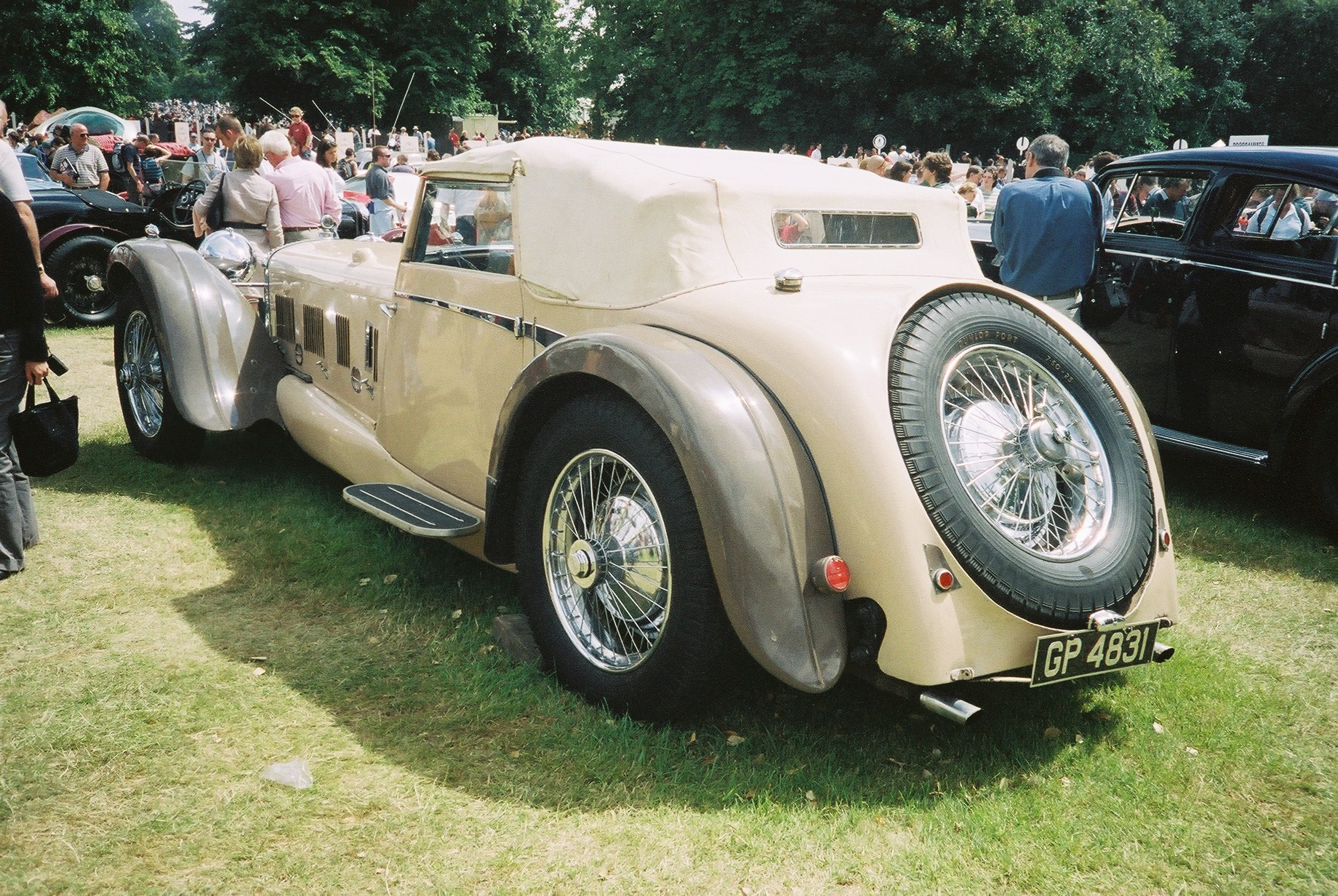
Daimler Double Six Corsica Coupe
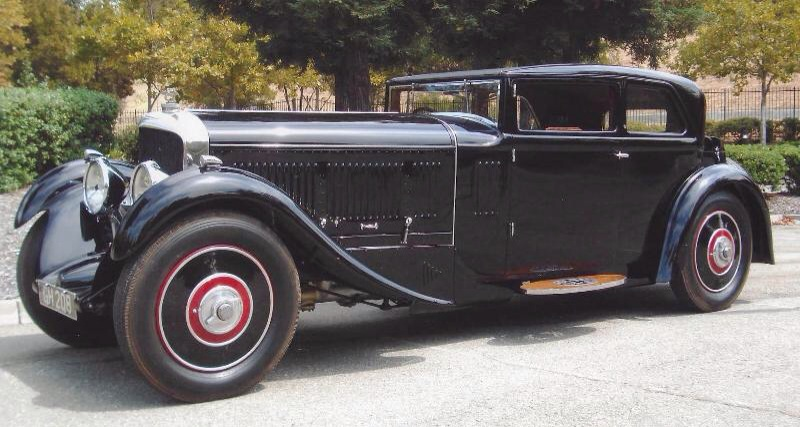
1930 Bentley Speed Six
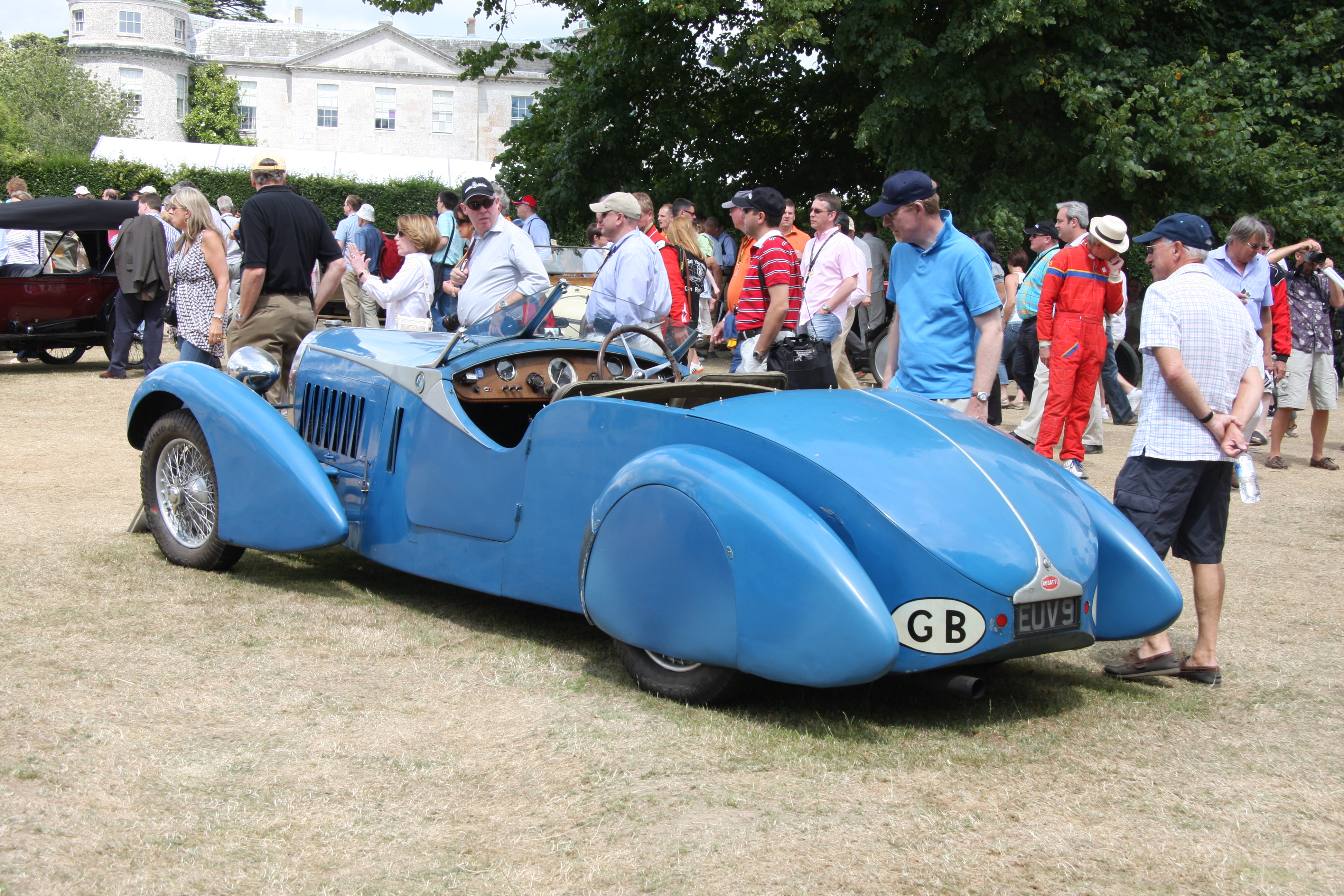
1935 Bugatti Type 57T Tourer
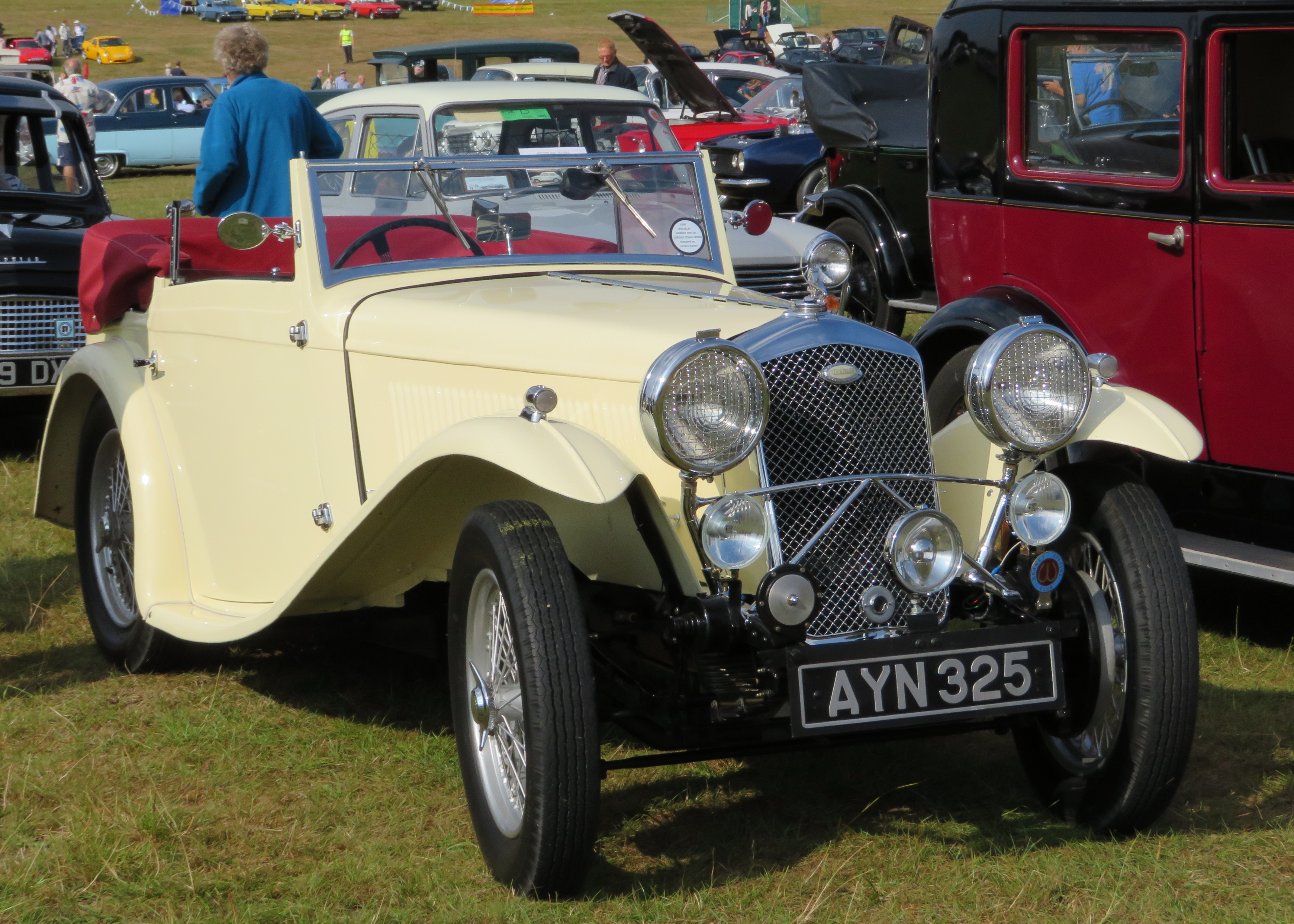
Wolseley Hornet Special 1934

### Croall

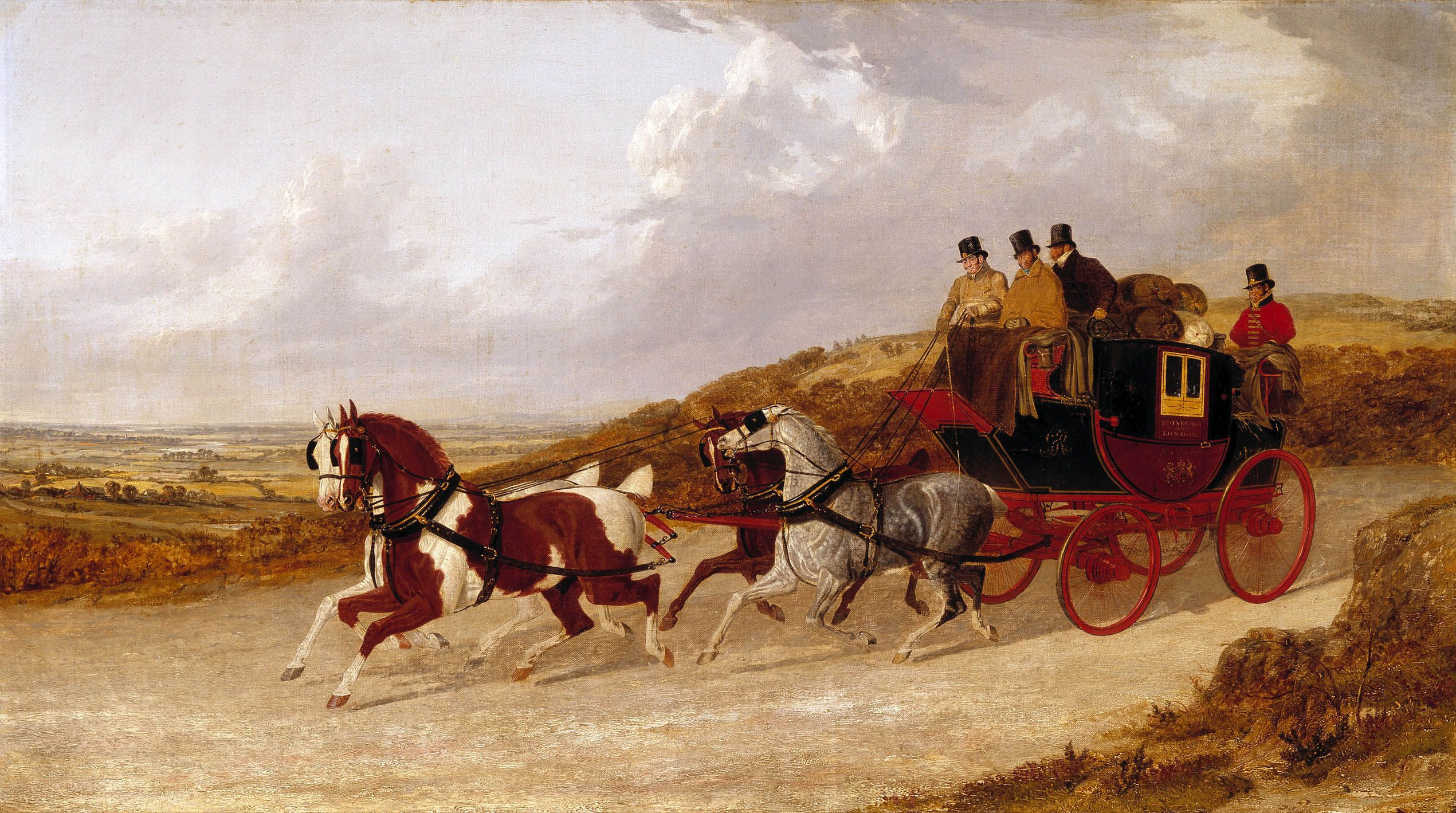
Cotxe del Royal Mail de Edinburgh-Londres.
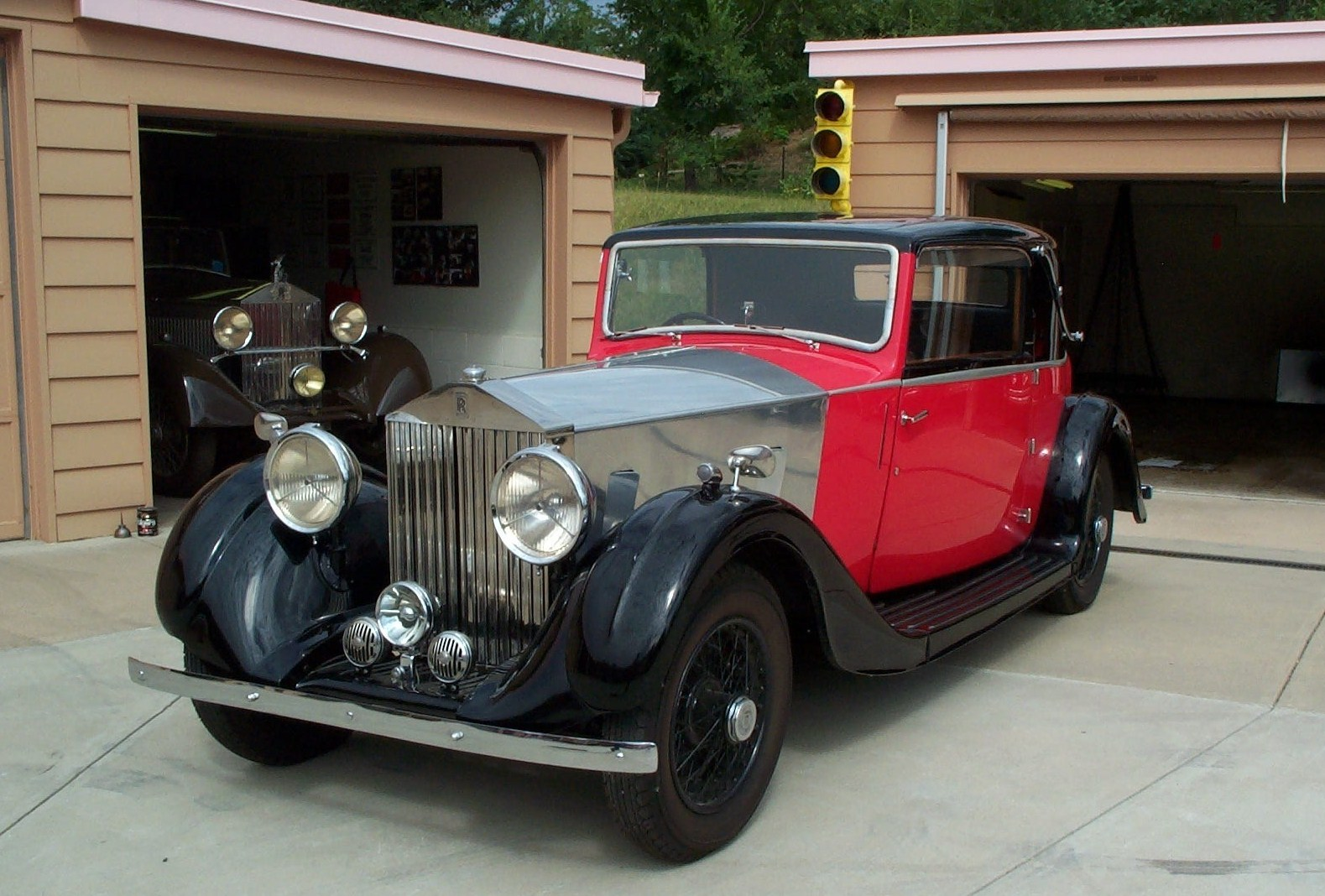
1936 Rolls-Royce
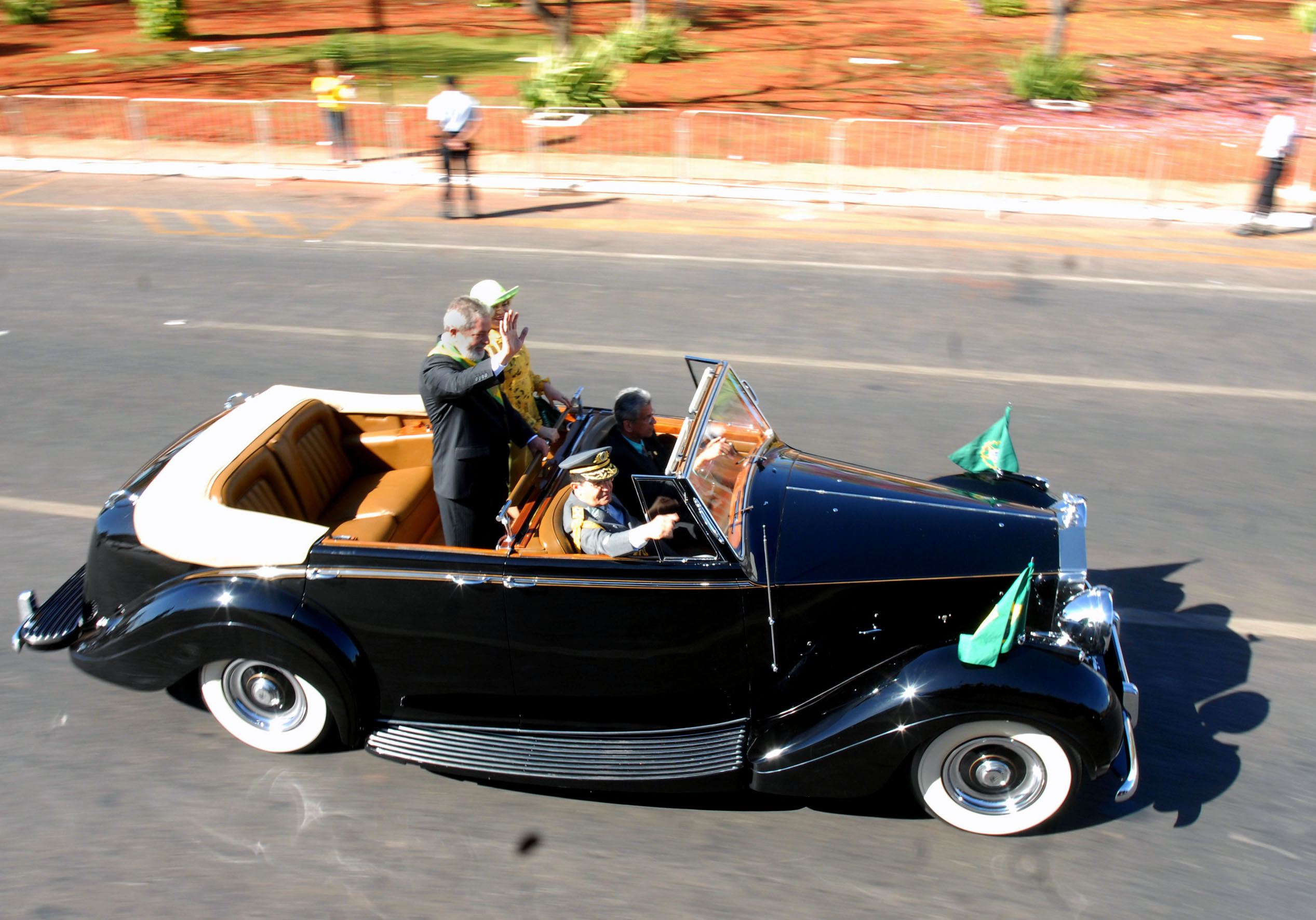
Rolls-Royce cerimonial del Brasil
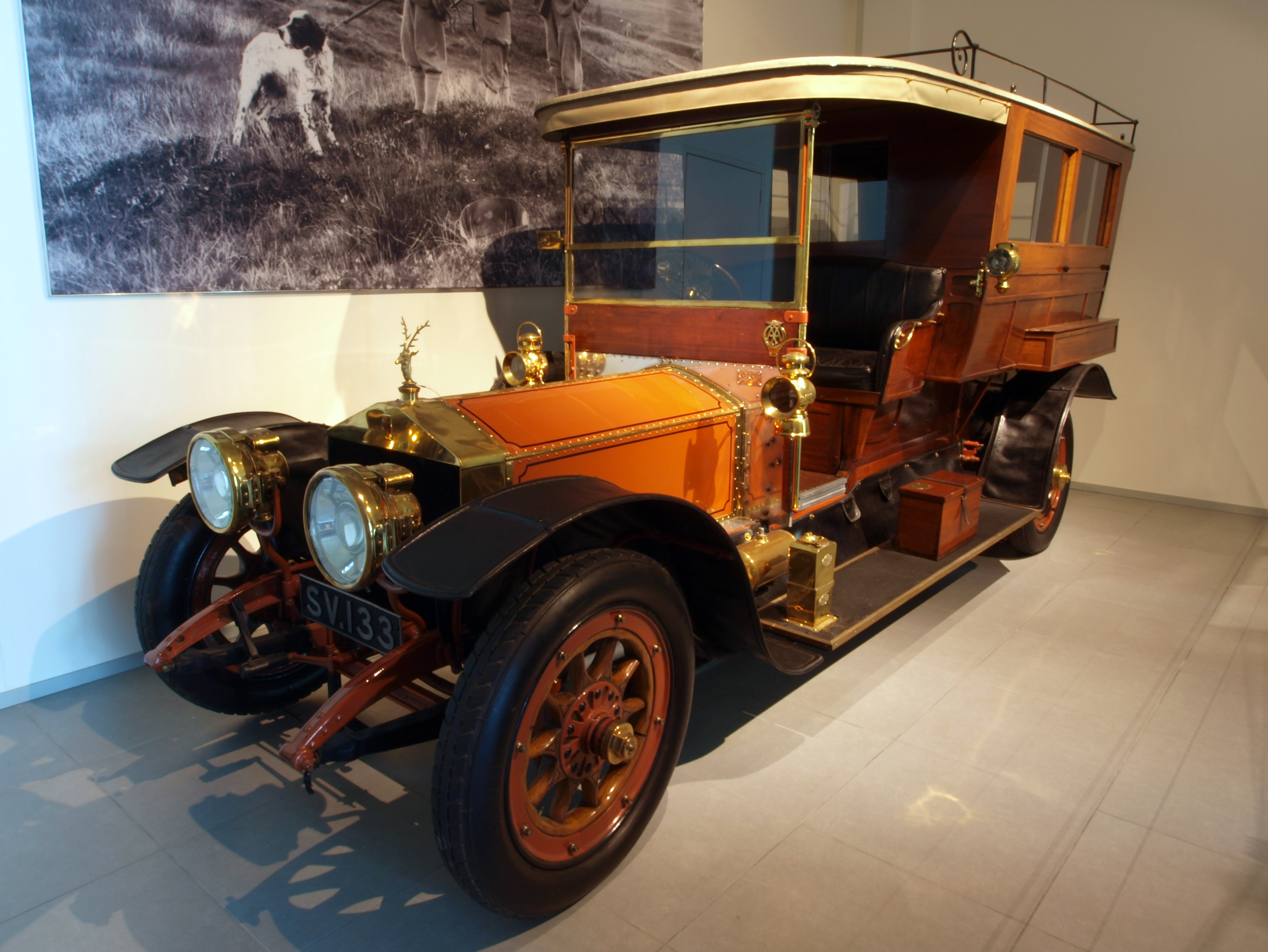
1910 Rolls-Royce Silver Ghost. Versió "Shooting Brake".

### Cunard

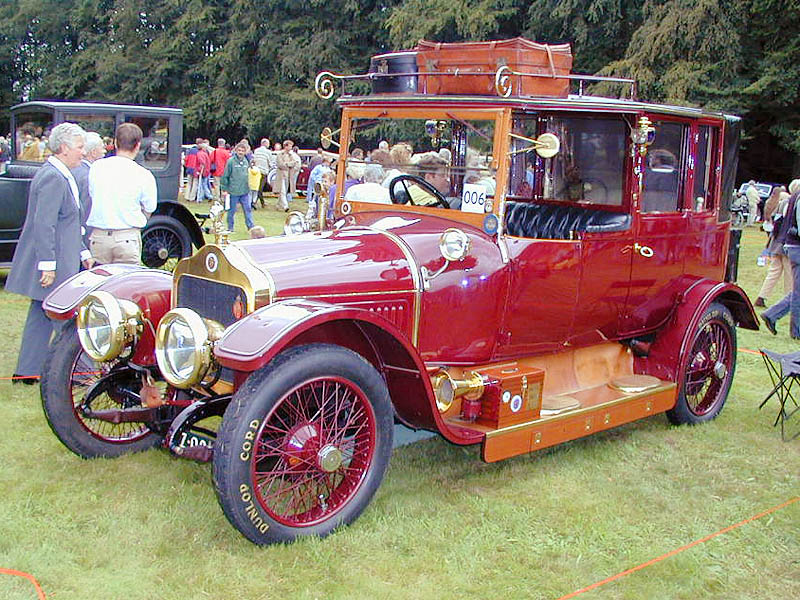
1913 Minerva GG 26 CV landaulette
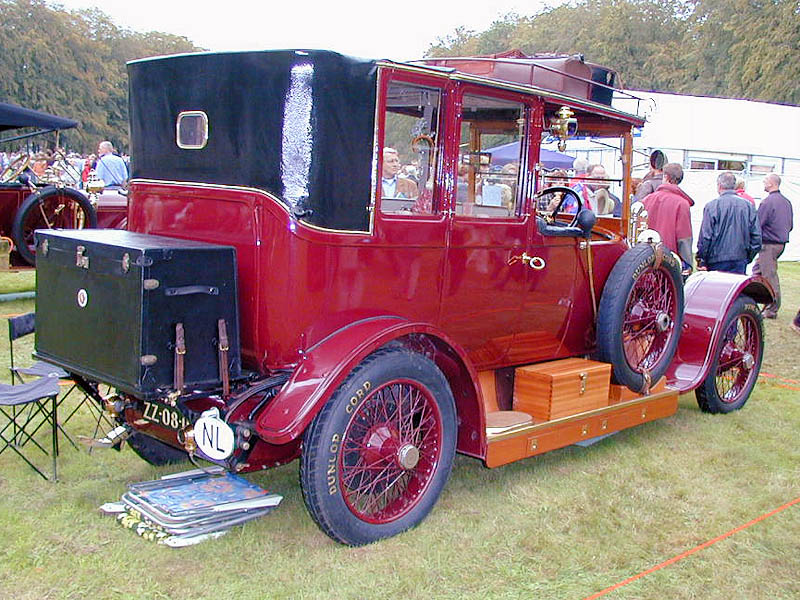
1913 Minerva GG 26 CV landaulette
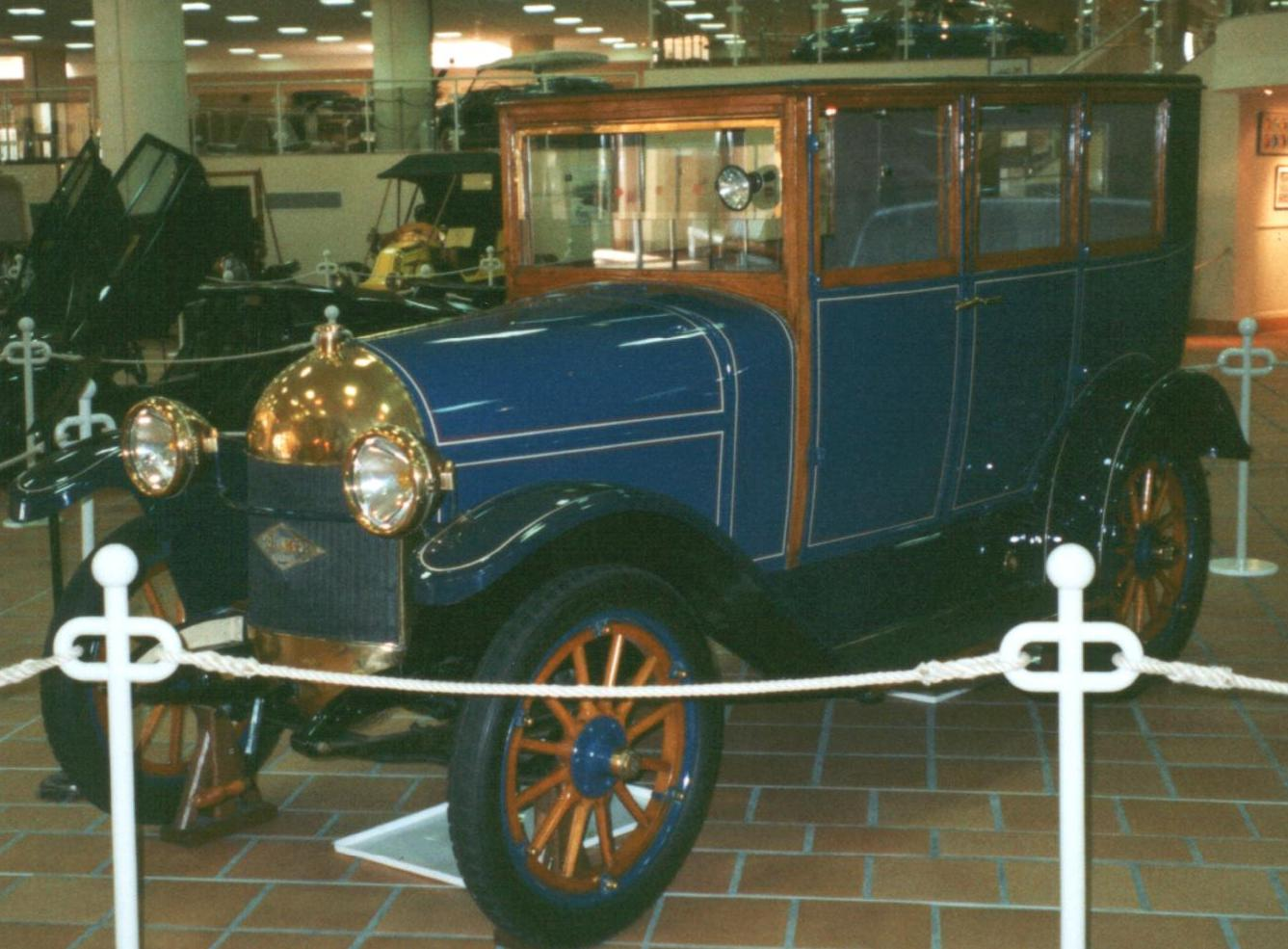
Bellanger 1921
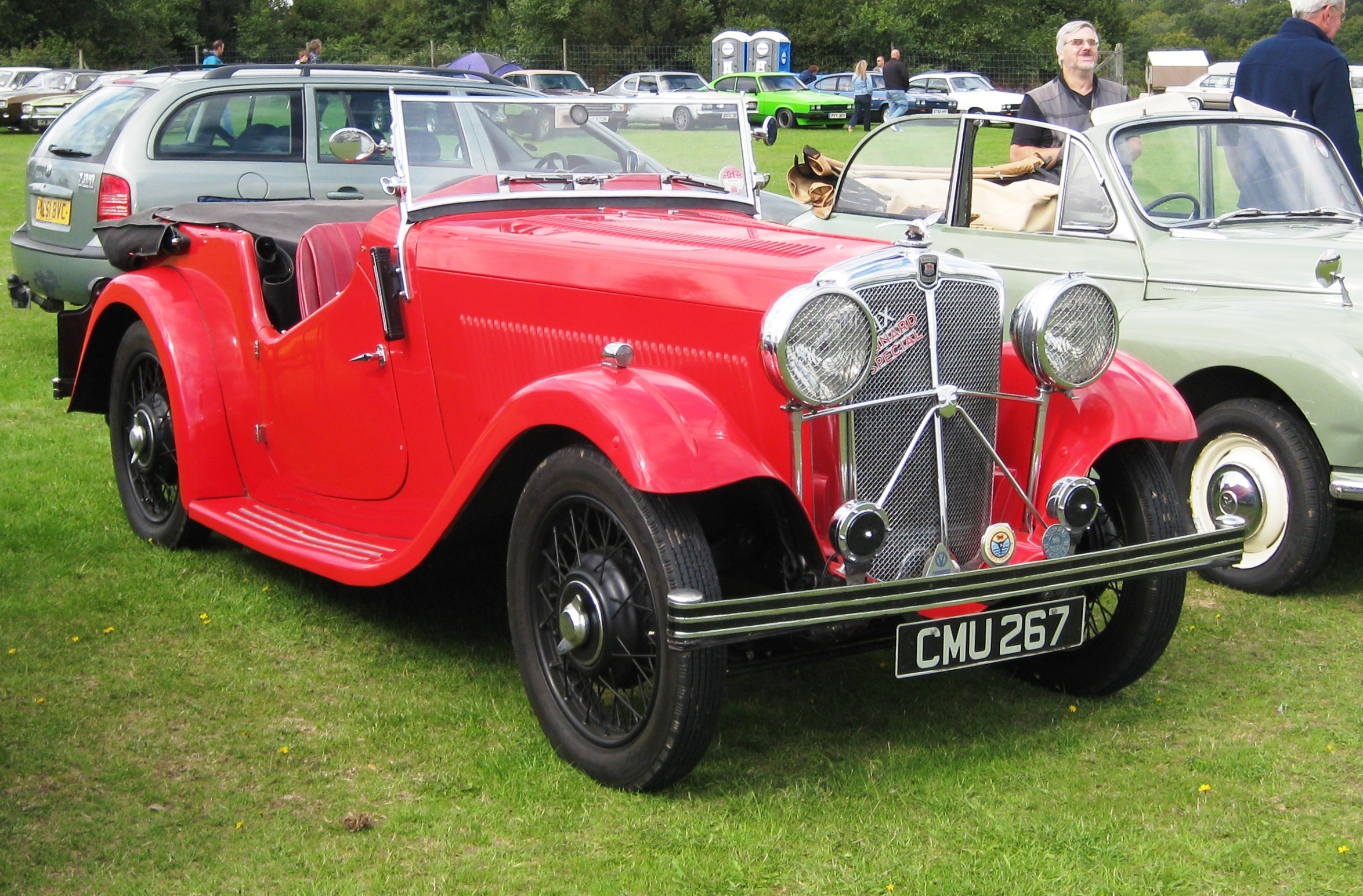
Morris Ten-Six spacial bodied cabriolet 1378cc de 1935

### Gordon England
Aquesta firma basava la construcció de les carrosseries en el contraplacat de fusta, segons un sistema particular patentat que permetia elements molt lleugers. Cada carrosseria monobuc s'unia al xassís per tres punts, amb blocs de goma que permetien absorbir les deformacions del xassís sense forçar la carrosseria.

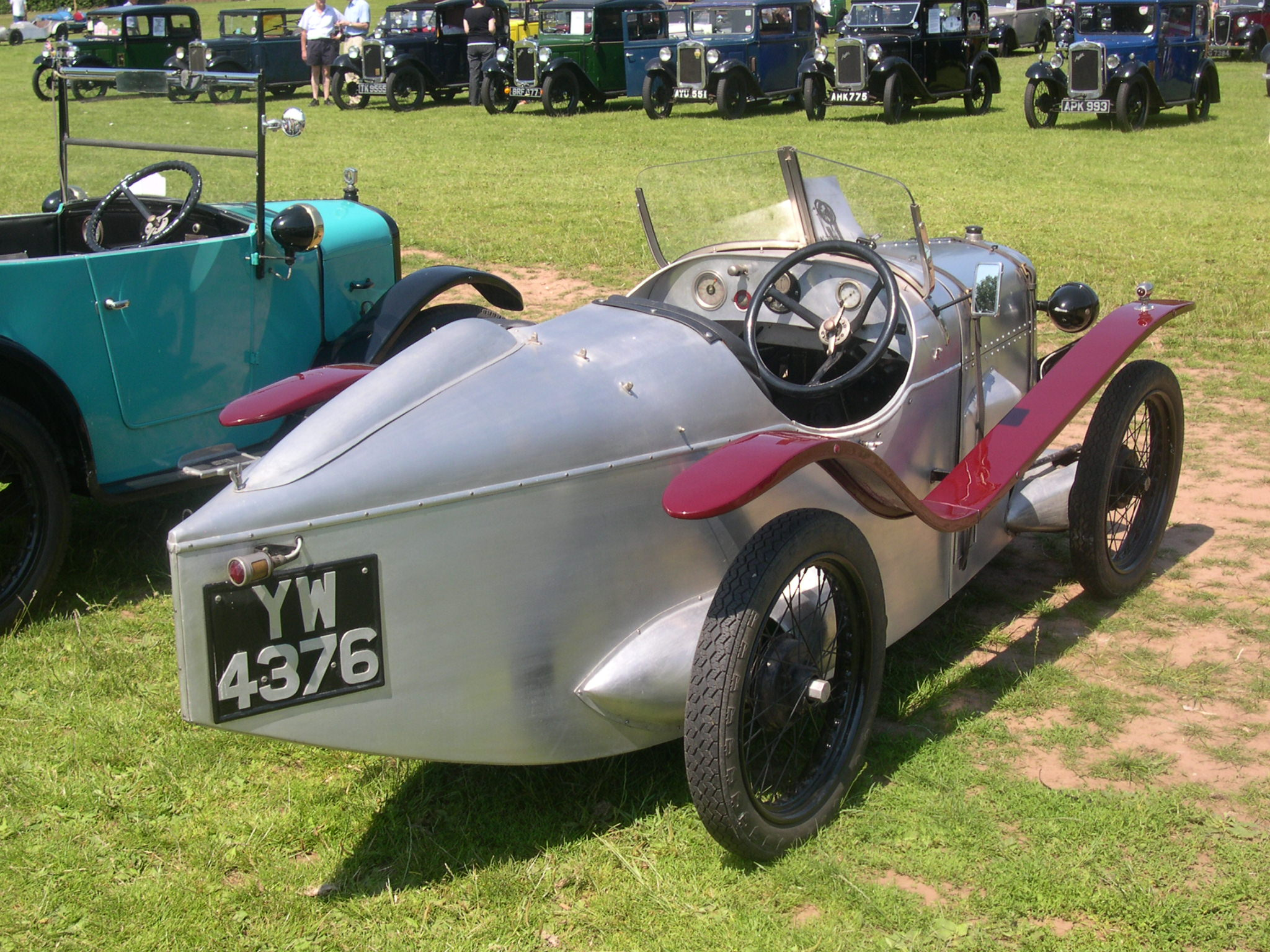
1926 Austin 7 GE Brooklands Replica
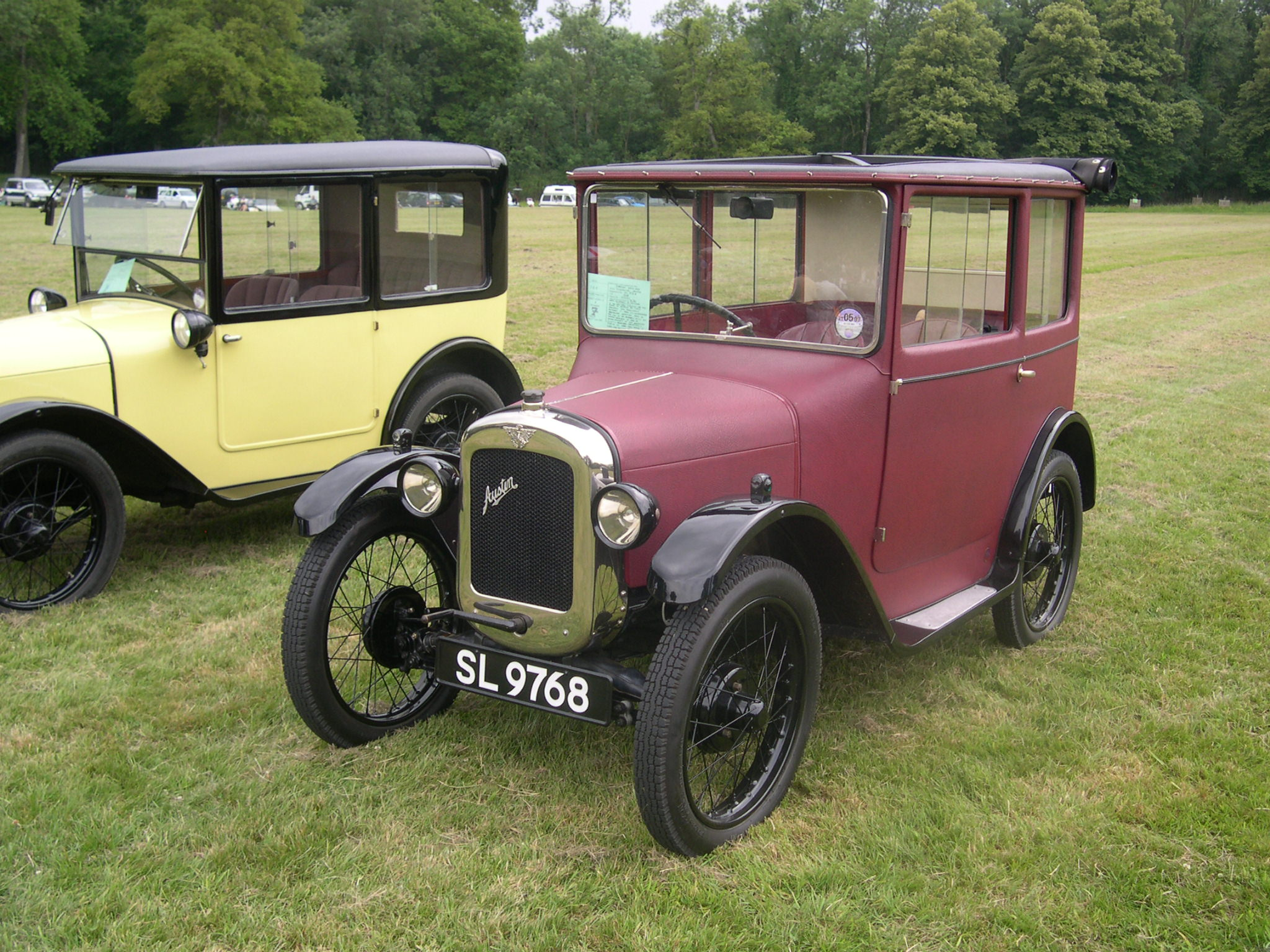
1928 Austin 7 GE Sunshine Saloon
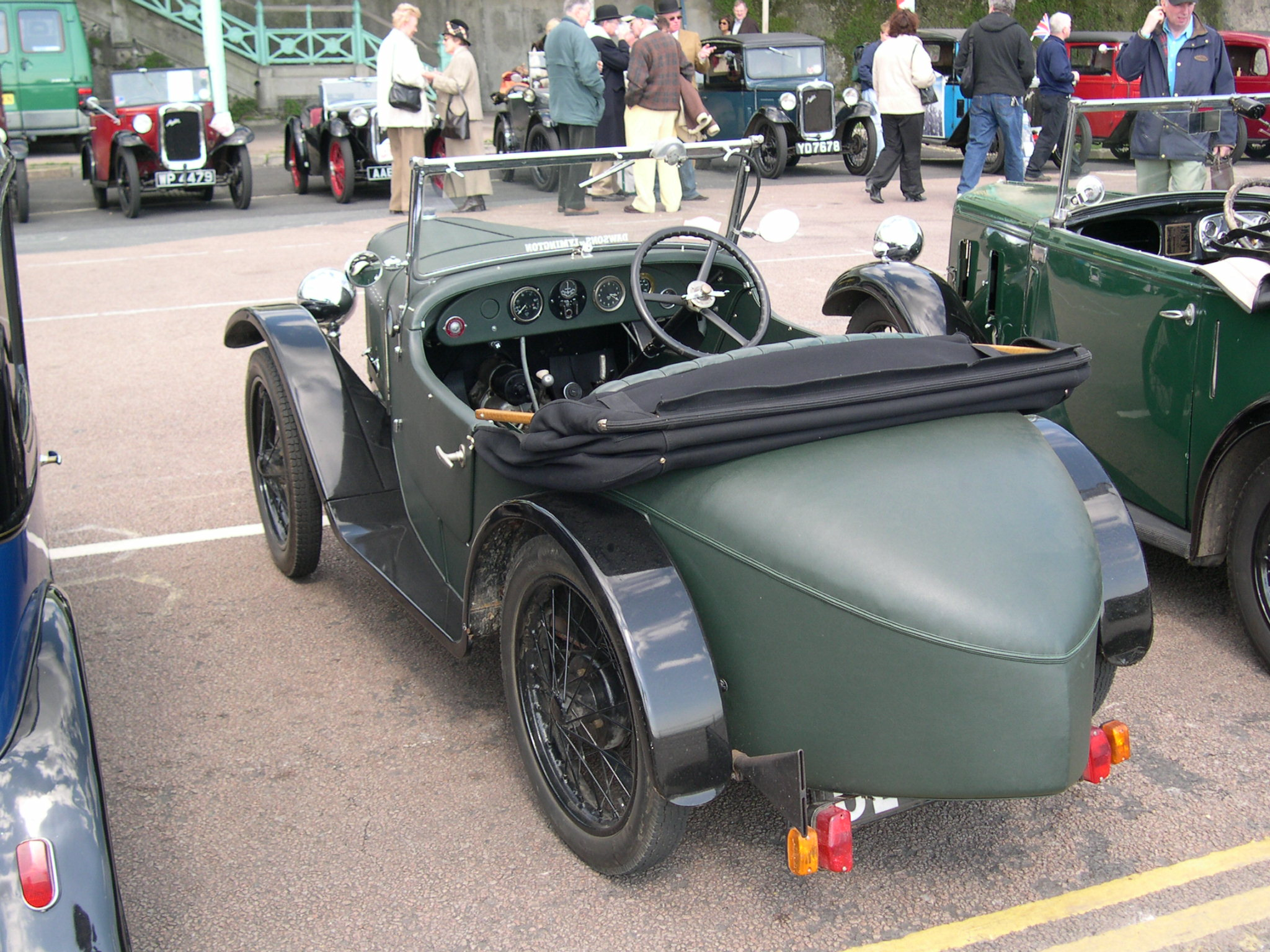
1929 Austin 7 Gordon England Stadium
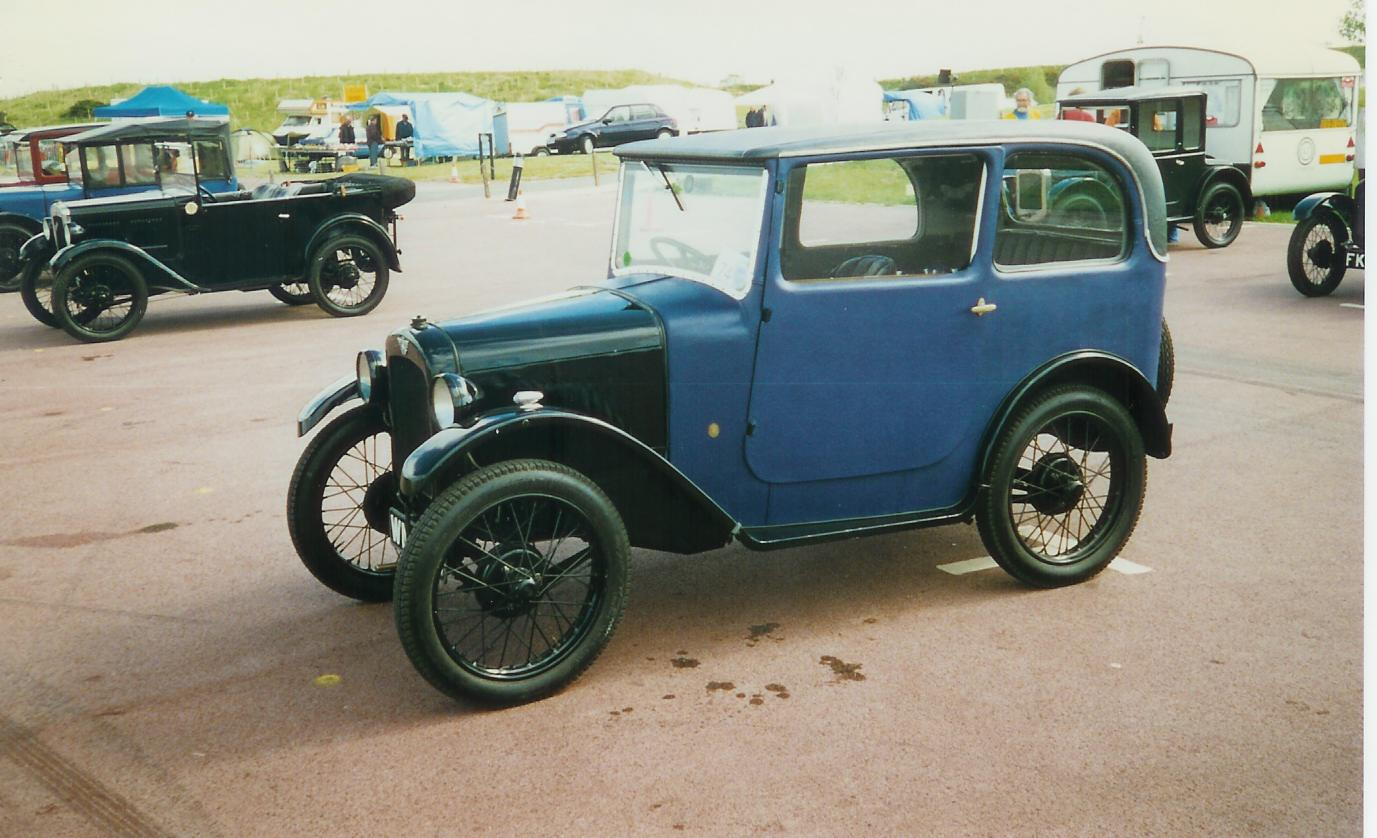
1929 Austin 7 Gordon England Wembley Saloon

### Jarvis of Wimbledon

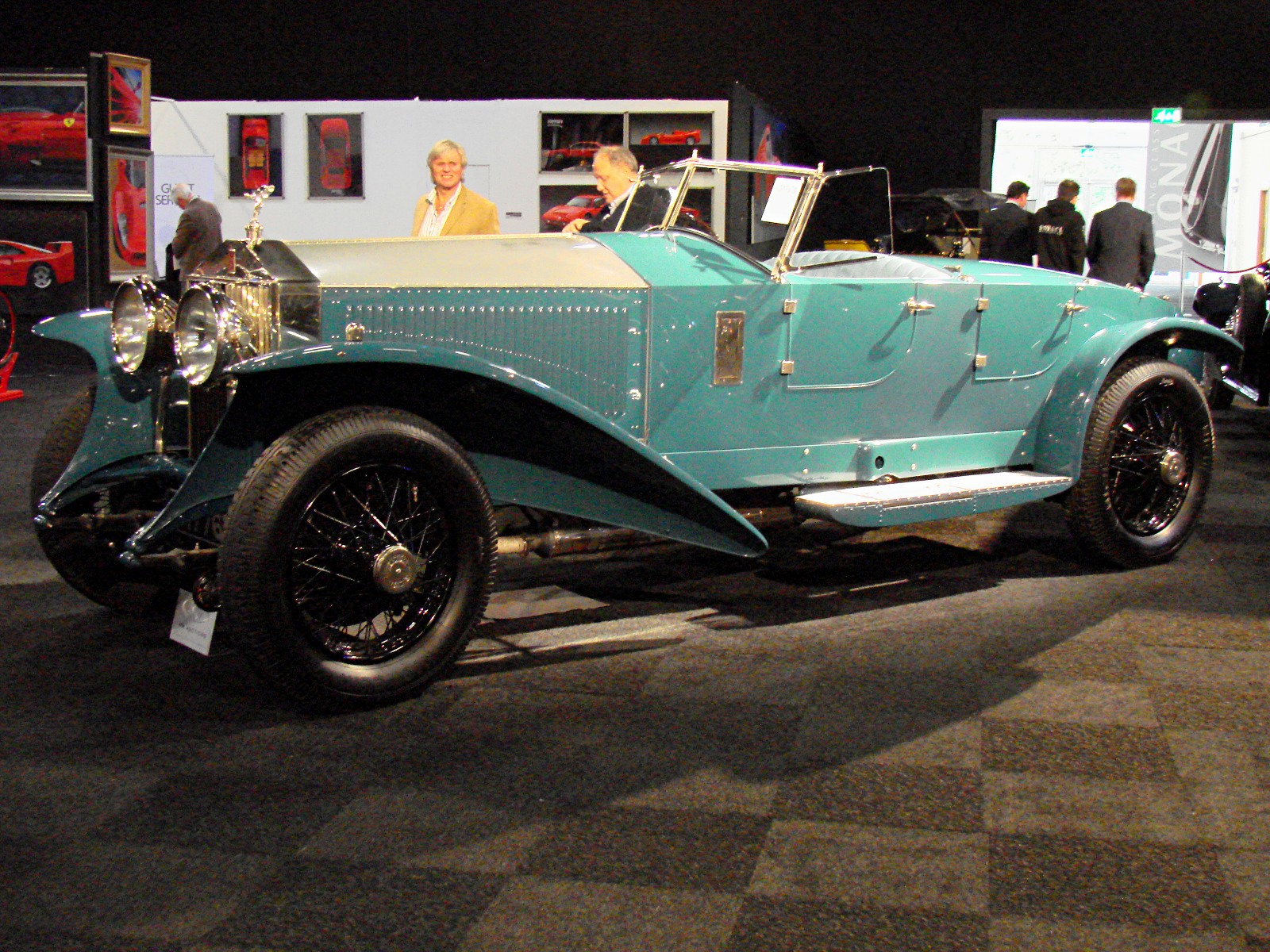
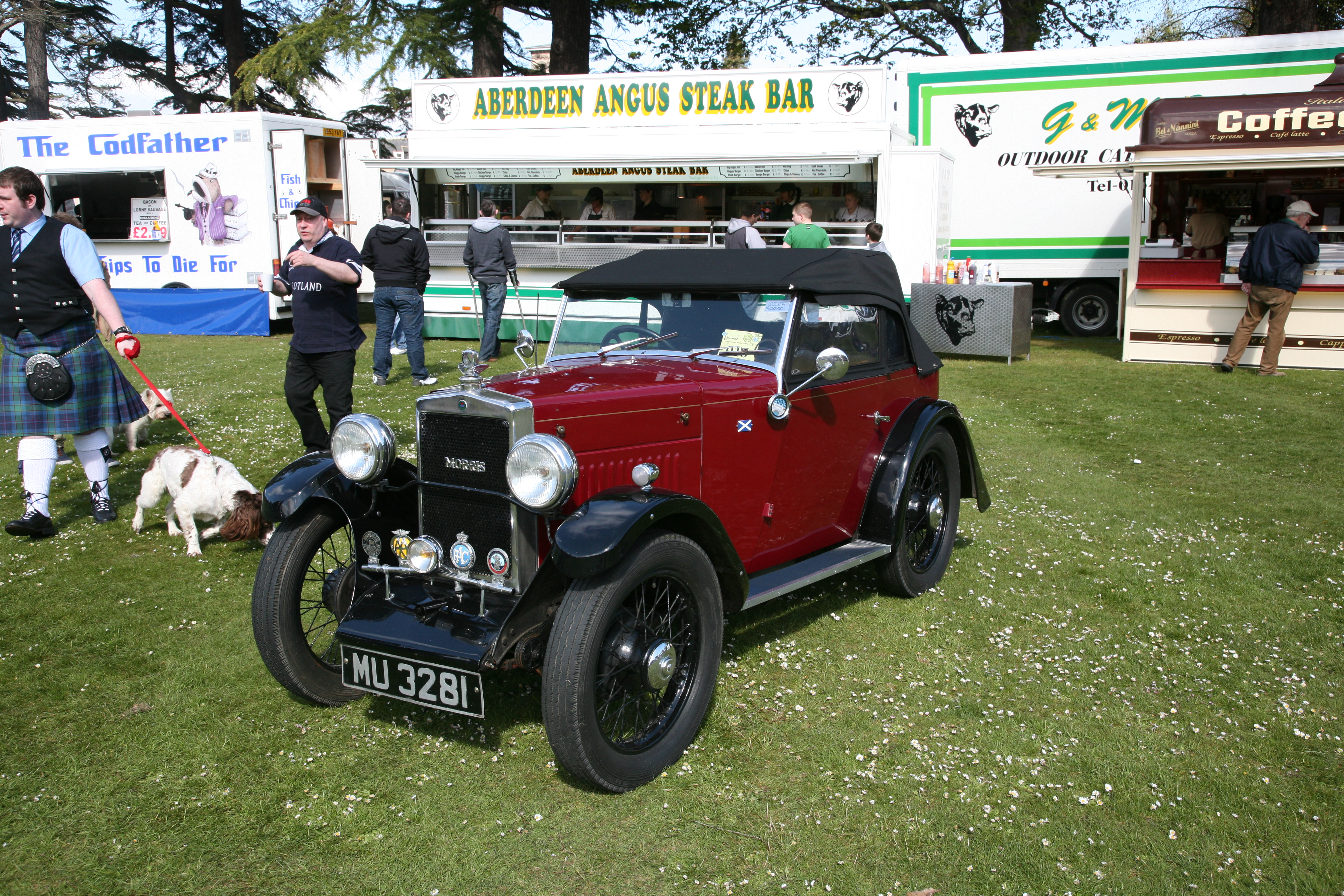
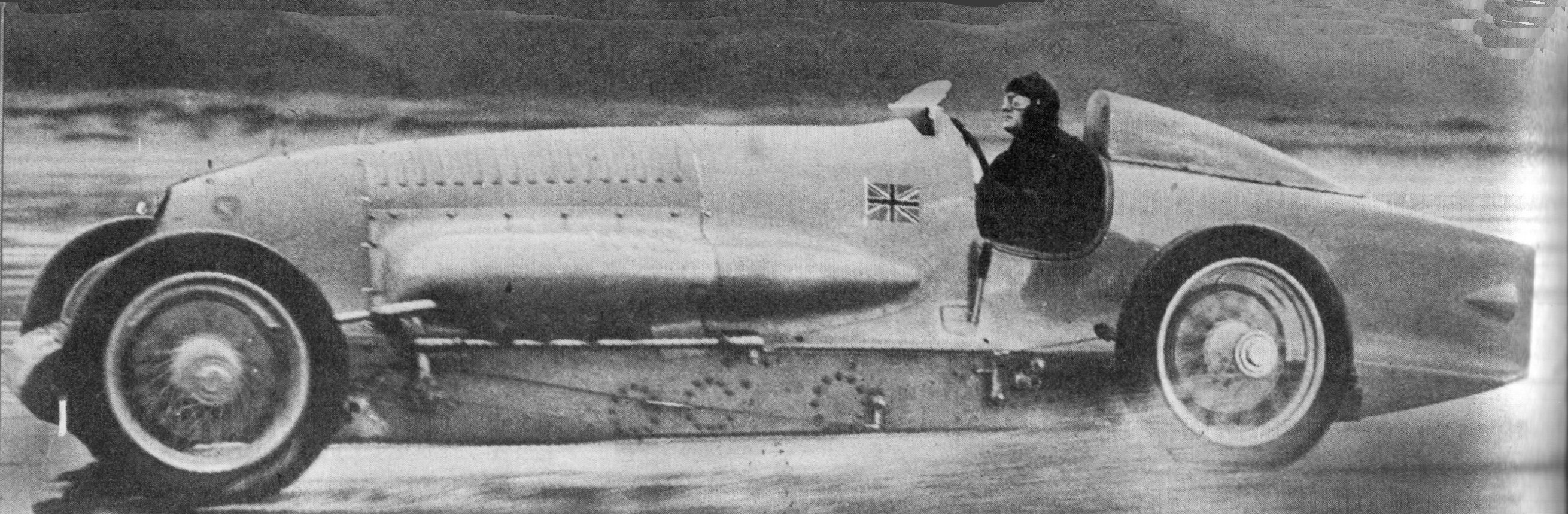
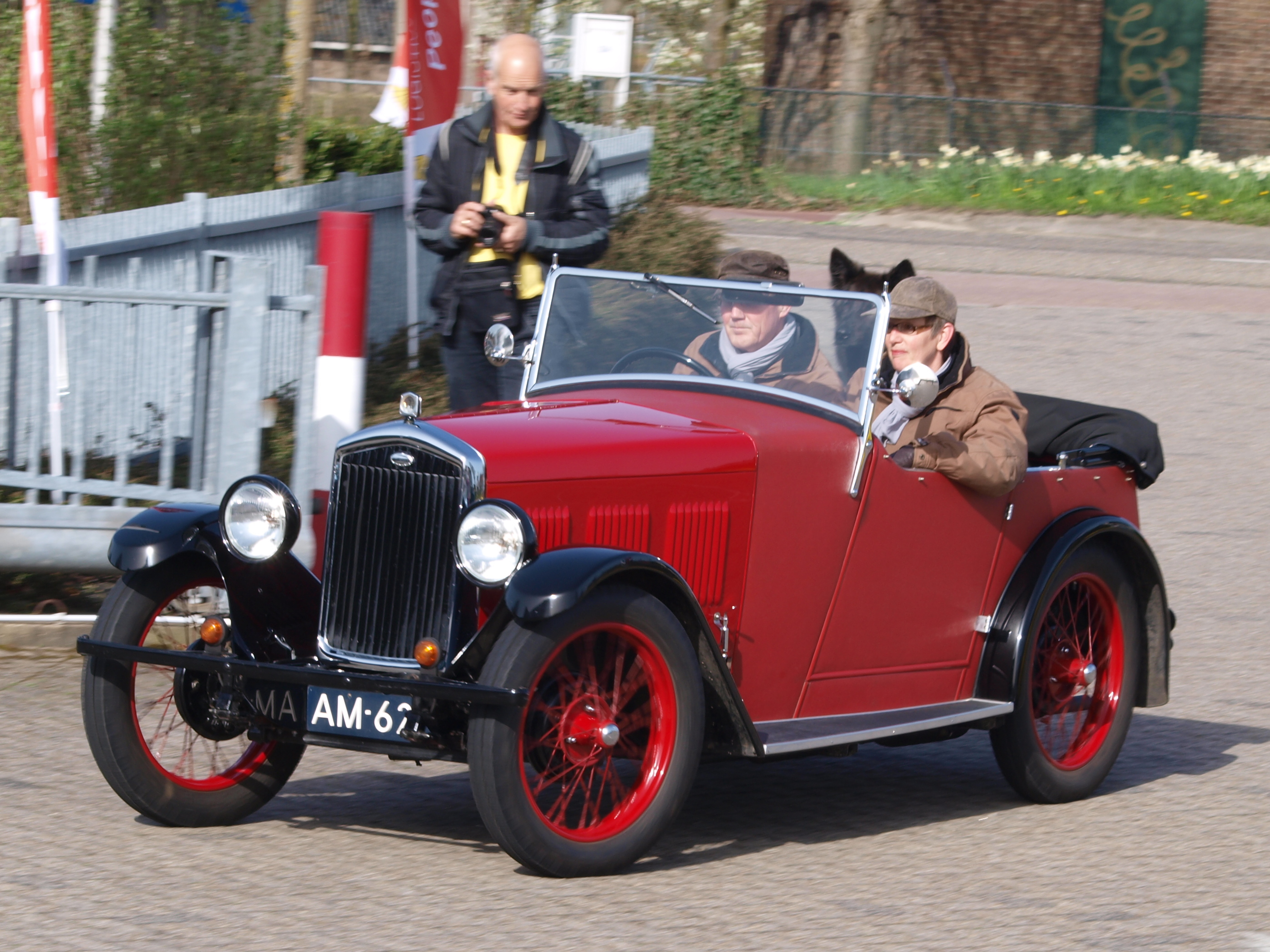

### Jensen

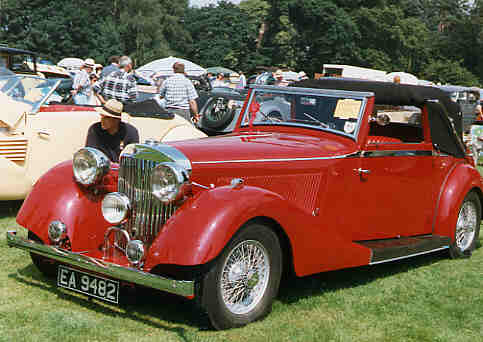
1938 Jensen S-type "drophead", 3.5 litres
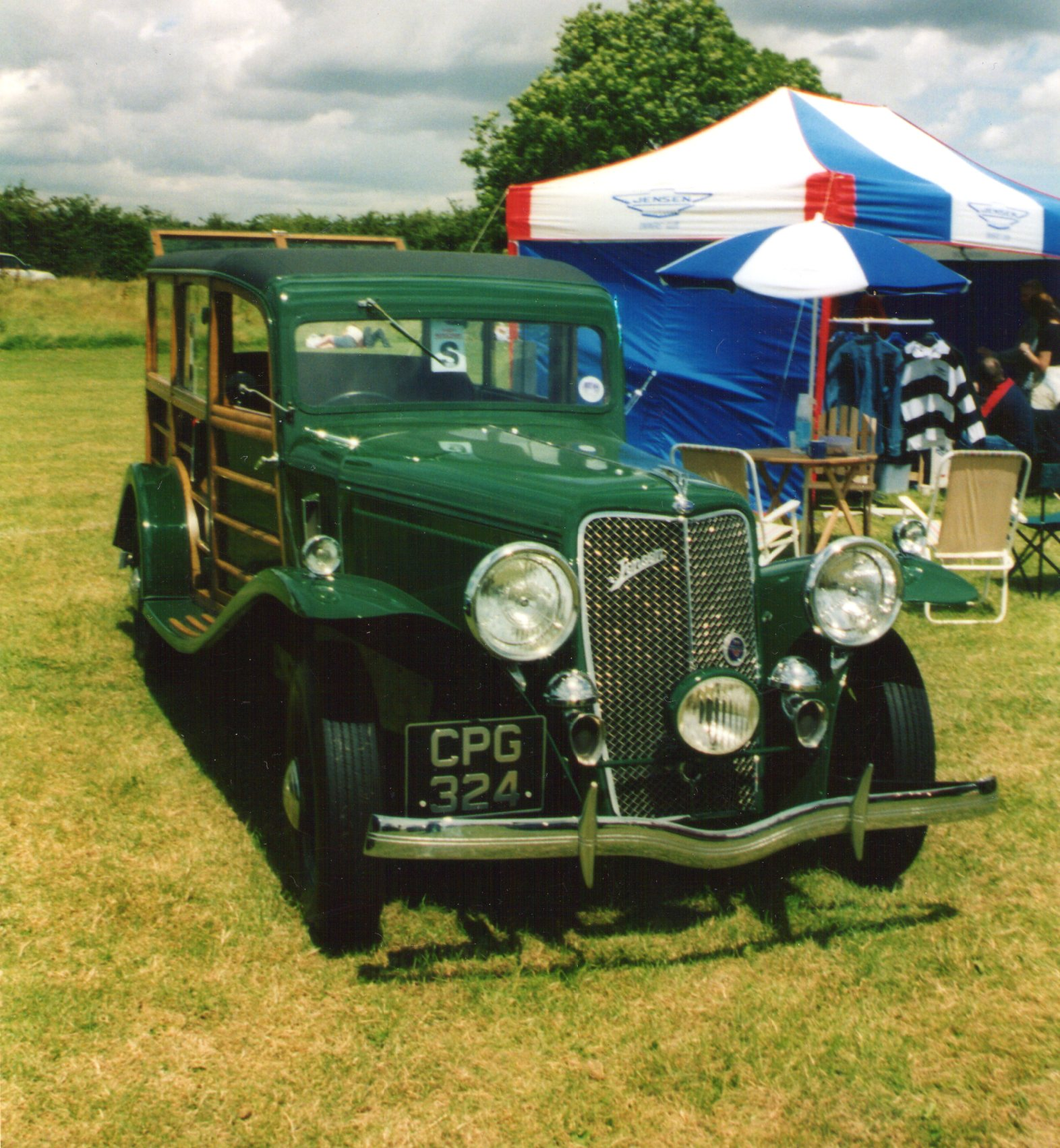
1935 Jensen-Ford "woodie" Shooting brake
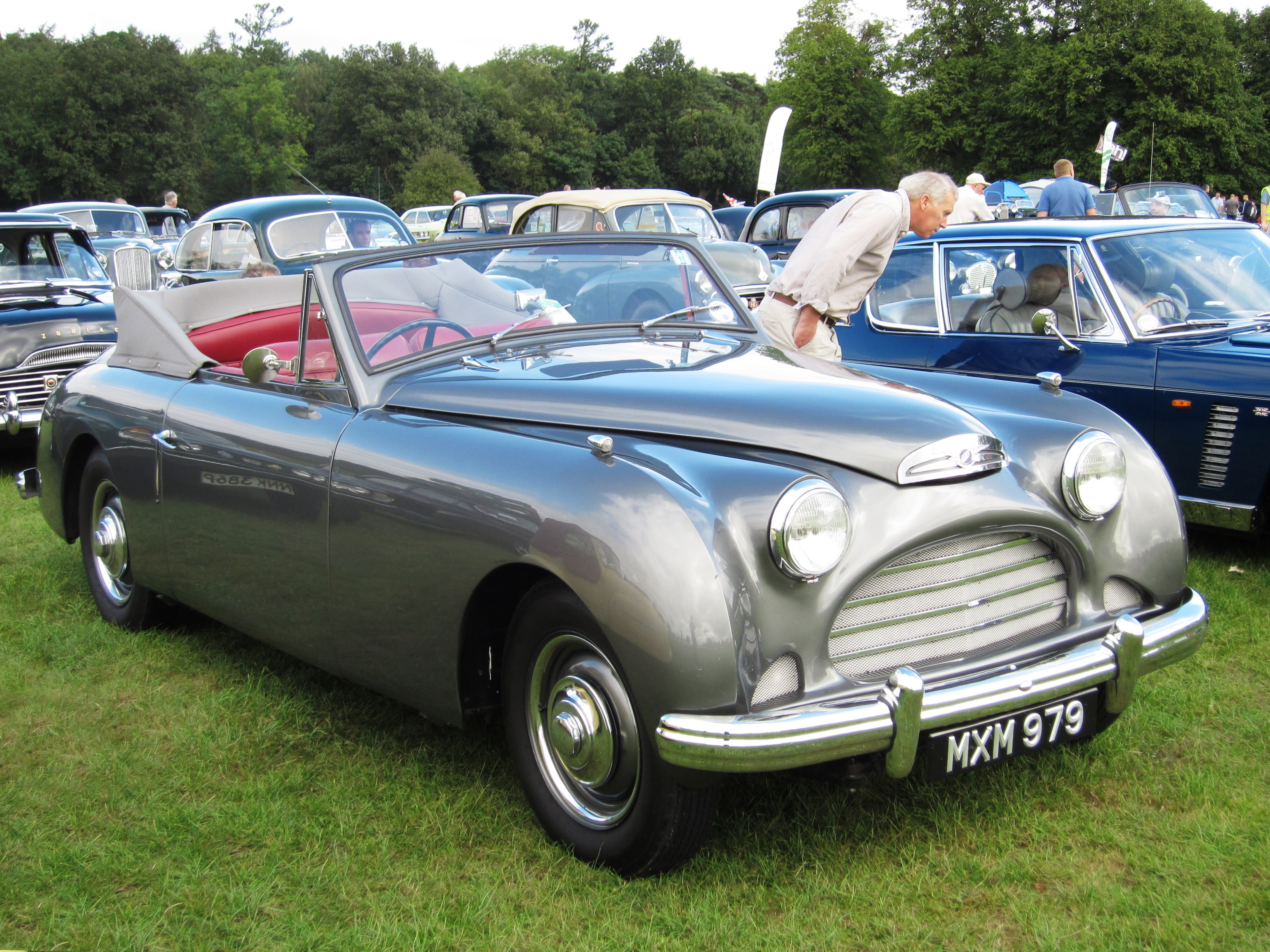
1952 Jensen Interceptor
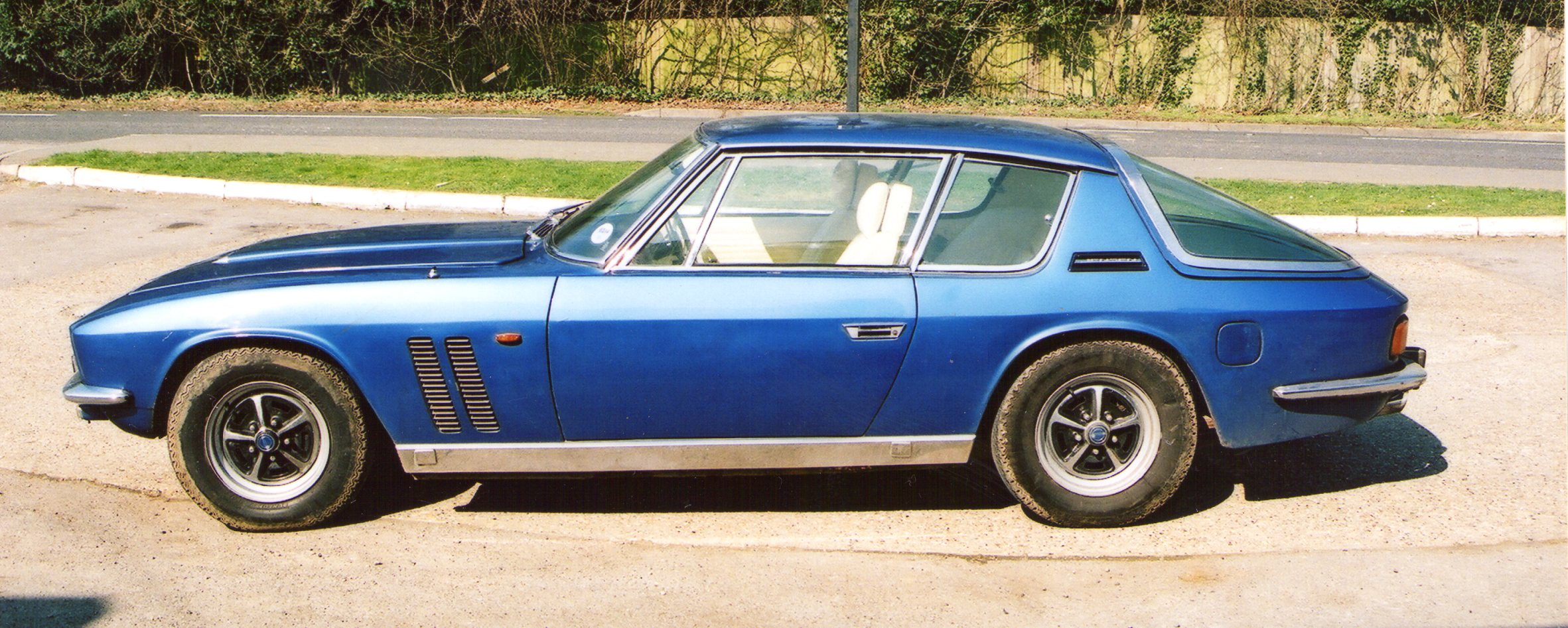
1969 Jensen FF Mk.II

### Lancefield

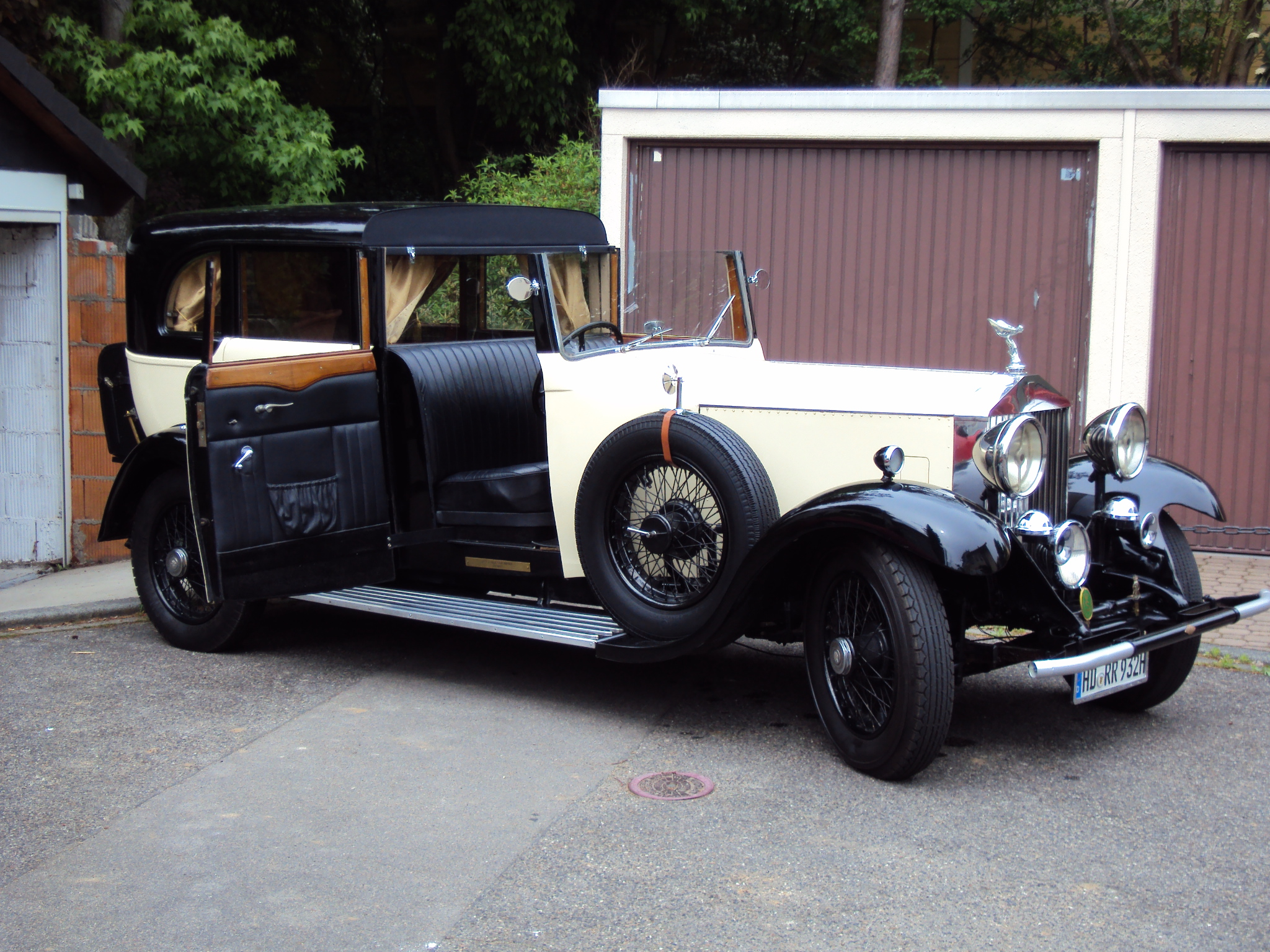
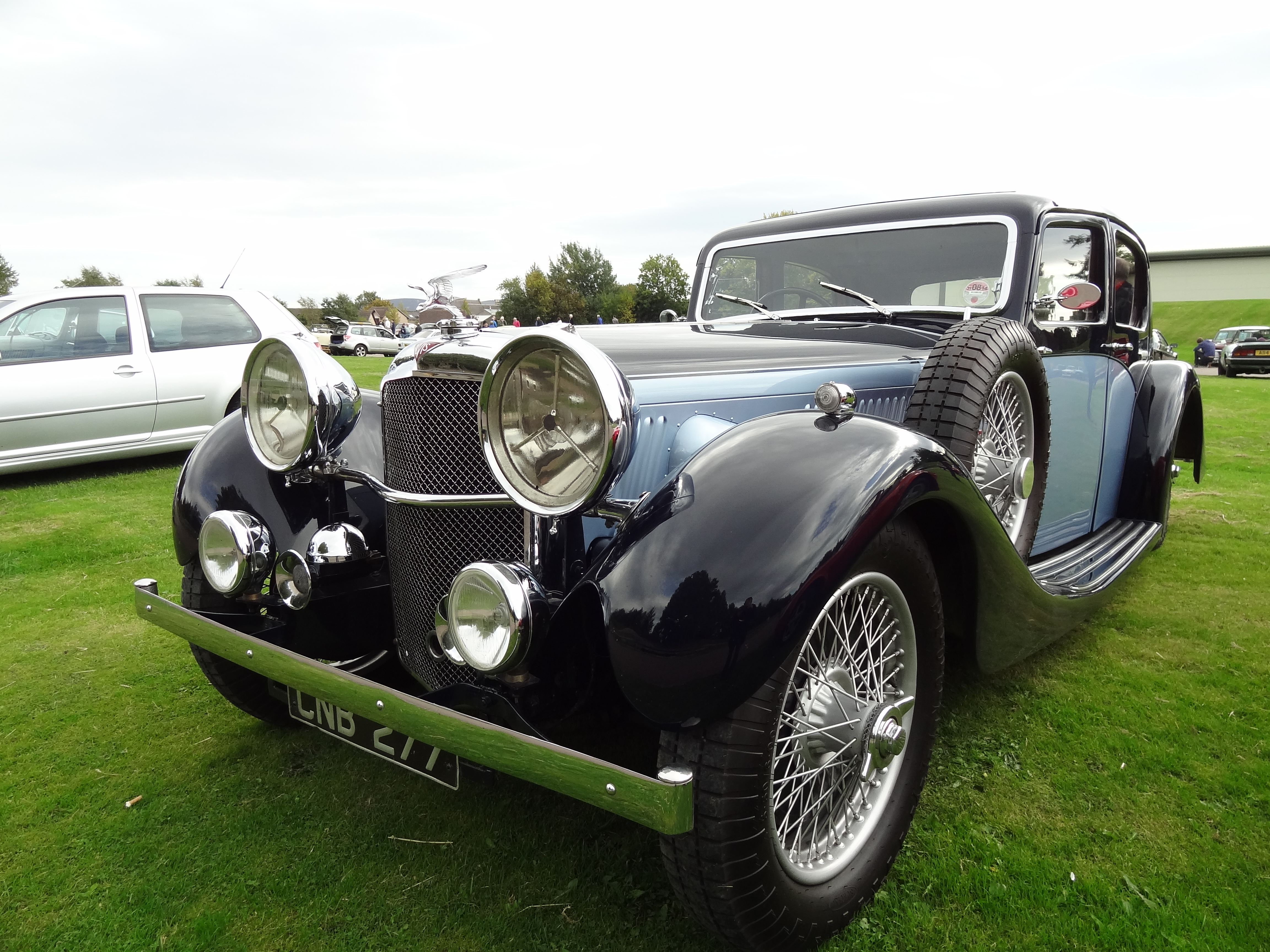
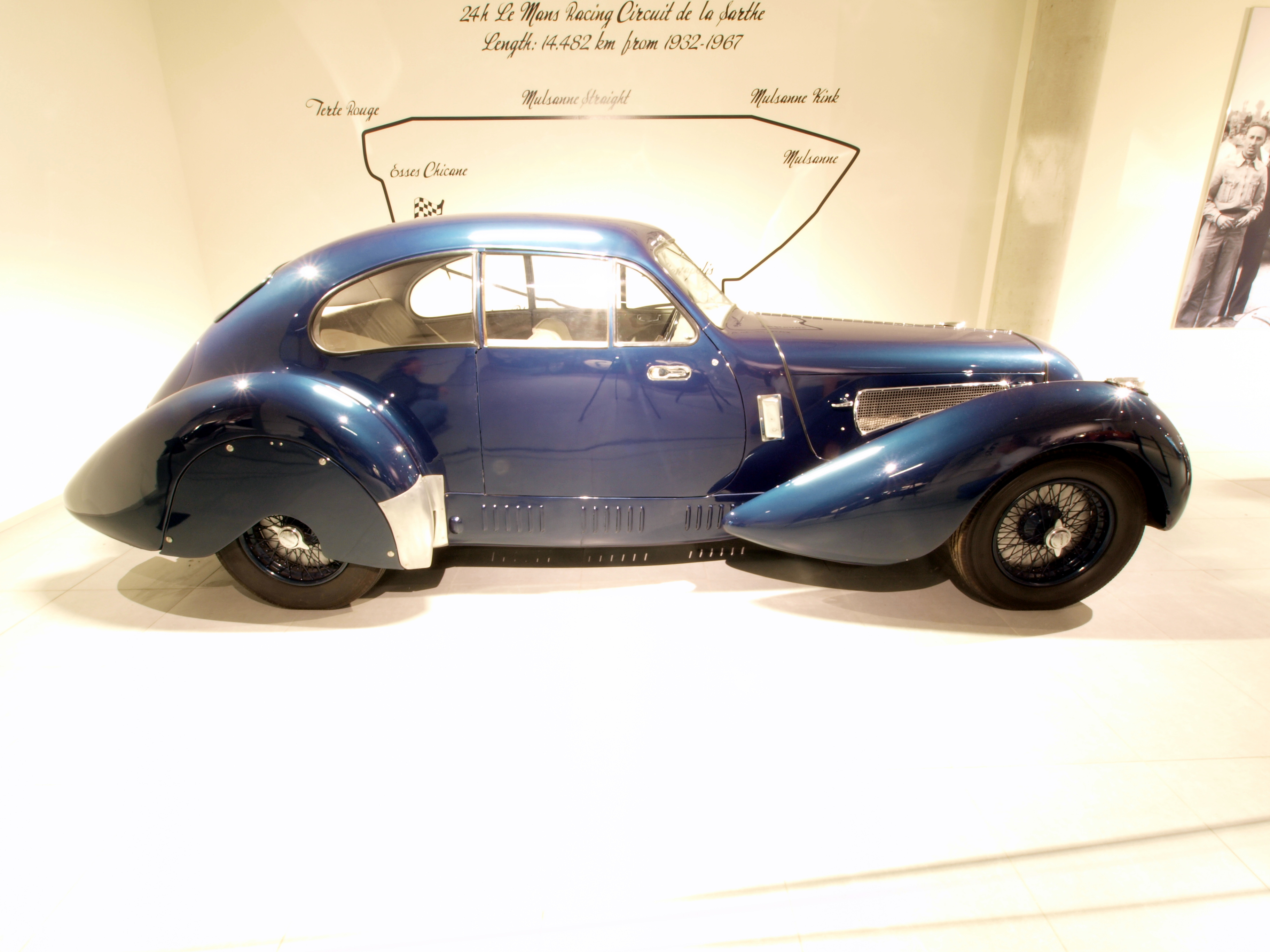
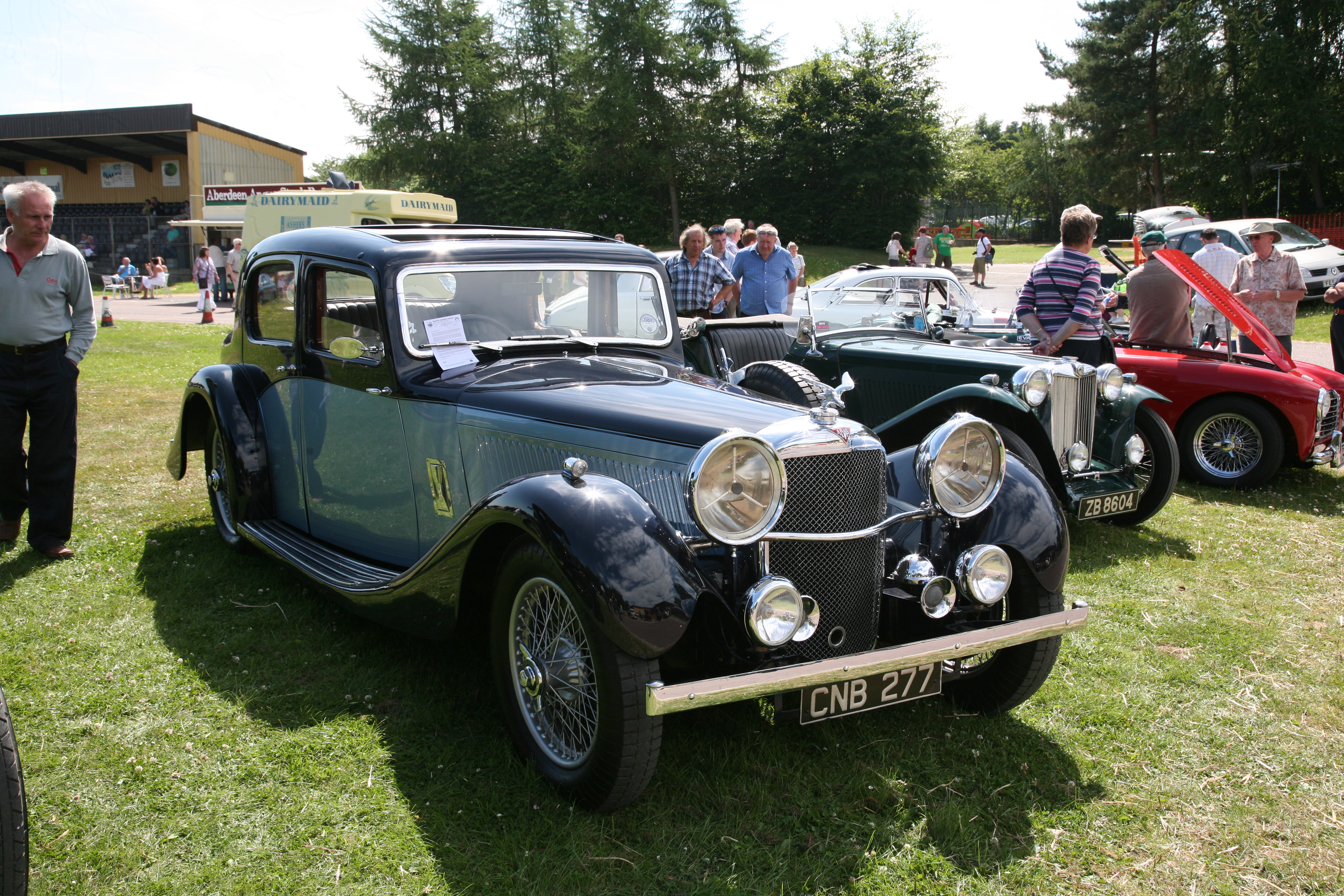

### Mulliners

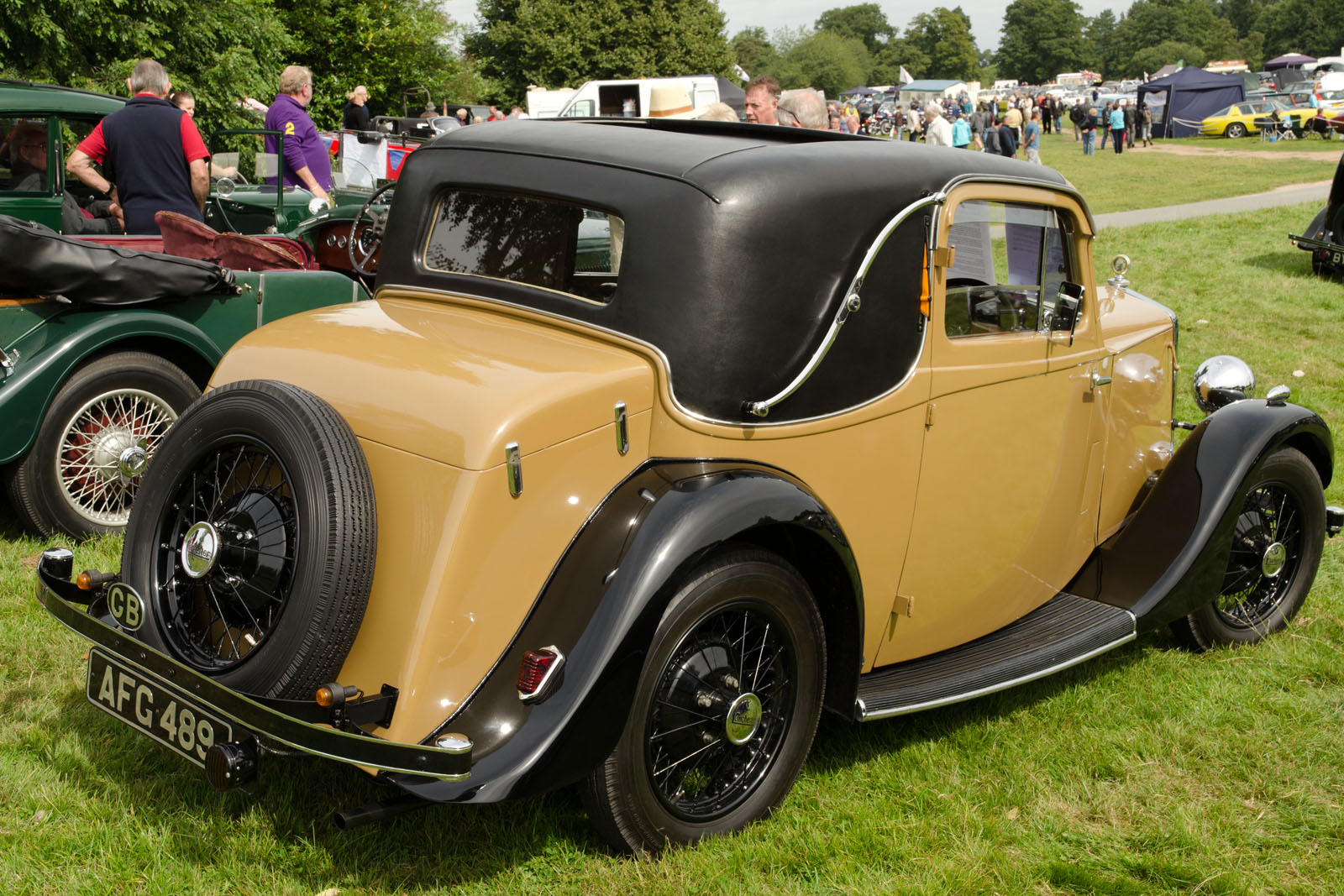
Lanchester Ten fixed head coupé 1934
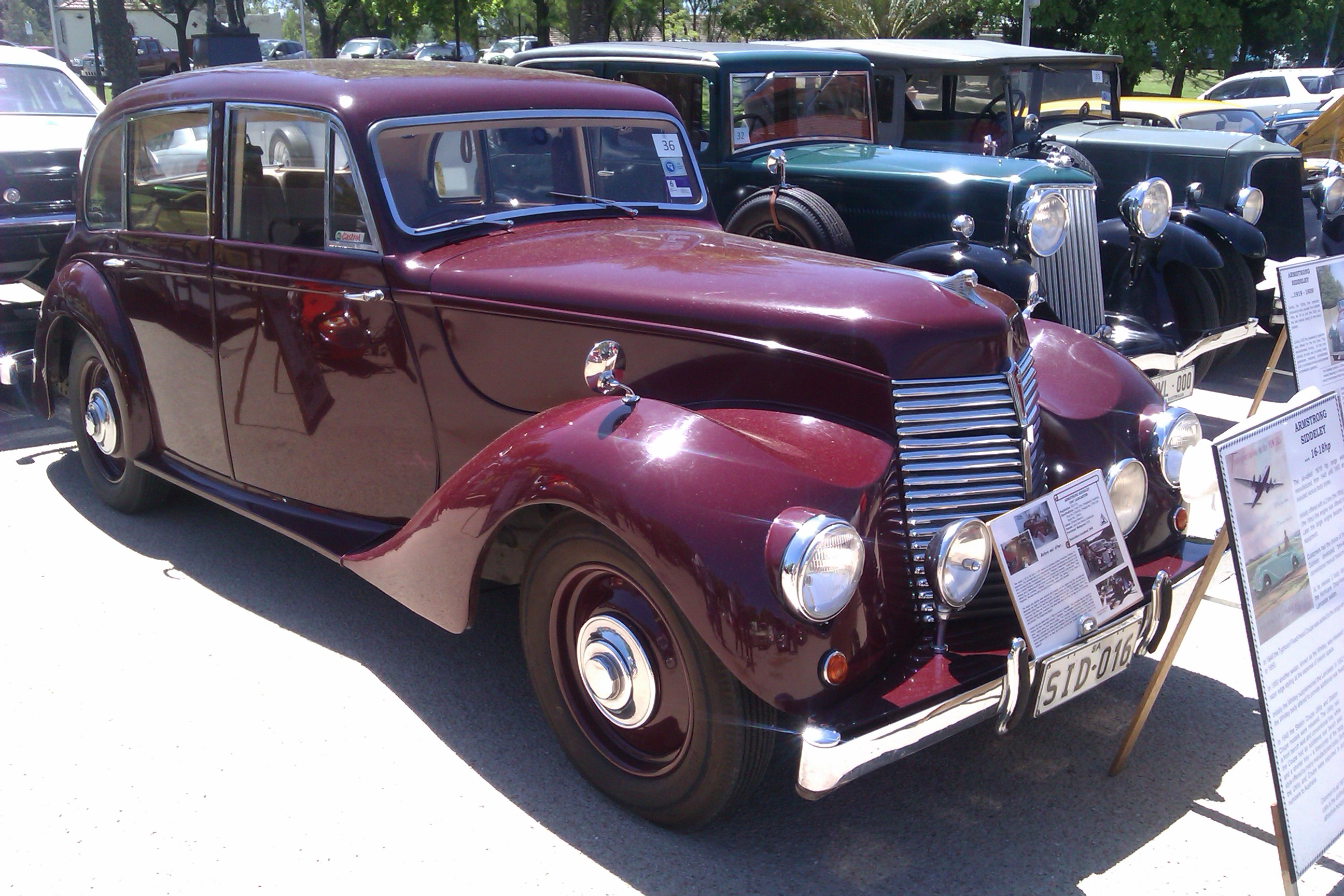
Armstrong-Siddeley Lancaster six-light saloon 1947
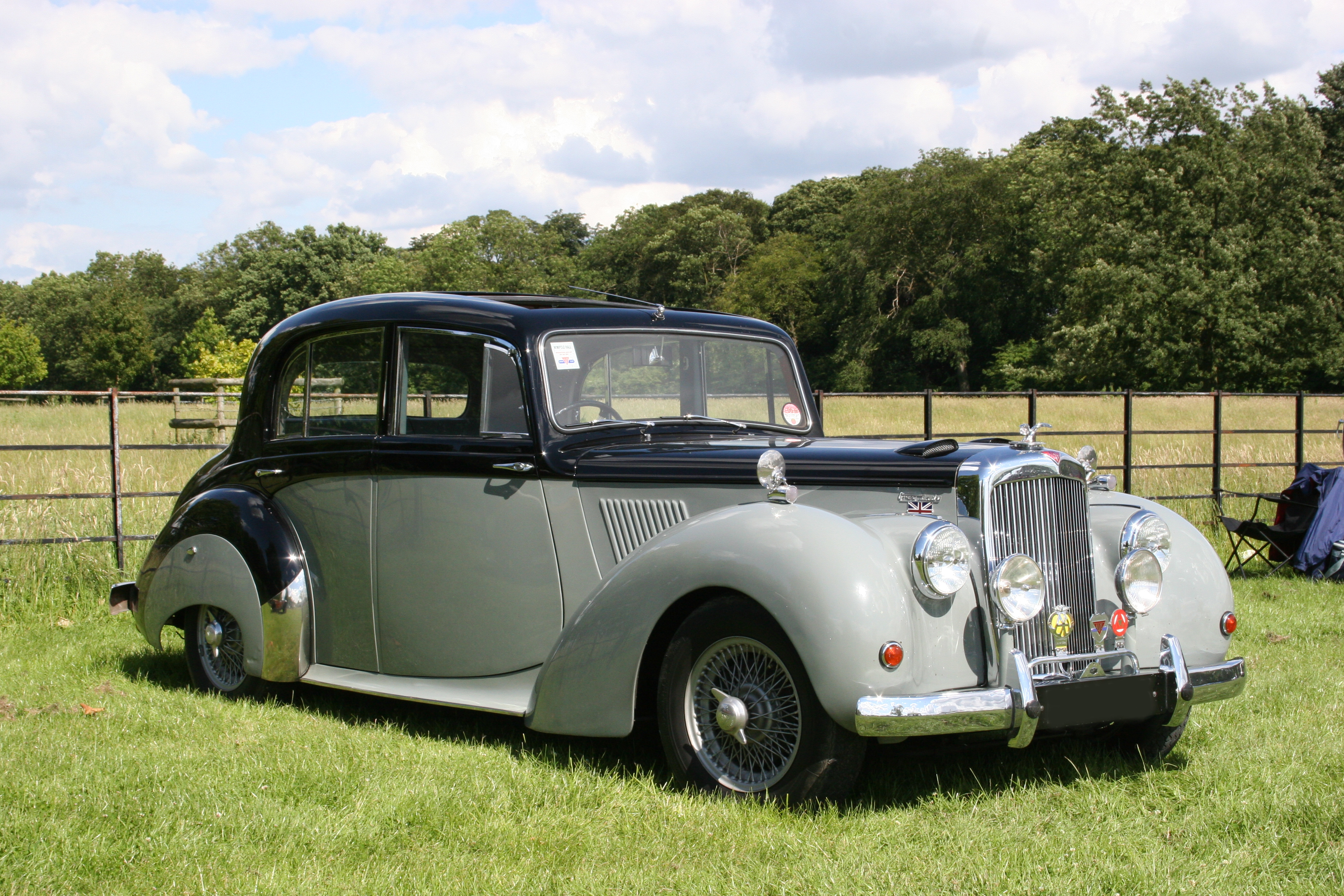
Alvis Three Litre TC21 Grey Lady sports saloon 1953
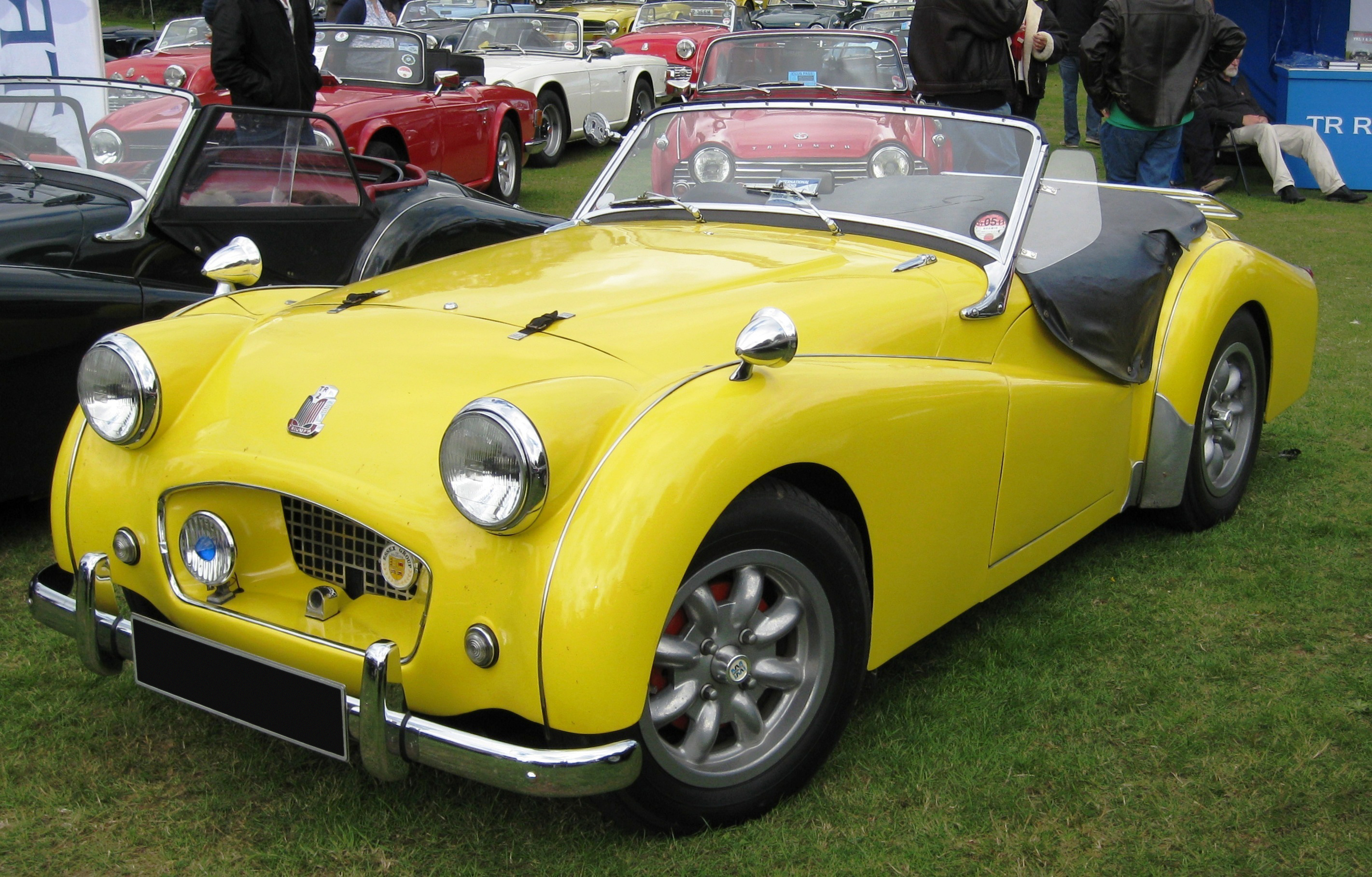
Triumph TR2 1956

### Rippon

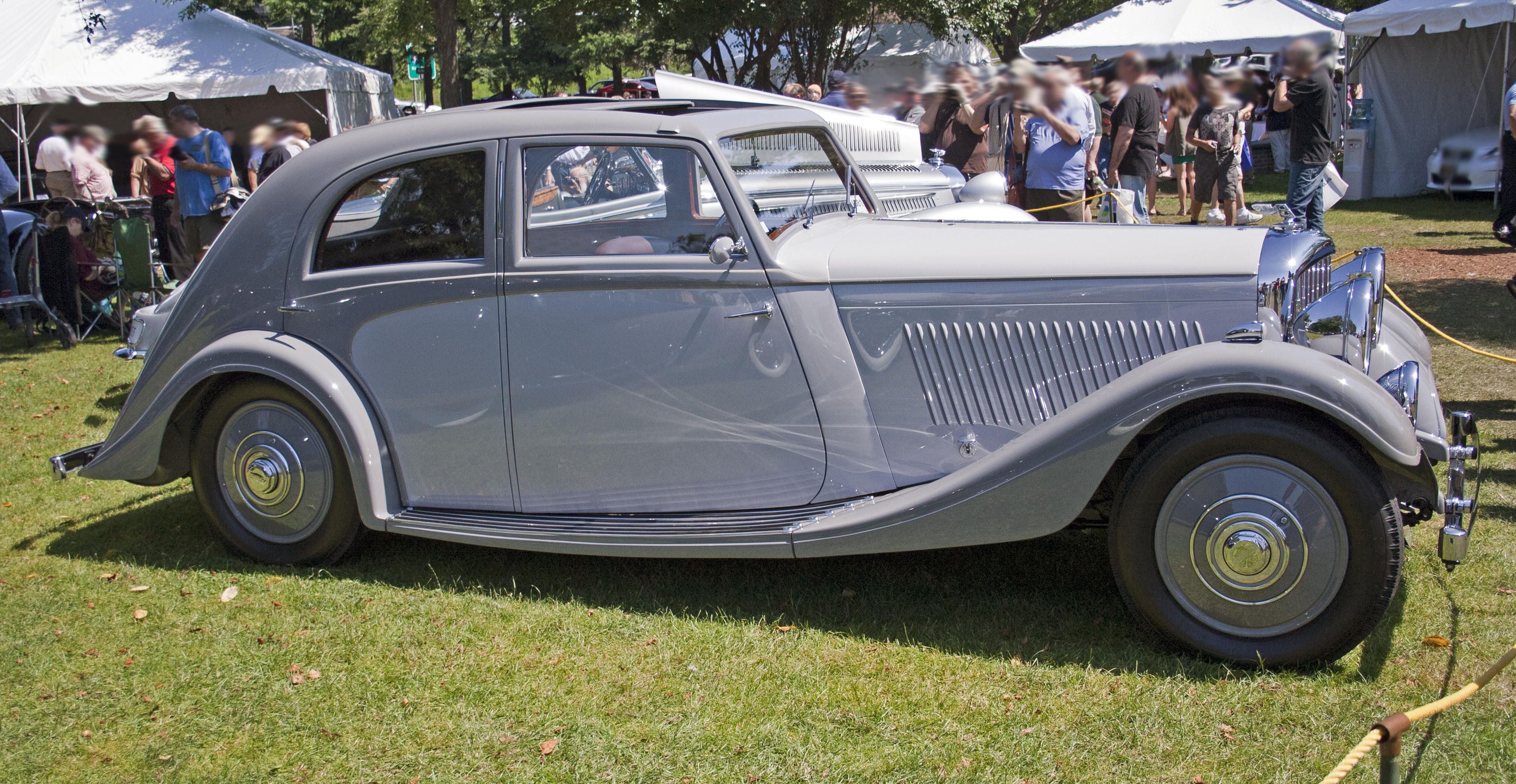
1935 Bentley 3½-litres
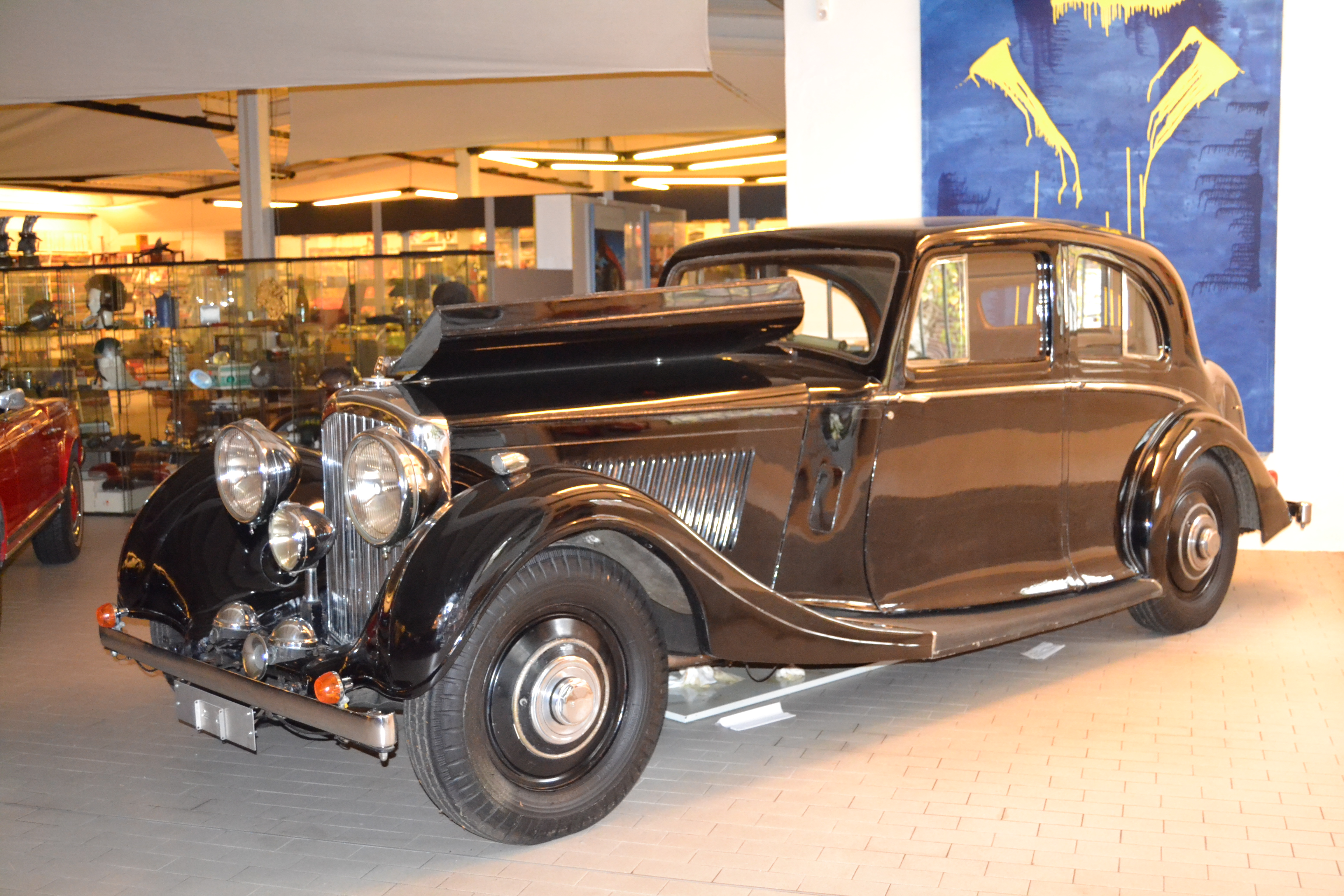
Bentley 4,25 Litres Saloon
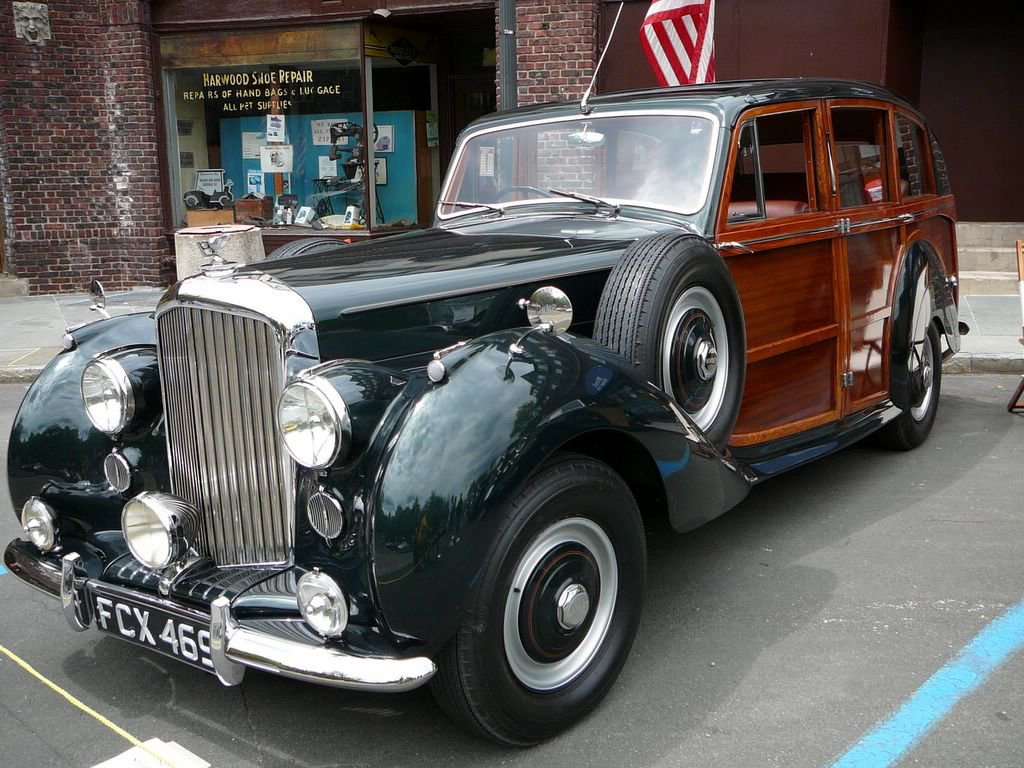
SC06 1949 Bentley Shooting Brake
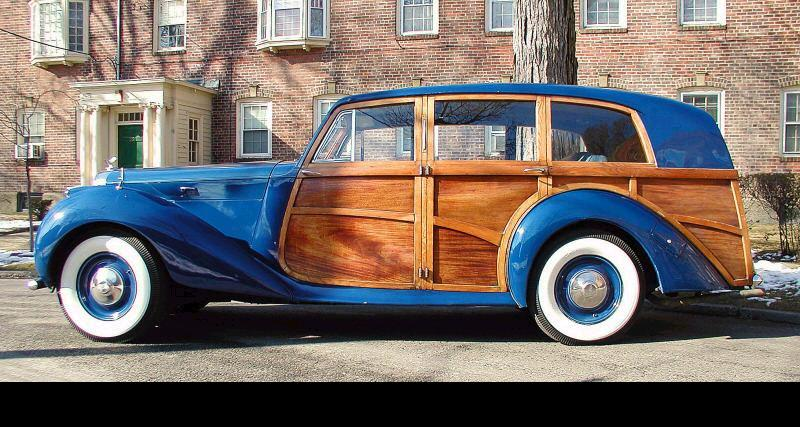
1950 Bentley MK VI

### Vanden Plas

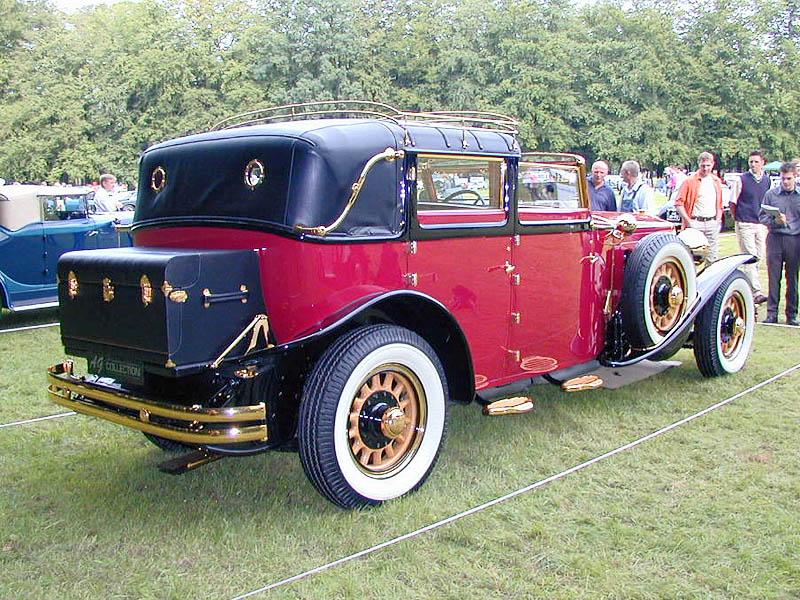
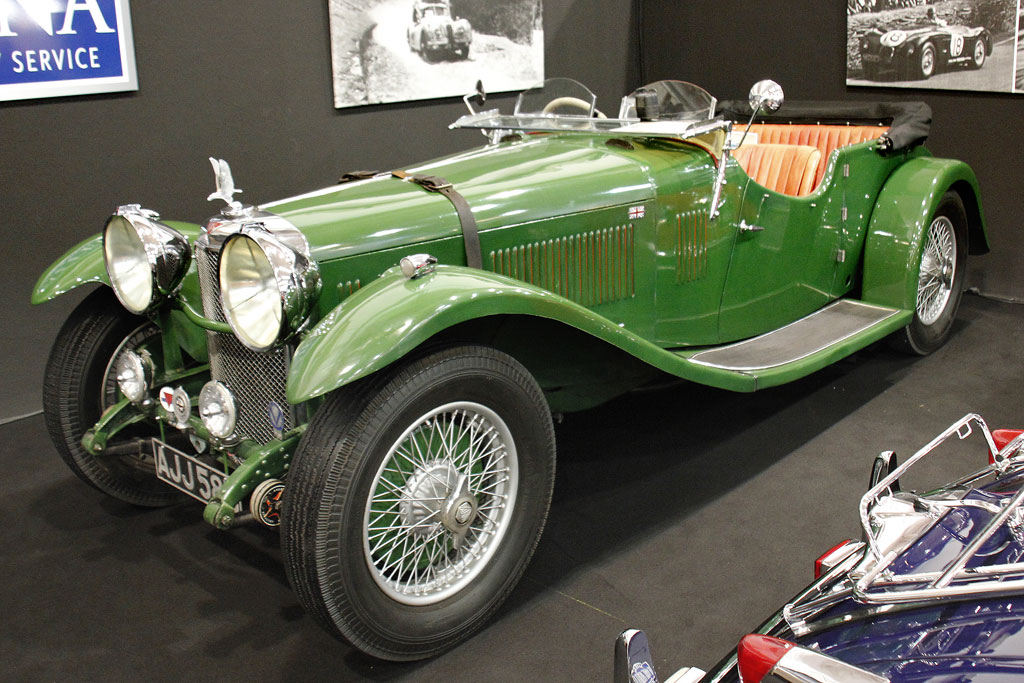
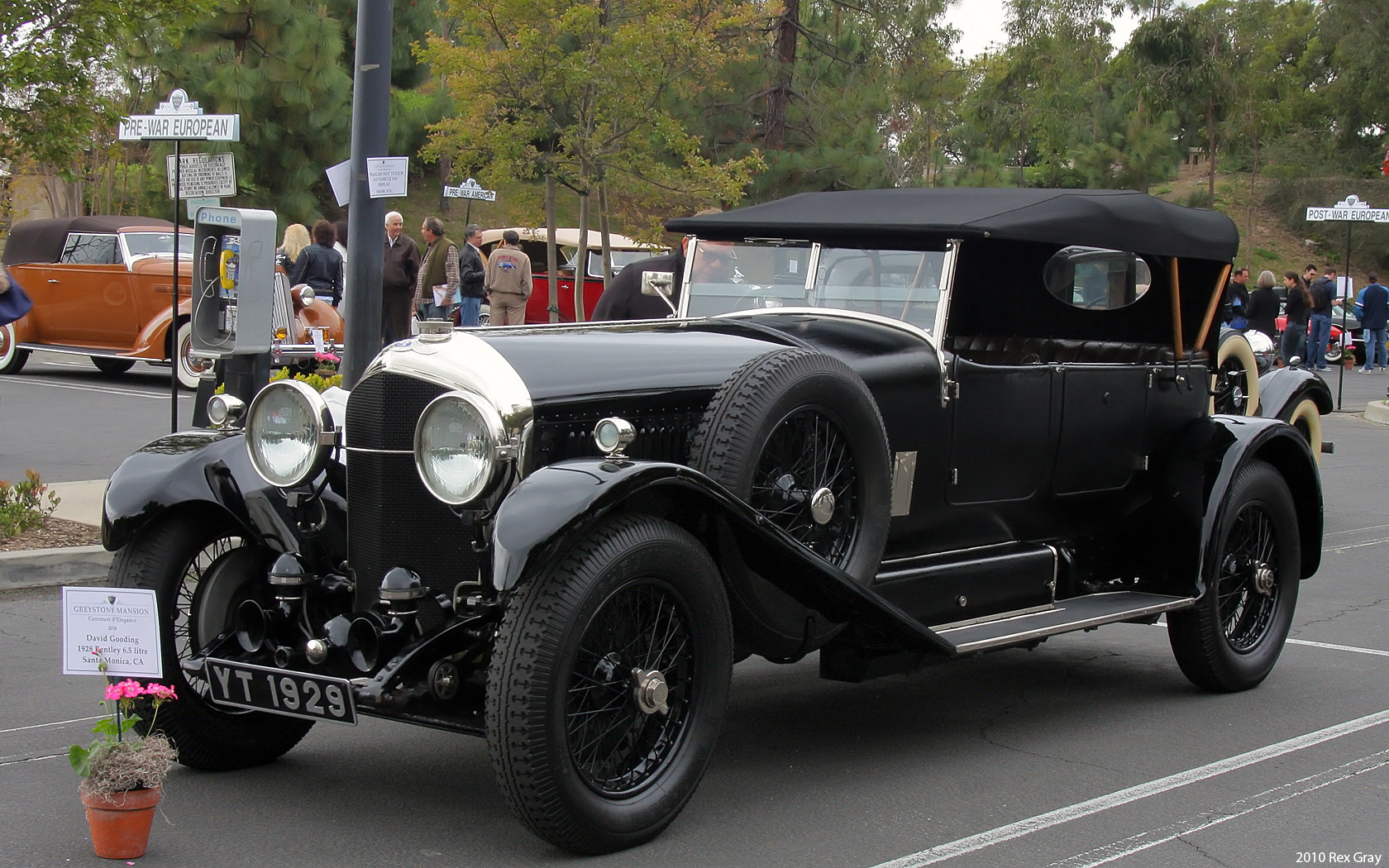
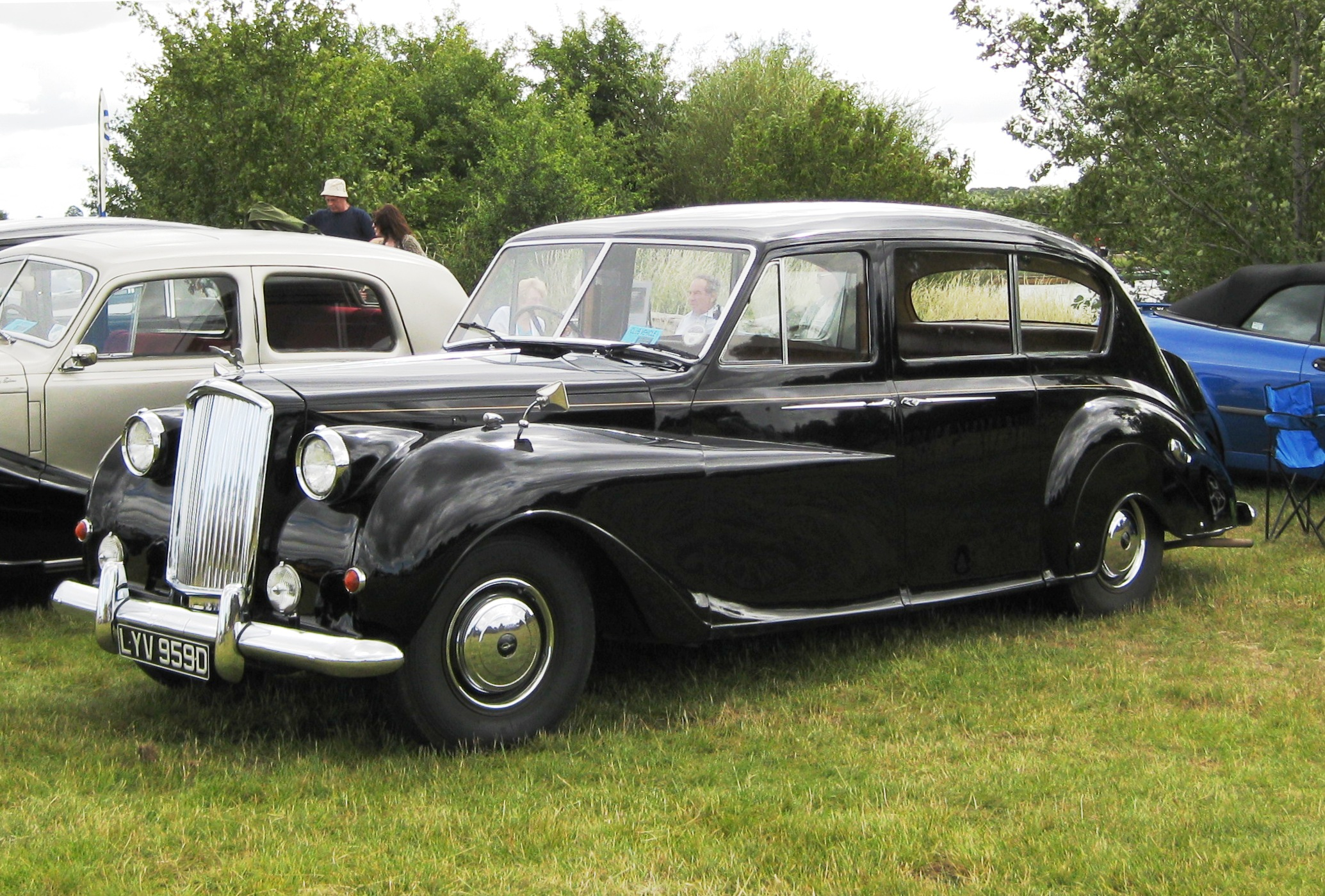

### Young

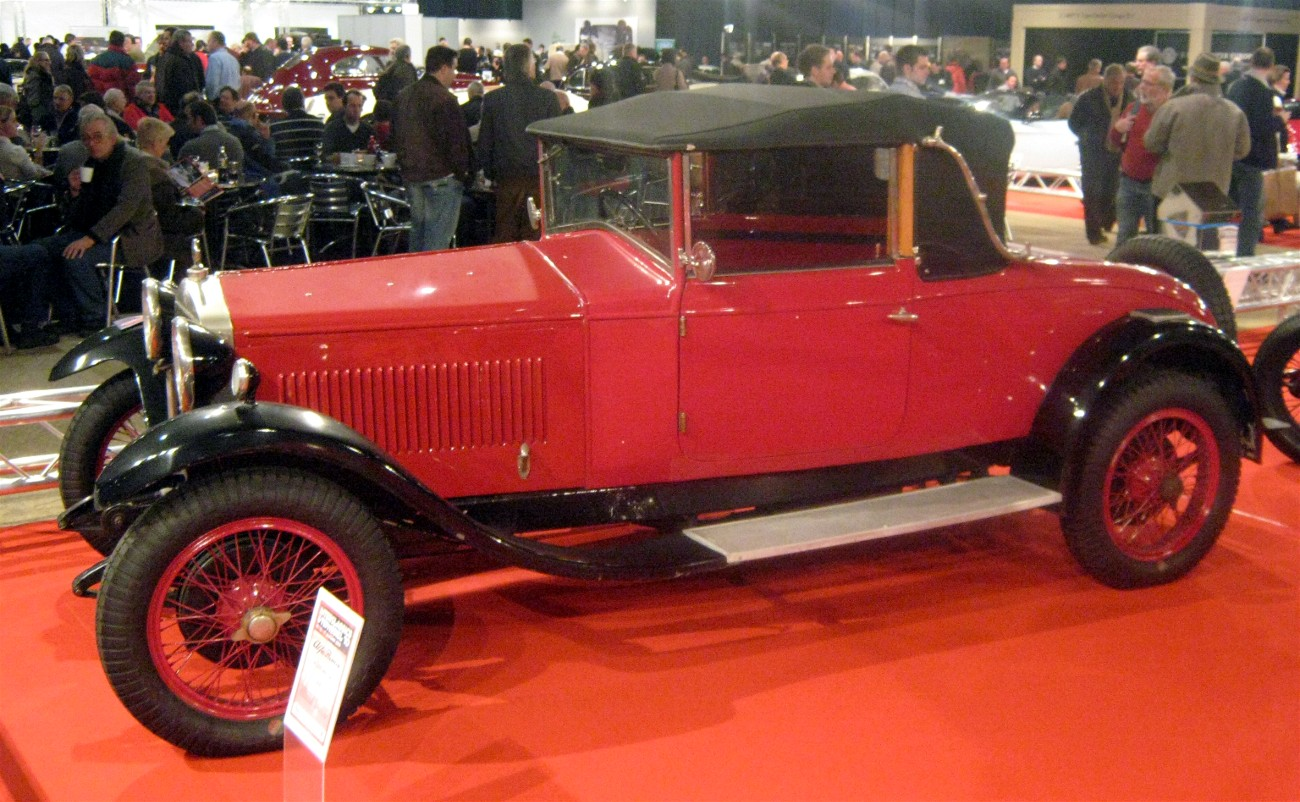
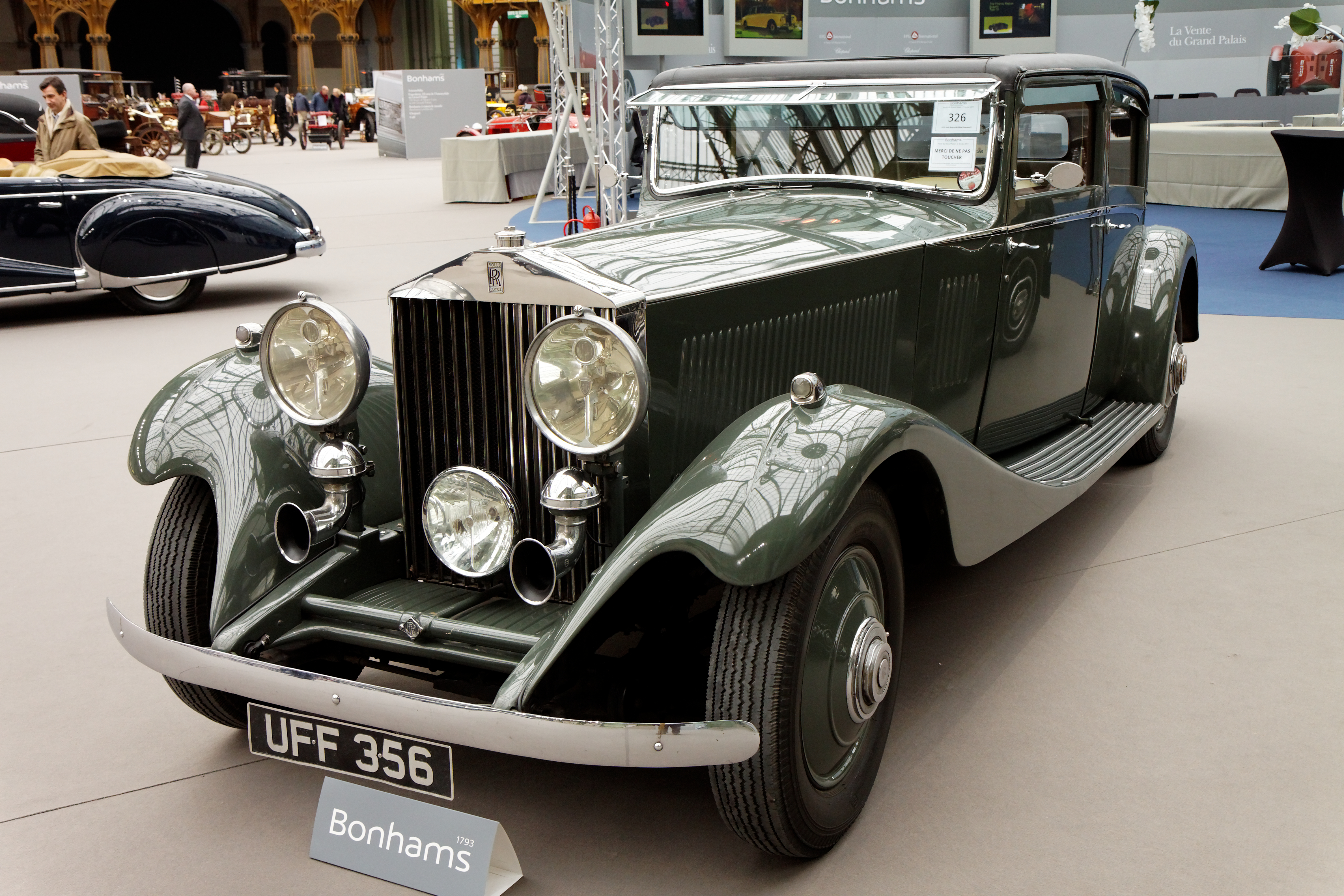
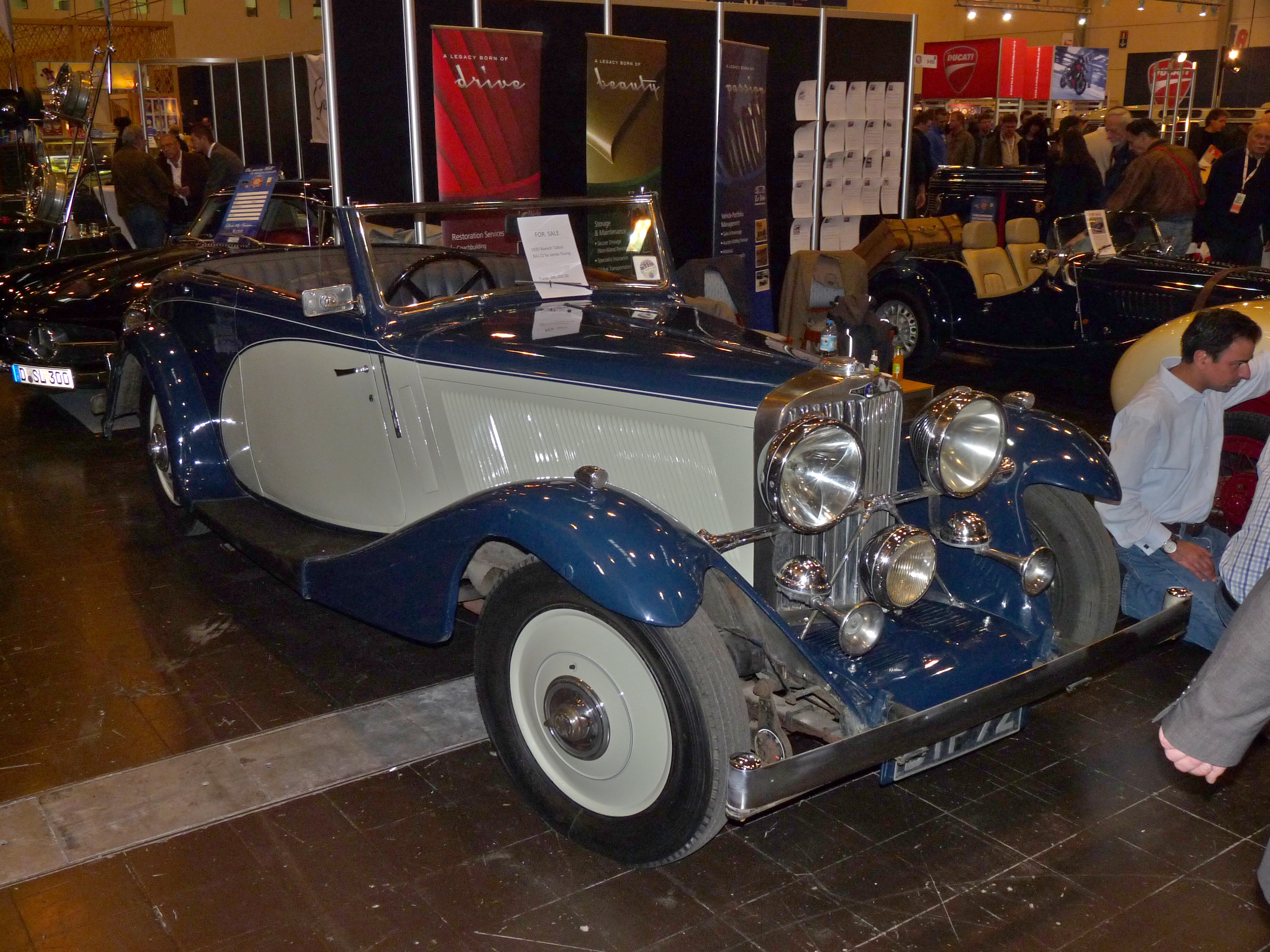
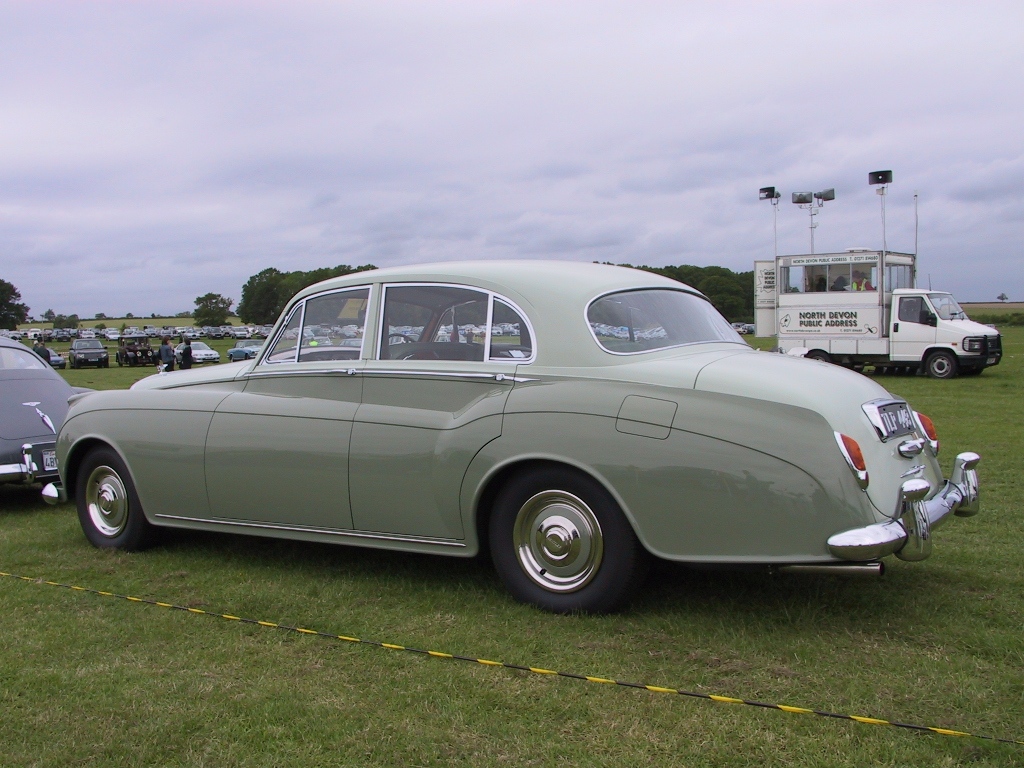

## Carrossers-dissenyadors de Suïssa

### Graber

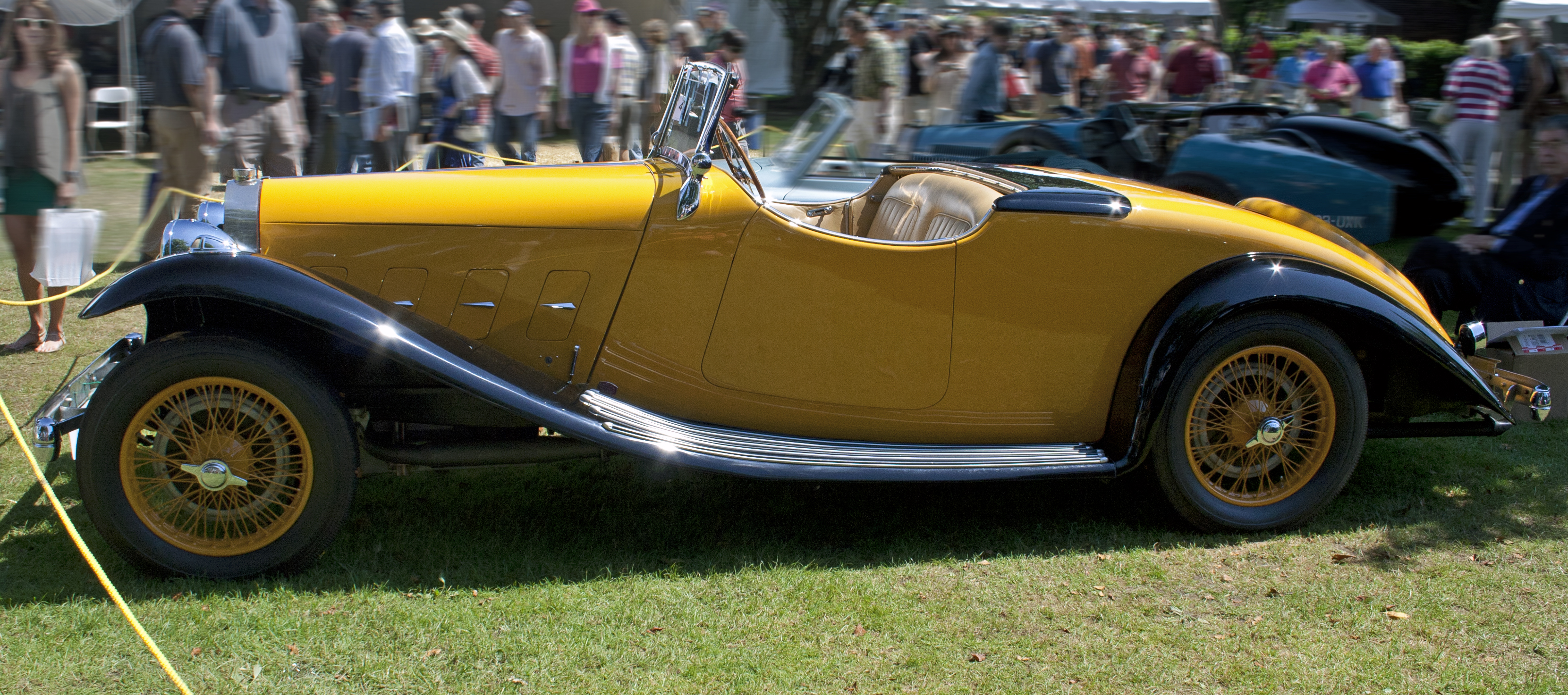
1927 Bugatti type 44 Graber and Gerber Roadster
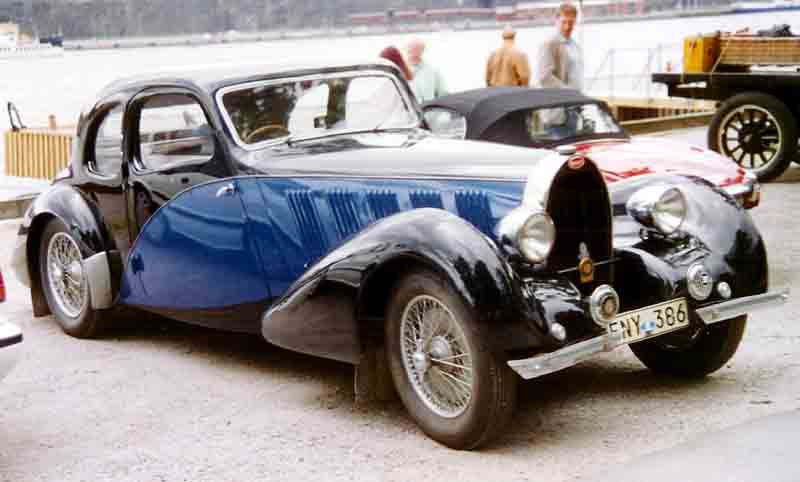
Bugatti Typ 57 Coupe 1936
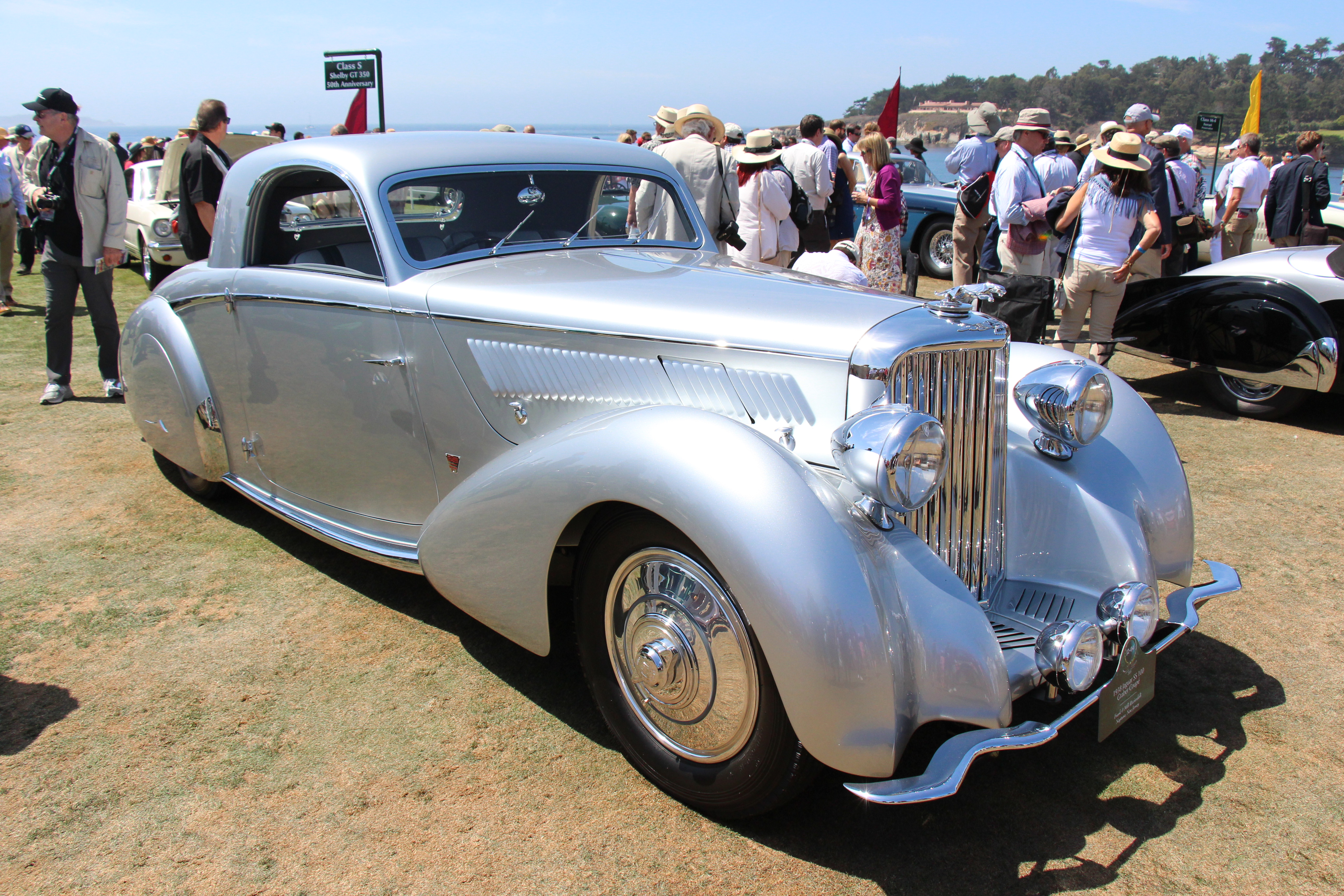
1938 SS Jaguar Graber Coupe
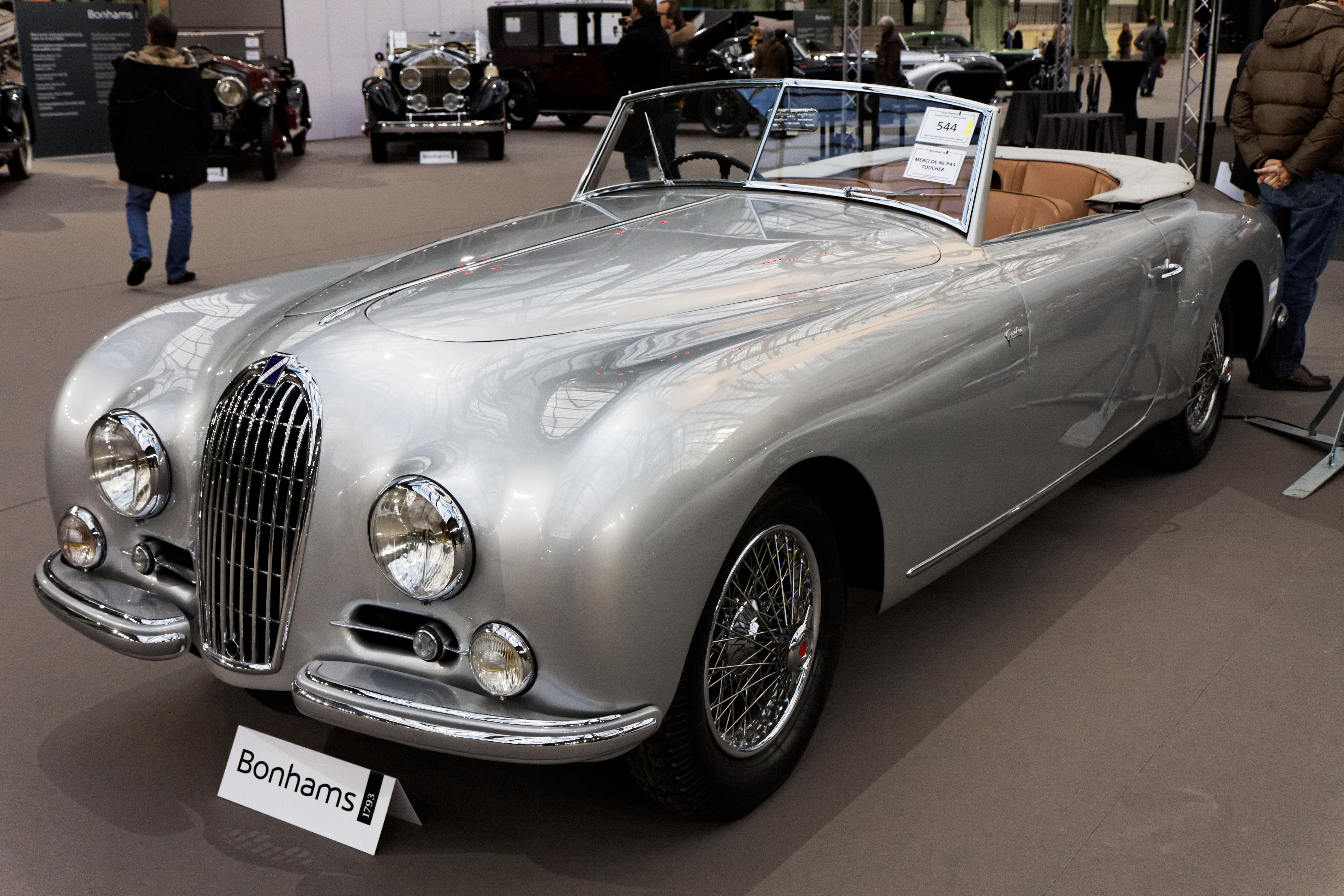
Talbot-Lago record grand sport cabriolet 1950